# Новгородська область
Новгоро́дська о́бласть (рос. Новгоро́дская о́бласть) — суб'єкт Російської Федерації, розташований на північному заході європейської частини країни. Відноситься до Північно-Західного федерального округу. Адміністративний центр — Великий Новгород (225 тис. мешканців). Муніципальний устрій станом на 2021 рік: 1 міський округ, 4 муніципальних округи, 17 муніципальних районів, в складі яких 17 міських і 81 сільське поселення[⇨]. Область розташована в помірних широтах, в лісовій зоні, на північному заході Східноєвропейської рівнини, у межах Приільменської низовини і Валдайської височини. Площа — 54 501 км², вдвічі більша за площу Запорізької області України, шоста за розмірами у федеральному окрузі. Межує із Псковською, Тверською, Вологодською та Ленінградською областями Росії[⇨]. Населення  — 592 415 осіб, станом на 2021 рік, що становить приблизно ⅔ від населення Чернівецької, найменшої області України. Населяють область переважно росіяни, що сповідують православну віру і є прихожанами Російської православної церкви (РПЦ)[⇨]. Область була утворена 5 липня 1944 року указом Президії Верховної ради СРСР. У Російській імперії територію області займала Новгородська губернія, утворена 1727 року. Обласний центр — важливий історичний центр середньовічної державності східних слов'ян, один з центрів Київської Русі на «шляху з варяг у греки»[⇨]. Економіка області представлена електронною, лісотехнічною та харчовою промисловістю; сільське господарство — молочно-м'ясним тваринництвом, зерновим рослинництвом і картоплярством[⇨]. Важливий транспортний коридор між двома найбільшими містами Росії, Санкт-Петербургом й Московою, що лежать на північний захід і південний схід від області, відповідно[⇨].

## Природа

### Географічне розташування
Область розташована на північному-заході Європейської частини Росії, Східноєвропейській рівнині. Площа — 54 501 км². Вона приблизно дорівнює площі Харківської та Луганської областей України взятих разом, більша ніж площа таких євпропейських держав, як Бельгія, Естонія, Швейцарія. Це шоста за розмірами область Північно-Західного федерального округу. Територія області простягається з півночі на південь на 250 км (від 59°20' до 56°55' паралелі пн. ш.), із заходу на схід — 385 км (від 29°40' до 36°10' меридіану сх. ш.). Область на півночі межує з Ленінградською, на заході — Псковською, на північному сході — Вологодською та на півдні — Тверською областю Росії.

### Геологія
Новгородська область лежить майже в центрі Східноєвропейської кристалічної платформи. Кристалічний фундамент (граніти, гнейси, сланці) залягає достатньо глибоко (800—2000 м), він перекритий потужним осадовим чохлом порід, з виходом на поверхню девонського (на заході) і кам'яновугільного періодів (на сході). Підніжжя Валдайської височини, що протяглося з південного заходу на північний схід, співпадає з тектонічним Крестцовським розломом, який окреслює тектонічну межу між Балтійським кристалічним щитом і Московською синеклізою. Важливий вплив на формування рельєфу території області здійснило останнє (Валдайське) заледеніння; відступаючий льодовик залишив по собі потужний шар льодовиково-моренних відкладів, ератичні валуни різного розміру, озерні ложа льодовикових озер.
На території області поширені нерудні корисні копалини, особливо багато будівельних матеріалів. Найціннішою енергетичною сировиною регіону є торф, який розроблявся на 641 ділянці. Найбільші його поклади поблизу селища Тьосово (до 3 м) на північному заході області, Тухун, що поряд із Боровичами. Торф використовували як паливо та органічне добриво в сільському господарстві, тепер здебільшого в садівництві та землеробстві закритого ґрунту, як ізоляційний матеріал та хімічна сировина. Найціннішими з нерудних копалин є пластичні вогнетривкі глини з яких легко виготовити різноманітні вогнетриви, здатні витримувати температури до 1750 °C. Вогнетриви мають значний попит в металургії та хімпромі. Значні поклади в Боровицькому та Любитинському районах, де їхні пласти перемежовують тонкі пласти бурого вугілля, видобування якого не має промислового значення. У регіоні поширені поклади будівельної глини, піску (включно з кварцовими), бокситів, вапняків (12 м чисті пласти в Угловці) та інші будівельні матеріали. Область багата на мінеральні (Солецький і Старорусський райони) і радонові джерела, лікувальні грязі (широко відомий з XIX століття курорт «Стара Русса»), сапропелі. За ступенем освоєння питних підземних мінеральних вод, область є лідером у Північно-Західному регіоні. В районі Любитіно та Валдая розроблялись поклади мінерального барвника — вохри.
З 2000-х років активно йде процес виявлення нових родовищ, планується геологічне вивчення ділянок надр з метою розвідки на нафту, алмази та марганцеві руди. Станом на 1 січня 2019 року в області розвідано і поставлено на державний баланс 196 родовищ твердих корисних копалин. З яких розробляються поклади будівельного піску й валунно-гравійно-піщана сировина (166 кар'єрів), вогнетривкі глини (3), цегляної і керамічної глини (3), скляної сировини (2), будівельного каміння (4), вапняку, включно з облицювальним (3), торфу (9), сапропелю (3), лікувальних грязей (1). Промислові родовища горючих сланців, бокситів, бурого вугілля, вогнетривких глин та мінеральних барвників не експлуатуються з економічних причин.

### Рельєф
Більша частина території — рівнина, місцями заболочена. На заході сильно заболочена Приільменська низовина, на сході — північні відроги горбисто-моренної Валдайської височині (висота до 296 м, гора Рижоха поблизу озера Вельє, на південь від Валдая), яку Мстинська улоговина ділить у межах області на дві частини — горбисто-моренна Тихвинська гряда (до 280 м) на півночі та Валдайська гряда на півдні. Максимальна висота над рівнем моря — 296 м; мінімальна висота — 18 м; середні висоти від 50 до 200 м. На сході низовина підвищується і замикається Валдайським уступом, за яким розташована однойменна височина.
Важливий вплив на формування рельєфу території області в історичному минулому здійснило останнє заледеніння (Валдайське). Найкраще льодовиково-моренний рельєф зберігся на сході, де численні пагорби (ками) з відносною висотою до 50 м (в середньому 10-30 м), довгі піщано-гравійні гряди «хребти» (ози), піщані хвилясті наноси, вкриті сосновими борами (зандри); на заході — пласкі ділянки валунних суглинків. Ендогенні процеси поступово (зі швидкістю 2 мм на рік) понижають західну частину області. Сучасні екзогенні рельєфотворні чинники представлені еродуючою діяльністю річок, що сформували 1-2 річкові тераси в своїх долинах. Площинний змив і суффозія на схилах пагорбів поступово вирівнюють їх. На Валдаї у вапнякових відкладах поширені карстові процеси, утворення різних западин, полостей під землею — печер, понорів на шляху річок, в які вони зникають.

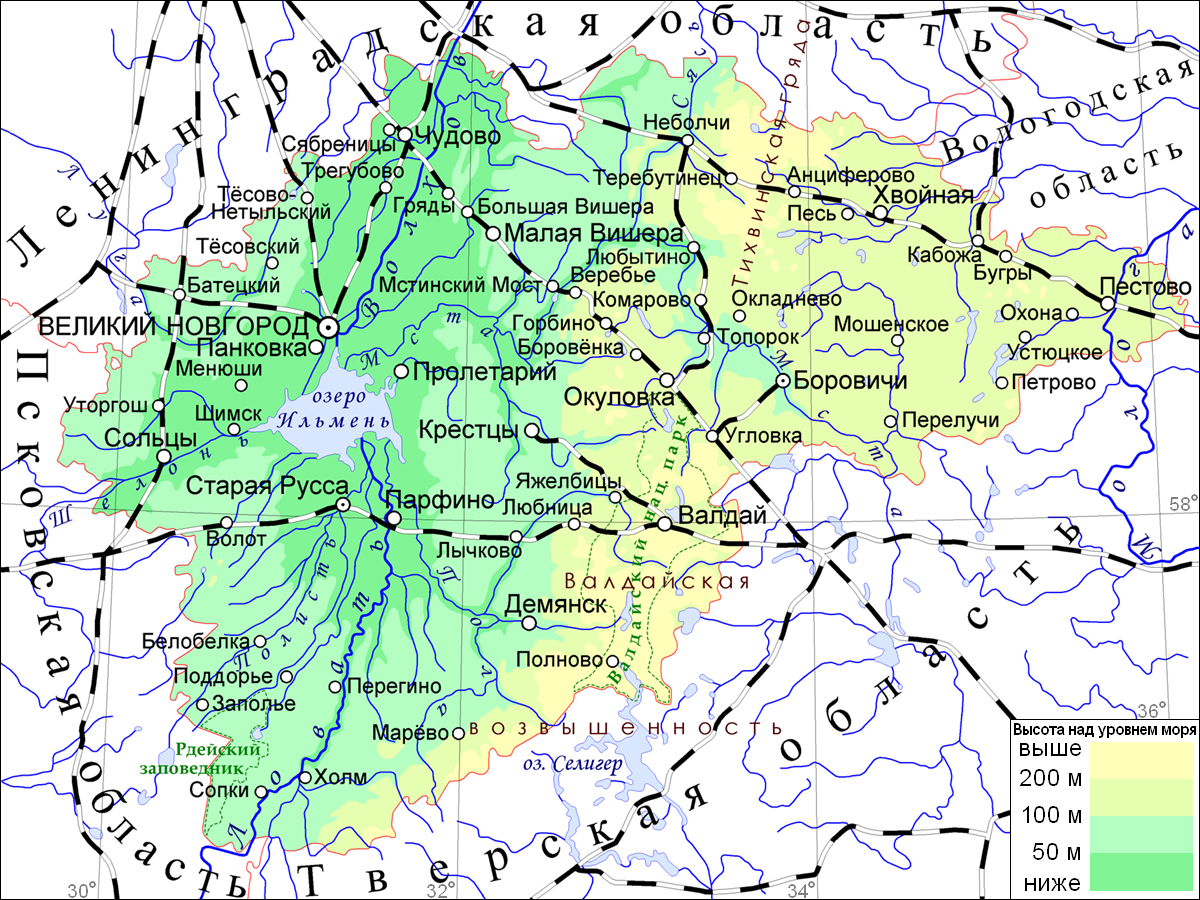
Карта Новгородської області (рос.)
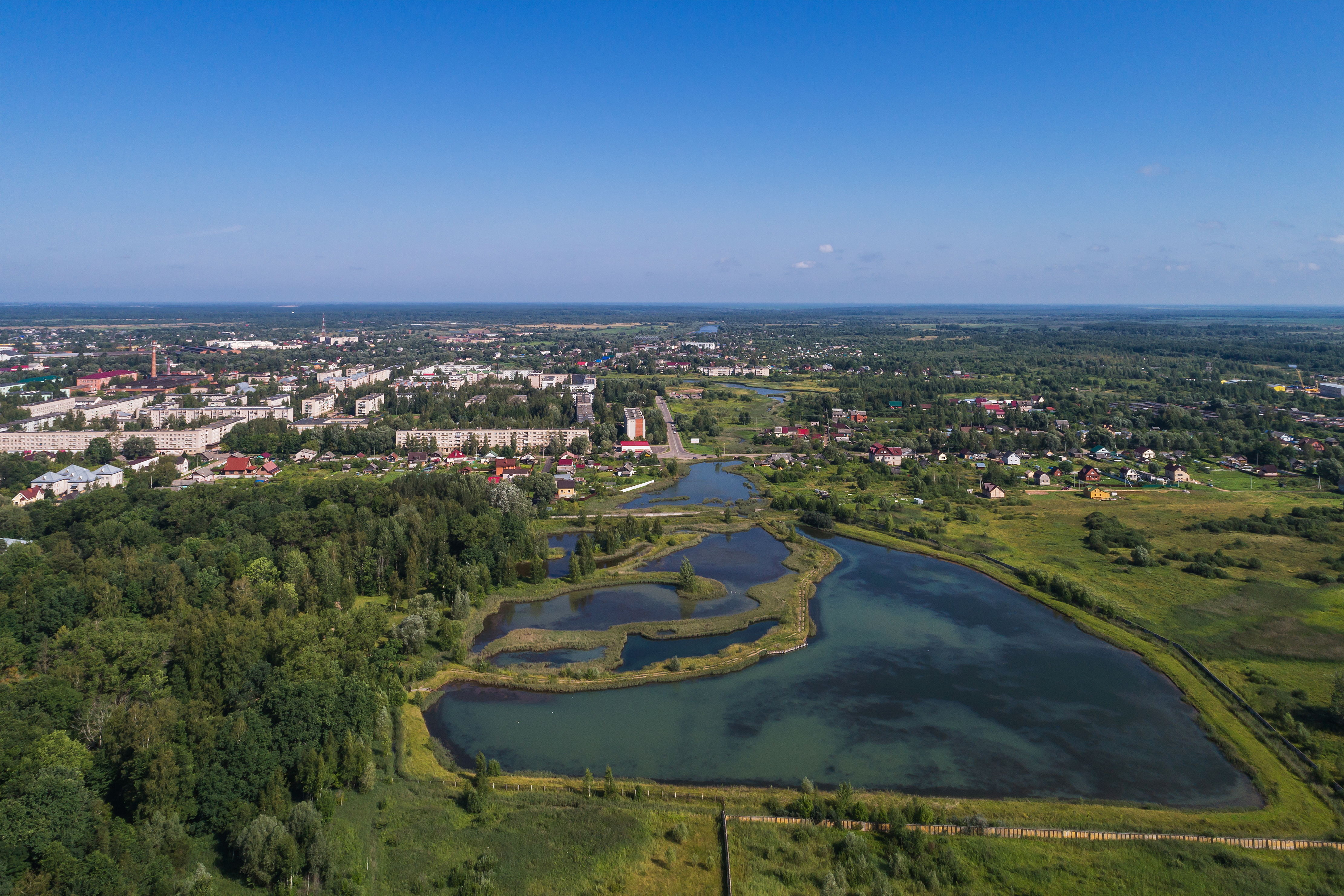
Рельєф Приільменської низовини
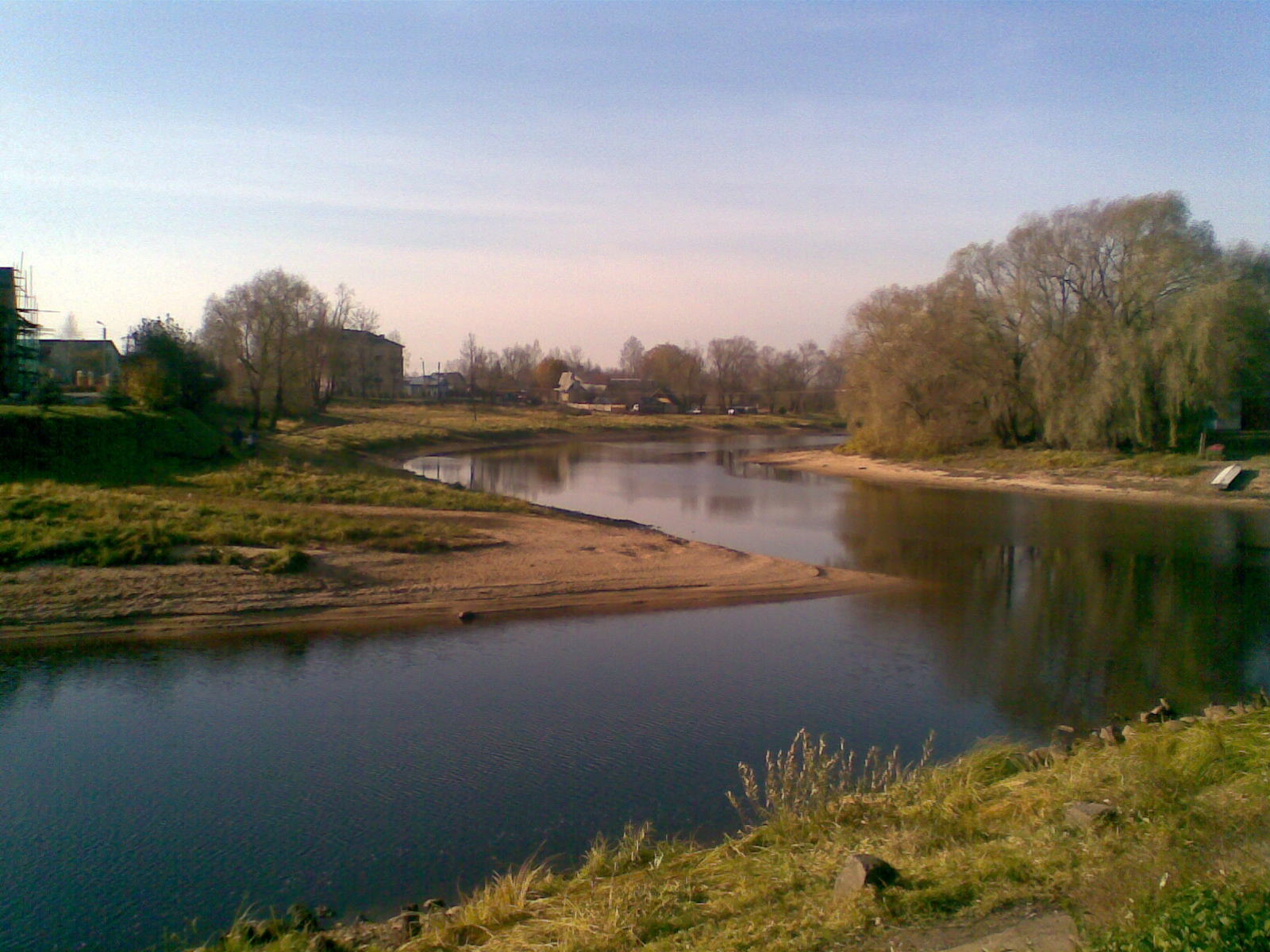
Приільменська низовина, річка Полість
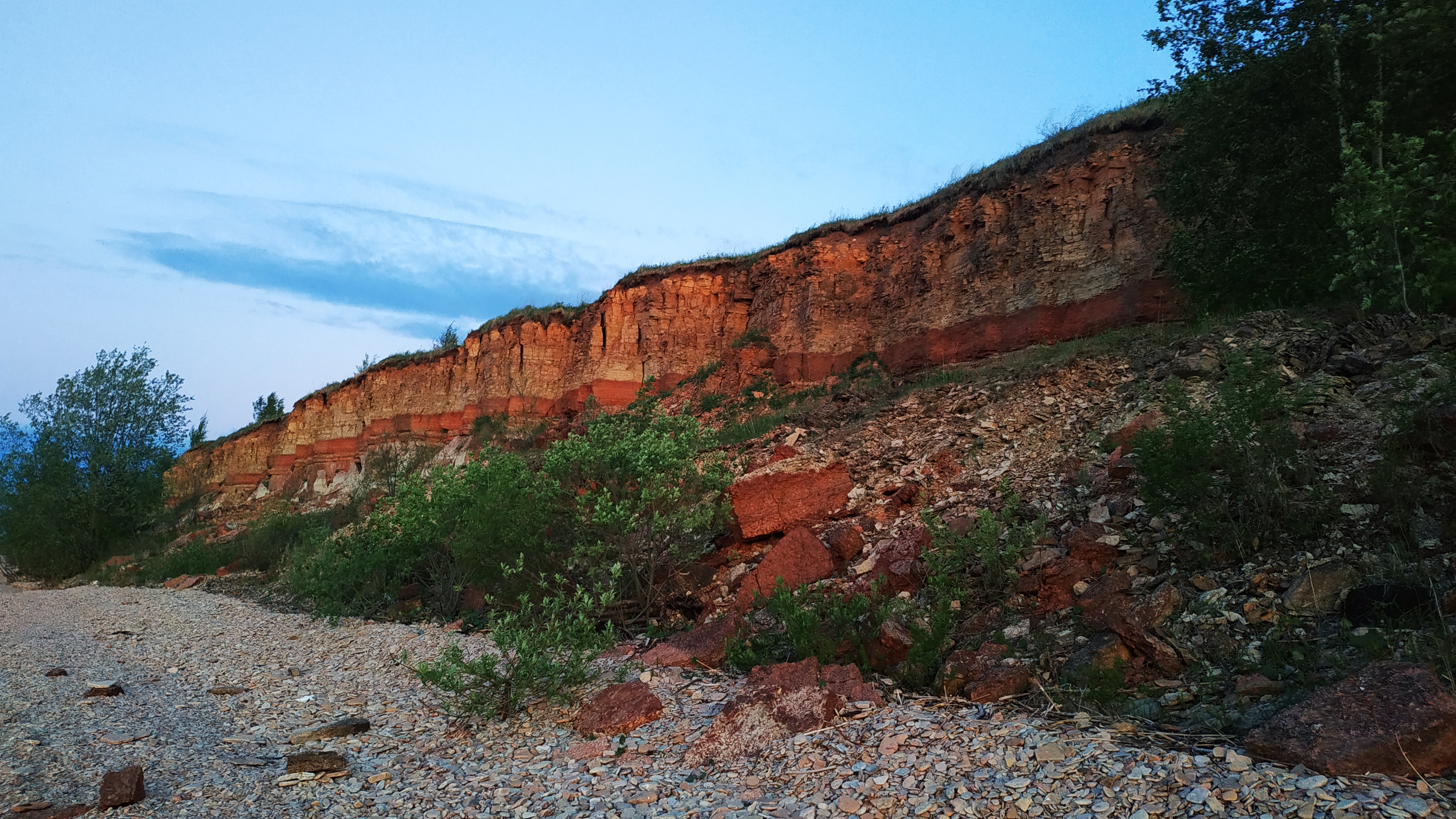
Ільменський глинт
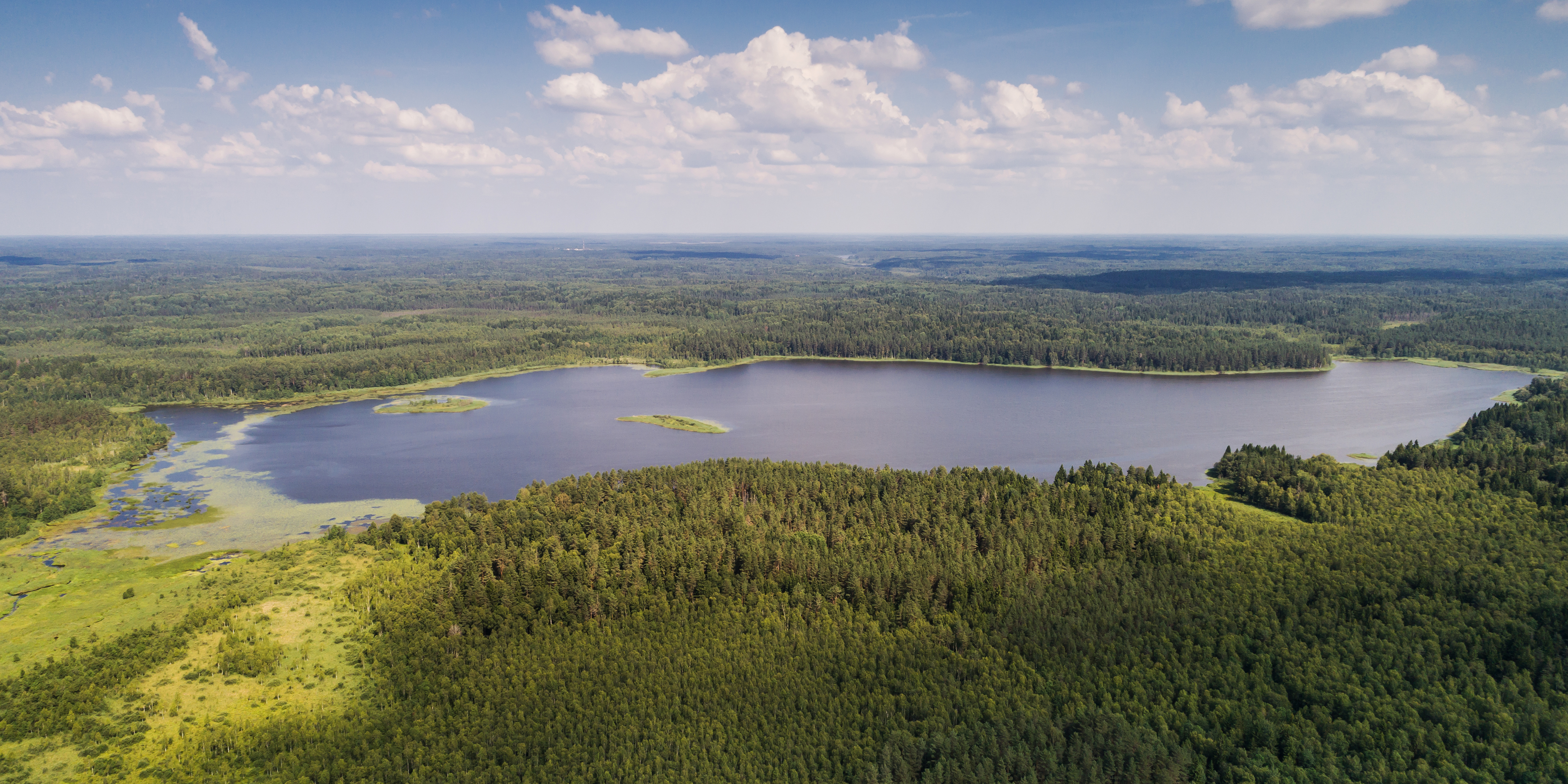
Рельєф Валдайської височини, Оковський ліс і озеро Сітно

Приільменська низовина дуже рівнинна (перепад висот 18-50 м) з пониженням у центральній частині, яке займає улоговина озера Ільмень — найбільша водойма області, до якої вона знижується широкими утупами. Низовину дренують численні рівнинні річки, проте вона залишається достатньо заболоченою. Долини річок неглибокі, озерні береги невисокі, це призводить до значних затоплень під час весняної повіні. Лише південний берег озера Ільмень має відносні висоти до 16 м — Ільменський глинт. На схід рельєф стає більш горбистим і рядом терас (місцями до 100 м) Валдайського уступу він переходить у Валдайську височину з її мальовничими ландшафтами крутосхилих лісистих пагорбів, посеред боліт вузьких і довгих гряд озів, вигинів річок, місцями порожистих. На Валдаї найвищі точки області — Рижоха і Орєховка (288 м). Височина слугує головним вододілом на Східноєвропейській рівнині басейнів Атлантичного океану (Балтійське море) і області внутрішнього стоку Волги до Каспійського моря. На сході області, в районі Пестово незначну частину займає полого-хвиляста зандрова Молозька низина (100—150 м) із загальним похилом на схід, частина більшої Молозько-Шекснинської низовини.
Рельєф має значний вплив на господарську діяльність. Слабочленована заболочена західна частина Новгородської області потребує меліорації й покращення дренування. Кам'янисто-валунний ґрунт сільськогосподарських угідь Валдайської височини потребує розчистки, круті схили уражені ерозією дощових і талих вод, що потрібно враховувати під час закладення напрямків оранки.

### Клімат
Новгородська область лежить в області помірного континентального клімату з чутливим циклональним впливом Атлантики (100—400 км від узбережжя Балтійського моря), тобто йому властиві риси як морського, так і континентального клімату. Кліматичні умови характеризуються помірною кількістю тепла, надлишком вологи, сезонними ритмами: прохолодною затяжною весною, не спекотним коротким літом, тривалою теплою осінню, м'якою зимою з регулярними відлигами. Річний радіаційний баланс — 32 ккал/см². Головна риса місцевої погоди — мінливість, що визначається характером циркуляції повітряних мас, вологих морських, що вільно надходять із західними вітрами, і сухих полярних, що їх так само вільно приносять арктичні антициклони з півночі. Чергування циклонів і антициклонів, морських і континентальних повітряних мас постійно створює нестійку погоду, часту зміну похолодань і потеплінь, сухої погоди і рясних затяжних опадів. Взимку превалюють південно-західні та південні вітри, влітку — західні та північні.
Середня річна температура повітря змінюється з південного заходу на північний схід від 4,9 до 2,4 °C. Середня температура найхолоднішого місяця (січня) -8..-10,5 °C, найтеплішого місяця (липня) +16..+18 °C. Влітку найтепліше на південному узбережжі Ільменя, найхолодніше на півночі на Тихвінській гряді; найтепліше взимку на заході, найхолодніше — в Боровичах (абсолютній рекорд -54 °C). Річна амплітуда температури повітря — 25..27 °C. Безморозний період триває 110—130 діб на півночі та 130—135 діб на півдні. Приморозки можливі будь-коли, навіть найтеплішого липня. В агрокліматичному відношенні сума середніх добових температур вище +10 °C (активна температура) 1800—2000° на південному заході, 1600—1700° на північному сході. Тому південно-західна частина регіону привабливіша для вирощування городини.
Річна сума атмосферних опадів — 600—800 мм, вона більша за річну випаровуваність (до 400 мм), на Валдаї їх трохи більше ніж на Приільменні. У теплий сезон (з квітня по жовтень) опадів випадає в 2 рази більше за холодний. Кількість опадів влітку найбільша, проте днів з дощем більше восени (переважно мряка), найменше навесні. Сніговий покрив лежить 120—150 днів, його потужність наростає з південного заходу на північний схід від 25 до 50 см. Зміна відлиг і морозів призводить до появи насту.
За радянських часів було створено дюжину метеорологічних станцій та 20 спостережних пунктів у Новгороді, Старій Руссі, Холмі, Волхові, Хвойній, Боровичах, Окуловці, Охонах, Валдаї та деінде.

### Внутрішні води
Майже вся територія Новгородської області лежить у межах Ільмень-Волховського басейну, західна — верхів'я річки Луги — Балтійське море; невелика північно-східна частина відноситься до басейну Мологи, притоки Волги — басейн Каспійського моря. Загалом територією області протікає більше 1000 великих і малих річок. Найбільші річки: Волхов (224 км, 18,2 км³/рік), Мста (445 км), Ловать, Шелонь, Полість, Пола. Густота річкової мережі нерівномірна, більша на заході в низовині, менша на сході на височині. Територія відноситься до перезволожених, випаровуваність — 375 мм на рік, при річній кількості опадів більше 600 мм. Більшість річок мають слабко вироблені долини і невелику швидкість течії. На Валдайській височині більш глибокі долини, бистрини, багато порогів. За характером живлення річки відносяться до східноєвропейського типу зі сніговим, дощовим і ґрунтовим. Навесні повінь підвищує рівень води до 3 м на малих річках, до 6 м — на великих. Весняні витрати води становлять 40-60 % річного стоку. Влітку рівень поступово знижується, можливі дощові повіді. Восени новий підйом рівня. Взимку стійка межень, бо живлення обмежується лише ґрунтовими водами. З грудня по березень річки вкриваються кригою, за теплих зим і ранніх весен річки можуть скресати і в лютому, і зовсім не мати стійкого льодового покриву. Загалом річки північно-східної частини на 1 декаду довше вкриті кригою, ніж південно-західної. У липні середньомісячна температура води в річках підіймається до +19 °C. У басейні Мсти карстові річки з понорами (Понеретка).
1926 року на Волхові була зведена перша в СРСР гідроелектростанція — Волховська ГЕС імені В. І. Леніна. Свого часу річки широко використовувались для сплавляння лісу.

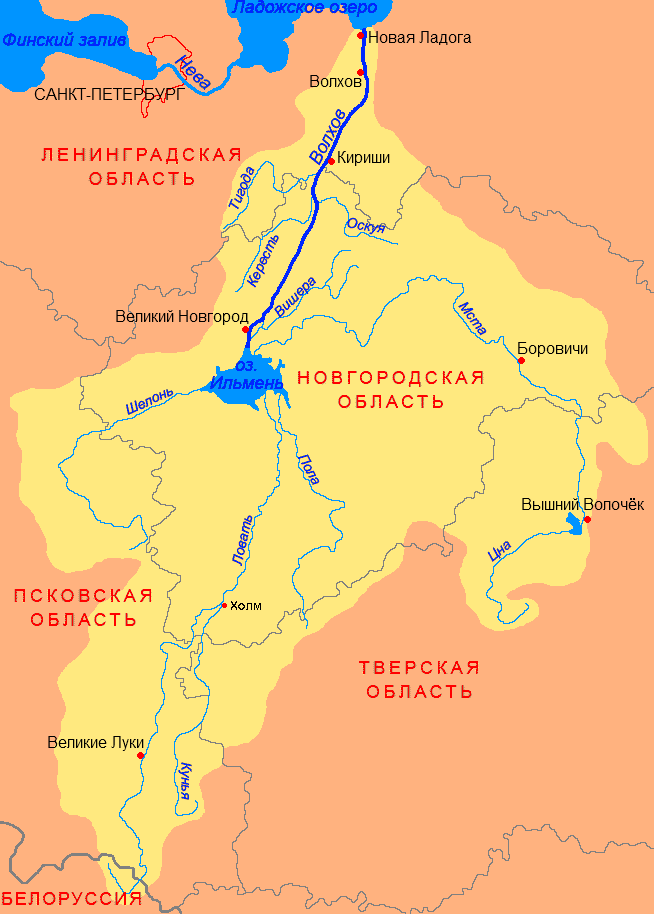
Басейн Волхова
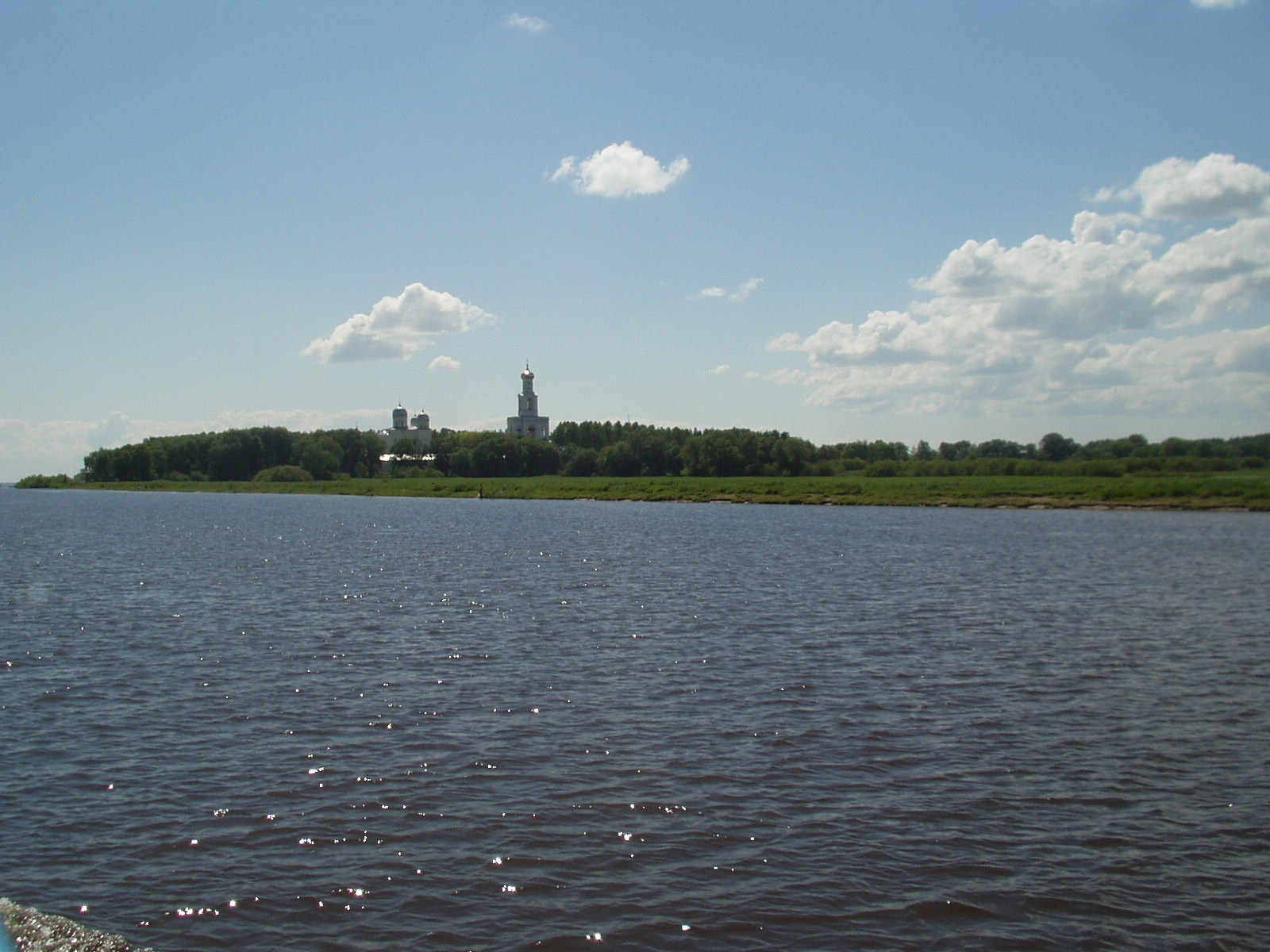
Волхов поблизу Великого Новгорода
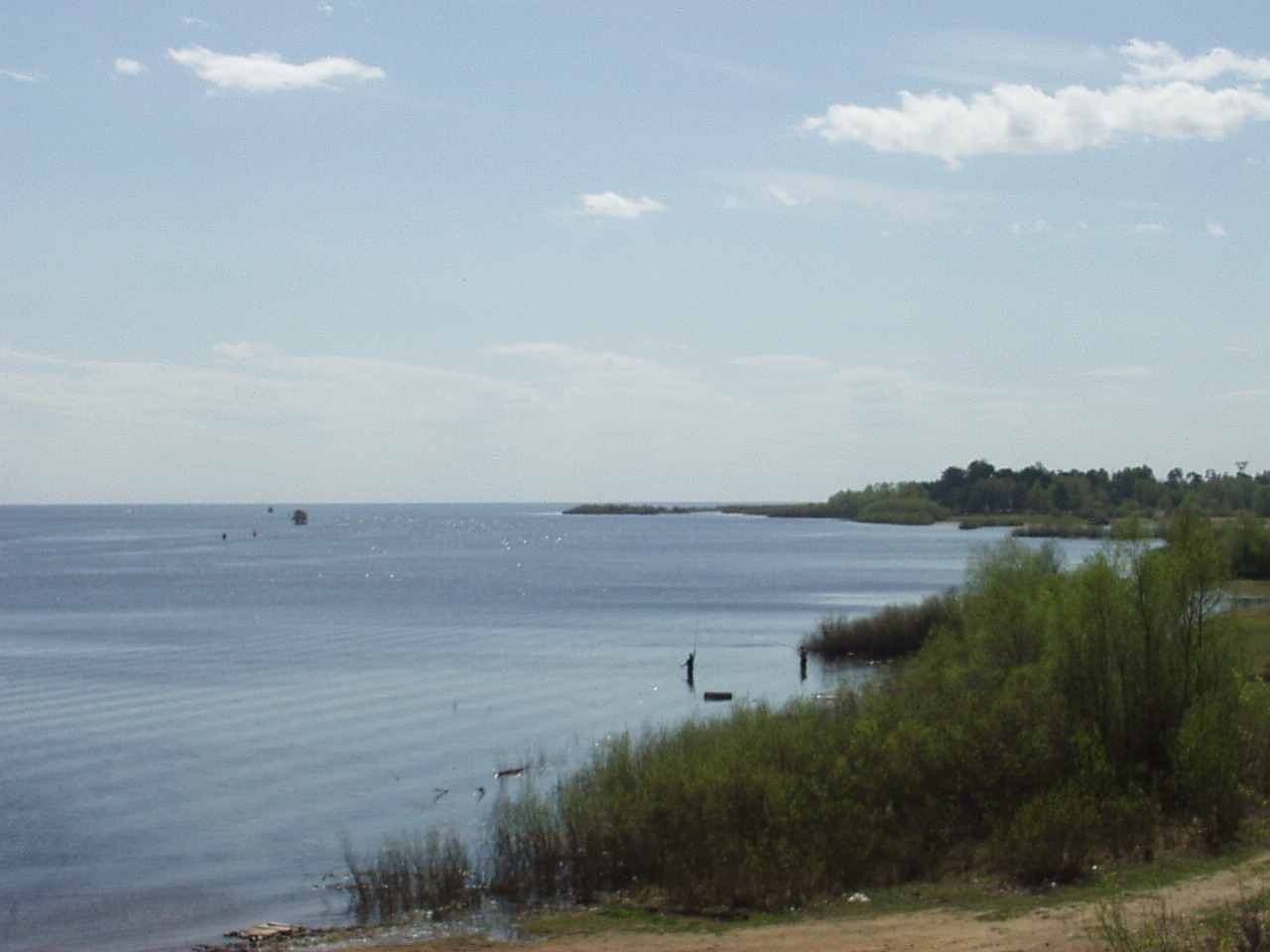
Озеро Ільмень
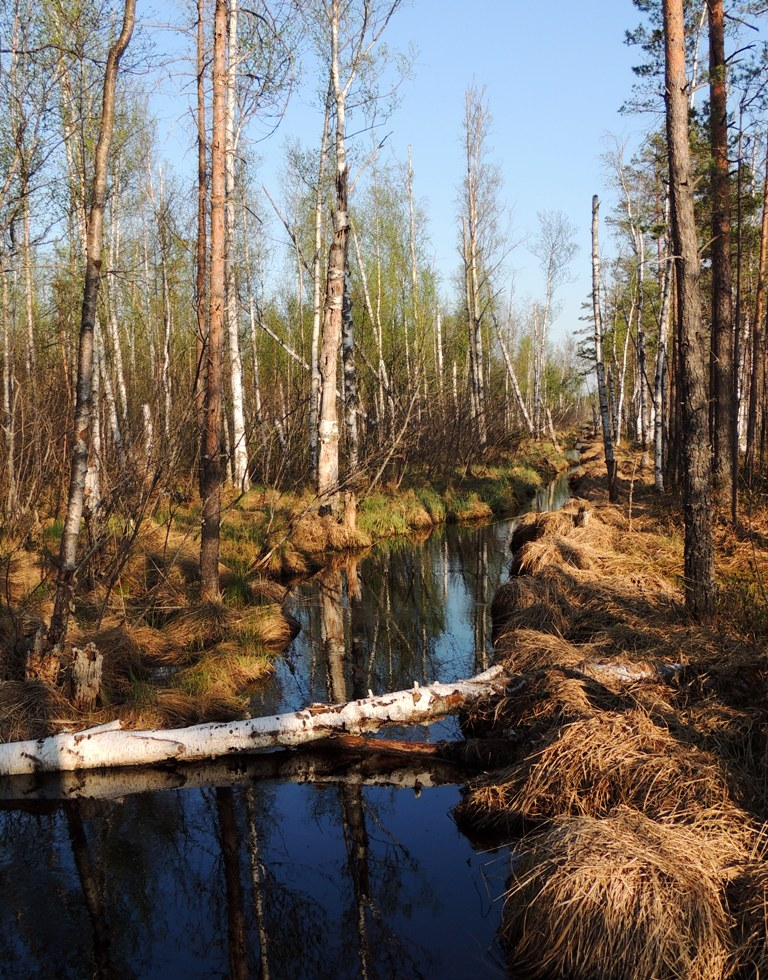
Річка Тупіченка
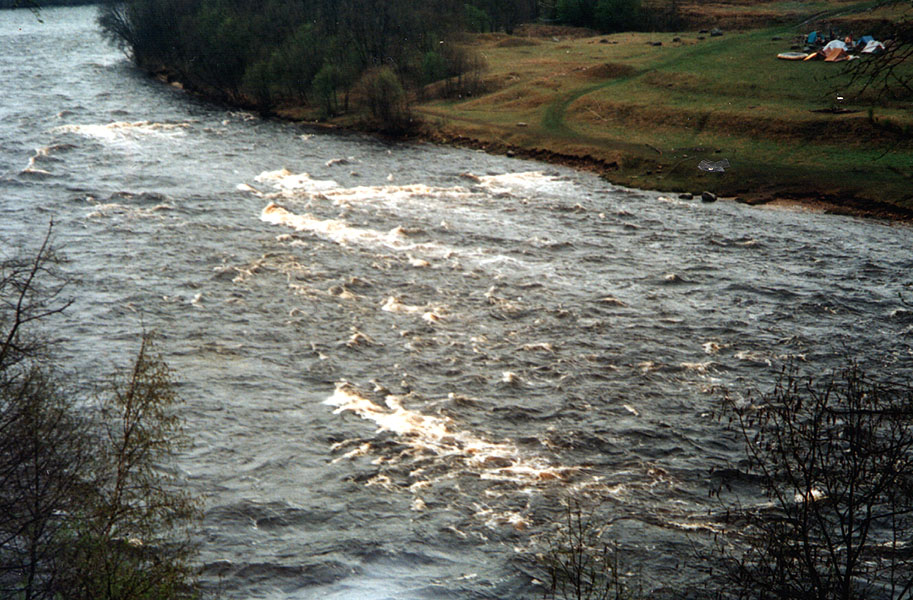
Боровицькі пороги на Мсті
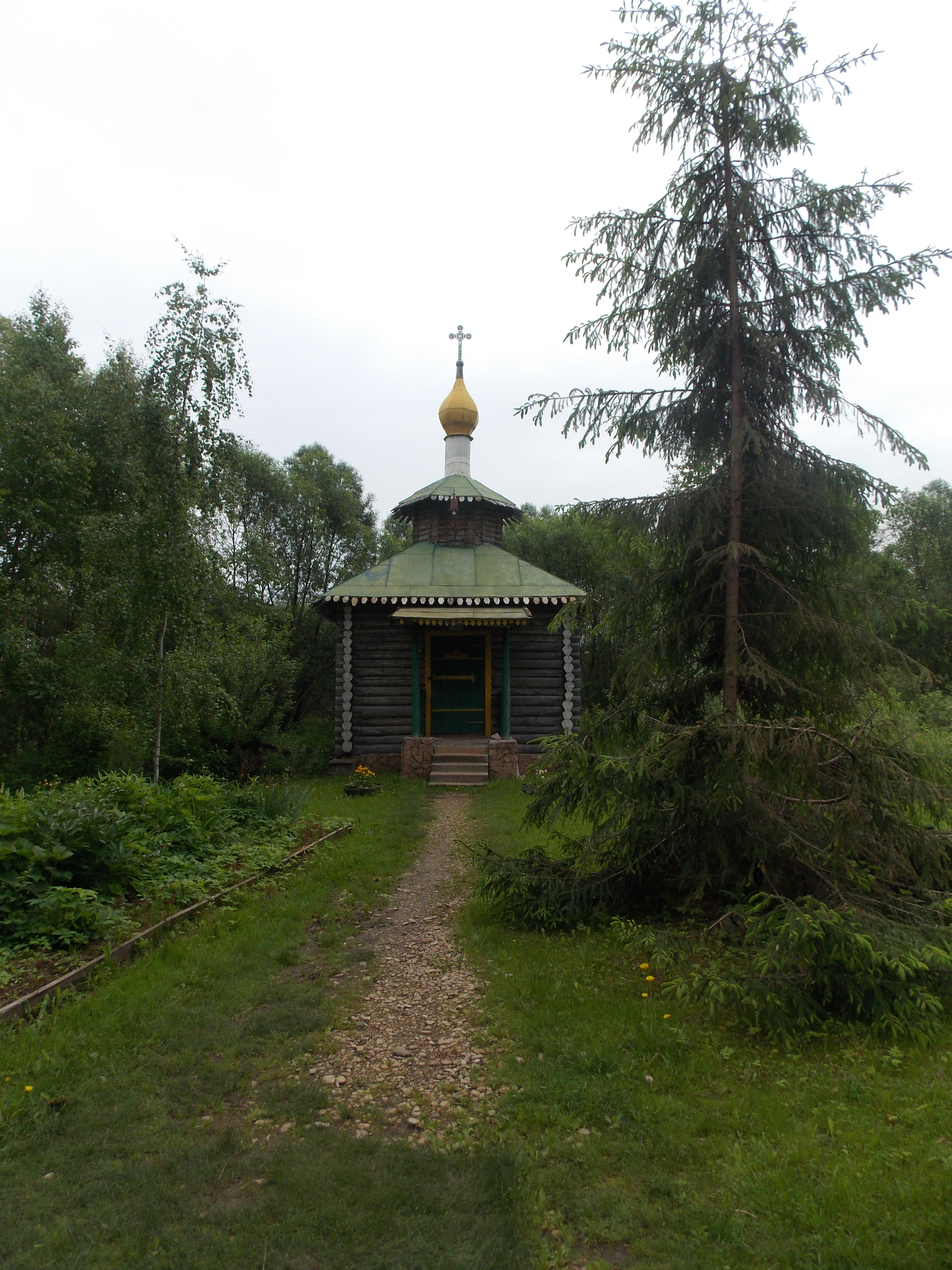
Капличка на місці Живоносного джерела

Новгородська область — озерний край, на території регіону більше 800 великих і маленьких озер. Великі озера: Ільмень (площа водної гладі змінюється від 610 до 2100 км²), Валдайське (глибина 60 м, одне з найглибших в області), Вельє, Велике, Мегліно, Боровино, Заозер'є, частково Селігер (Осташковське) та інші. До найбільшого озера області, озеро Ільмень впадає 52 річки (Мста, Шелонь, Ловать, Полість), а витікає одна — Волхов. Озерність східної частини області, де багато малих і середніх озерних улоговин лопастевидих та овально-округлих форм льодовикового походження, більша за північно-західну, де більший річковий дренаж і лежить найбільше озеро Ільмень. На півночі карстові озера (Городно, що влітку часто пересихає, Ямне, Сухе). Живлення озер відбувається за рахунок атмосферних опадів і ґрунтових вод, тому нижні рівні вод бувають влітку й взимку, вищі восени і навесні. Льодостав на озера з кінця листопада і по квітень. У неглибоких евтрофних озерах взимку буває замор риби через витрати кисню на окиснення органічних решток. Влітку більшість озер добре прогріваються (до +20 °C), води добре перемішуються. Більшість озер регіону досліджені слабо, деякі не мають власних назв.
Болота в області зустрічаються повсюдно і займають більше 10 % території, найбільше їх на Приільменській низовині. Найбільші масиви: Спаські мохи і Вішерські торф'яники в Маловішерському районі, Тигодські мохи і Тьосовські торф'яники в Новгородському, Полістовсько-Ловатьський масив на півдні. На вододілах верхові болота з потужним шаром торфу зі сфагнового моху; по долинах річок — низинні вільхові болота; перехідні болота заросли осокою і сфагнумом.

### Ґрунти й рослинність
Материнськими породами для ґрунтів області є суглинки і глини, супіски і піски. Родючі ґрунти формуються за наявності вапнякових порід, що збагачують їх кальцієм? невеликого похилу рельєфу, що не дозволяє волозі застоюватись. На формування ґрунтів сильний вплив має вологий клімат, атмосферні опади сприяють промиванню ґрунтового профілю й виносу солей до нижніх горизонтів, так утворюються підзоли — найпоширеніші ґрунти регіону. Під хвойними лісами опаду менше, ґрунти бідні на органіку, під листяними лісами ґрунти родючиші. Сильнопідзолисті ґрунти (шар вимивання більший за 15 см) формуються під ялинниками на рівнинах, під лісами на схилах характерний білястий шар тонший. Під мішаними лісами формуються дерново-підзолисті ґрунти, що потребують вапнування та підживлення добривами. Найбільш родючі ґрунти регіону — дерново-карбонатні, що формуються на виходах вапняків або морені. Їхнім недоліком є щебенистість. Найбільше поширені на заході регіону. Болотні ґрунти з потужними шарами підстилки та глеєвим горизонтом формуються в умовах перезволоження, поширенні на Приільменській низовині та Молозькій низині. Під заболоченими лісами формуються перехідні болотно-підзолисті ґрунти. Шаруваті дерново-алювіальні ґрунти чорного кольору формуються під лучною рослинністю на річкових наносах зустрічають повсюдно в заплавах річок, найбільше — на Ільмені та Волхові. Вони використовуються під потреби городництва. На Валдайській височині спостерігається значна строкатість ґрунтового покриву, обумовлена різницею похилу та експозицією схилів; велика кількість ератичних валунів.
Область розташована в лісовій зоні (південна тайга і мішані ліси) і має підзолисті та болотисті ґрунти (на північному заході). Подекуди трапляються діброви, значні площі зайняті луками (заплави найбільших озер, дельти Мети і Ловаті) і торф'яними болотами.

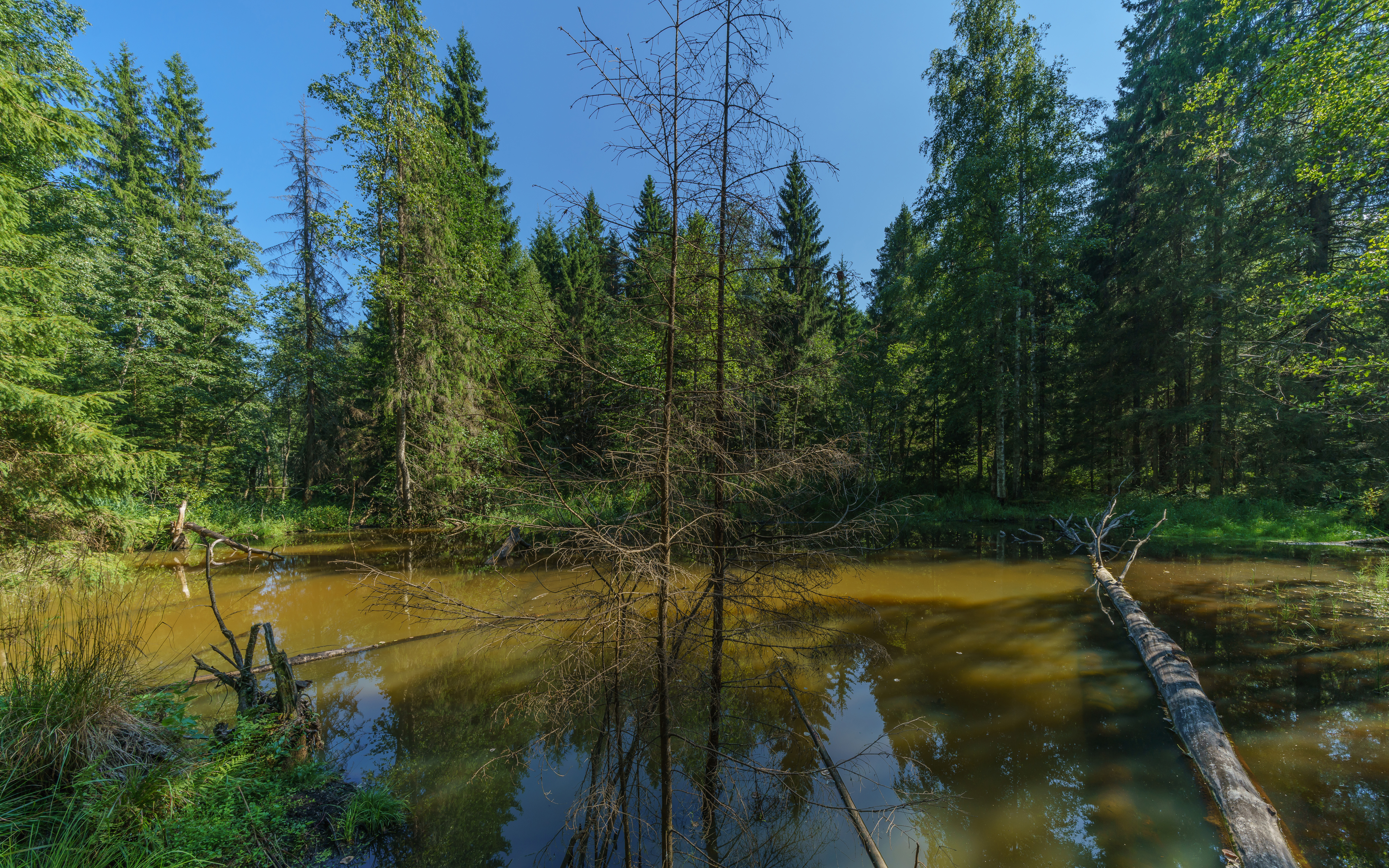
Мішані ліси Валдайської височини
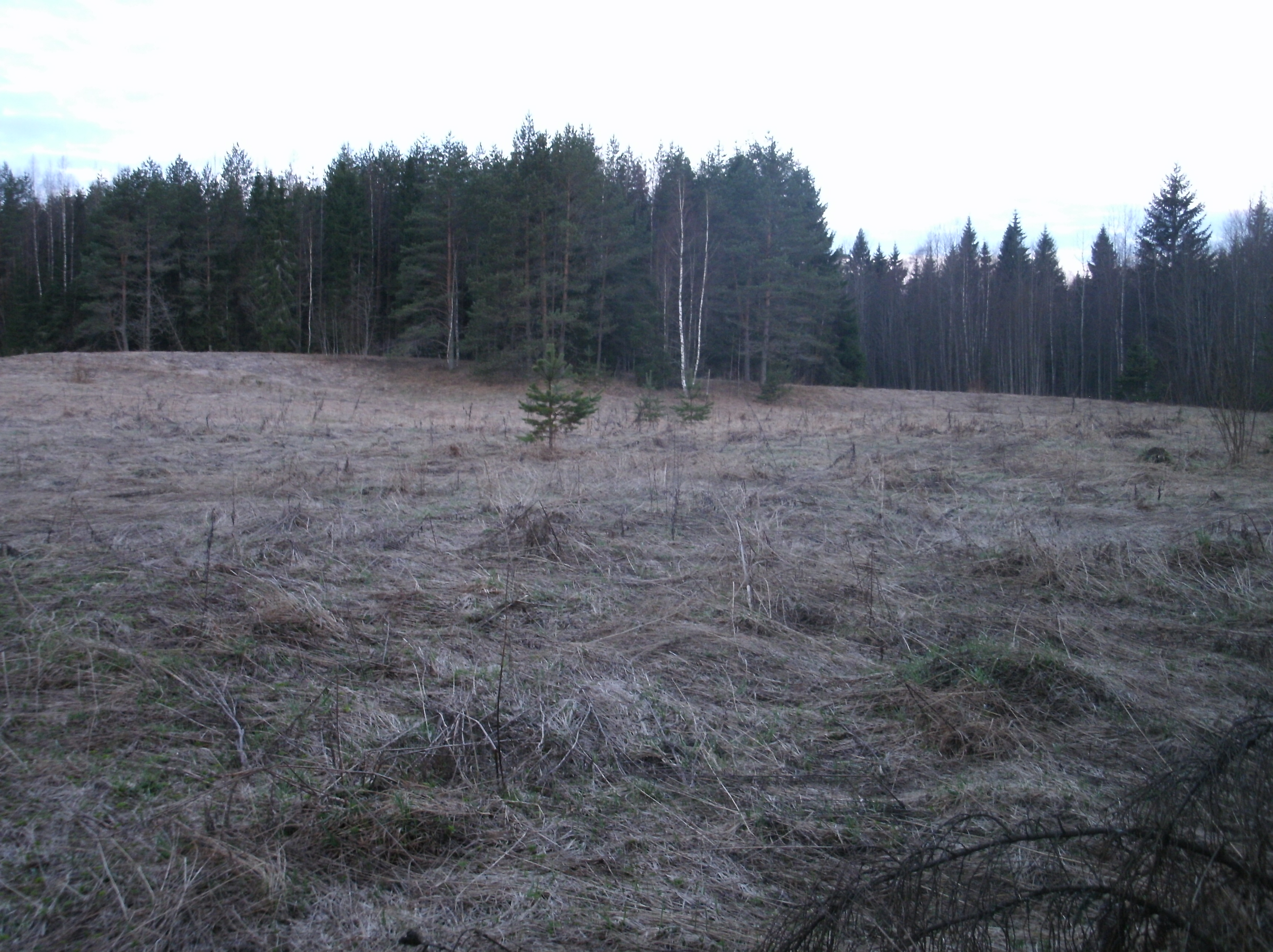
Узлісся Валдайського лісу
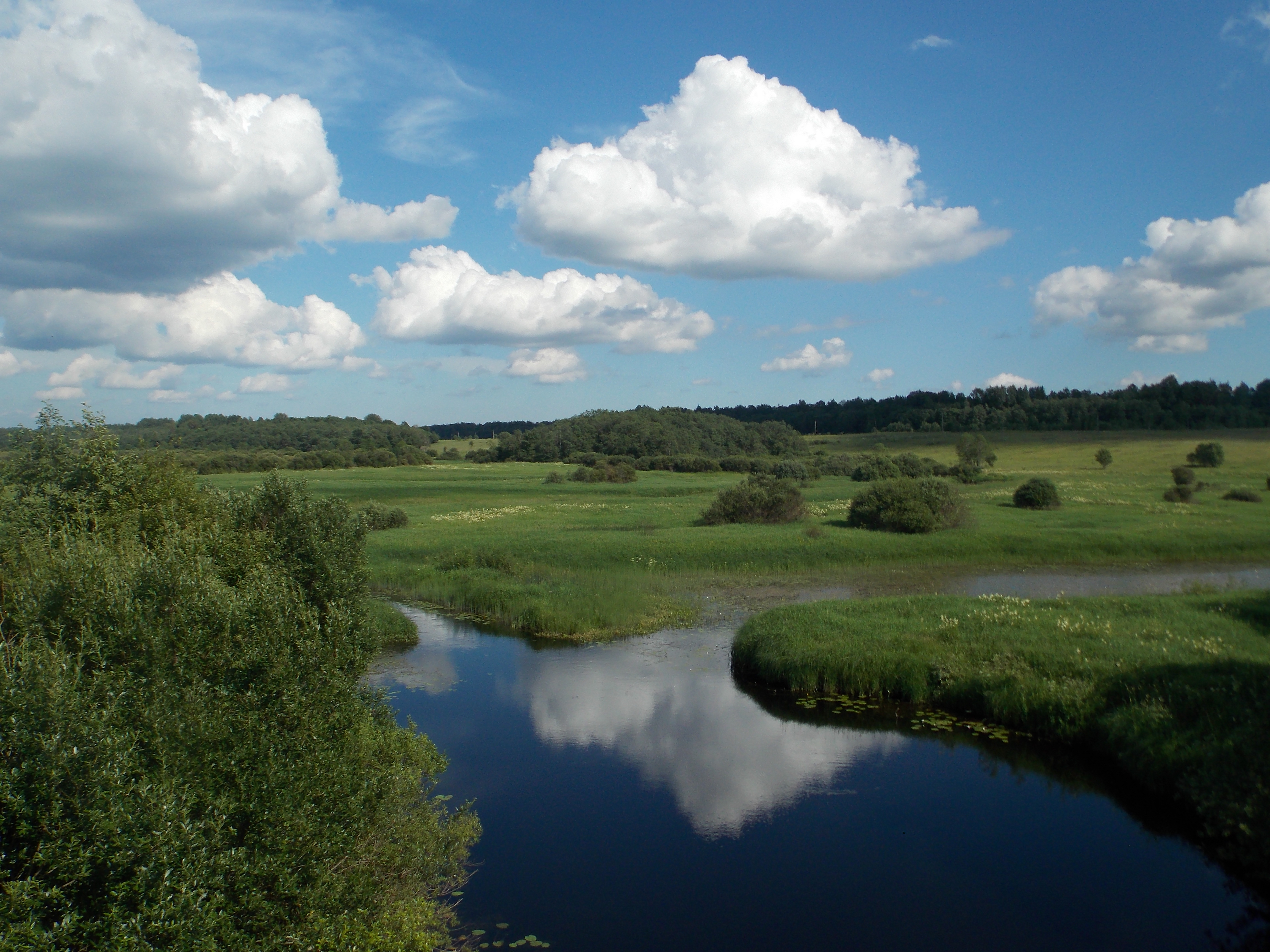
Луки в Батецькому районі
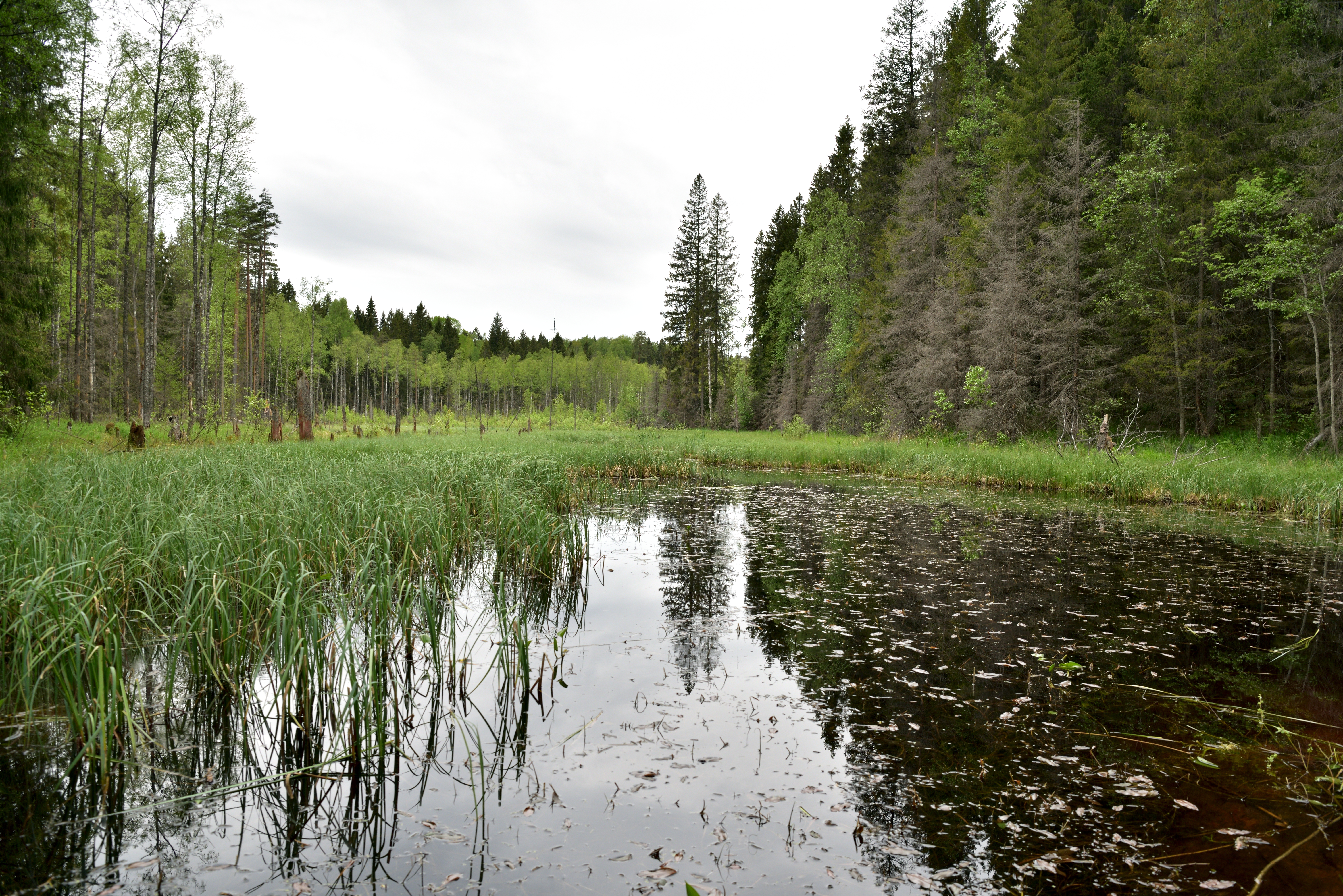
Лісовий заболочений ручай
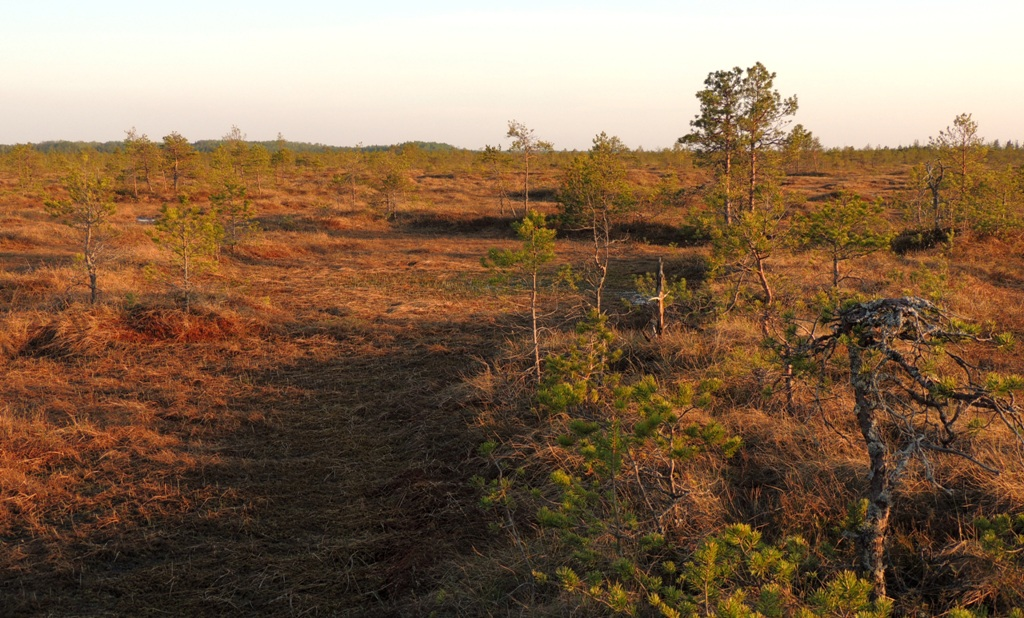
Верхове болото Рдейського заповідника
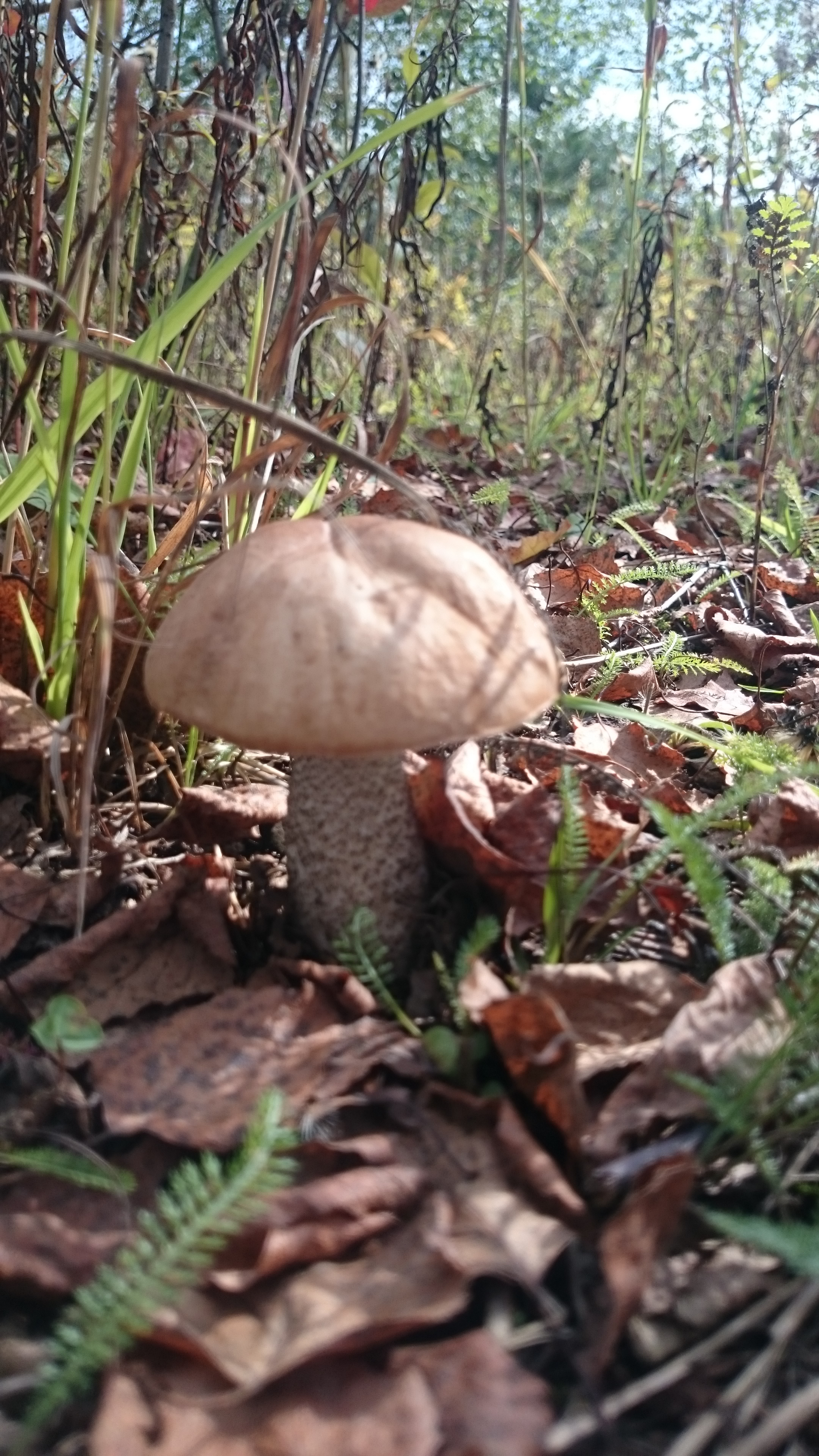
border

На підвищеному сході в зоні тайги ялинові ліси на вологих ґрунтах, що поділяються на типи, в залежності від мохових асоціацій: зеленомошники на суглинистих ґрунтах з найкращим деревостоєм, довгомошники на опідзолених, сфагнові ялинники на заболочених. У зоні мішаних лісів з'являються дуб і липа, клен, в'яз, ясен, в підліску якого ростуть крушина, жимолость, ліщина, вовче лико, малина і смородина чорна, у трав'янистому ярусі — проліски, печіночниця, суниці, копитняк. У центрі та на сході області збереглися соснові ліси на пісках і супісках, що так само поділяються на типи, в залежності від мохів, як і ялинники: бори зелено-, довго- і біломошники, сфагнові. У підліску біломошників росте верес. Вторинні дрібнолистяні ліси з берези, вільхи та осини з'являються на місцях лісових пожеж, занедбаних сільськогосподарських угіддях, вітроламах. Дрібні ділянки широколистяних дібров (дуб, липа) збереглися в долинах Ловаті, Полометі, Мсти та Волхова. У лісах і на луках багато грибів — білий, груздь, сироїжка, вовнянка, підосиковик; лікарських трав — шипшина, папороть, конвалії, звіробій, цмин, м'ята, ромашка, кульбаба, буркун; медоносів — іван-чай, верес, липа; ягід — малина, брусниця, журавлина, чорниця.
На болотах росте береза і сосна, під пологом яких багно, мирт болотяний, верес, ягоди — чорниця, буяхи, морошка, журавлина. Верхові болота з потужним шаром торфу зі сфагну; низинні заросли вільхою, березою, сосною, травами (осока, пухівка), комишем і хвощем; перехідні — осокою і сфагнумом. Низинні болота — традиційне місце пасовищ і сінокосів.
Заплавні луки на алювіальних ґрунтах долин найбільших річок вкриті осокою і різнотрав'ям — головні сінокісні угіддя регіону. Суходольні луки на вододілах і згарищах менш продуктивні, швидко заростають чагарниками, використовуються більше як пасовища.
Земельний фонд області: ліси — 53 %, сільськогосподарські угіддя — 23 % (найбільше в Солецькому, Волотовському і Сатрорусському районах), болота, луки і чагарники — 20 %.

### Тваринний світ
Ліси населяють різноманітні звіри східноєвропейської лісової зони: лісову підстилку — землерийка, миша лісова, кріт; нижній ярус — їжак, тхір, заєць-біляк, горностай, рись, лисиця, косуля європейська, кабан дикий, ведмідь та лось (який майже зникав у середині XX століття в області); верхній ярус — вивірка, куниця, літяга. На відкритих просторах лук і полів мешкають заєць-русак, полівка північна, миша польова, з лісу приходять лисиця, ласиця і горностай. Водно-болотні угіддя населяють видра, ондатра (завезена до області 1949 року), норка, бобер (завезений 1952 року), хохуля. За радянських часів було створено два звіророзплідника, де розводили чорнобурих лисиць, песців, норок, єнотовидих собак заради полювання і на хутро.
Серед лісових птахів помітні шишкар, дятел звичайний, підкоришник, снігур, повзик звичайний, синиця, тетерук, глушець, орябок; польових — жайворонок польовий, куріпка сіра, перепілка, лунь польовий; водоплавні — качки, гуси, лебеді; болотяні — бекас, гаршнеп, журавель, лелека білий, чайка; синантропні — грак, шпак, галка, ластівка, горобець, голуб сизий.
З плазунів та земноводних вологі місцини лісів і водно-болотних угідь населяють вуж, гадюка, ящірка, жаба трав'яна.
У річках і озерах водяться такі риби: лящ, окунь, щука, минь річковий, йорж, в'язь, білоочка (сопа), форель (на порожистих річках). В озері Ільмень водиться 40 видів риб, серед яких багато промислових, за що воно прозване «золотим дном». Були завезені нельма, сиг, рипус, вугор прісноводний. Штучно розводять коропів (Нікольський рибхоз Дем'янського району).

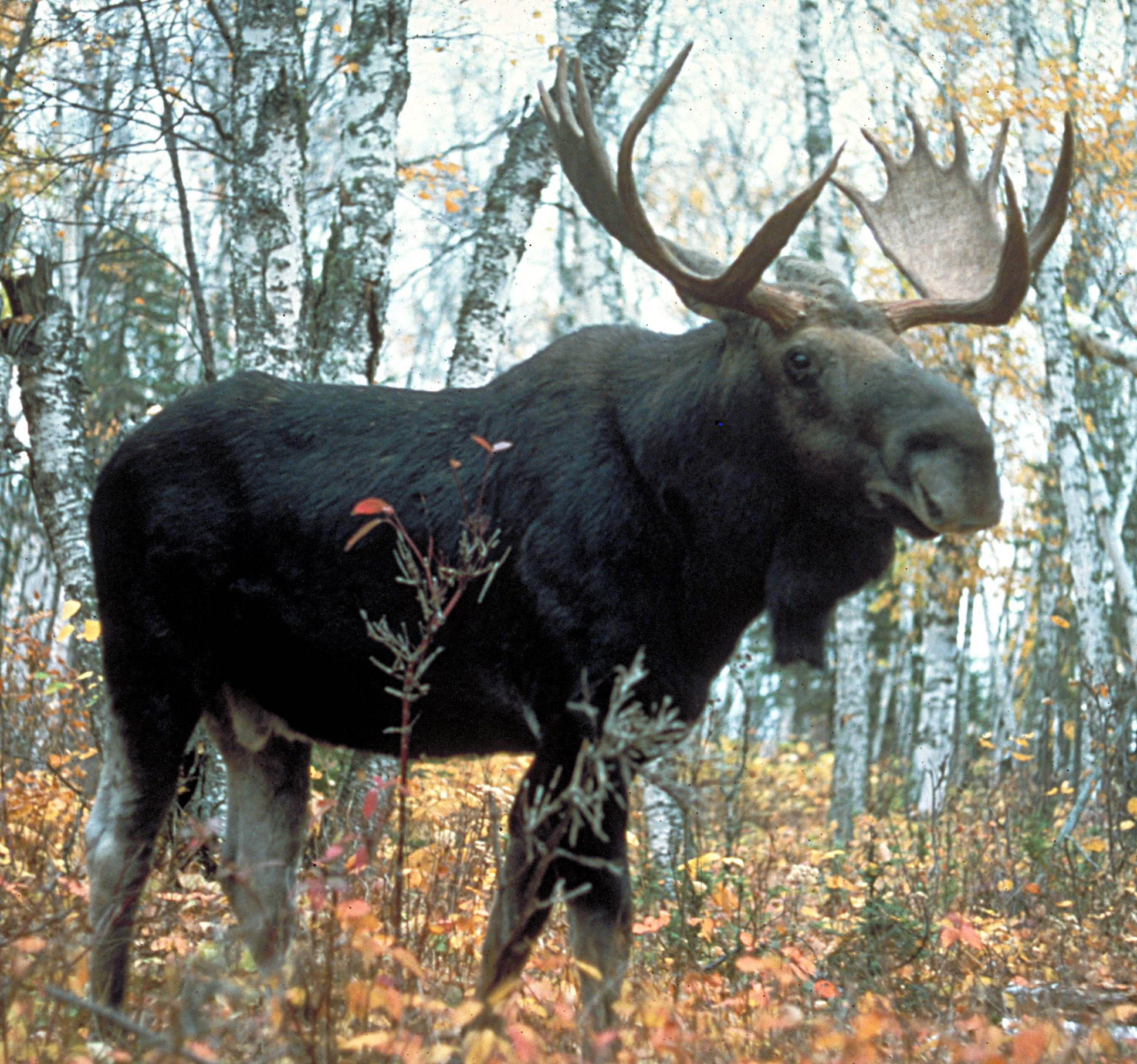
Лось
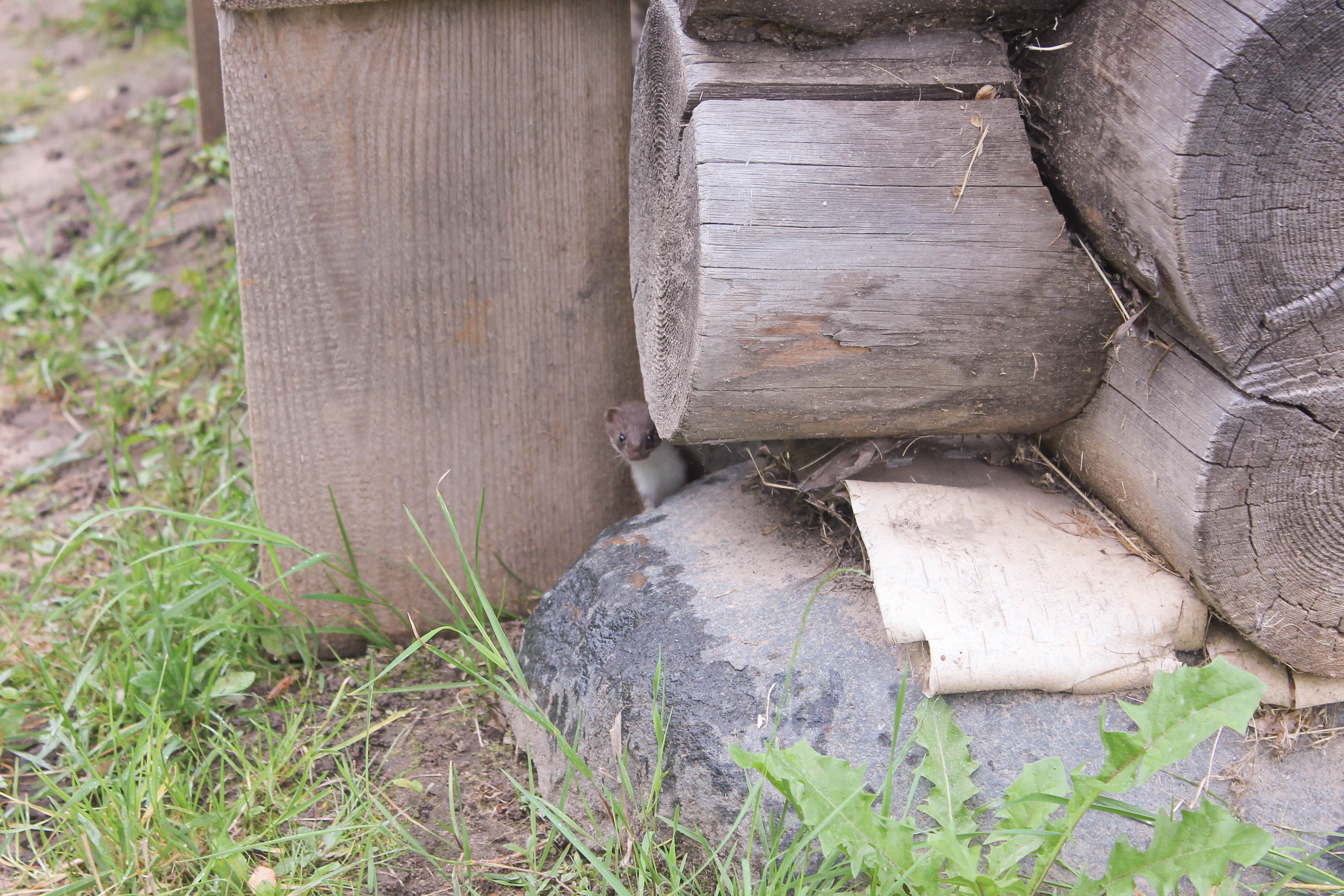
Ласиця у Вітославлицях
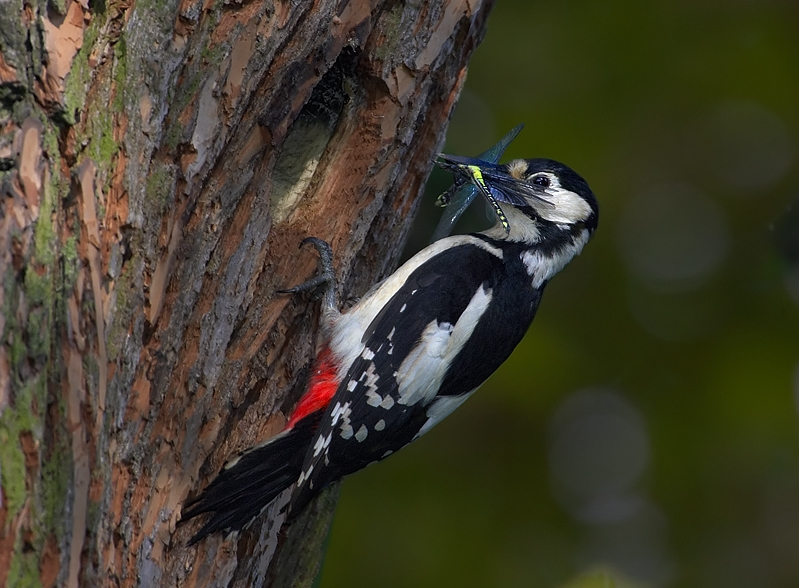
Дятел звичайний
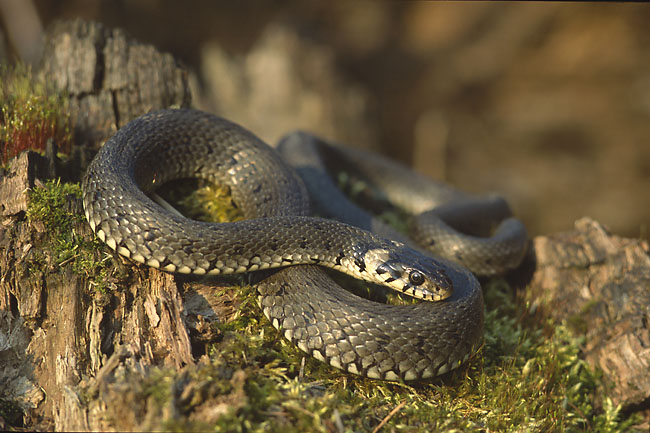
Вуж
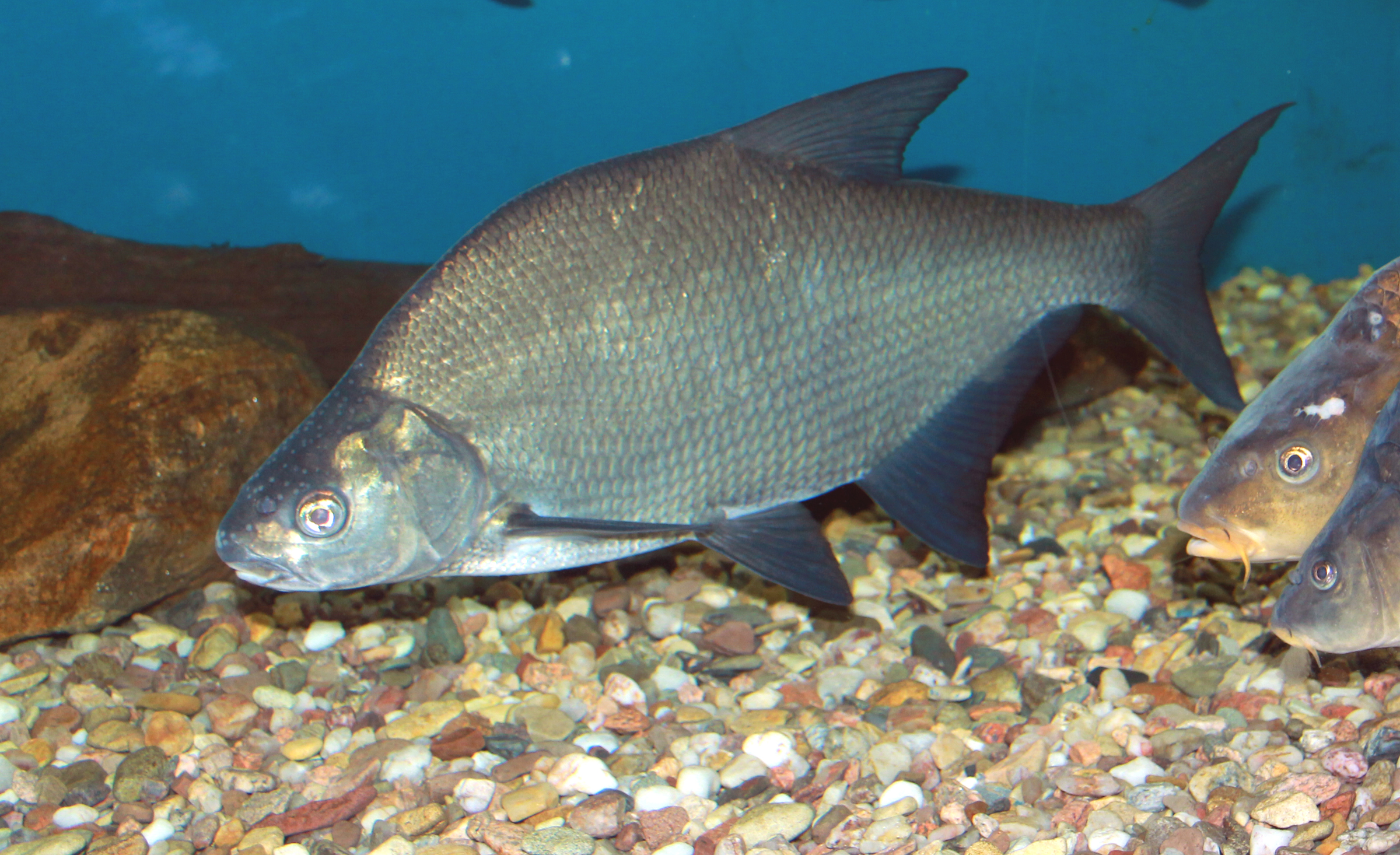
Лящ в акваріумі

За минуле тисячоліття на території області людиною були винищені тур, росомаха, соболь, бобер, лось. Останні два види були завезені й розведені наново.

### Стихійні лиха та екологічні проблеми
Серед стихійних лих, що можуть загрожувати населенню області, варто відзначити сезонні повіні, пізні весняні приморозки, шторми, випадіння граду, проходження смерчів і лісові пожежі, особливо на торф'яних болотах, що можуть спричиняти сильне задимлення і утворення смогу.

### Охорона природи
Станом на 2019 рік на території області налічувалось 129 природних територій під особливою охороною загальною площею 397 тис. гектарів (7,3 % від загальної площі області). Серед об'єктів природно-заповідного фонду 3 федерального значення — державний природний заповідник «Рдейський», національний парк «Валдайський» і пам'ятка природи «Гай академіка Н. І. Железнова»; 127 об'єктів регіонального значення, серед яких 13 державних природних заказників (3 біологічних, 10 комплексних) і 112 пам'яток природи; 1 пам'ятка природи місцевого значення. Місцями туристичного тяжіння є Боровицькі пороги на Мсті та неподалік від них дендропарк на березі річки в селі Опеченський Посад.

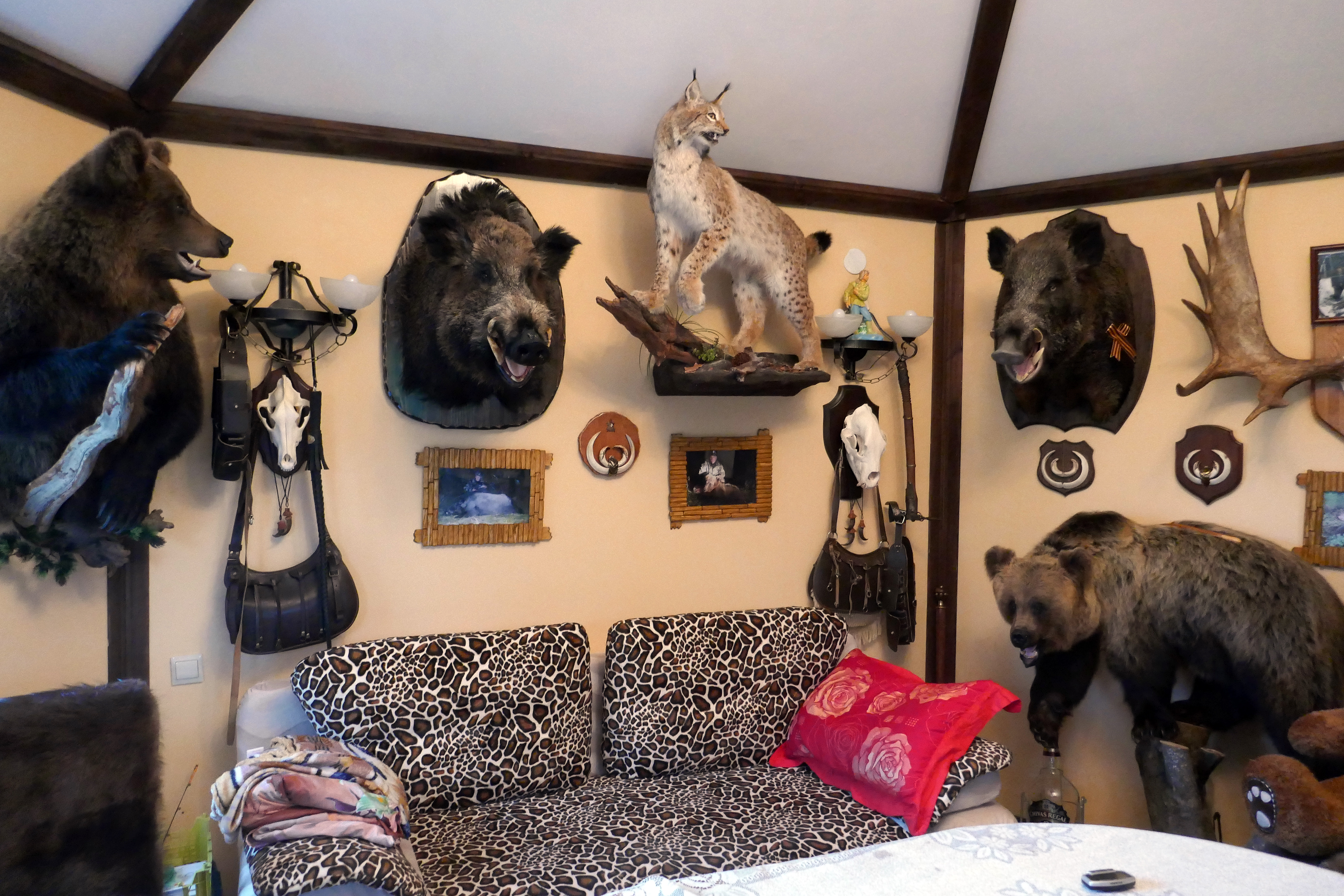
Приватна колекція опудал тварин Новгородської області в мисливському будиночку
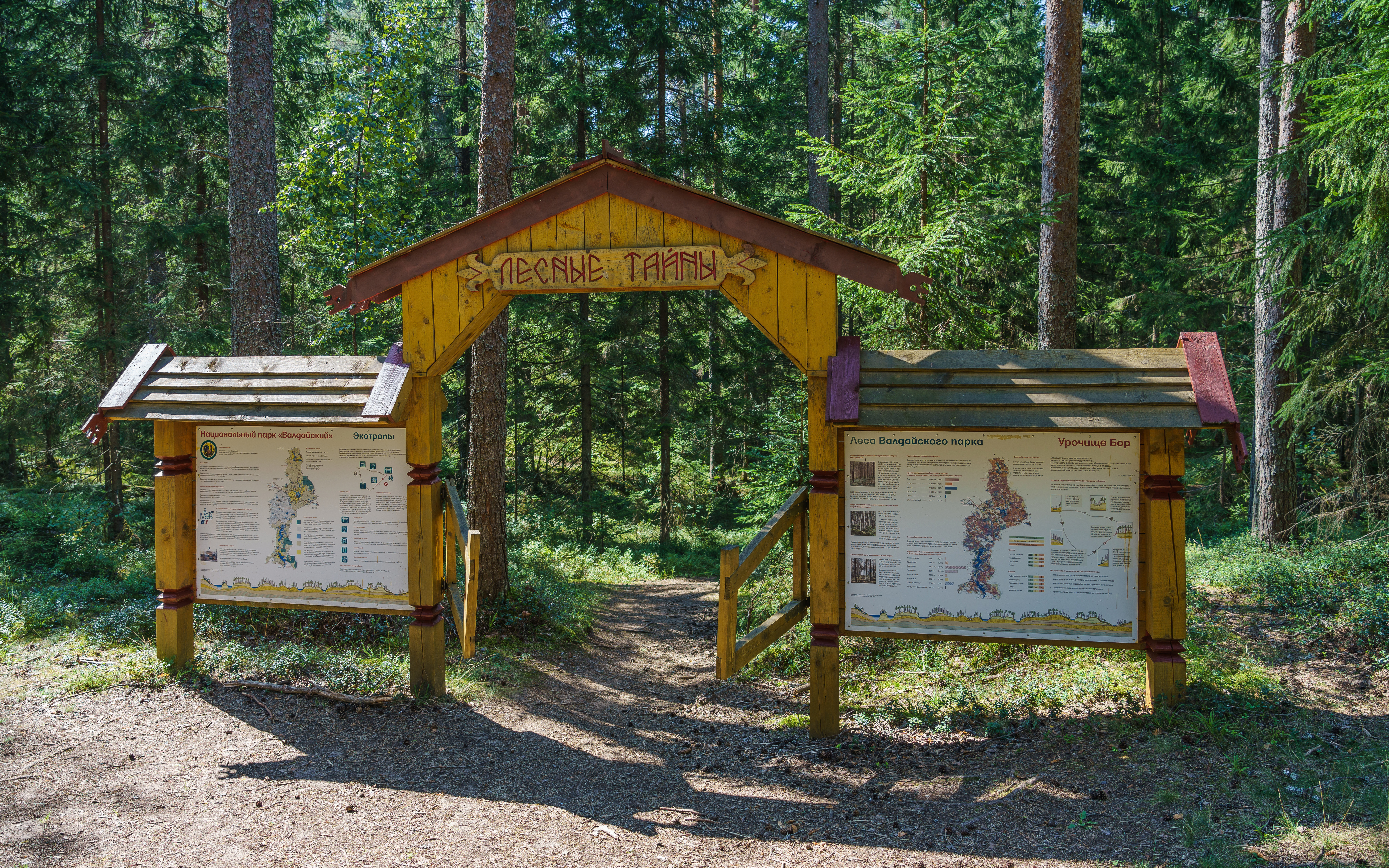
Екотропа у Валдайському нацпарку
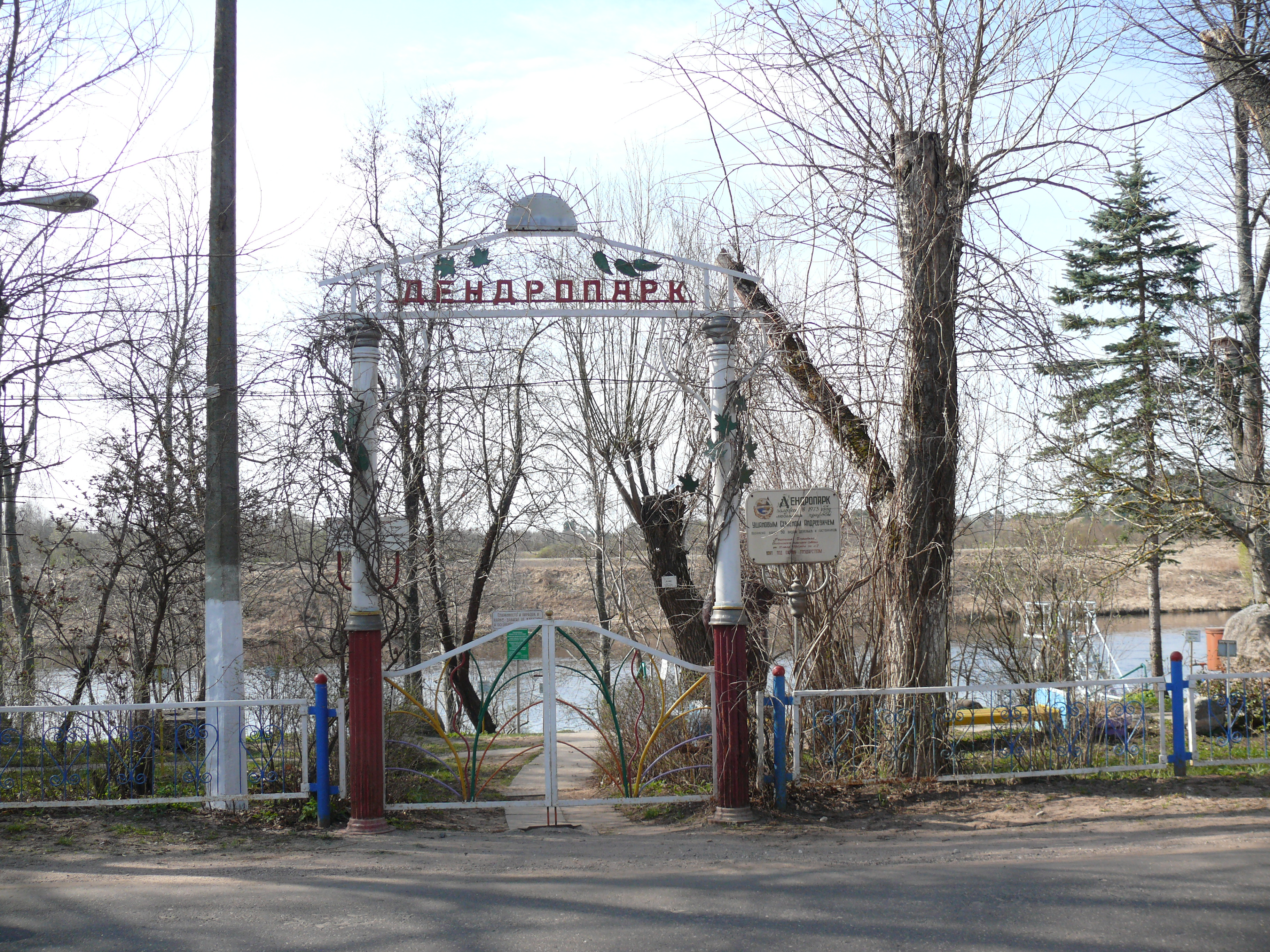
Дендропарк Опеченського Посаду
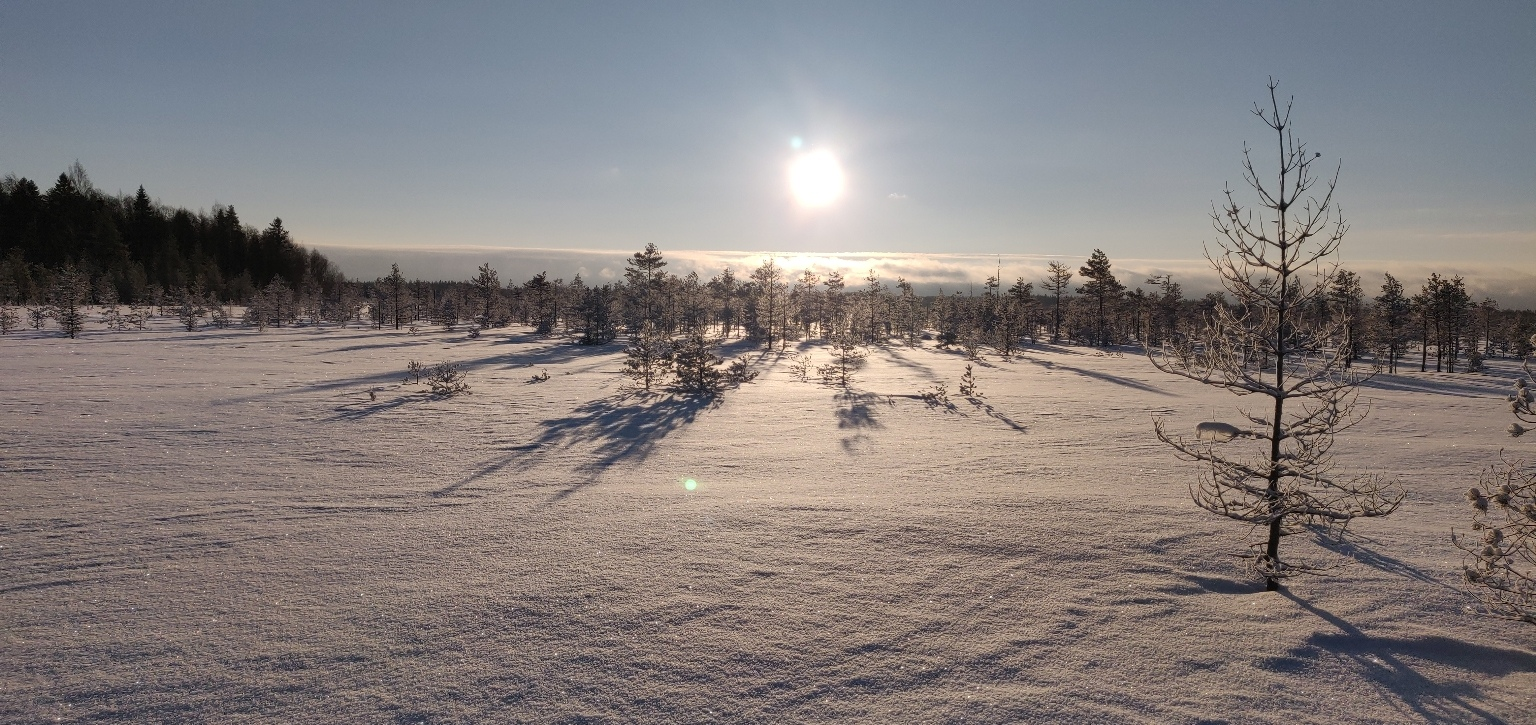
Редровський заказник взимку

Тисячолітнє використання спочатку підсічно-вогневого, пізніше трипільної сівозміни (яровина, озимина, пар) землеробства значно збідніло екосистеми регіону, широколистяні дубрави та хвойно-широколистяні ліси замінились на ділянки ріллі, які, після того як були облишені, перетворювались на малопродуктивні мішані, або заболочені хвойні ліси й березняки. Ліси вирубались заради потреб солеваріння та смолотоплення, вирублені «корабельні гаї» на потребу кораблебудування замінились дрібнолистяними породами та чагарниками. За радянських часів з одного боку велось лісорозведення (сосна, модрина), боротьба зі шкідниками лісу, з іншого — велись масовані торфорозробки, на потребу сільського господарства осушувались болота, які з часом перетворювались на закинуті невдобки. Проблемою залишається браконьєрство, включно з «узаконеним» високопосадовцями на територіях заповідних урочищ.

## Історія

### Прадавні часи
В епоху неоліту територію сучасної Новгородської області населяли племена культури ямково-гребінчастої кераміки. До епохи бронзи відносяться могильники фатьянівської культури. Споконвічним населенням новгородської землі були фіно-угорські племена, що залишили пам'ять про себе в гідронімії численних річок, струмків, озер та боліт.
Традиційно вважається, що у VI столітті на територію області прийшли племена кривичів, а у VIII столітті під час слов'янського заселення Східно-Європейської рівнини прийшло плем'я ільменських словен (культура новгородських сопок), ймовірно, з Південної Балтії (Північна Польща). Території області тісно пов'язана з унікальними артефактами середньовічного слов'янського письма на теренах Руси — берестяними грамотами. Одним з найдавніших слов'янських поселень Новгородської області став городок на Маяті, а також городища Георгій і Сергіїв городок на річці Веряжі в Приільменськім Поозер'ї, Холопій гордок на Волхові та селище на річці Прость. Розкопки селища на річці Прость виявили матеріали третьої чверті I тисячоліття, тобто найбільш ранні слов'янські старожитності у витоках Волхова, хронологічно більш ранні, ніж напластування в Старій Ладозі. Селище Прость було найбільшим неукріпленим поселенням раннього середньовіччя в Приільменні, можливо, було центром словенського Поозер'я.

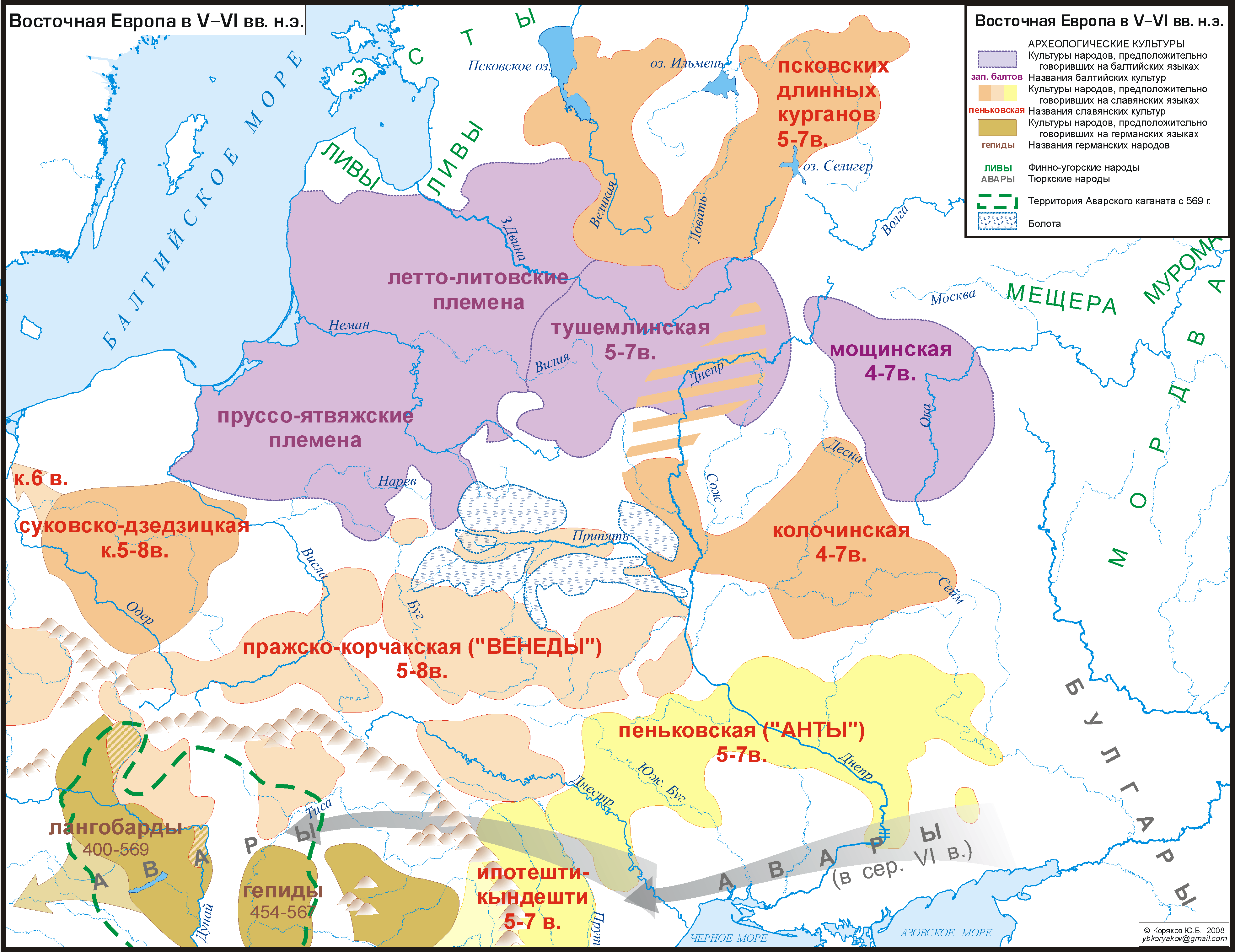
Археологічні культури V-VI століть
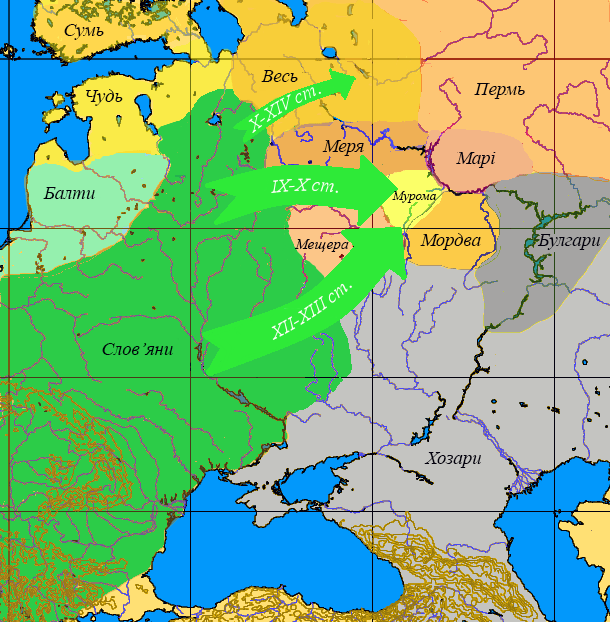
Міграції слов'ян на північний схід
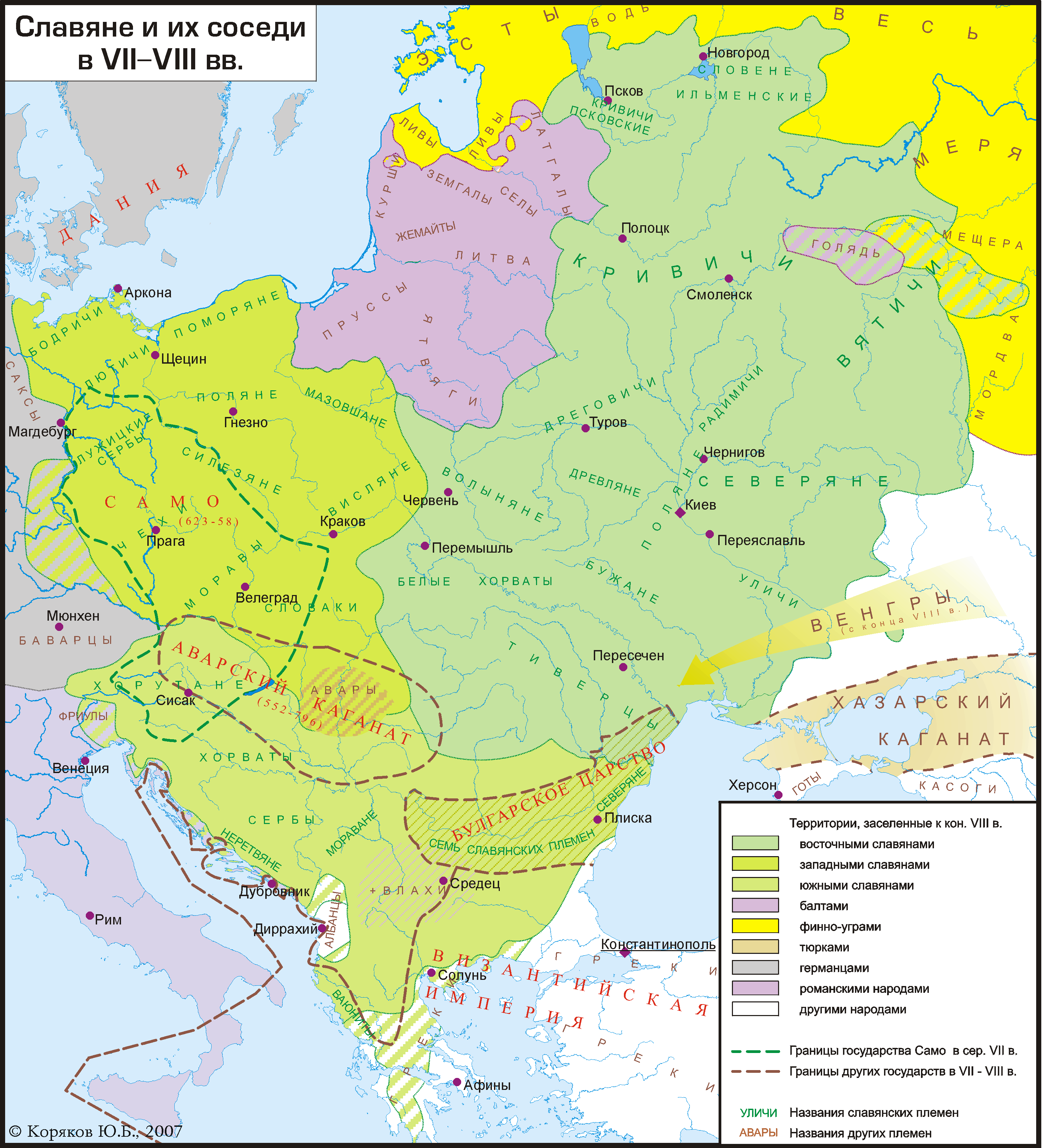
Розселення слов'ян, VII-VIII століття
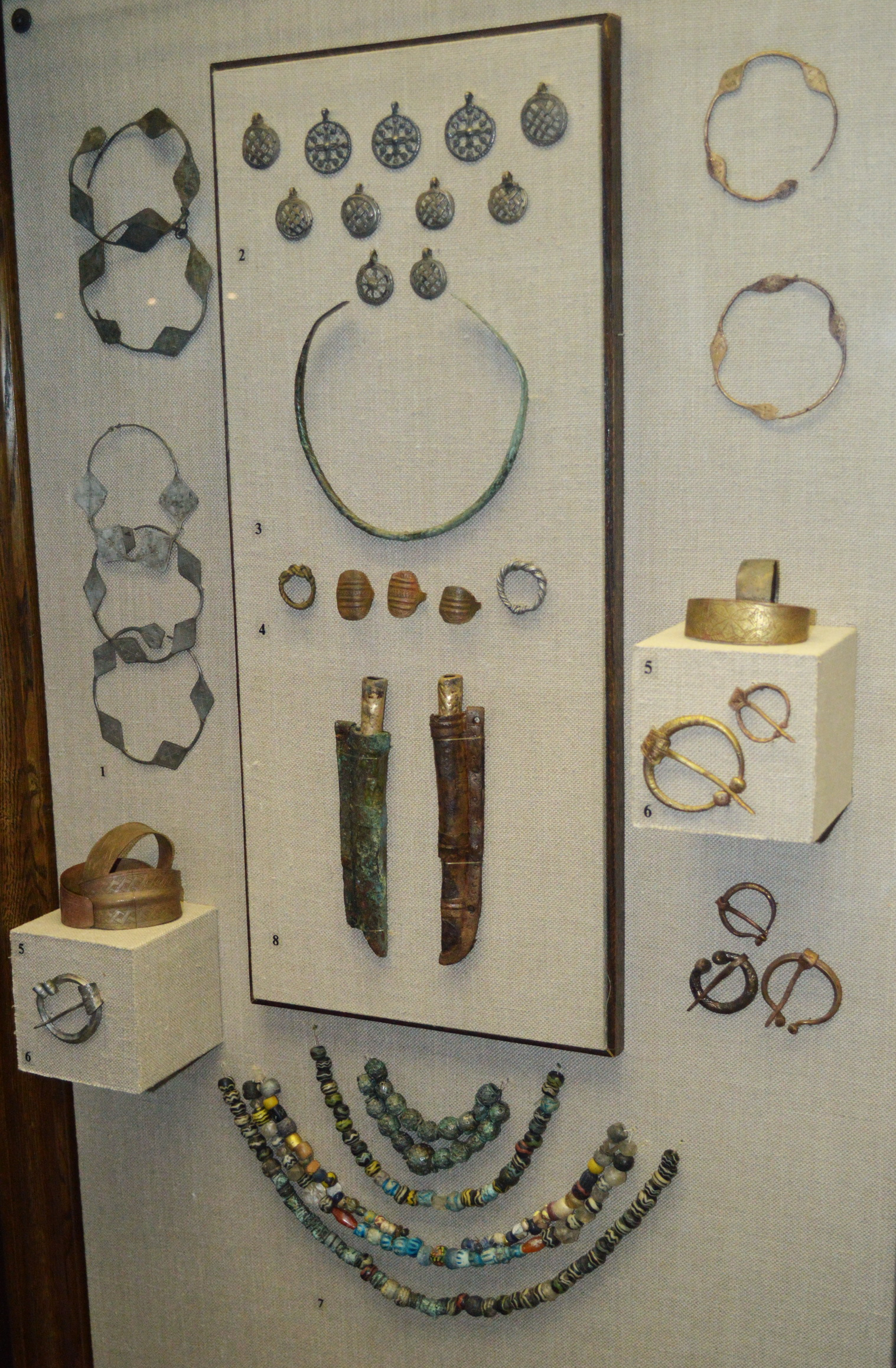
Прикраси ільменських словен, XI-XII століття
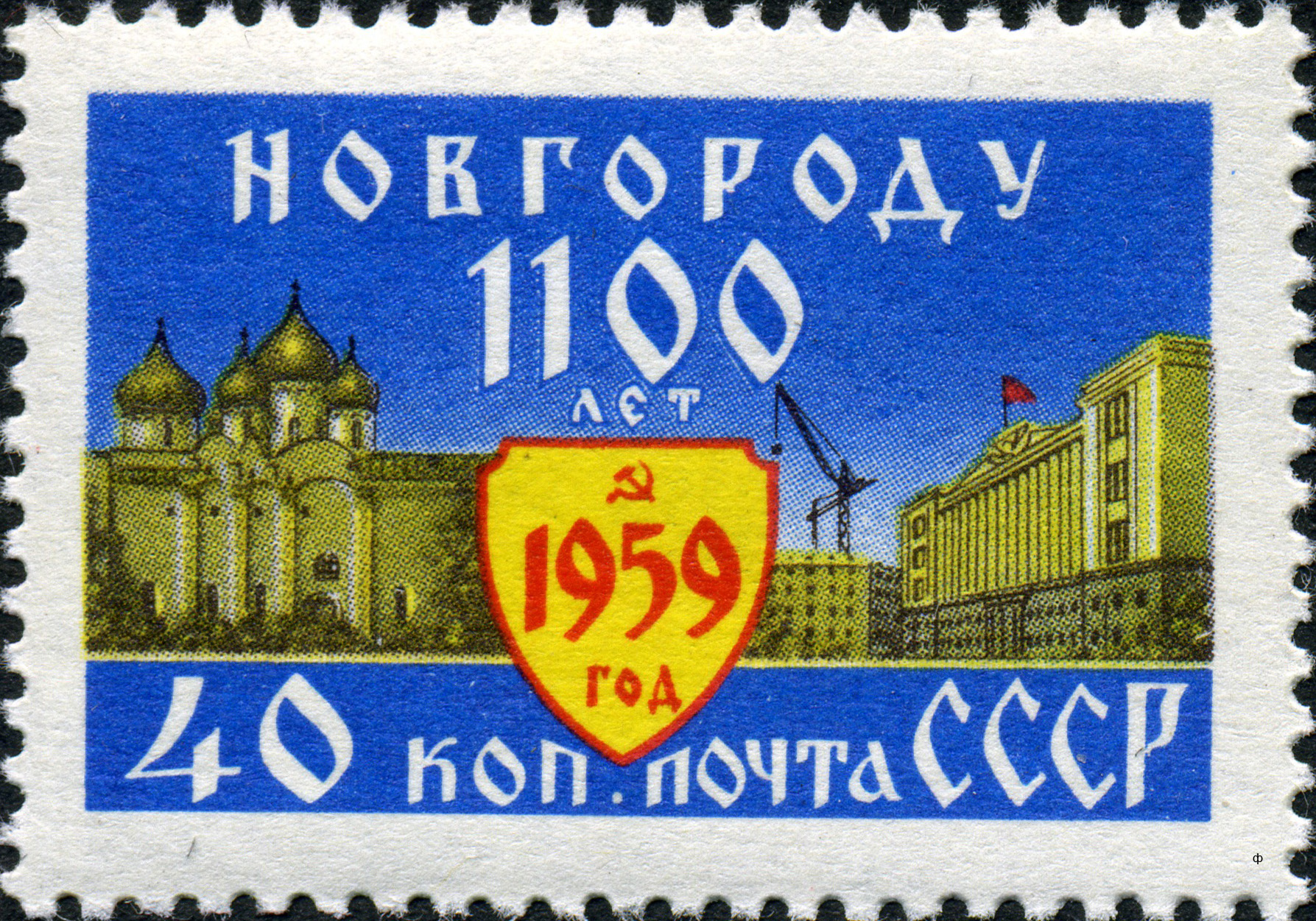
Поштова марка СРСР, присвячена 1100-літтю Новгорода

### Середньовіччя
У IX столітті Новгородська земля стає ядром зародження давньоруської (нормансько-слов'янської) держави. Територія сучасної Новгородської області згадується в давньоруських літописах під 862 роком як основна «п'ятина» слов'янського державного об'єднання Новгородська земля. На Волхові, поблизу його витоку з озера Ільмень закладається Рюрикове городище, яке стає княжою резиденцією перших руських правителів. Незабаром князь Олег робить похід на південь проти кривичів, спускається Дніпром до Києва у володіння хозар. 882 року столиця руської держави переміщується до Києва. Від цього року і по 1136 рік Новгородщина перебуває в складі Київської Русі. Новгород перетворюється на центр Новгородської землі, де формується особливий давньоновгородський діалект. Вже X століття новгородці піднімають антиварязьке повстання. Цією добою датується давньоруське Малишівське городище поблизу селища Любитино. Радіовуглецевий аналіз спилів дубових колод в Городні, знайдених на місці колишньої Пречистенської вежі Новгородського дитинця, дає дати 951±27 і 918±41 роки. Залишки мостового переходу, що перетинав русло Волхова між Нікольським собором на Ярославовому дворищі і втраченим собором Бориса і Гліба в Новгородському дитинці за 170 м від Великого моста вище за течією Волхова, мають датування близько 957 року. У Новгородській окрузі найбільш ранні скарби куфічних монет в Приільменні та Поволхов'ї з'являються приблизно під 860 роком. У Старої Руссі на П'ятницькому розкопі знайдені свідчення заселення цієї ділянки в IX столітті, а під час розкопок найвищої частини міста найбільш ранні шари датуються межею X—XI століть. На Троїцькому розкопі у шарах середини XI століття на знайдених п'ятиструнних гуслях є кириличний напис «Словіша».

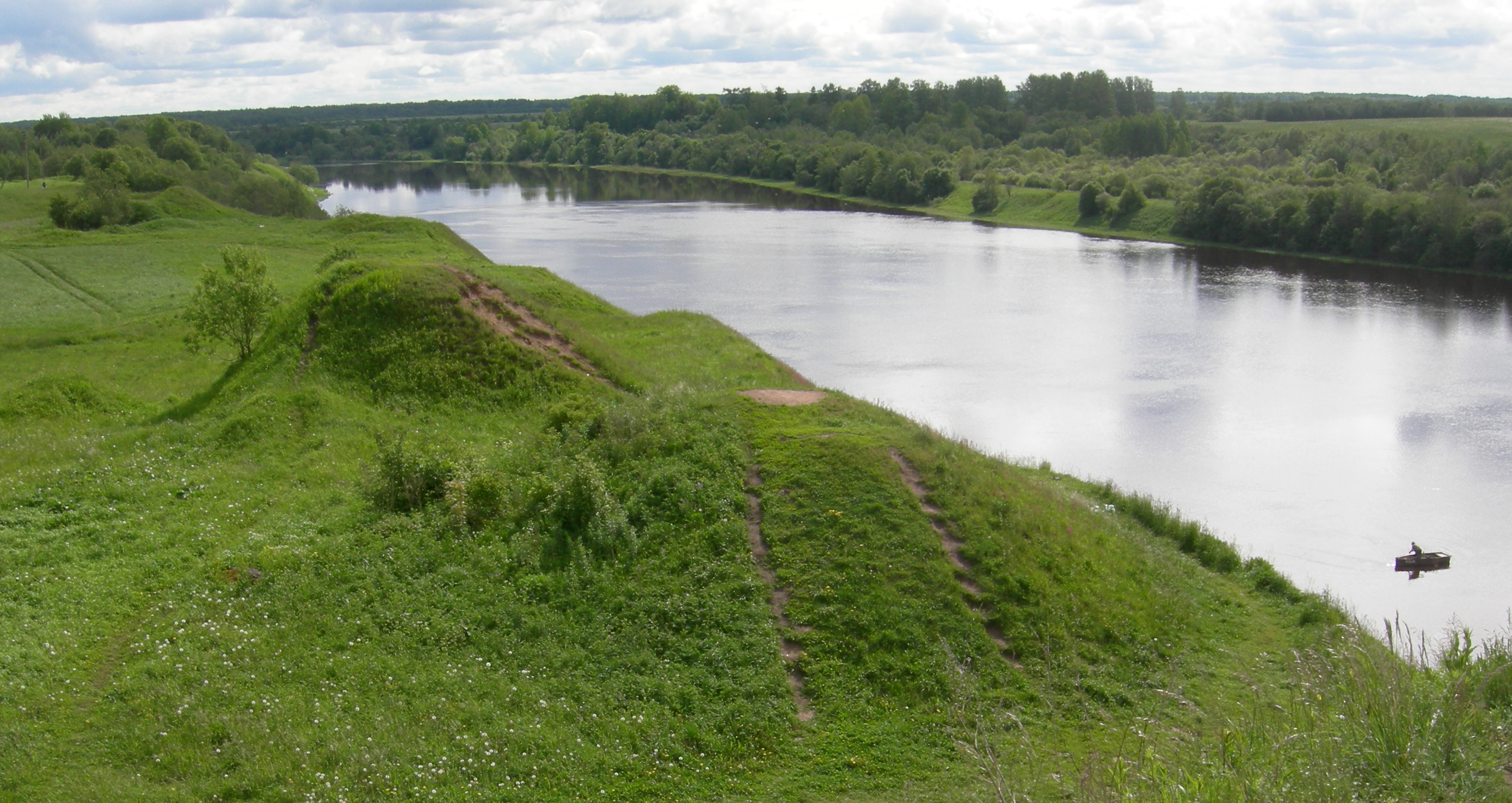
Кургани уздовж Волхова
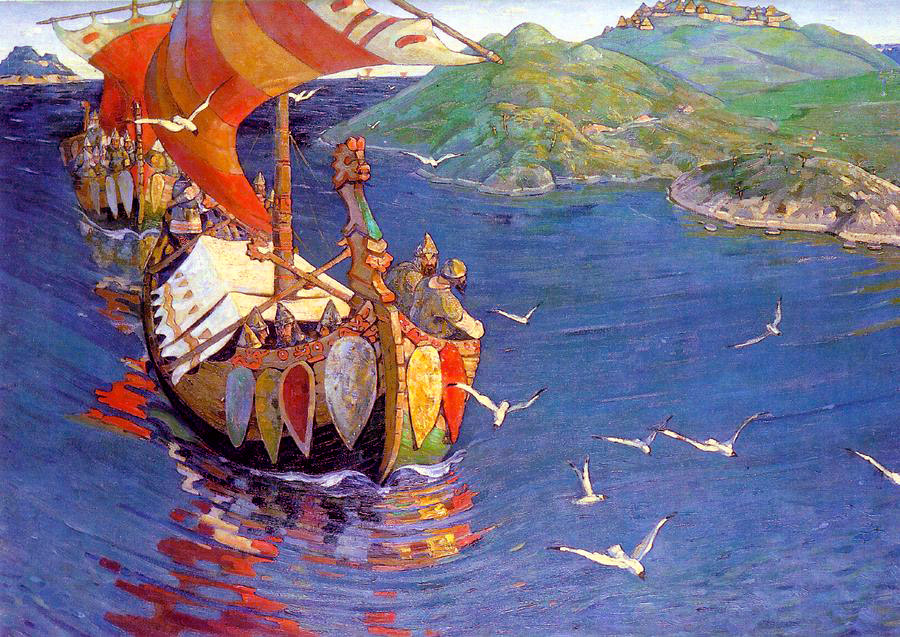
«Гості з-за моря», Микола Реріх, 1901 рік
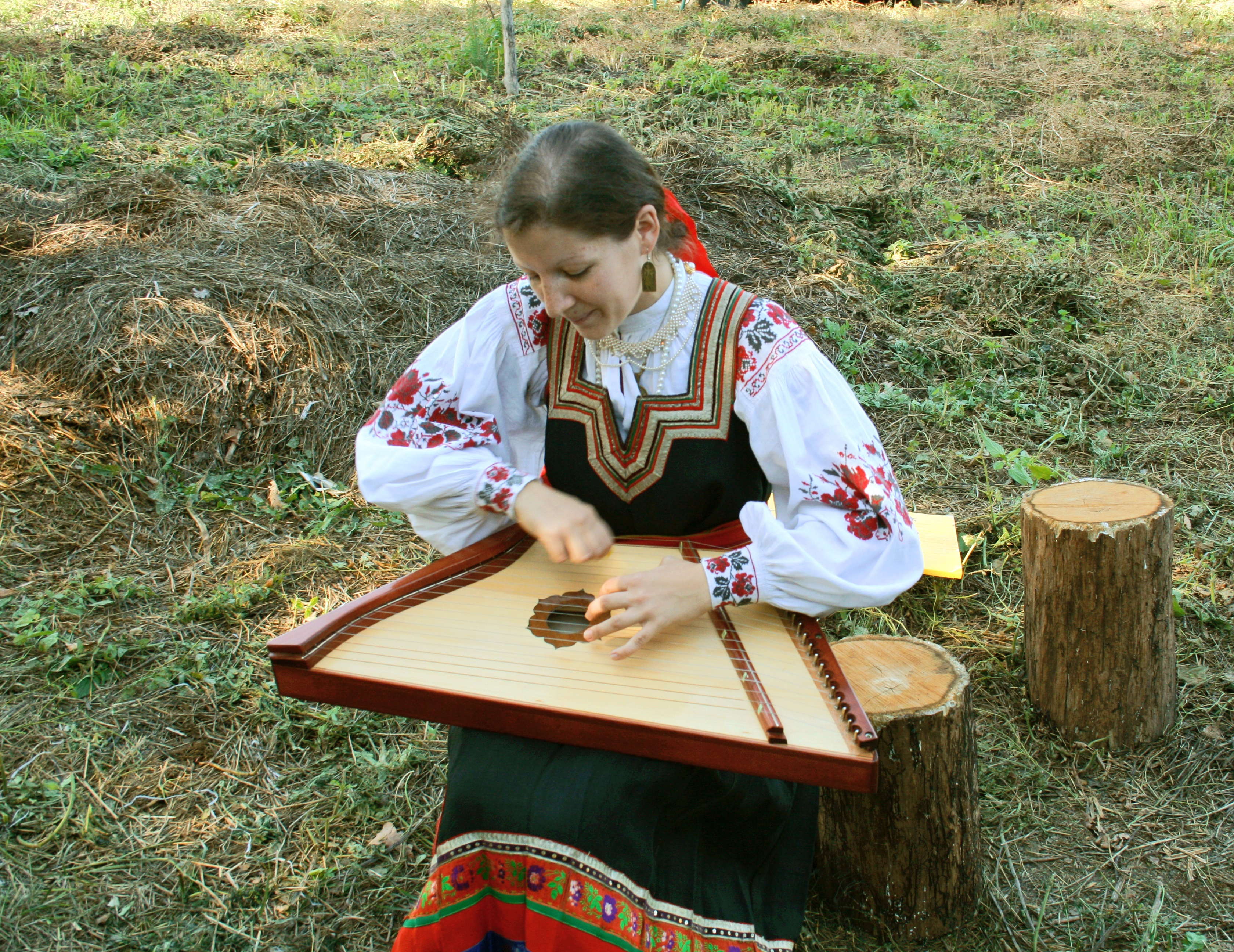
Гуслі — традиційний середньовічний музичний інструмент новгородців

980 року князь Володимир намагається заснувати загальноруський культ Перуна, тому створює у Новгороді язичницьке капище Перинь. Але вже 988 року Новгородська земля піддається насильницькому хрещенню — «Добриня хрестив мечем, а Путята вогонем». 989 році в місті зводять перший християнський храм з 13 маківками. 992 року засновується єпископська кафедра - першим новгородським єпископом став Іоаким Корсунянин.
На початку XI століття руський князь Ярослав Мудрий переніс свою резиденцію вниз за течією Волхова на Торг, що відбилося на зниженні інтенсивності життя на Рюриковому городищі. 1071 року, згідно «Повісті временних літ» згадується поява в Новгороді волхва, що збурив місцеве населення проти єпископа і християнської віри і якого вбив сокирою князь Гліб Святославич зі словами «А чи знаєш, що буде з тобою сьогодні?». В останній третині XI століття у зв'язку зі зменшенням князівської ролі збільшенням функцій новгородського посадника, князь змушений був знову перебратися з Новгорода на Рюрикове городище, залишивши за собою право на резиденцію в Новгороді.
1136 року, після втечі князя Всеволода Мстиславича з поля битви під Ждановою горою і його вигнання з міста, новгородці відновлюють давні громадські порядки у вигляді Новгородської республіки («Господин Великий Новгород») з правлячою олігархічною боярською верхівкою, де провідна роль належить народному самоврядуванню у формі віча, виконавчу владу здійснюють посадники.
Після серії неврожаїв 1220-х років архієпископа Арсенія вигнали з його палат, стався масовий відхід населення від церкви і нове повернення до язичництва і русалій, які повинні були краще забезпечити врожай, ніж молитви архієпископа. Новообернені на язичництво люди викупались в князя особливим податкомя «забожничем». На півтора-два століття русалії стали стійким елементом культурного життя в Новгороді. 1230 року через липневі морози і безперервні дощі до самої зими, які знищили врожай, місто вразив страшний голод. На початку грудня на вулицях Новгорода валялися трупи містян, що їх гризли собаки, бо в людей не було сил ховати померлих: «инии простая чадь резаху люди живые и ядяху, а инии мёртвые мяса и трупие обрезаече ядяху, а другие конину, псину, кошки». Наступного року в місті вирувала страшенна пожежа — «Яко по воді вогонь горяше. Ходячи чрезъ Вълхово», втікаючи від якої люди стрибали у Волхов, де багато з них потонуло. Пожежа зруйнувала останні запаси продовольства. Літописець писав, що «Новгород вже скінчився». Дізнавшись про такі події, німецькі купці доставили жито і борошно, тим самим врятувавши новгородців — «прибегоша Немьци и-за-мория с житом и мукою и створиша много добра».
Упрожовж 1236—1259 років із перервами в Новгороді княжив Олександр Ярославич, боронив православну віру від Лівонського ордену, за що був пізніше канонізований. Тісно зійшовшись із знаттю монгольської держави, використовував її війська (Неврюєва рать) заради зміцнення своєї влади і у боротьбі із братами (Андрієм і Ярославом) за великокняжий престол. 1251 року уклав договір з норвезьким королем Хаконом IV Старим щодо розмежувань території збору данини з карелів і саамів, 1254 року підписано «Розмежувальну грамоту», що встановила кордони Новогорода і Норвезького королівства у Карелії. 1260 року відбувся похід литовського князя Міндовга на Лівонію і укладання наступного року між Великим князівством Литовським і Новгородом військового союзу.

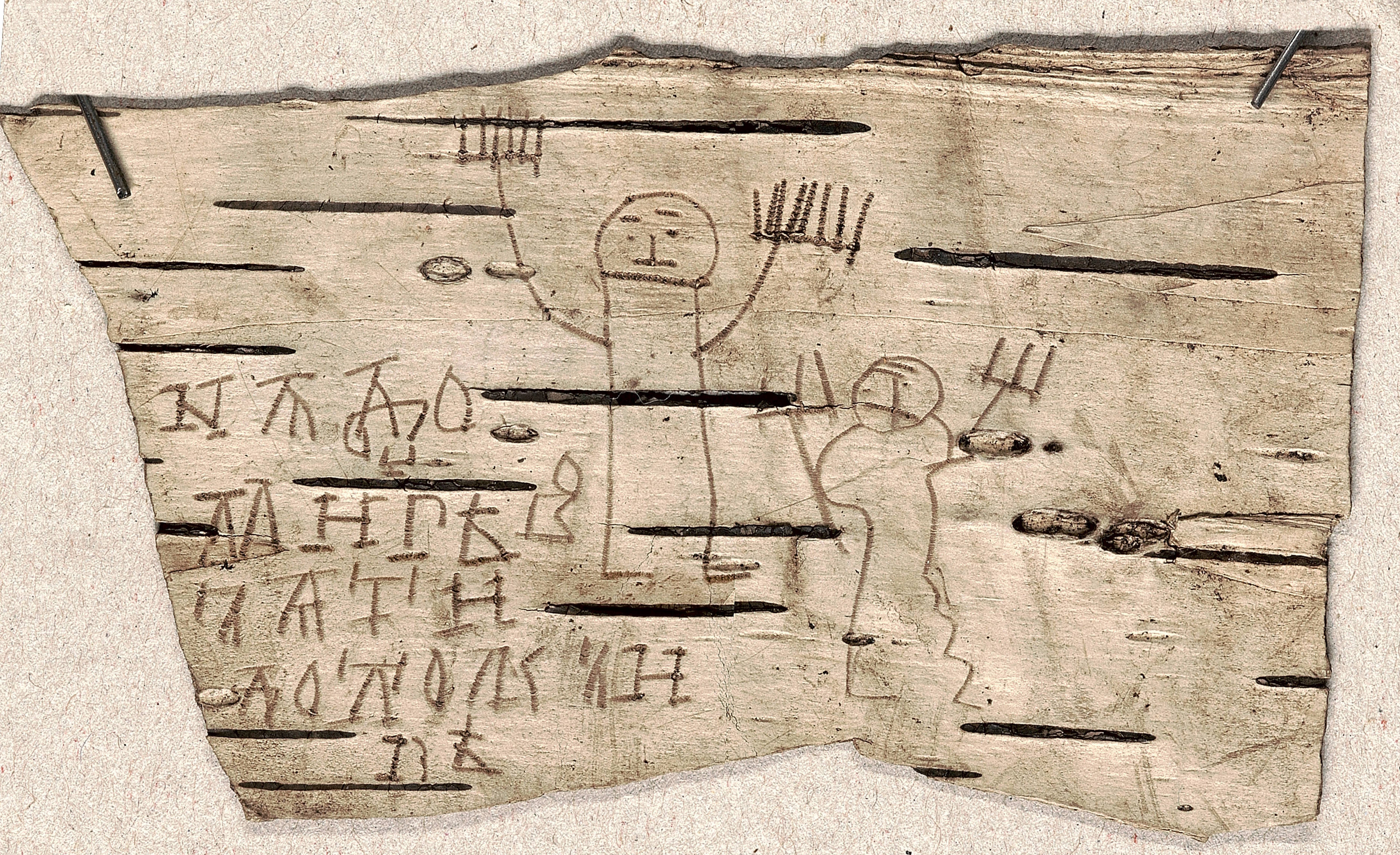
Новгородські берестяні грамоти
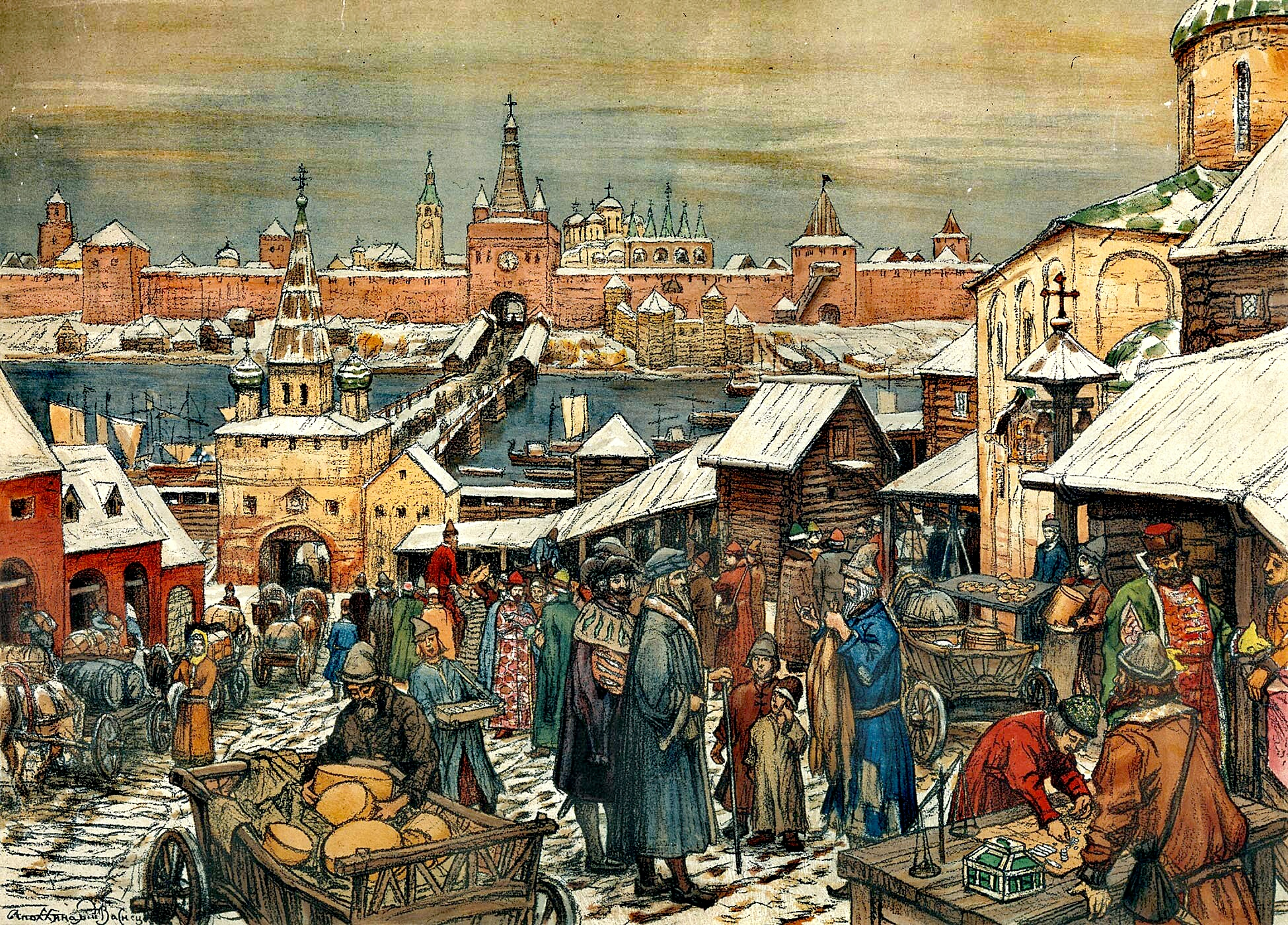
«Новгородське торжище», Аполінарій Васнєцов, 1908 рік
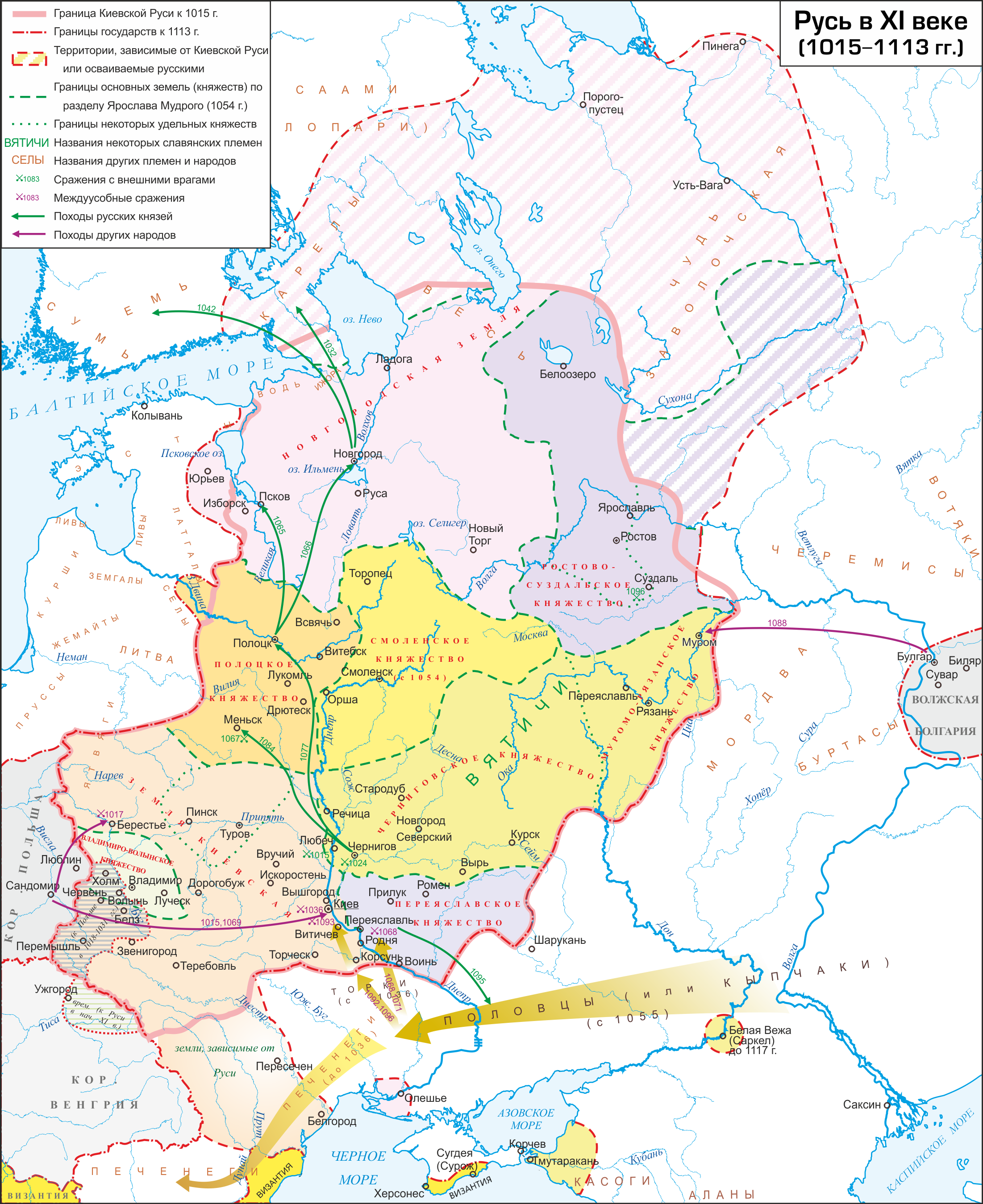
Київська Русь, 1015-1113 рік
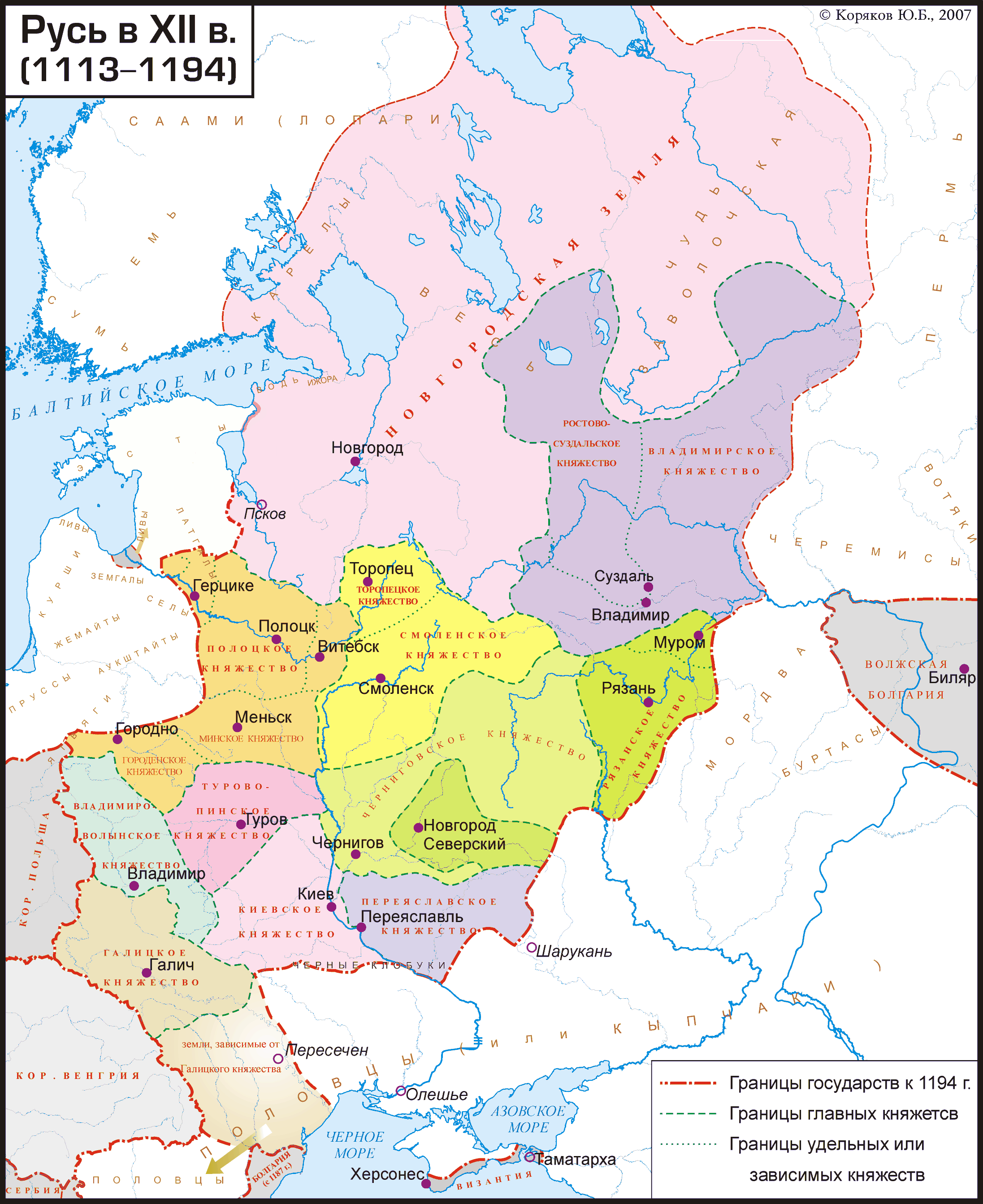
Київська Русь, 1113-1194 рік
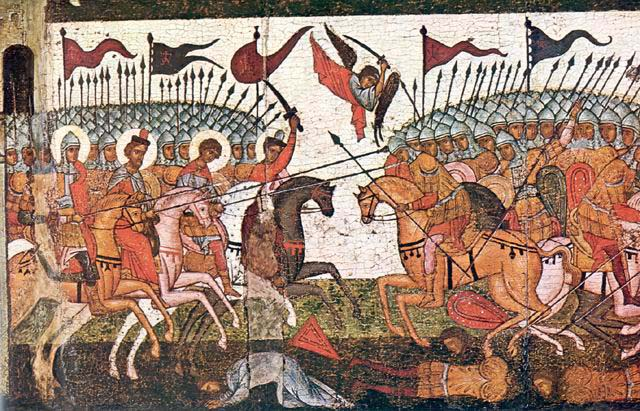
Битва новгородців із суздальцями, 1170 рік

1348 року було укладено Болотовську угоду, згідно якої давній торговельний суперник Новгорода автономне місто Псков ставало повністю незалежною Псковською республікою.
Близько 1416 року в Новгороді була проведена найважливіша державна реформа, представники боярських сімейств були обрані посадник і тисячацькими і утворили Раду панів, яку за значенням і виглядом цілком можна уподібнити Венеційському сенату. Тобто загальнонародна республіка перетворювалася на кастову, олігархічну державу. Під 1446 роком літописець повідомляє, що останні десять років в Новгороді і у волості була дорожнеча і нестача хліба.
Великий Новгород підтримував із Ганзою (торговим союзом німецьких міст) тісні торговельні стосунки, тут була одна з найбільших «контор» (нім. Kontor) — Готський (Гетенхоф) і Німецький двори (Петерхоф). З другої половини XV століття намітився занепад Ганзи, що сильно вплинуло і на долю Новгорода, підірвало економічну міць його незалежності.

### Нова доба
Новгородський намісник Михайло Олелькович у березні 1471 року залишив Новгород та від'їхав на княжіння до Києва. Новгородські бояри на чолі з Марфою Борецькою та за підтримки Шуйських виступили за зближення з Литвою та вихід з-під московської протекції, закріпленою Яжелбицьким миром 1456 року. Великий московський князь Іван III Васильович ухвалив рішення організовувати релігійний «хрестовий похід» на Новгород. 14 липня 1471 року московське військо завдає поразки новгородському ополченню під час Шелонської битви. Новгородський посадник Дмитро Борецький захоплений і обезголовлений за наказом московського царя Івана Васильовича. 1478 року Новгородська земля, як і Велике князівство Тверське, була підкорена Великим князівством Московським зі збереженням її п'ятин. Після чого великий князь московський Іван III почав титулуватись «государем і великим князем всієї Русі». Вічевий дзвін був відвезений до Москви.
Через рік по тому, новгородці спробували відновити традиційні звичаї. У відповідь Іван III вчинив круту розправу. Владика Феофіл був заарештований, відправлений до Москви і заточений в Чудовому монастирі. Багато бояр було страчено, ще більше переселено до московських земель, а на їхні землі переселені московські служиві люди. Іван III виселив з Новгорода німецьких купців, що, разом зі знищенням знаті, повністю зруйнувало торгівлю із Заходом. Водночас, як зазначає російський історик Василь Ключевський: «Нижчі люди новгородські, смерди і половники, були позбавлені боярського гніту; з них були утворені селянські податкові громади на московський зразок. Загалом, їх становище покращилося, тому їм не було про що шкодувати за новгородською старовиною».

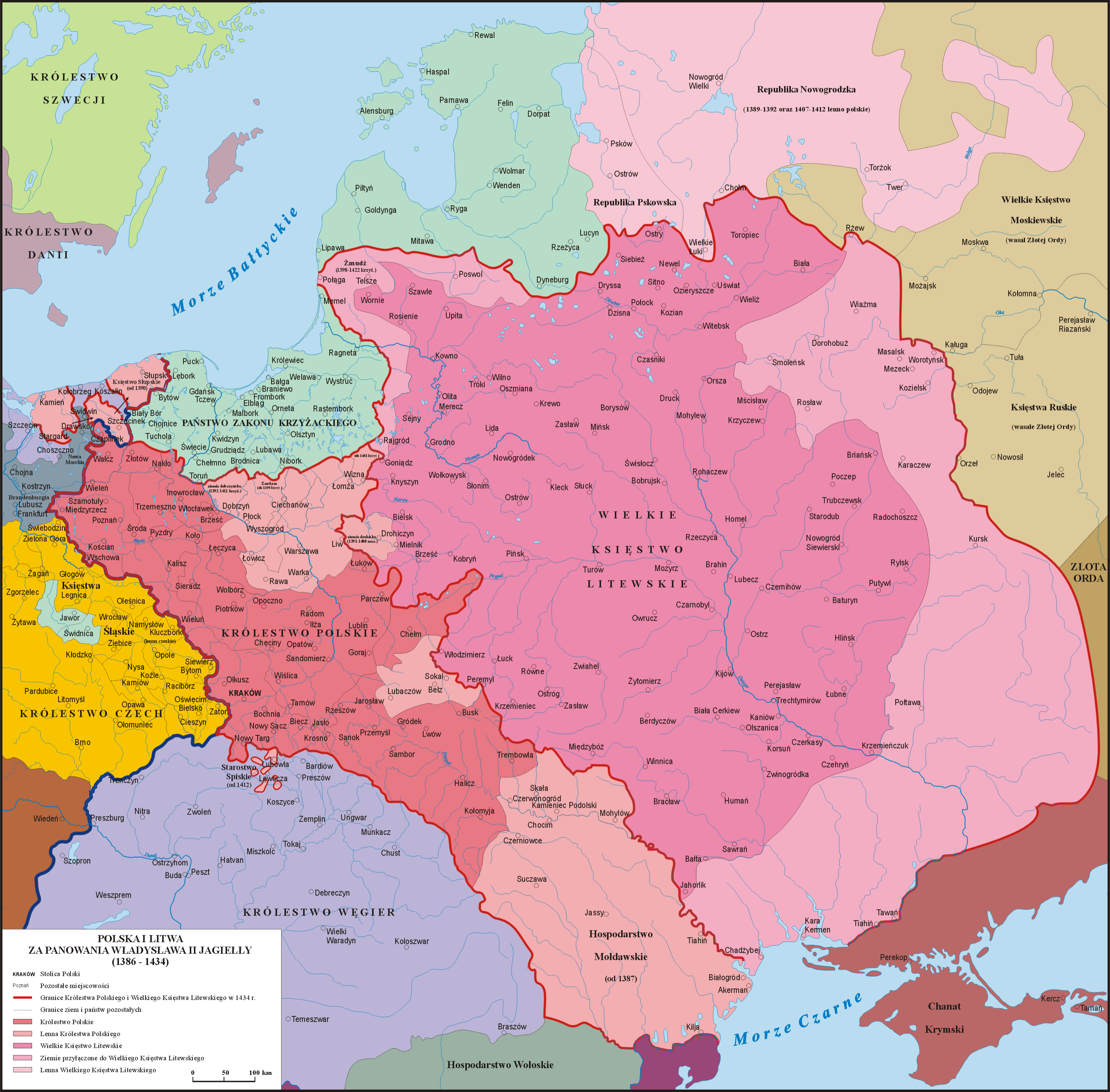
Новгород як володіння литовського князя Лугвенія Ольгердовича 1389-1412 роки
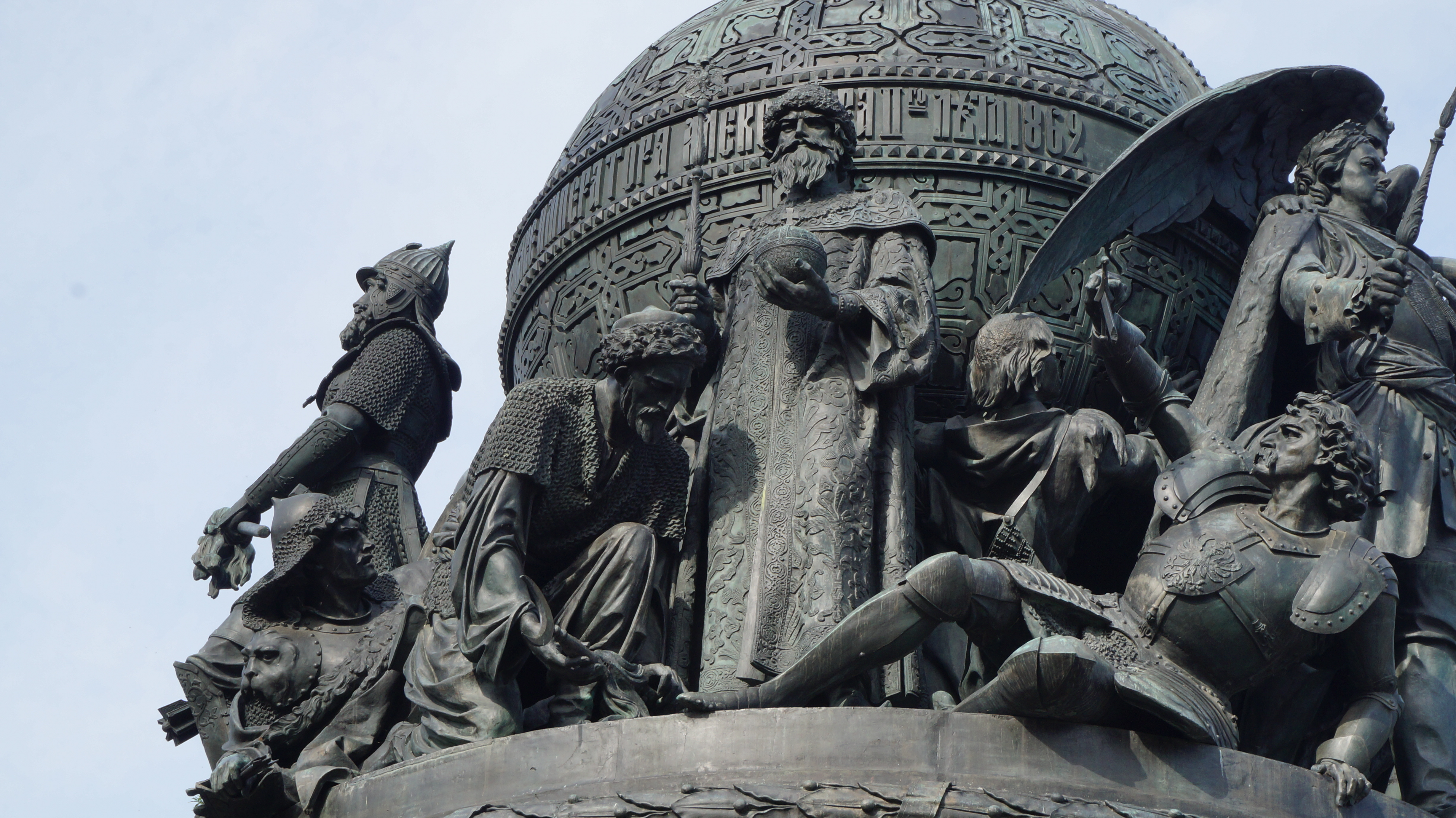
Іван III на пам'ятнику «Тисячоліття Росії»
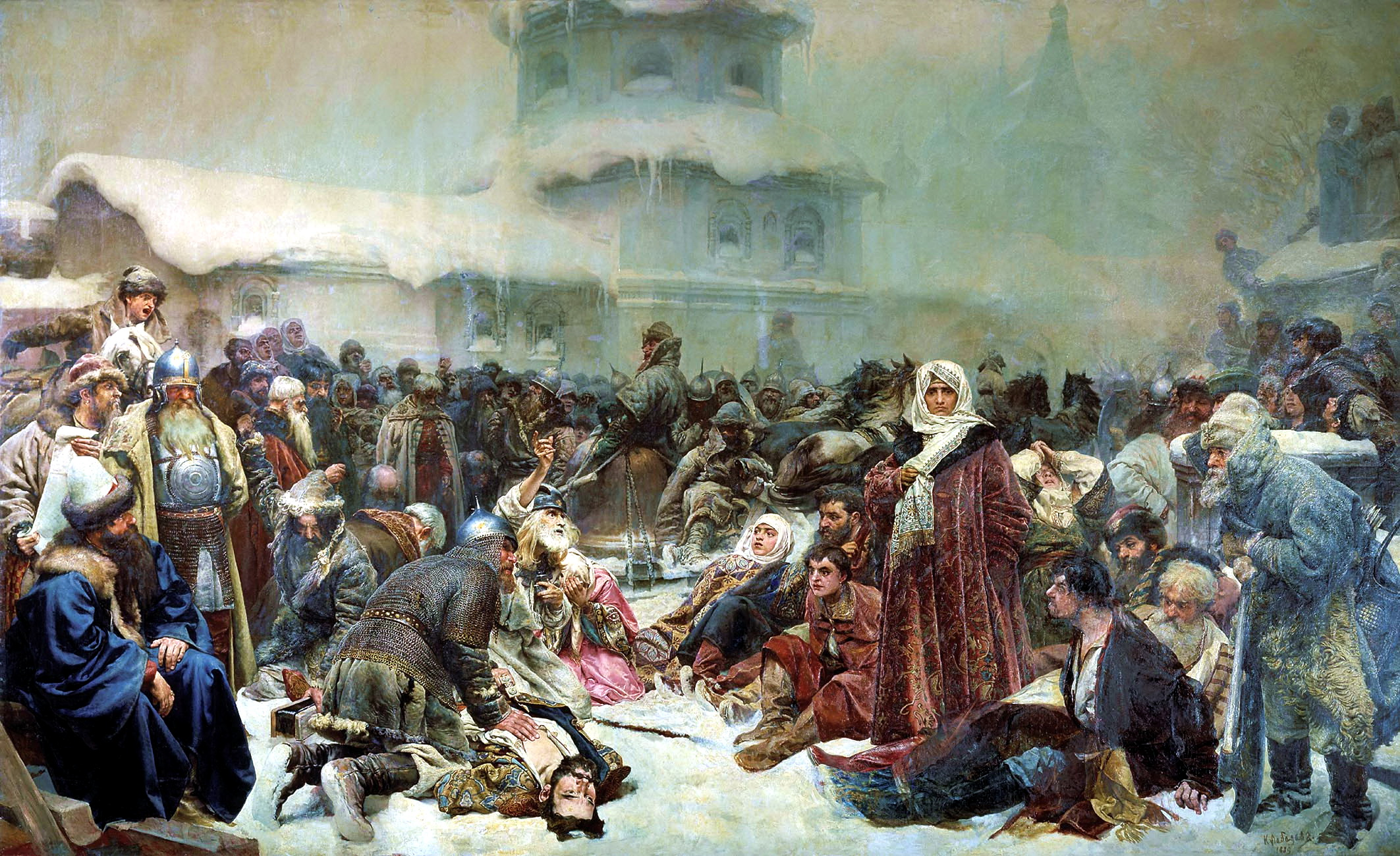
«Марфа Посадниця. Знищення новгородського віча», Клавдій Лебедєв, 1889 рік
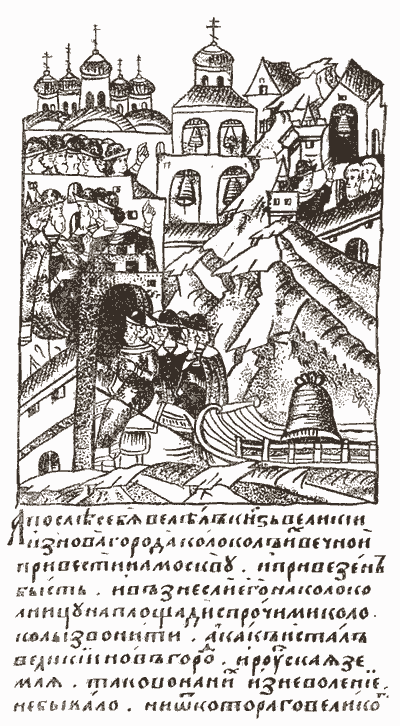
Вивезення вічового дзвону до Москви
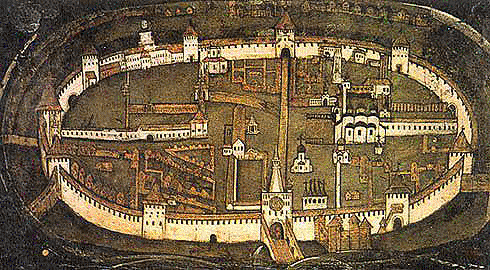
Новгородський кремль на Михайлівській іконі XVII століття

У XV столітті Литовсько-Руське князівство намагалось підкорити Новгород, Псков, Твер, вимагало так звану «Ржевську данину» результатом чого стали Російсько-литовські війни.
1565 року цар Іван Грозний розділив свою державу на опричнину і земщину, Новгородські землі потрапили до першої, а Софійська сторона міста до другої. Цар власноруч із своїм військом взимку 1569—1570 років здійснив погром міста, який тривав 1,5 місяця, людей тисячами катували і топили у Волхові, майно церков, монастирів і купців було пограбоване. На кінець XVI століття припадає Поруха, спричинена Лівонською війною.
Під час Смути, після підписання Виборзького трактату до Новгорода 1609 року прибуває шведський допоміжний корпус під командуванням Якоба Делагарді та Еверта Горна, який разом з військами під командуванням князя Михайла Скопина-Шуйського бере участь у боротьбі проти прихильників Лжедмитра II. 16 липня 1611 року Новгород був зайнятий шведським військом, московський воєвода Василь Бутурлін покинув місто. Був підписаний договір, згідно з яким шведський король оголошувався протектором Росії, а його син Карл Філіп ставав московським царем і Новгородським великим князем. Формально Новгород на нетривалий час відновив свою незалежність, поки за рішенням Столбовського миру після московсько-шведської війни не був 1617 року повернутий Москві.
Після церковного розколу і гонінь на старообрядців значна частина населення Новгородської землі емігрувала да Речи Посполитої і в східно-балтійські володіння Швеції. Під час Північної війни Росія отримала вихід до Балтійського моря, а на знову завойованих землях Інгрії була заснована нова столиця Санкт-Петербург, через що Новгородська земля стала перетворюватися на провінцію. За часів Російській імперії територія області від 1708 року входила до складу Інгерманландської губернії, пізніше, 1727 року виділена в окрему Новгородську (1727) із центром у Великому Новгороді.
1831 року на Новгородській земля спалахнув холерний бунт, піднятий військовими поселенцями.

### Новітня доба
1917 року населення Новгородської губернії підтримало Російську революцію. 1918 року 5 північно-східних повітів (Білозерський, Кирилівський, Тихвинський, Устюженський і Череповецький), більша частина території Новгородської губернії увійшли до складу Череповецької губернії, але вже 1926 року обидві губернії увійшли до складу Північно-Західної області. 1 серпня 1927 року Північно-західна область була перейменована на Ленінградську. Губернії були скасовані, а територія сучасної області увійшла до складу Новгородського, Боровицького і західної частини Череповецького округів Ленінградської області. Територія сучасного Холмського району — до складу Великолукского округу. Через 3 роки, З липня 1930 року окружний поділ було замінено на районний, а Новгород і Боровичі стали містами обласного підпорядкування Ленінградському виконкому.
19 серпня 1941 року під час німецько-радянської війни більша частина області була окупована військами Третього рейху. Окупація Новгородської області тривала 2,5 роки, до 20 січня 1944 року, коли під час Ленінградсько-Новгородської і Новгородсько-Лузької наступальних операцій Новгород був звільнений військами 59-ї армії під командуванням генерал-лейтенанта Івана Коровникова. Зруйноване війною господарство і житловий фонд, 2227 населених пунктів, 288 промислових підприємств відновлювали довго, регіон був не в пріоритеті радянської влади, довоєнні показники промислового виробництва вдалося досягти лише 1953 року.

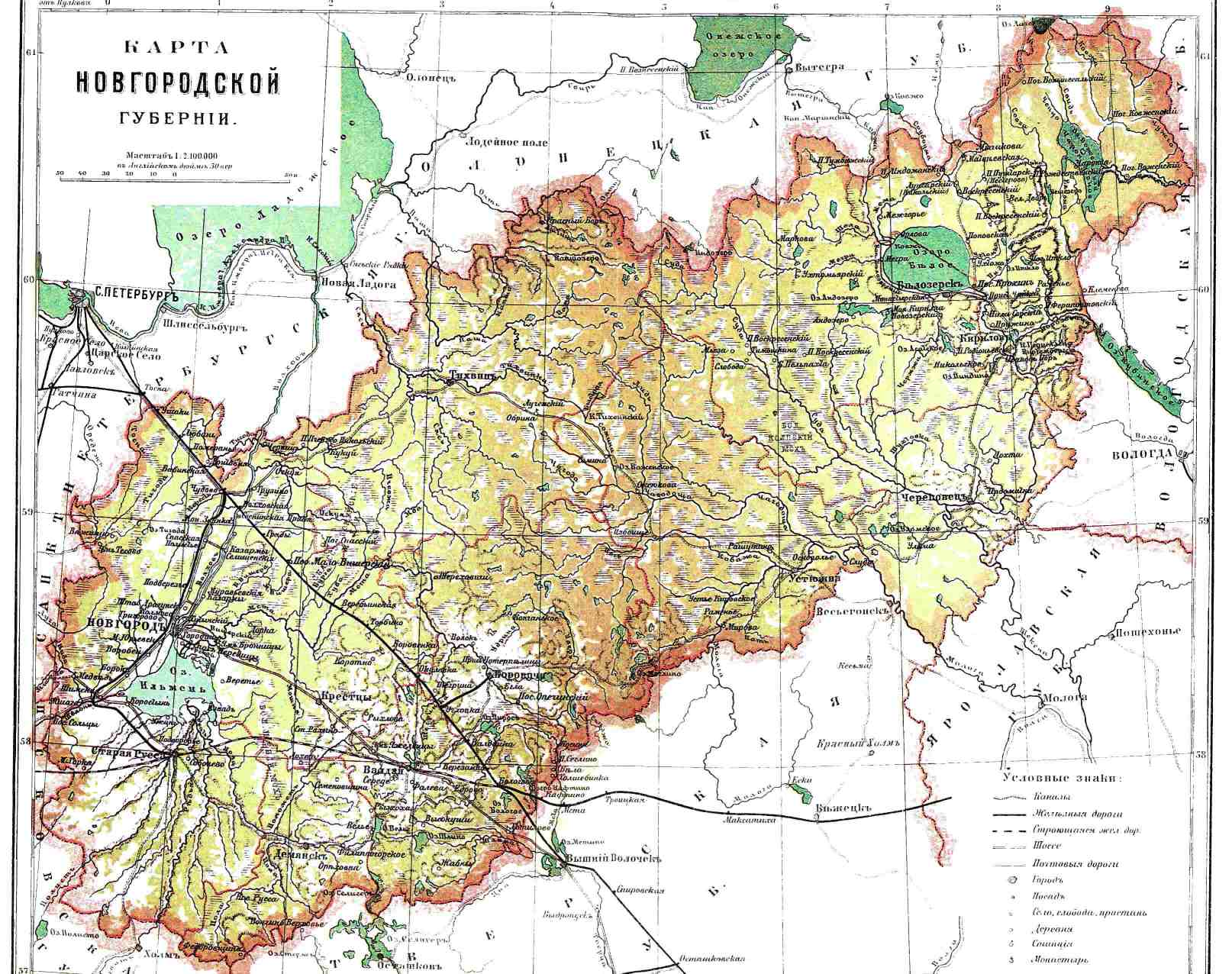
Карта Новгородської губернії
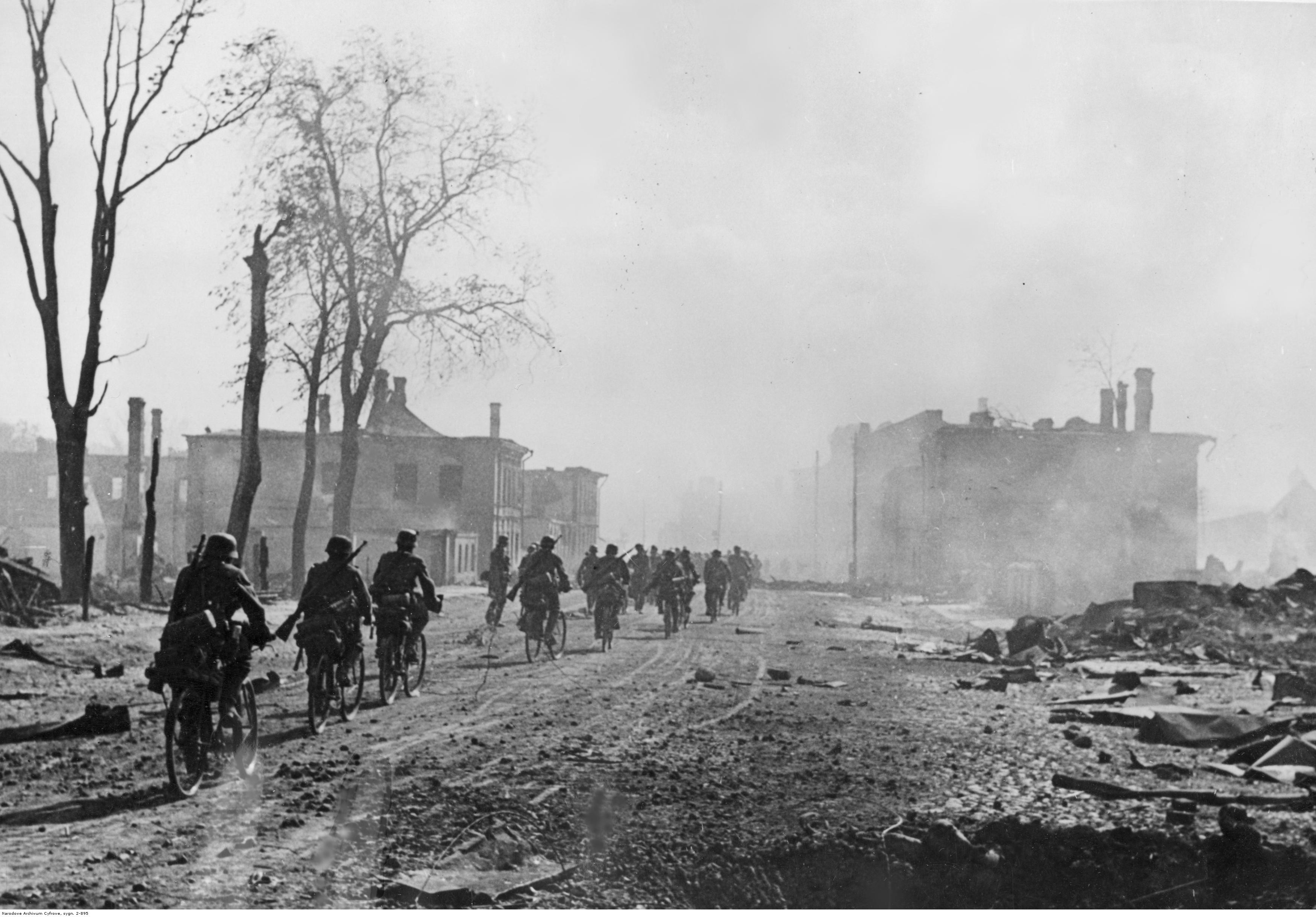
Німецькі війська в Новгороді, в серпні 1941 року
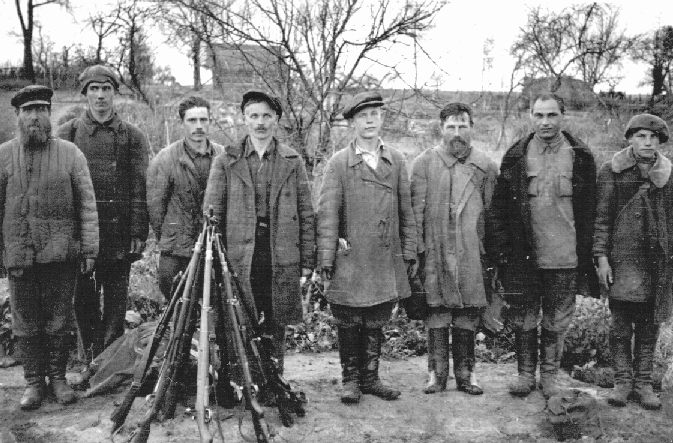
Антипартизанський загін
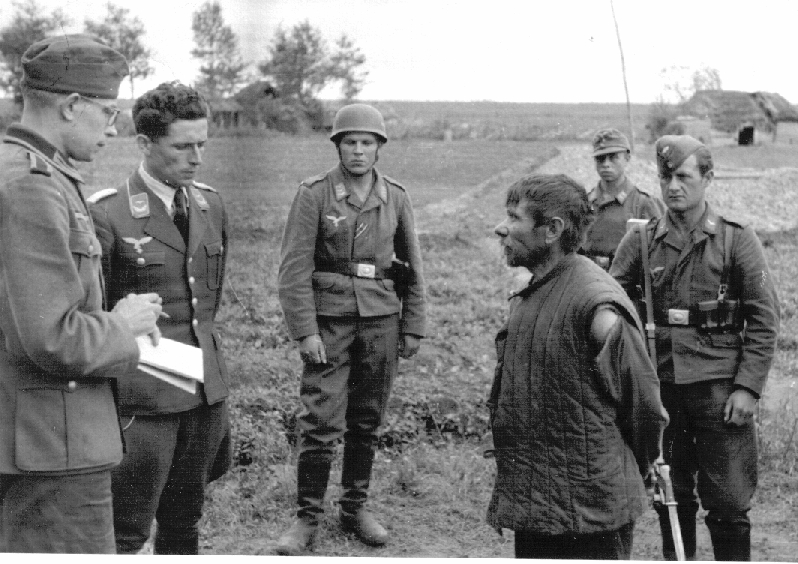
Допит радянського партизана
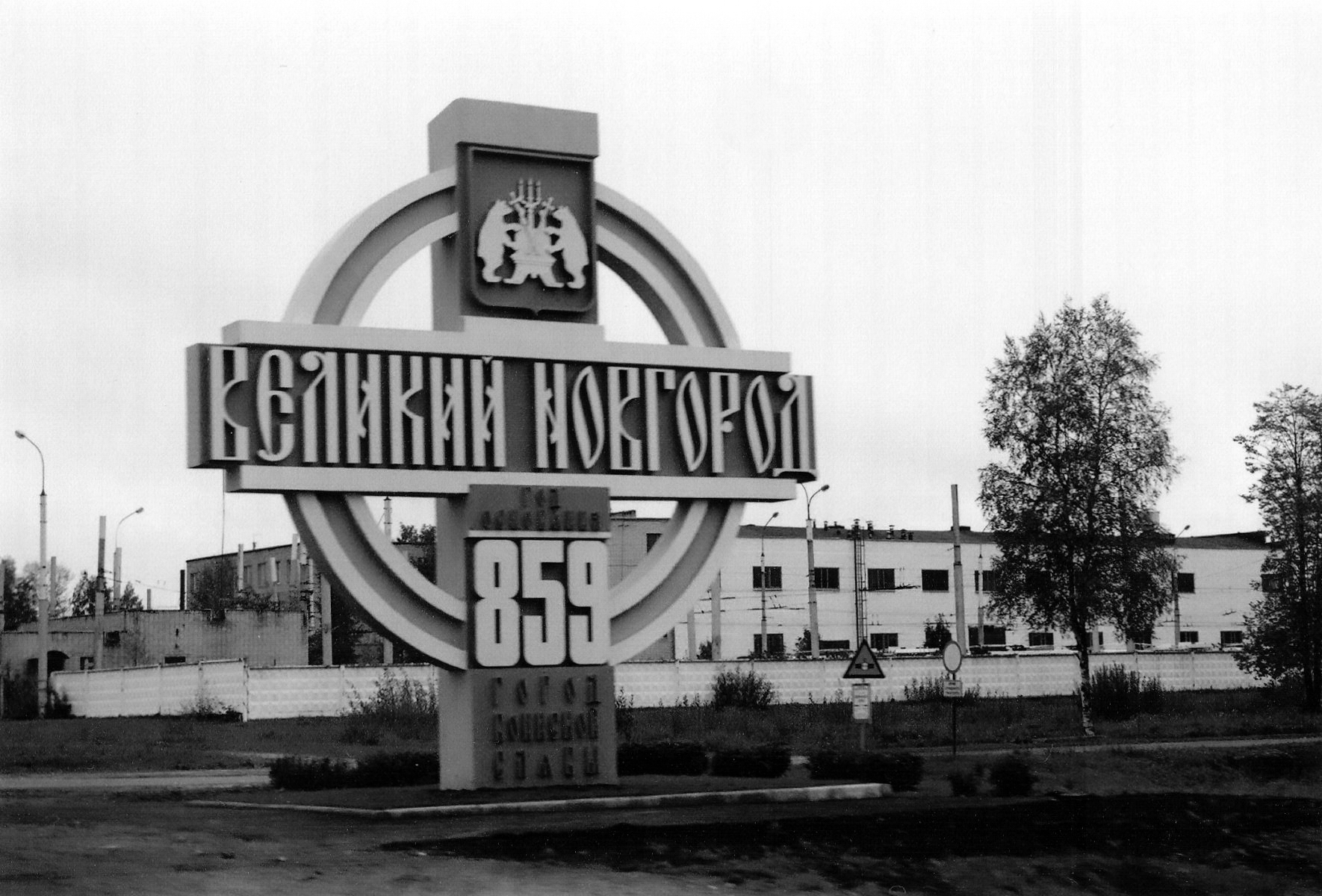
Стелла на в'їзді до Великого Новгорода
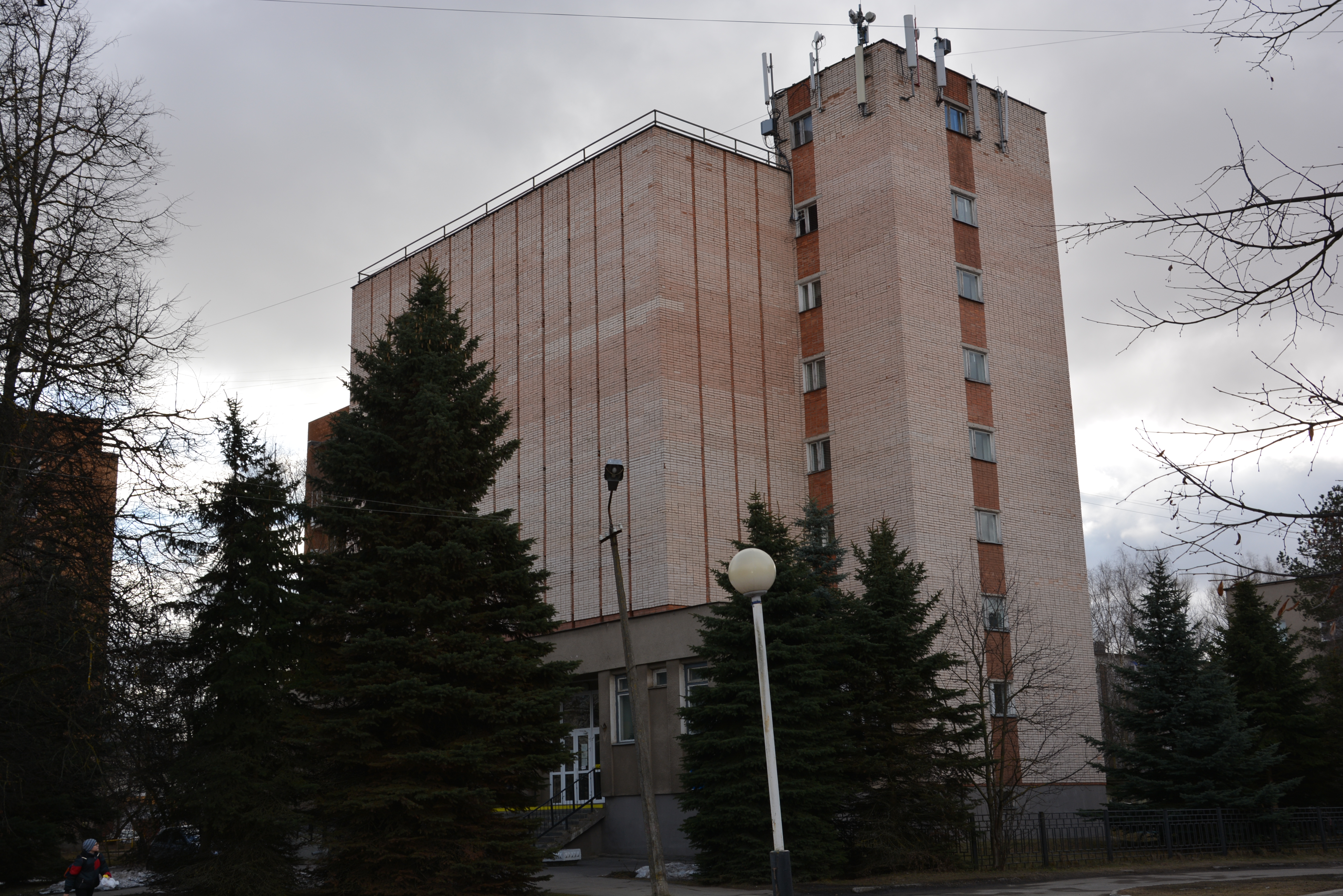
Держархів Новгородської області

5 липня 1944 року з окремих районів Ленінградської і Калінінської областей та міст обласного підпорядкування Новгород, Боровичі і Стара Русса указом Президії Верховної ради СРСР було утворено Новгородську область РРФСР у складі 27 районів і 3 міст обласного підпорядкування. 22 серпня 1944 року Холмський район був переданий до складу Великолуцької області (перебував у її складі до 1958 року). Белебелковський, Дрегельський, Залуцький, Личаківський, Мстинський, Опеченський, Полавський, Уторгоський райони ліквідовані в процесі укрупнення територій інших районів. Молвотицький район перетворено на Маревський. 1956 року зі складу Дрегельського району до Бокситогорського району Ленінградської області були передані Дмитровська і Мозолевська сільради.
У серпні 1959 року було проведено урочисте святкування 1100-річчя Новгорода. 16 лютого 1967 року Указом Президії Верховної Ради СРСР Новгородська область була нагороджена орденом Леніна.

## Адміністративно-територіальний устрій
Адміністративно-територіальний устрій Новгородської області затверджено в Статуті області та Законом «Про адміністративно-територіальний устрій Новгородської області». У складі Новгородської області:
- 3 міста обласного значення (Боровичі, Великий Новгород, Стара Русса)
- 21 район, з яких:
  - 7 міст районного значення (Валдай, Мала Вішера, Окуловка, Пестово, Сольці, Холм, Чудово),
  - 112 поселень,
  - інші сільські населені пункти.

Згідно державного устрою суб'єкта федерації, в межах адміністративно-територіальних одиниць Новгородської області було затверджено 142 муніципальні утворення, з яких на кінець 2020 року існувало 120. У березні 2020 року на муніципальні округи були перетворені Волотовський, Марьовський, Солецький і Хвойнинський муніципальні райони.
- 1 міський округ (Великий Новгород);
- 4 муніципальні округи і 17 муніципальних районів, що включають
  - 17 міських поселень (міста і селища міського типу),
  - 81 сільське поселення.

| Адміністративно-територіальний поділ Новгородської області | Адміністративно-територіальний поділ Новгородської області | Адміністративно-територіальний поділ Новгородської області | Адміністративно-територіальний поділ Новгородської області | Адміністративно-територіальний поділ Новгородської області | Адміністративно-територіальний поділ Новгородської області | Адміністративно-територіальний поділ Новгородської області | Адміністративно-територіальний поділ Новгородської області | Адміністративно-територіальний поділ Новгородської області | Адміністративно-територіальний поділ Новгородської області |
| №                                                          | Прапор                                                     | Герб                                                       | Назва                                                      | Площа (км²)                                                | Населення (осіб на 2020 рік)                               | Густота (осіб/км²)                                         | Адмінцентр                                                 | Населення                                                  | www                                                        |
| ---------------------------------------------------------- | ---------------------------------------------------------- | ---------------------------------------------------------- | ---------------------------------------------------------- | ---------------------------------------------------------- | ---------------------------------------------------------- | ---------------------------------------------------------- | ---------------------------------------------------------- | ---------------------------------------------------------- | ---------------------------------------------------------- |
| 1                                                          |                                                            |                                                            | Райони (муніципальні райони)                               |                                                            |                                                            |                                                            |                                                            |                                                            |                                                            |
| 2                                                          |                                                            |                                                            | Батецький район                                            | 1591,79                                                    | 5 018▼                                                     | 3,2                                                        | селище Батецький                                           | 2 258▼                                                     |                                                            |
| 3                                                          |                                                            |                                                            | Боровицький район                                          | 3137,90                                                    | 62 502▼                                                    | 19,9                                                       | місто Боровичі                                             | 48 858▼                                                    |                                                            |
| 4                                                          |                                                            |                                                            | Валдайський район                                          | 2701,63                                                    | 22 854▼                                                    | 8,5                                                        | місто Валдай                                               | 13 800▼                                                    |                                                            |
| 5                                                          |                                                            |                                                            | Дем'янський район                                          | 3198,94                                                    | 9 964▼                                                     | 3,2                                                        | смт Дем'янськ                                              | 4 148▼                                                     |                                                            |
| 6                                                          |                                                            |                                                            | Крестецький район                                          | 2790,63                                                    | 11 180▼                                                    | 4,0                                                        | смт Крестці                                                | 7 249▼                                                     |                                                            |
| 7                                                          |                                                            |                                                            | Любитинський район                                         | 4486,24                                                    | 8 288▼                                                     | 1,8                                                        | смт Любитино                                               | 2 312▼                                                     |                                                            |
| 8                                                          |                                                            |                                                            | Маловішерський район                                       | 3280,98                                                    | 14 172▼                                                    | 4,3                                                        | місто Мала Вішера                                          | 10 161▼                                                    |                                                            |
| 9                                                          |                                                            |                                                            | Мошенський район                                           | 2568,28                                                    | 5 970▼                                                     | 2,3                                                        | село Мошенське                                             | 2 065▼                                                     |                                                            |
| 10                                                         |                                                            |                                                            | Новгородський район                                        | 4596,36                                                    | 63 225▲                                                    | 13,8                                                       | місто Великий Новгород                                     | 225 019▲                                                   |                                                            |
| 11                                                         |                                                            |                                                            | Окуловський район                                          | 2520,81                                                    | 20 225▼                                                    | 8,0                                                        | місто Окуловка                                             | 9 510▼                                                     |                                                            |
| 12                                                         |                                                            |                                                            | Парфінський район                                          | 1591,12                                                    | 12 220▼                                                    | 7,7                                                        | смт Парфіно                                                | 6 258▼                                                     |                                                            |
| 13                                                         |                                                            |                                                            | Пестовський район                                          | 2110,44                                                    | 19 865▼                                                    | 9,4                                                        | місто Пестово                                              | 14 842▼                                                    |                                                            |
| 14                                                         |                                                            |                                                            | Поддорський район                                          | 2954,02                                                    | 3 695▼                                                     | 1,3                                                        | село Поддор'є                                              | 1 860▼                                                     |                                                            |
| 15                                                         |                                                            |                                                            | Старорусський район                                        | 3111,36                                                    | 41 493▼                                                    | 13,3                                                       | місто Стара Русса                                          | 27 377▼                                                    |                                                            |
| 16                                                         |                                                            |                                                            | Холмський район                                            | 2178,69                                                    | 5 039▼                                                     | 2,3                                                        | місто Холм                                                 | 3 344▼                                                     |                                                            |
| 17                                                         |                                                            |                                                            | Чудовський район                                           | 2331,80                                                    | 19 566▼                                                    | 8,4                                                        | місто Чудово                                               | 13 764▼                                                    |                                                            |
| 18                                                         |                                                            |                                                            | Шимський район                                             | 1836,76                                                    | 10 965▼                                                    | 6,0                                                        | смт Шимськ                                                 | 3 484▼                                                     |                                                            |
| 19                                                         |                                                            |                                                            | Райони (муніципальні округи)                               |                                                            |                                                            |                                                            |                                                            |                                                            |                                                            |
| 20                                                         |                                                            |                                                            | Волотовський район                                         | 995,10                                                     | 4 512▼                                                     | 4,5                                                        | селище Волот                                               | 2 236▼                                                     |                                                            |
| 21                                                         |                                                            |                                                            | Марьовський район                                          | 1818,70                                                    | 3 902▼                                                     | 2,1                                                        | село Марьово                                               | 2 297▼                                                     |                                                            |
| 22                                                         |                                                            |                                                            | Солецький район                                            | 1422,91                                                    | 13 183▼                                                    | 9,3                                                        | місто Сольці                                               | 8 336▼                                                     |                                                            |
| 23                                                         |                                                            |                                                            | Хвойнинський район                                         | 3186,06                                                    | 13 734▼                                                    | 4,3                                                        | смт Хвойна                                                 | 5 559▼                                                     |                                                            |
| 24                                                         |                                                            |                                                            | Місто обласного значення (муніципальне місто)              |                                                            |                                                            |                                                            |                                                            |                                                            |                                                            |
| 25                                                         |                                                            |                                                            | Великий Новгород                                           | 90,08                                                      | 225 019▲                                                   | 2498                                                       | місто Великий Новгород                                     | 225 019▲                                                   |                                                            |

## Політика
Главою області є губернатор, що призначається указом президента Російської Федерації та обирається на місцевих виборах. Губернатор очолює та координує роботу виконавчої гілки влади — Уряду Новгородської області. Адміністрація губернатора координує роботу губернатора, його заступників та апарату. Законодавчу діяльність в регіоні здійснює Новгородська обласна Дума в складі 32 депутатів, що обираються на 5-річний термін за змішаною системою. На федеральному рівні регіон представлений депутатами в Державній думі Російської Федерації та двома сенаторами у Раді Федерації.

### Уряд
Уряд Новгородської області виконує адміністративно-виконавчі функції в регіоні, керуючись уставом Новгородської області від 3 вересня 1994 року, місцевим законом «Про Уряд Новгородської області» № 210-ОЗ від 1 лютого 2013 року, конституцією Російської Федерації і власною постановою «Про регламент» від 23 травня 2013 року. Розміщується в будівлі на Софійській площі. Уряд очолює губернатор, якого обирають на відкритих виборах і затверджує президент держави.
Склад Уряду Новгородської області.
Міністерства:
- державного управління
- охорони здоров'я
- інвестиційної політики
- культури
- освіти
- природних ресурсів, лісового господарства та екології
- промисловості й торгівлі
- сільського господарства
- спорту і молодіжної політики
- житлово-комунального господарства та паливно-енергетичного комплексу
- будівництва, архітектури та майнових відносин
- транспорту й шляхобудівництва
- цифрового розвитку й інформаціно-комунікаційних технологій
- праці й соціального захисту
- фінансів.

Комітети:
- внутрішньої політики
- ветеринарії
- державного житлового нагляду і ліцензійного контролю
- РАГС і організаційної діяльності мирових суддів
- комітет мисливського господарства і риболовлі
- тарифної політики
- архівний

Державні інспекції:
- Держтехнагляд,
- Держбуднагляд,
- Держохорона культурної спадщини.

### Керівники області
Від часу утворення Новгородської області за 47 років на посаді першого секретаря обласного комітету КПРС побувало 9 осіб:
- 1944—1948 — Бумагін Григорій Харитонович (1904—1980), до того голова комісії з управління північно-східними районами Ленінградської області.
- 1948—1951 — Тупіцин Михайло Миколайович (1906—1993), до того другий секретар обласного комітету.
- 1951—1954 — Федоров Олександр Григорович (1909—1986), до того начальник Управління перевірки радянських органів Ради міністрів РРФСР.
- 1954—1956 — Штиков Терентій Хомич (1907—1964), до того радянський посол і керівник цивільної адміністрації у КНДР.
- 1956—1958 — Соколов Тихон Іванович (1913—1992), до того голова виконкому Смоленської обласної ради.
- 1958—1961 — Прокоф'єв Василь Андрійович (1906—1996), до того перший секретар Мурманського обласного комітету.
- 1961—1972 — Базовський Володимир Миколайович (1917—1993), уродженець Новозибкова (Чернігівська губернія), до того працював у аппараті ЦК КПРС.
- 1972—1986 — Антонов Микола Панасович (1921—1996), до того голова обласного виконкому.
- 1986—1991 — Нікулін Іван Іванович (1936-).

За часів незалежної Росії першим губернатором Новгородської області 24 жовтня 1991 року було призначено уродженця Коломийського району Михайла Прусака (1960-). 3 серпня 2007 року він направив повноважному представнику президента Росії в Північно-Західному федеральному окрузі прохання про відставку. Президент підписав указ про дострокове припинення повноважень губернатора на його прохання й призначив тимчасово виконуючим обов'язки губернатора Сергія Мітіна, а 7 серпня 2007 року його кандидатура одноголосно була схвалена депутатами обласної думи і він склав присягу. 13 лютого 2017 року виконувачем обов'язків губернатора було призначено Андрія Нікітіна (1979-), 14 жовтня того ж року обрано на цю посаду в результаті губернаторських виборів, проведених 10 вересня. За явки 28,35 % виборців було оголошено про перемогу Андрія Нікітіна з 67,99 % голосів виборців. Друге місце з 16,17 % голосів зайняв кандидат від комуністів — Єфімова Ольга Анатоліївна.

Керівники області
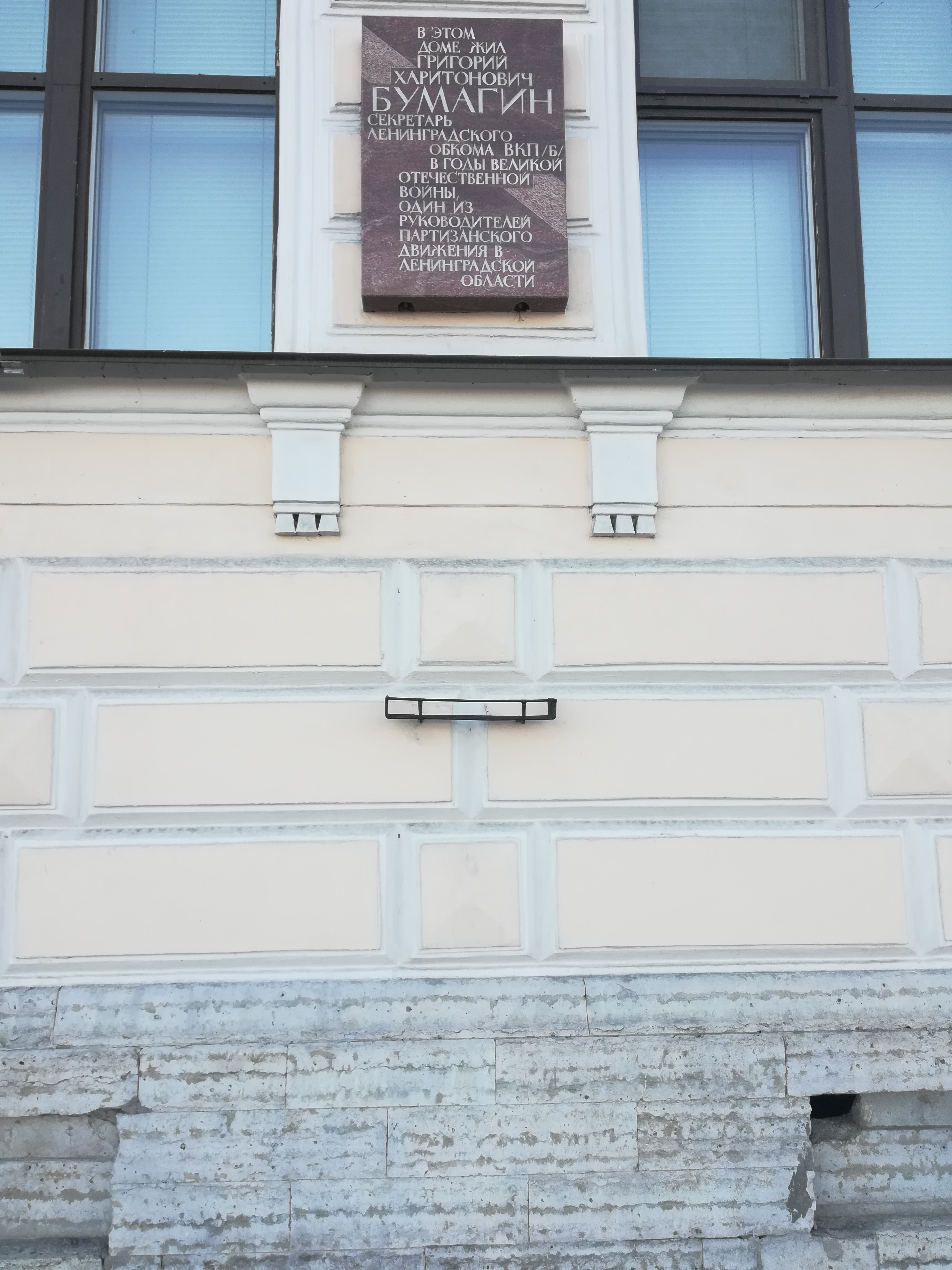
Меморіальна дошка Григорію Бумагіну в Санкт-Петербурзі
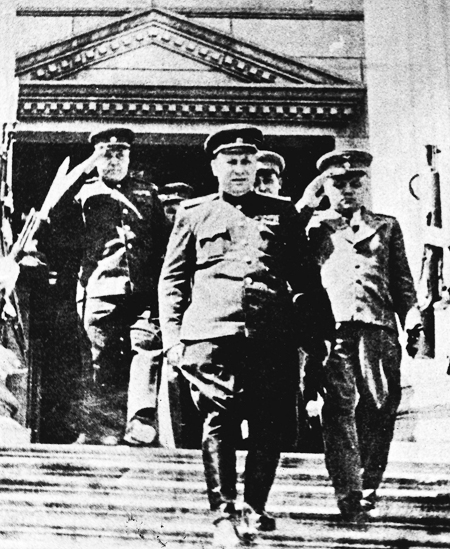
Терентій Штиков
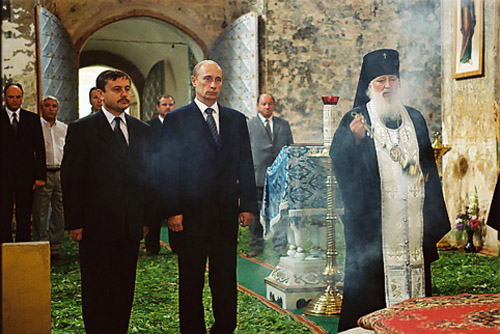
Михайло Прусак і Володимир Путін, 2001 рік
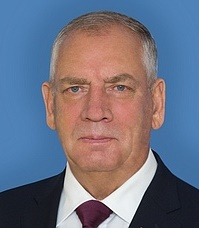
Сергій Мітін
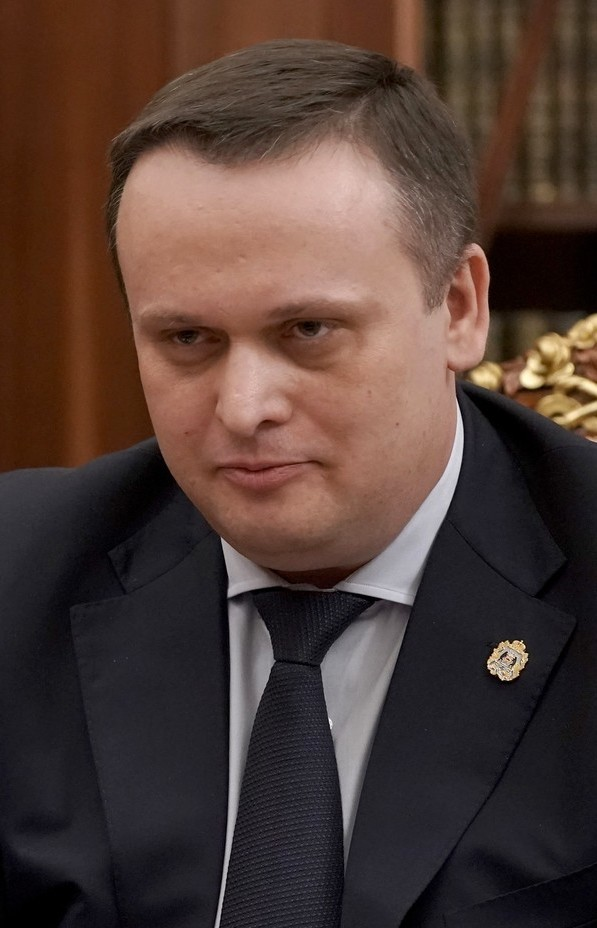
Андрій Нікітін

### Представництво на федеральному рівні
У Раді Федерації, верхній палаті Федеральних зборів Російської Федерації Новгородську область представляють два сенатори: уродженець Нижньогородської області Мітін Сергій Герасимович (14 жовтня 2017 — вересень 2022), представник від адміністрації регіону, і уродженець Донеччини Фабричний Сергій Юрійович (28 вересня 2016 — вересень 2021), представник від обласної думи.
Новгородську область в Раді Федерації у минулому представляли:
- Михайло Прусак (1994—2001).
- Цвєтков Олександр Сергійович (1994—1996)
- Бойцев Анатолій Олександрович (1996—2001).
- Бурбуліс Геннадій Едуардович (2 листопада 2001 — 16 лютого 2007 року), від адміністрації.
- Сорокін Михайло Михайлович (28 листопада 2001 — 26 грудня 2011), від обласної думи.
- Коровніков Олександр Венідиктович (16 листопада 2007 — жовтень 2017), від адміністрації, після його смерті обов'язки виконував Бобришев Юрій Іванович.
- Кривицький Дмитро Борисович (26 грудня 2011 — грудень 2016), від обласної думи.

У Державній думі, нижній палаті Федеральних зборів Російської Федерації Новгородську область після виборів 2016 року представляють 5 депутатів: Юрій Бобришев (колишній мер Великого Новгорода, член партії Єдина Росія), Олександр Васильєв (ЄР), Антон Морозов (ЛДПР), Євген Федоров (ЄР) і Олексій Чепа (СР).
Новгородську область в Державній думі у минулому представляли:
- Очин Олег Федорович I скликання (1993—1995).
- Зеленов Євген Олексійович II—III скликання (1993—2003).
- Філіппов Олександр Миколайович IV скликання (2003—2007).
- Головнев Володимир Олександрович та Ізотова Галина Сергіївна V скликання (2007—2011).
- Фабричний Сергій Юрійович VI скликання (2011—2016).

### Обласна дума

Склад обласної думи VI скликання, після виборів 2016 року

Новгородська обласна дума складається з 32 депутатів, які обираються за змішаною виборчою системою на термін 5 років. 16 депутатів обираються по єдиному виборчому округу, 16 в одномандатних виборчих округах. Останні вибори депутатів до обласної думи відбулися 18 вересня 2016 року. В обласній думі VI скликання за результатами виборів та після міжпартійних переходів створено 4 політичні фракції: єдиноросів — 17 місць (голова фракції — Галахов Михайло Борисович), комуністів — 4 місця (Гайдим Валерій Федорович), ліберал-демократів — 3 місця (Чурсінов Олексій Борисович) і «есерів» — 5 місць (Кашицин Олександр Павлович). Головою Новгородської обласної думи обрано Писарєву Олену Володимирівну (1967-), представницю партії «Єдина Росія».
| Політична партія | Політична партія  | 2006 рік           | 2006 рік       | 2011 рік           | 2011 рік       | 2016 рік           | 2016 рік       |
| Політична партія | Політична партія  | Віддано голосів, % | Отримано місць | Віддано голосів, % | Отримано місць | Віддано голосів, % | Отримано місць |
| ---------------- | ----------------- | ------------------ | -------------- | ------------------ | -------------- | ------------------ | -------------- |
|                  | Єдина Росія       | 43,75              | 16             |                    |                | 38,92              | 18             |
|                  | КПРФ              | 14,68              | 3              |                    |                | 19,53              | 3              |
|                  | ЛДПР              | 7,03               | 1              |                    |                | 17,29              | 3              |
|                  | Справедлива Росія |                    | 1              |                    |                | 16,11              | 5              |
|                  | Вільна Росія      | 11,03              | 2              |                    |                | —                  | —              |
|                  | Патріоти Росії    | —                  | 1              |                    |                | —                  | —              |
|                  | незалежні         |                    |                |                    |                | 8,15               | 2              |
|                  | Явка виборців     |                    |                |                    |                | 39,63              |                |

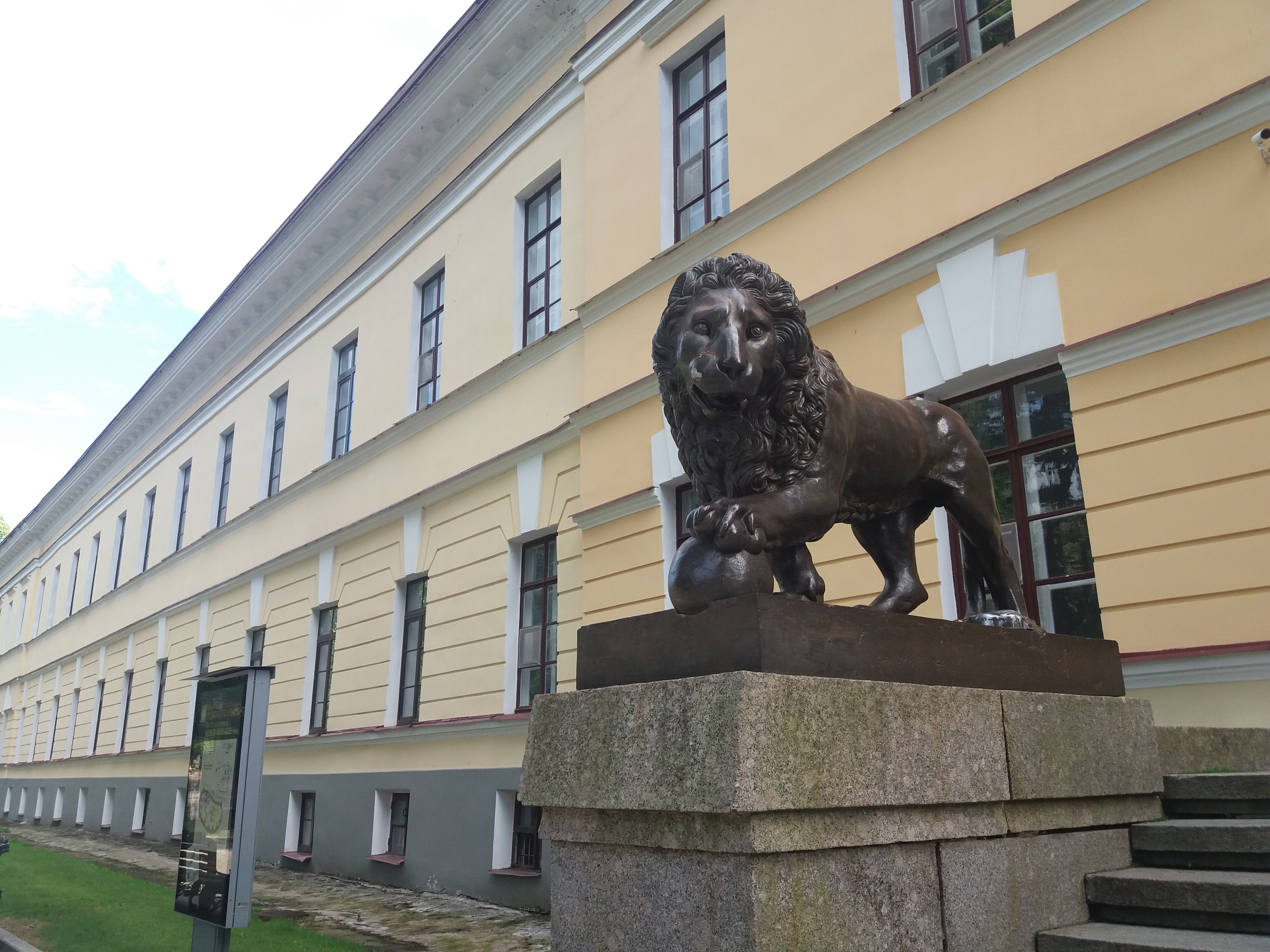
Льви Медичі перед губернськими Присутственними місцями
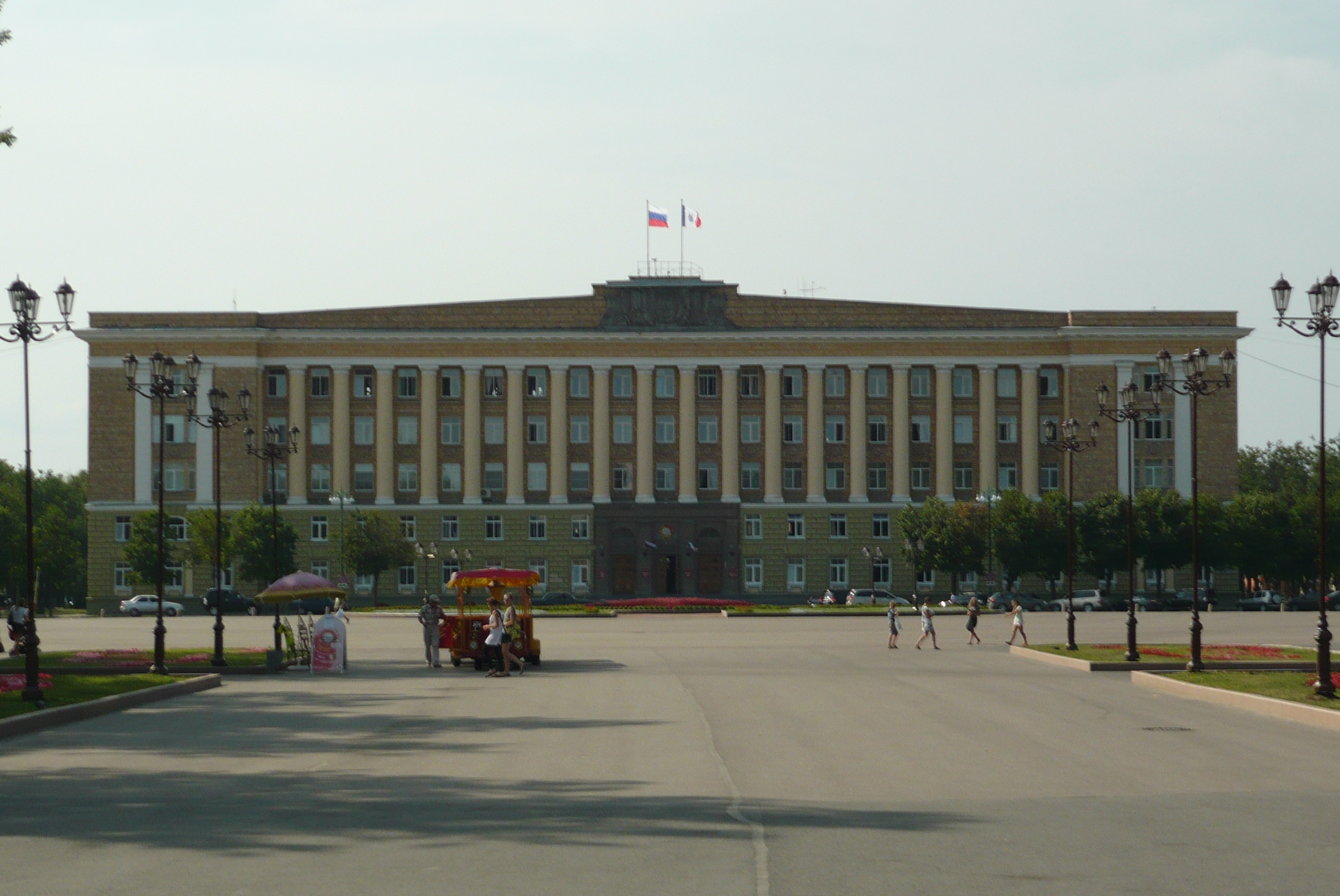
Будівля уряду Новгородської області
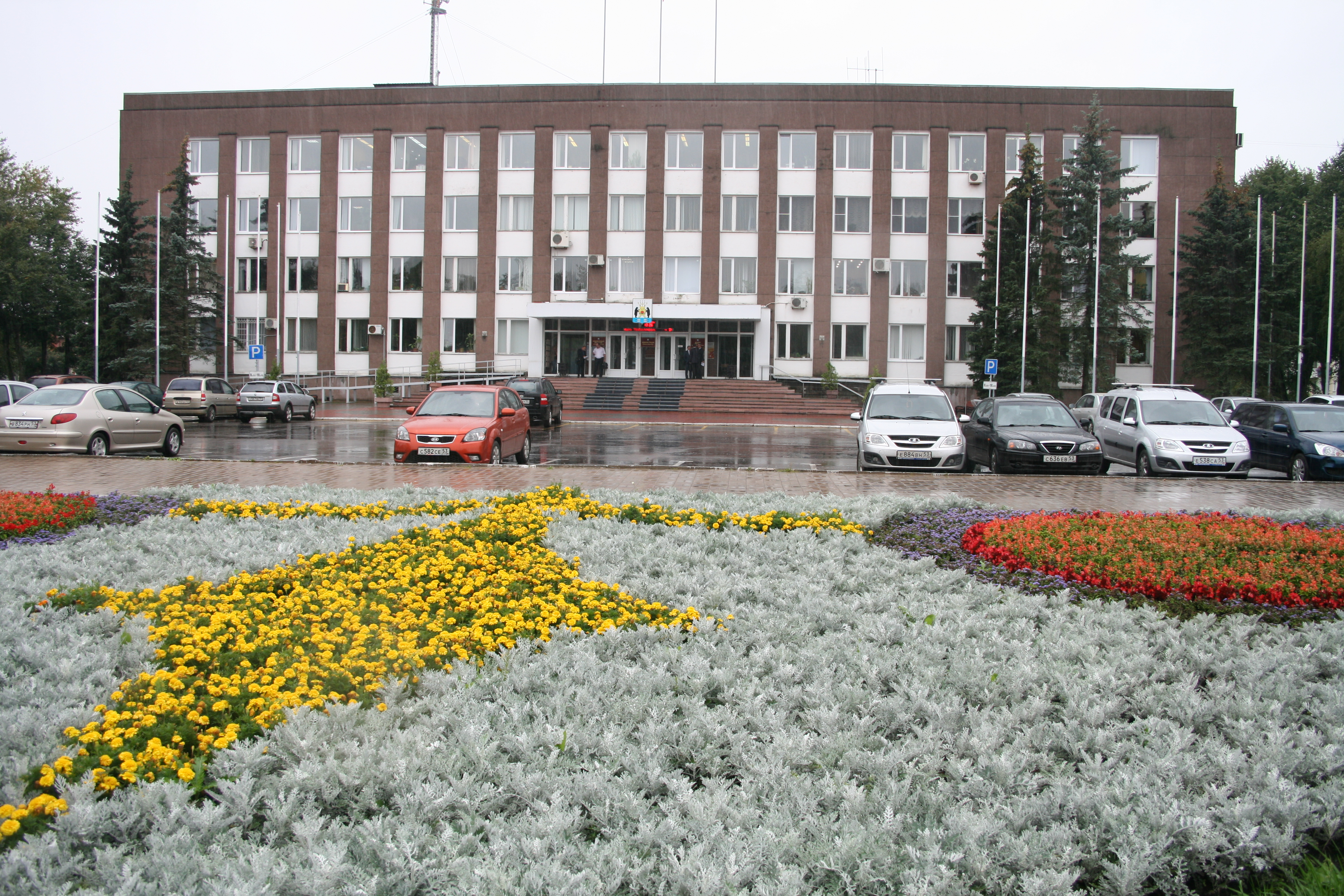
Будівля адміністрації Великого Новгорода
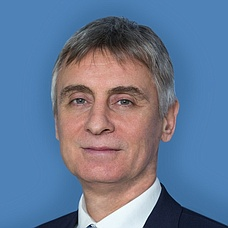
Сенатор Сергій Фабричний
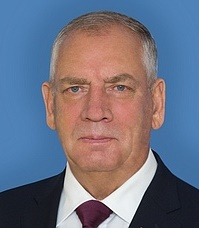
Сенатор Сергій Мітін

Обласній думі підзвітна постійно діюча Рахункова палата (очолює Яковлева Ніна Дмитрівна), що є зовнішнім державним органом фінансового моніторингу. Обласна дума призначає трьох уповноважених, з прав людини, прав дітей і захисту прав підприємців.

### Політичні партії
Станом на 14 квітня 2019 року на території Новгородської області зареєстровано 35 регіональних відділень політичних партій. Як і всюдно по Росії, панівною політичною силою в області є регіональне відділення провласної партії «Єдина Росія». Місцеві осередки партії створені у всіх муніципальних районах і міських округах області. Секретарем її Новгородського регіонального відділення є член Ради Федерації — Фабричний Сергій Юрійович (1962-).
Головною опозиційною політичної силою в регіоні виступає Комуністична партія Російської Федерації (КПРФ). Місцеві осередки партії створені у всіх муніципальних районах і міських округах області. Першим секретарем регіонального відділення є депутат Новгородської обласної думи — Гайдим Валерій Федорович (1948-).
Місцеві осередки партії «Справедлива Росія» створені у всіх муніципальних районах і міських округах області. Головою Ради регіонального відділення партії є заступник Голови міської думи Великого Новгорода — Афанасьєв Олексій Володимирович (1963-).
Місцеві осередки партії Ліберально-демократичної партії Росії (ЛДПР) створені у всіх муніципальних районах і міських округах області. Роботу регіонального відділення координує заступник Голови Новгородської обласної думи — Чурсинов Олексій Борисович (1976-).

### Символи
Герб Новгородської області затверджено 9 жовтня 1995 року, в радянські часи Новгородська область власного герба не мала. Являє собою історичний герб Новгородської губернії в вигляді французького щита, увінчаного імператорською короною в оточенні дубого листя, завитих Андріївською стрічкою. На щиті зображено два ведмеді, які підтримують крісло на постаменті, прикрашене скіпетром, хрестом і свічником, що поставлені над двома рибами. Геральдична рада при президентові Російської Федерації через невідповідність методичним рекомендаціям не зареєструвала герб в Державному геральдичному регістрі до внесення відповідних змін.
Прапор Новгородської області затверджено 24 лютого 2007 року регіональним законом № 223-ОЗ. Являє собою вертикальний триколор (подібний до французького), прямокутне полотнище з відношенням ширини до довжини 2:3, складається з трьох вертикальних смуг, зі співвідношенням 1:2:1, синього, білого (в центрі) і червоного кольорів. У центрі білої смуги в щиті французької форми герб області.

### Резиденція президента
На території Новгородської області розташована одна з 4 офіційних резиденцій президента Російської Федерації — Довгі Бороди (рос. Долгие Бороды, офіційна назва — будинок відпочинку «Ужин»), за 29 км від міста Валдай в Рощинському сільському поселенні. 2000 року резиденція займала площу 930 га, будівництво було розпочато 1934 року як дачі для Сталіна. У головній чотириповерховій будівлі на 3,5 тис. м² облаштований актовий зал, де проводяться заходи міжнародного дискусійного клубу «Валдай». На території резиденцій китайський павільйон (гостьовий будиночок), хатинки, лазні, альтанки, будівлі ресторану, окремий пивний ресторан, дитячий майданчик і власна церква. На утримання комплексу щорічно виділяється з бюджету 270 млн російських рублів. 8 січня 2014 року в розпал подій на Майдані на дачі проводили таємні перемови український і російський президенти Віктор Янукович і Володимир Путін, результатом яких стали прийняття 16 січня «диктаторських законів».
Інші офіційні резиденції: Московський кремль, Ново-Огарьово (Московська область), Бочаров Ручай (Сочі), Костянтиновський палац (Стрельня, Ленінградська область).

## Оборона

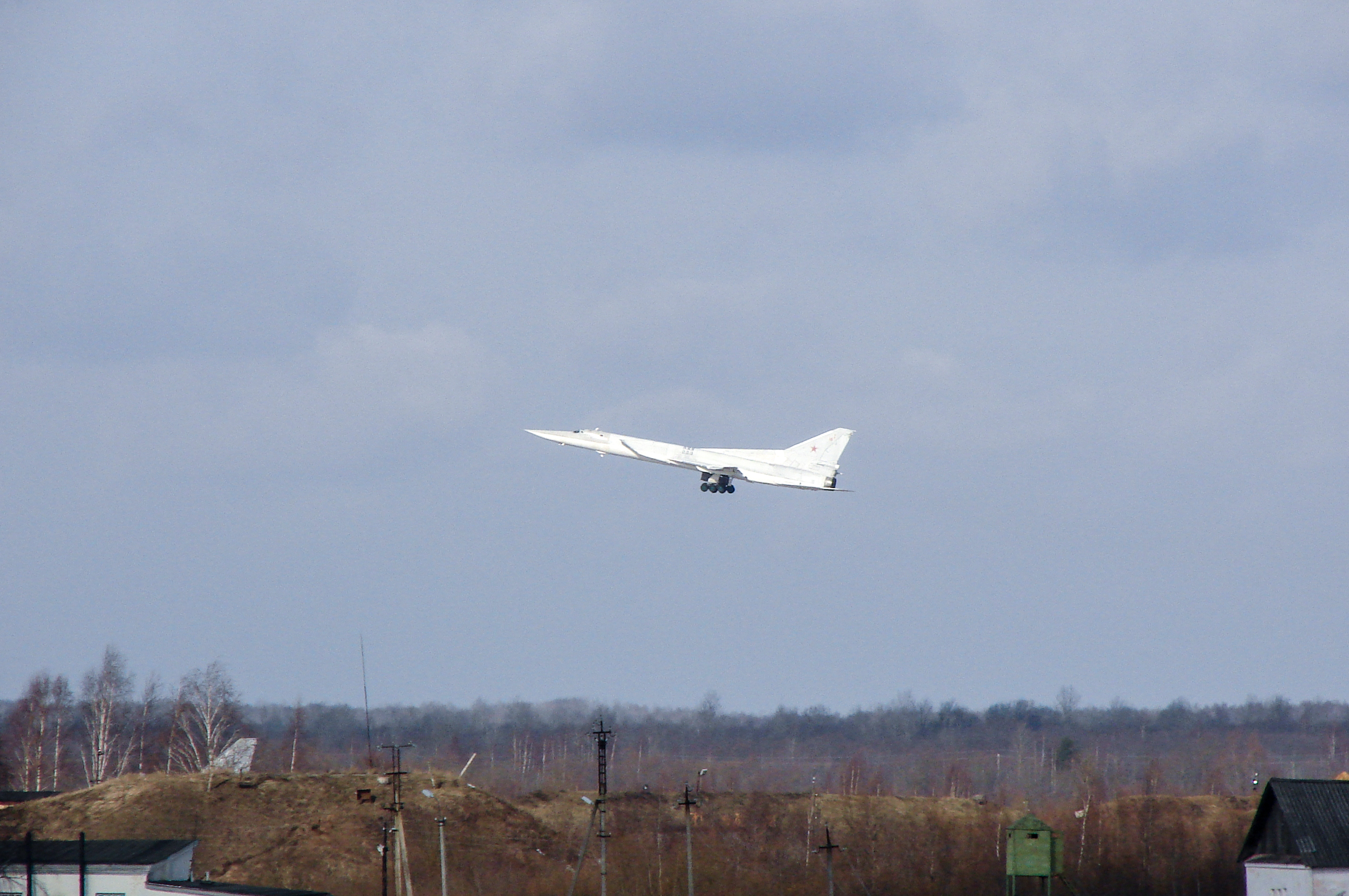
Стратегічний бомбардувальник Ту-22М в Сольцях

На території Новгородської області, що відноситься до Західного військового округу, розташовується ряд воєнних об'єктів міністерства оборони і Національної гвардії Російської Федерації.
- У селі Іжиці поблизу міста Валдай у військовому містечку Валда-4 дислокується 42-й гвардійський зенітний ракетний Путиловсько-Кіровський ордена Леніна полк протиповітряної оборони (ППО), частина (в/ч 45813) в складі 32-ї дивізії ППО зенітно-ракетних військ повітряно-космічних сил Російської Федерації. Дивізіони С-200, С-300 та С-400.
- У місті Сольці на військовому аеродромі розміщується штаб 2-ї окремої бригади спеціального призначення (2 ОБрСпП, в/ч 78402) Головного розвідувального управління Генштабу. Військові цієї частини брали участь в захопленні українських військових об'єктів в Криму 2014 року та бойових діях на Донбасі.
- У Боровичах Навчальний центр Топографічної служби збройних сил і представництво 411-го Центру забезпечення медичною технікою та майном Міністерства оборони.
- Склади трубопровідних військ (в/ч 63614) у робітничому селищі Панковка під Великим Новгородом.
- 36-а військова автомобільна інспекція (територіальна, другого розряду) 11-ї військової автомобільної інспекції (регіональної) Західного військового округу у Великому Новгороді.

У смт Панковка Новгородського району розміщується 418-й окремий спеціальний моторизований батальйон (418 осмб) Росгвардії (в/ч 5491).
Військові аеродроми:
- Військова авіабаза у місті Сольці 840-го авіаполку важких бомбардувальників (840 вбап, в/ч 75365), що входить до складу 22-ї гвардійської важкої бомбардувальної авіаційної дивізії. Бетонна злітно-посадкова смуга (ЗПС) 3000 м х 40 м (ICAO: XLLL). 2011 року полк було розформовано, летовище використовується під час тренувань і як місце базування для бомбардувальників дальнього радіусу дії (Ту-22М), пункт зберігання протикорабельних ракет Х-22 та ядерної зброї (в/ч 75365) 12-го Головного управління Міністерства оборони.
- Військова авіабаза у Кречевицях під Великим Новгородом. 110-й військово-транспортний авіаційний Комсомольсько-Трансільванський Червонопрапорний полк (110 втап) військово-транспортних сил ВПС РФ. Бетонна ЗПС 2500 м х 60 м (ICAO: ULLK). 2009 року полк було розформовано, ведеться облаштування регіонального аеропорту. Охорону об'єкта здійснюють підрозділи сухопутних військ (в/ч 65388).
- У Старій Руссі в районі Городок бетонна ЗПП 2000 м (ICAO: ULNR) 123-го авіаремонтного підприємства ВАТ «123 АРЗ».
- У Коєгощі Боровицького району злітно-посадкова смуга 900 м. 2260-й окремий радіо-технічний батальйон з радіолокаційною станцією (РЛС) 5Н84А «Оборона-14» і комплексом С-25 «Беркут» (в/ч 61943) 1-ї армії особливого призначення (1АОН) протиповітряної оборони Москви.

Залишені військові об'єкти:
- Івантєєво, поблизу Валдая, закинутий військовий гарнізон Валдай-5 ракетників, танкістів і хіміків[86]. Розміщувався арсенал ядерної зброї «Об'єкт 713» (Новгород-18, в/ч 71373).
- Новоселиці Новгородського району, закинутий військовий гарнізон зв'язківців та льотчиків. Колишнє місце перебування 834-й навчального центру військ зв'язку та радіотехнічного забезпечення ВПС РФ[86].
- Східні частини Валдайського і Дем'янського районів входять в зону колишнього розміщення майданчиків міжконтинентальних балістичних ракет (Р-16У, МР УР-100) пускових груп «Ж», «И», «К», «М», «Н», «Р», «Т». Споруди інженерних та військ забезпечення 7-ї гвардійської ракетної Режицької Червонопрапорної дивізії (7рд) 27-ї гвардійської ракетної Вітебської Червонопрапорної армії ракетних військ стратегічного призначення, що дислокується в ЗАТО Озерний Бологовського району Тверської області (в/ч 14245)[86]. На бойовому чергуванні РТ-2ПМ «Тополь».
- Колишні арсенали Головного ракетно-артилерійського управління (ГРАУ), розформовані: 13-й (в/ч 64531) у селищі Котово Окуловського району і 104-й (в/ч 64531) у місті Валдай.

## Населення
Чисельність населення Новгородської області становить 592 415 осіб, станом на 2021 рік за даними Росстату. Це лише ⅔ від найменшої області України — Чернівецької. За цим показником регіон займає третє місце в Північно-Західному економічному районі та 69-те по Росії. 2007 року в області мешкало 657,6 тис. осіб (293,0 тис. чоловіків і 364,6 тис. жінок). Густота населення — 10,87 осіб/ км², станом на 2021 рік за даними Росстату, що втричі менше ніж в Чернігівській області України, найменш густонаселеній. 2010 року в області народилося 7203 особи, померло 12 751 особа.
Природний приріст 2017 року був від'ємним -6,8 ‰▲ (2010 року -8,7 ‰), чисельність населення області зменшилась на 4165 осіб (передостаннє місце серед 83 регіонів Росії). Коефіцієнт смертності 17,1 ‰▼ (2010 року 20,4 ‰), в області померло 10 470 осіб (2-ге); коефіцієнт народжуваності — 10,3 ‰▼ (2010 року 11,3 ‰), в області народилось 6300 осіб (62-ге). 2017 року міграційний приріст склав -3,1 ‰▼, з області виїхало на 1,9 тис. осіб більше ніж вїхало (2010 року від'ємне сальдо міграції було 1,3 тис. осіб з показником -2,1 ‰), за цим показником Новгородська область на 63-му місці серед усіх регіонів Росії. Загальний спад чисельності населення 2017 року склав 5,2 ‰ (71-ше), тобто 3,2 тис. мешканців за рік; серед міського населення цей показник трохи вищий 5,3 ‰ (80-те), ніж серед сільського 4,9 ‰ (40-ве).
Демографічна ситуація в регіоні є характерною для слов'янської складової народонаселення Російської Федерації та територій її первісного розселення — загальне зменшення чисельності (від'ємний приріст, спад), старіння, незначне зростання слабких показників очікуваної тривалості життя — 65 років (зі значним розривом для жінок і чоловіків, на користь перших), через що значне перевищення показників смертності над народжуваністю (вдвічі) та подальше зростання, значний перекіс віково-статевої піраміди в бік літніх жінок. Зовнішні міграційні потоки не перекриваються притоком людей з інших регіонів країни та з-за кордону. Внутрішні регіональні міграції, з сел до міст, призводять до відмирання малонаселених пунктів, зняття їх з обліку, знелюднення окремих територій. В цілому по області скорочення населення за 20 років самостійності Росії, з 1989 по 2010 рік, склало 15,7 %, деякі райони обезлюдніли набагато більше: Поддорський — 28,4 %, Дем'янський — 23,5 %, Маловішерський — 23 %.
| Показник                                   | 1970     | 1975  | 1980     | 1985  | 1990     | 1995     | 2000     | 2005     | 2010     | 2015     | 2020     |
| ------------------------------------------ | -------- | ----- | -------- | ----- | -------- | -------- | -------- | -------- | -------- | -------- | -------- |
| Народжуваність (‰)                         | 12,0     | 13,2▲ | 14,4▲    | 14,7▲ | 12,2▼    | 7,9▼     | 7,4▲     | 9,3▲     | 11,3▲    |          |          |
| Смертність (‰)                             | 11,4     | 12,9▼ | 14,2▲    | 14,9▲ | 14,1▼    | 19,7▲    | 19,8▲    | 22,5▲    | 20,1▼    |          |          |
| Природний приріст (‰)                      | 0,6      | 0,3▼  | 0,2▼     | −0,2▼ | −1,9▼    | −11,8▼   | −12,4▼   | −13,2▼   | −8,8▲    |          |          |
| Середняя очікувана тривалість життя (роки) |          |       |          |       | 67,6     | 62,0▲    | 62,8▼    | 61,7▲    | 65,0▲    |          |          |
| Чисельність                                | 721 471▼ |       | 721 790▲ |       | 753 054▲ | 739 368▼ | 718 565▼ | 674 071▼ | 634 111▼ | 618 703▼ | 596 508▼ |

У віковій структурі населення області за 2017 рік дітей віком до 16 років 17,4 % (55-те), дорослих — 53,5 %, людей похилого віку старше за 65 років — 29,1 % (5-те). Статеве співвідношення зі значним переважанням жінок — 55 % (майже повна відсутність чоловіків дуже похилого віку), чоловіків лише 45 % (гірше ситуація по Росії лише в Івановській та Ярославській областях). Середній вік населення області 41,5 років (14-те).
Розселення територією області нерівномірне, найбільш густонаселені промислові райони Великого Новгорода (~60 осіб/км² з Великим Новгородом і 14 осіб/км² без, Боровичів (20 осіб/км²), Старої Русси (13 осіб/км²), найменше — депресивні сільськогосподарські райони півдня (Поддорський, Марьовський і Холмський) та північного сходу (Мошенський, Любитинський) — від 1 до 2 осіб на км². При населенні співставним з населенням Чорногорії (площа якої в 4 рази менша), заселеність території області на рівні пустельних Туркменістану й Чаду, трохи вища за середньоросійський показник. За співставних площ і природних умов Новгородщини і Латвії, населеність останньої втричі більша.

### Населені пункти
В області налічується 10 населених пунктів зі статусом міста і 11 селищ міського типу. Рівень урбанізованості Новгородської області — 72,01 % (39-те). Головні міста області — Великий Новгород і Стара Русса виникли тисячу років тому на торговому шляху «з варяг до греків», інші — набагато пізніше, у зв'язку з промисловим розвитком краю в XIX столітті. На початку XX століття в містах і містечках мешкало менше 10 % населення краю. Урбанізація різко пришвидшилась у повоєнні радянські часи, населення обласного центру зросло з 50 до майже 230 тис. мешканців, до 2010-х років у Новгороді вже проживала третина населення регіону. З видобутком корисних копалин пов'язане перетворення сіл на селища міського типу (Зарубіно, Комарово, Тьосовський, Тьосово-Нетільський); зведенням промислових підприємств — на робітничі селища (Чудово, Пестово, Окуловка).
| Місто            | Район/округ          | Населення | Заснування   | Статус | Герб | Попередні назви       |
| ---------------- | -------------------- | --------- | ------------ | ------ | ---- | --------------------- |
| Боровичі         | Боровицький район    | 48 858▼   | XV століття  | 1770   |      |                       |
| Валдай           | Валдайський район    | 13 800▼   | 1495         | 1770   |      |                       |
| Великий Новгород | Великий Новгород     | 225 019▲  | 859          | 859    |      | до 1999 року Новгород |
| Мала Вішера      | Маловішерський район | 10 161▼   | 1843         | 1921   |      |                       |
| Окуловка         | Окуловський район    | 9510▼     | 1851         | 1965   |      |                       |
| Пестово          | Пестовський район    | 14 842▼   | 1918         | 1965   |      |                       |
| Сольці           | Солецький район      | 8336▼     | 1390         | 1914   |      |                       |
| Стара Русса      | Старорусський район  | 27 377▼   | 1167         | 1167   |      | Руса                  |
| Холм             | Холмський район      | 3344▼     | 1144         | 1777   |      |                       |
| Чудово           | Чудовський район     | 13 764▼   | XVI століття | 1937   |      |                       |

Статус міста в минулому мали Дем'янськ (з 1824 по 1927) та Крестці (з 1776 по 4 січня 1926 року). Нині перебувають в статусі селища міського типу.

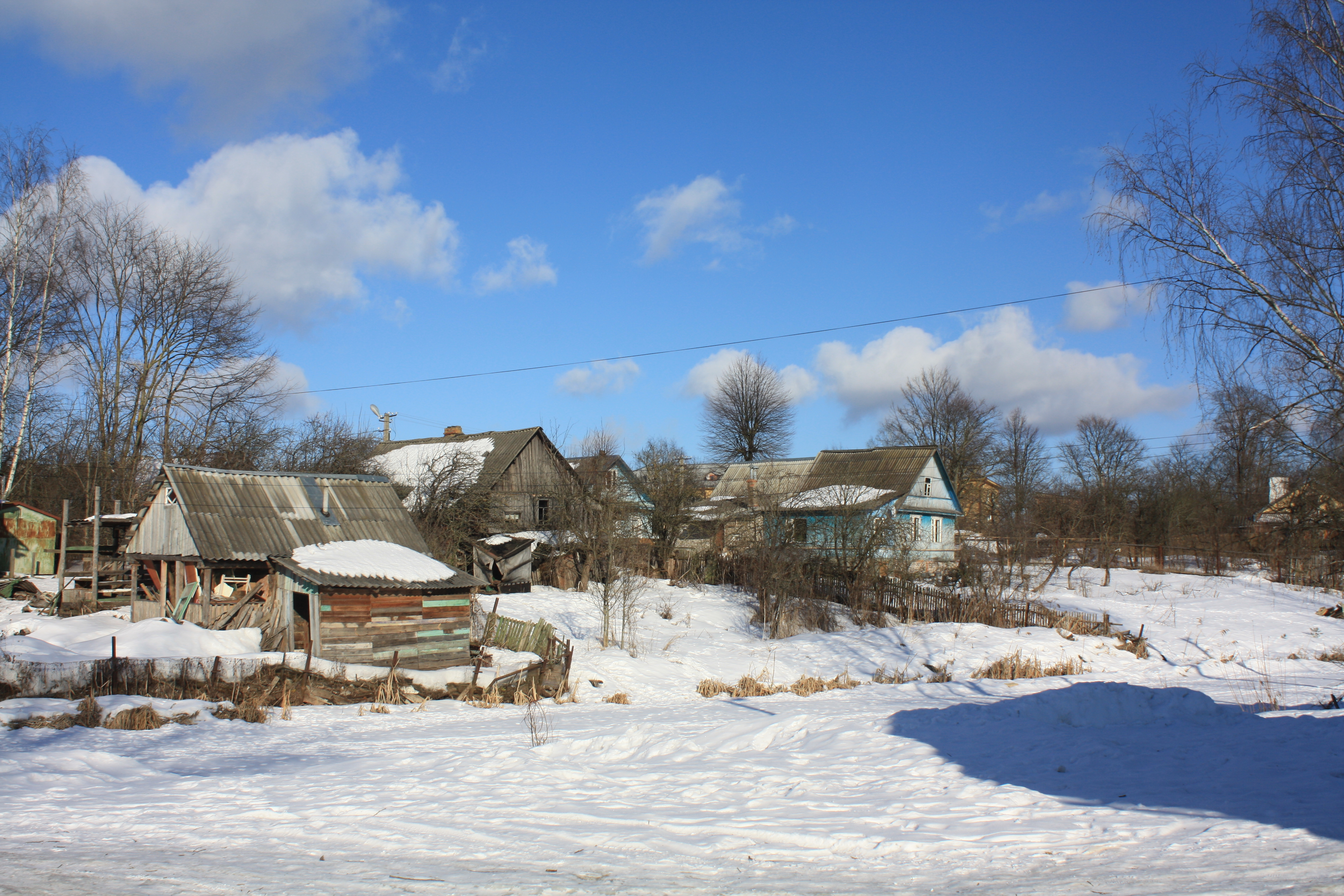
Передмістя Старої Руси

| Місто      | Район/округ         | Населення | Заснування | Статус | Герб | Попередні назви           |
| ---------- | ------------------- | --------- | ---------- | ------ | ---- | ------------------------- |
| Дем'янськ  | Дем'янський район   | 4148▼     | 1406       | 1960   |      |                           |
| Крестці    | Крестецький район   | 7249▼     | 1393       | 1938   |      |                           |
| Кулотино   | Окуловський район   | 2275▼     | 1495       | 1928   |      |                           |
| Любитино   | Любитинський район  | 2312▼     | 1581       | 1965   |      | до 1931 року Бєлоє        |
| Неболчі    | Любитинський район  | 1920▼     | 1564       | 1962   |      | Егор'євський, Неболоцький |
| Панковка   | Новгородський район | 9749▲     | 1412       | 1977   |      | Мостищі                   |
| Парфіно    | Парфінський район   | 6258▼     | 1495       | 1938   |      | Парфеєво                  |
| Пролетарій | Новгородський район | 4500▼     |            | 1931   |      |                           |
| Угловка    | Окуловський район   | 2173▼     | 1495       | 1938   |      |                           |
| Хвойна     | Хвойнинський район  | 5559▼     | 1927       | 1935   |      |                           |
| Шимськ     | Шимський район      | 3484▼     | 1878       | 1981   |      |                           |

Колишні селища міського типу, що змінили свій статус
- Анциферово — смт від 1962 року, 1998 року перетворене на село.
- Велика Вішера — смт від 1938 року, 2009 року перетворене на село.
- Вельгія — смт від 1932 року. Включений до складу міста Боровичі 1966 року.
- Волховський — смт від 1975 року, 2004 року включене до складу міста Великий Новгород.
- Грузино — смт від 1938 року, 1950 року перетворене на село.
- Зарубіно — смт від 1939 року, 2004 року перетворене на село.
- Імені Комінтерну — смт від 1938 року, скасоване 1949 року.
- Комарово — смт від 1943 року, 1998 року перетворене на село.
- Краснофарфорний — смт від 1938 року, 2009 року перетворене на село.
- Кречевиці — смт від 1935 року, 2004 року включене до складу міста Великий Новгород.
- Личкове — смт від 1962 року, 1999 року перетворене на село.
- Окуловка — смт від 1928 року, 1965 року перетворене на місто.
- Парахіно-Поддуб'є — смт від 1928 року, 1964 року включене до складу міста Окуловка.
- Пестово — смт від 1927 року, 1965 року перетворене на місто.
- Песь — смт від 1962 року, 1999 року перетворене на село.
- Тьосово-Нетільський — смт від 1939 року, 2009 року перетворене на село.
- Тьосовський — смт від 1959 року, 2009 року перетворене на село.
- Чудово — смт від 1928 року, 1937 року перетворене на місто.

### Етнічний склад
| Етнічний склад Новгородської області (2010 рік) | Етнічний склад Новгородської області (2010 рік) | Етнічний склад Новгородської області (2010 рік) | Етнічний склад Новгородської області (2010 рік) | Етнічний склад Новгородської області (2010 рік) |
| ----------------------------------------------- | ----------------------------------------------- | ----------------------------------------------- | ----------------------------------------------- | ----------------------------------------------- |
|                                                 |                                                 |                                                 |                                                 |                                                 |
| росіяни                                         | росіяни                                         |                                                 | 95.0%                                           | 95.0%                                           |
| українці                                        | українці                                        |                                                 | 1.2%                                            | 1.2%                                            |
| цигани                                          | цигани                                          |                                                 | 0.6%                                            | 0.6%                                            |
| білоруси                                        | білоруси                                        |                                                 | 0.6%                                            | 0.6%                                            |
| вірмени                                         | вірмени                                         |                                                 | 0.1%                                            | 0.1%                                            |
| татари                                          | татари                                          |                                                 | 0.1%                                            | 0.1%                                            |

За даними Всеросійських переписів 2002 і 2010 років населення області етнічно однорідне (95 % росіяни), хоча етнічний спектр представлений більш 100 національностями. Згідно перепису 2002 року населення області окрім росіян (95 %) було представлено такими національними громадами, як українці (найчисельніше національне меншинство — 1,5 %), білоруси (0,8 %), цигани (0,5 %), татари (0,3 %), вірмени (0,3 %), азербайджанці (0,2 %), чеченці (0,2 %), німці (0,1 %) та інші. Росіяни складають абсолютну більшість населення регіону. Це пояснюється як тисячолітньою історією заселення слов'янами цих земель, асиміляцією аборигенного населення та невеликих груп переселенців (навіть таких, що оселялись компактно), так і відносно непривабливими умовами для традиційного землеробства приїжджих народів. Приток працівників до міст на промислові підприємства за радянських часів на істотно не вплинув на ситуацію через мобільність такої групи населення та швидку асиміляцію (українці, білоруси). За роки самостійності через негативні демографічні тенденції серед місцевого населення, незначно зросла частка мігрантів з Кавказу, циган.
| Національність         | 2002 рік | частка (%) | частка від осіб з відомою національністю (%) | 2010 рік | частка (%) | частка від осіб з відомою національністю (%) |
| ---------------------- | -------- | ---------- | -------------------------------------------- | -------- | ---------- | -------------------------------------------- |
| Росіяни                | 652 165  | 93,92      | 94,68                                        | 560 280  | 88,36      | 95,06                                        |
| Українці               | 10 449   | 1,50       | 1,52                                         | 7025     | 1,11       | 1,19                                         |
| Цигани                 | 3388     | 0,49       | 0,49                                         | 3598     | 0,57       | 0,61                                         |
| Білоруси               | 5294     | 0,76       | 0,77                                         | 3438     | 0,54       | 0,58                                         |
| інші                   | 17 484   | 2,52       | 2,54                                         | 15 054   | 2,37       | 2,55                                         |
| вказали національність | 688 780  | 99,20      | 100,00                                       | 589 395  | 92,95      | 100,00                                       |
| відомості відсутні     | 5575     | 0,80       | 0,81                                         | 44716    | 7,05       | 7,59                                         |
| Загалом                | 694 355  | 100,00     |                                              | 634 111  | 100,00     |                                              |

### Релігійний склад
| Частка прихожан різних конфесій (2012 рік) | Частка прихожан різних конфесій (2012 рік) | Частка прихожан різних конфесій (2012 рік) | Частка прихожан різних конфесій (2012 рік) | Частка прихожан різних конфесій (2012 рік) |
| ------------------------------------------ | ------------------------------------------ | ------------------------------------------ | ------------------------------------------ | ------------------------------------------ |
|                                            |                                            |                                            |                                            |                                            |
| православні                                | православні                                |                                            | 46.8%                                      | 46.8%                                      |
| віряни, але не прихожани                   | віряни, але не прихожани                   |                                            | 33.6%                                      | 33.6%                                      |
| інші християни                             | інші християни                             |                                            | 5.2%                                       | 5.2%                                       |
| мусульмани                                 | мусульмани                                 |                                            | 0.8%                                       | 0.8%                                       |
| атеїсти та нерелігійні                     | атеїсти та нерелігійні                     |                                            | 9.8%                                       | 9.8%                                       |
| інші                                       | інші                                       |                                            | 3.8%                                       | 3.8%                                       |

Згідно результатів опитування, проведеного 2012 року, приблизно 47 % населення області відносить себе до прихожан Російської православної церкви (РПЦ), а 34 % до віруючих православних, але таких, що не дотримуються всіх встановлених канонів і обрядовості; 5 % до християн інших конфесій (переважно нових протестантських церков); 10 % заявили про свою нерелігійність; менше 1 % є мусульманами.
Православ'я є панівною конфесією в регіоні (більше ¾ населення) з тисячолітньою історією (Новгород було хрещено 990 року київським князем Володимиром Святославичем). Великий Новгород від 28 грудня 2011 року є центром Новгородської митрополії та центром Новгородської і Старорусської єпархії Російської православної церкви, найстарішої після Київської на землях Київської Русі. До складу митрополії входить також Боровицька єпархія. Від 20 липня 1990 року правлячим архієреєм є Лев (Церпицький), від 8 січня 2012 року митрополит. У підпорядкуванні митрополії більше 150 діючих храмів, станом на 2012 рік. Кафедральний собор митрополії — Софійський, зведений впродовж 1045—1050 років, найдавніший храм православних слов'ян, що зберігся на території Росії. Окрім Новгородської Софії богослужіння в обласному центрі відбуваються у 8 храмах: церква Федора Стратилата, Покровський собор колишнього Звіриного монастиря, церква святого великомученика Феодора Стратилата, церква святих благовірних князів і страстотерпців Бориса і Гліба, церква святого великомученика Дмитра Солунського, церква святого апостола Пилипа і Миколи Чудотворця (єдиний храм міста в якому проводились богослужіння за радянських повоєнних часів), церква Успіння Божої Матері, церква святого благовірного великого князя Олександра Невського, церква святого праведного Лазаря Чотиридверного.
У складі митрополії діє 8 монастирів, 5 чоловічих — Свято-Юр'єв (Новгород), Валдайський Іверський Богородицький Святоозерський (Валдай), Михайло-Клопський Свято-Троїцький (село Сельцо за 20 км від Новгорода), Свято-Духов Боровицький (Боровичі, працює в якості архієрейського подвір'я Боровицького архієпископа) і Свято-Троїцька Реконська пустинь (Любитинський район); 3 жіночих — Спасо-Преображенський Варлаамо-Хутинський (село Хутинь), ставропігійний Миколо-В'яжищський (село В'яжищі) і Свято-Троїцький Нікандров (село Нікандрово).

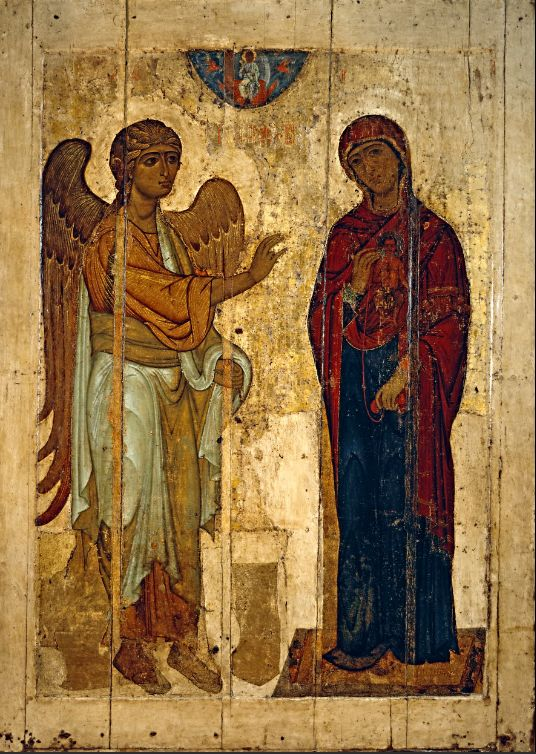
«Устюжське благовіщення», православна ікона XII століття
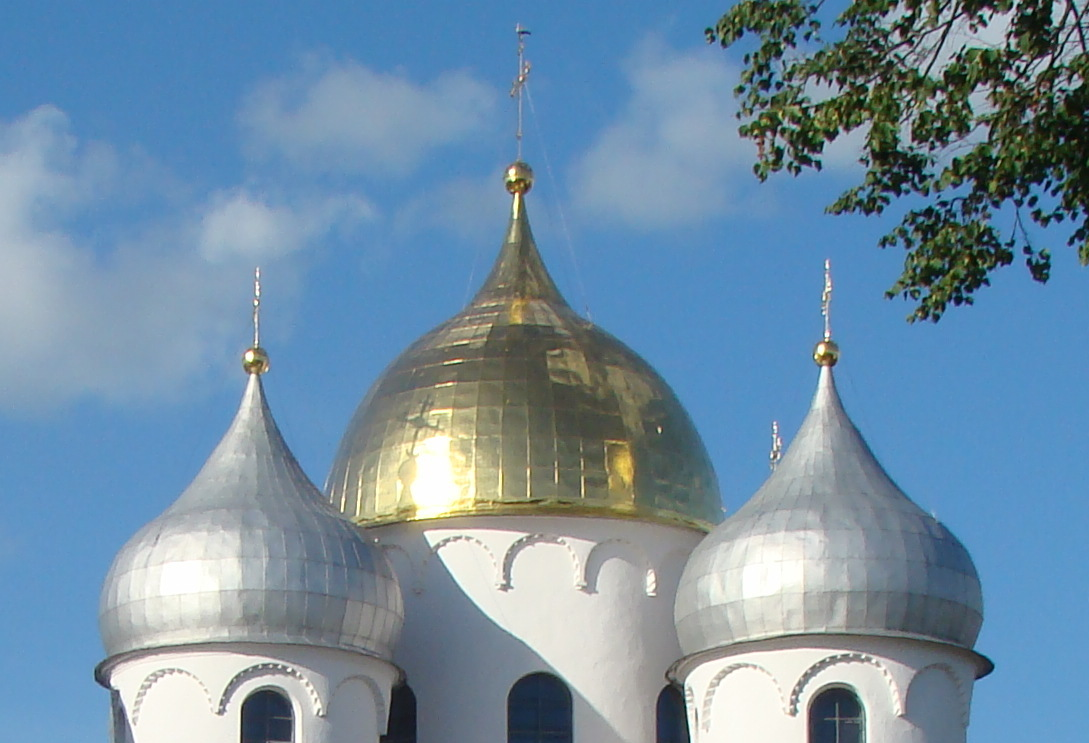
Цибулисті бані на соборі Святої Софії, одні з найдавніших у православному світі
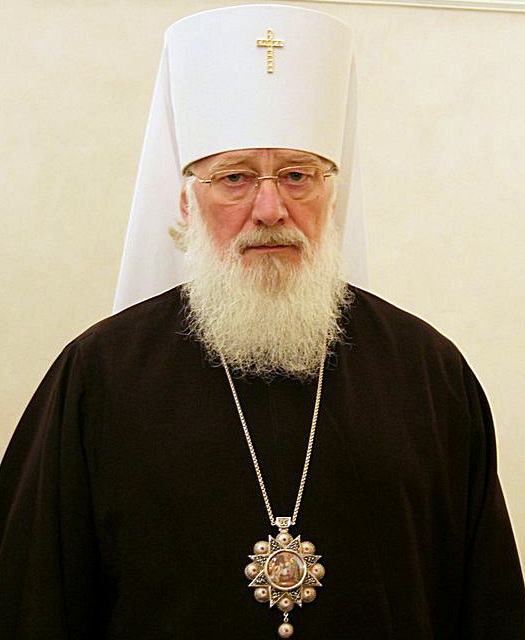
Лев (Церпицький)
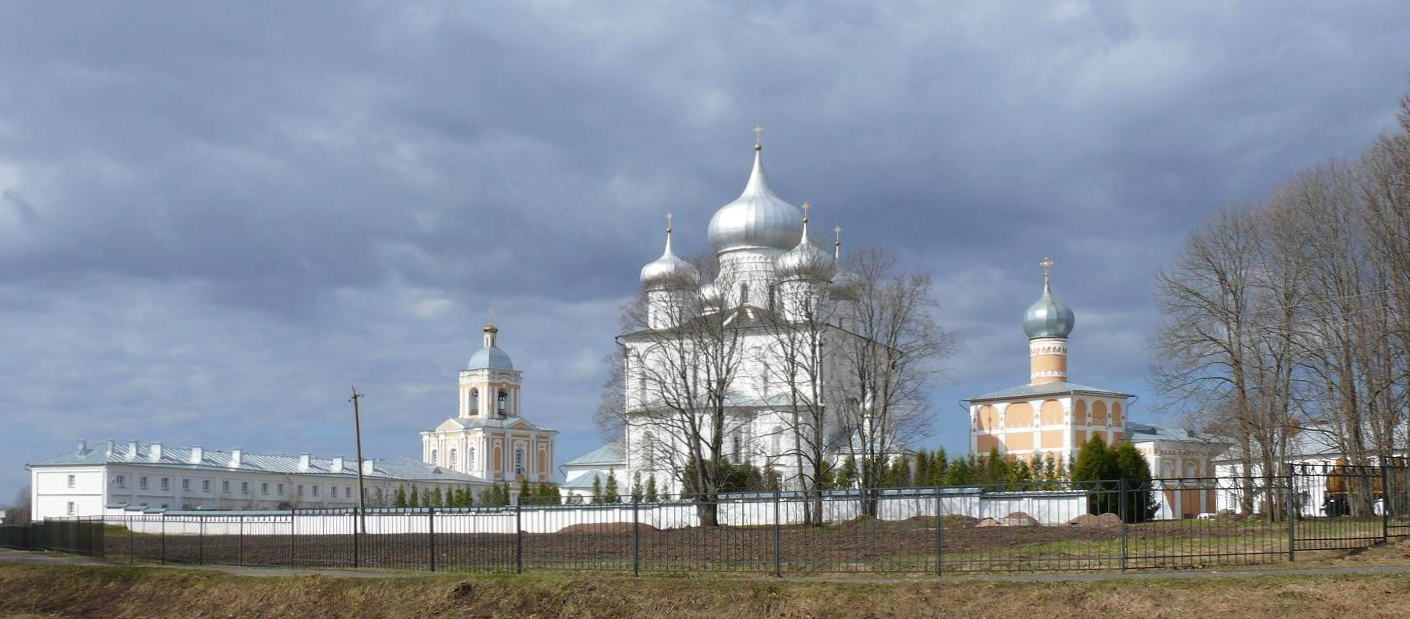
Варлаамо-Хутинський монастир
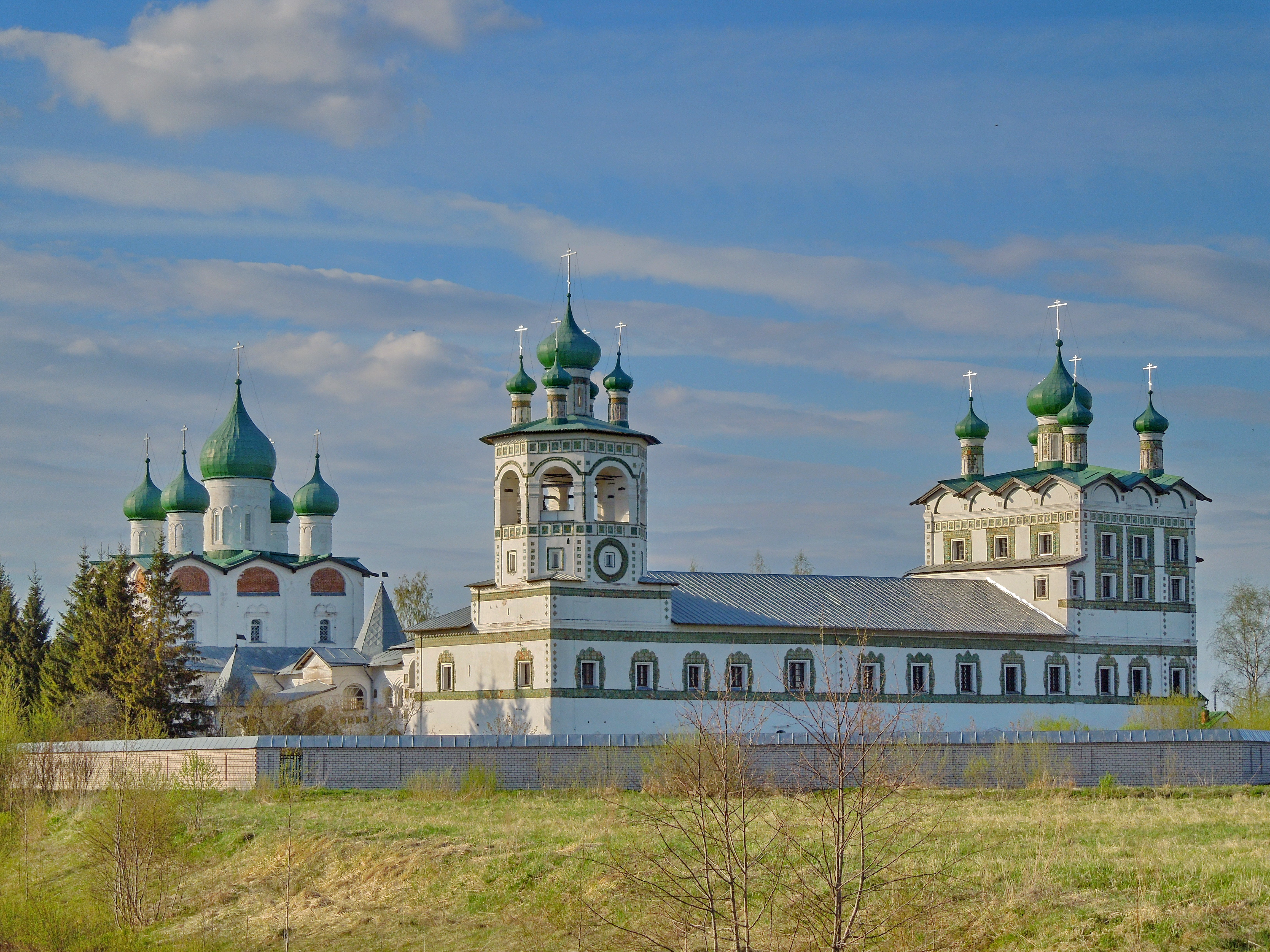
Ніколо-Вяжищський монастир
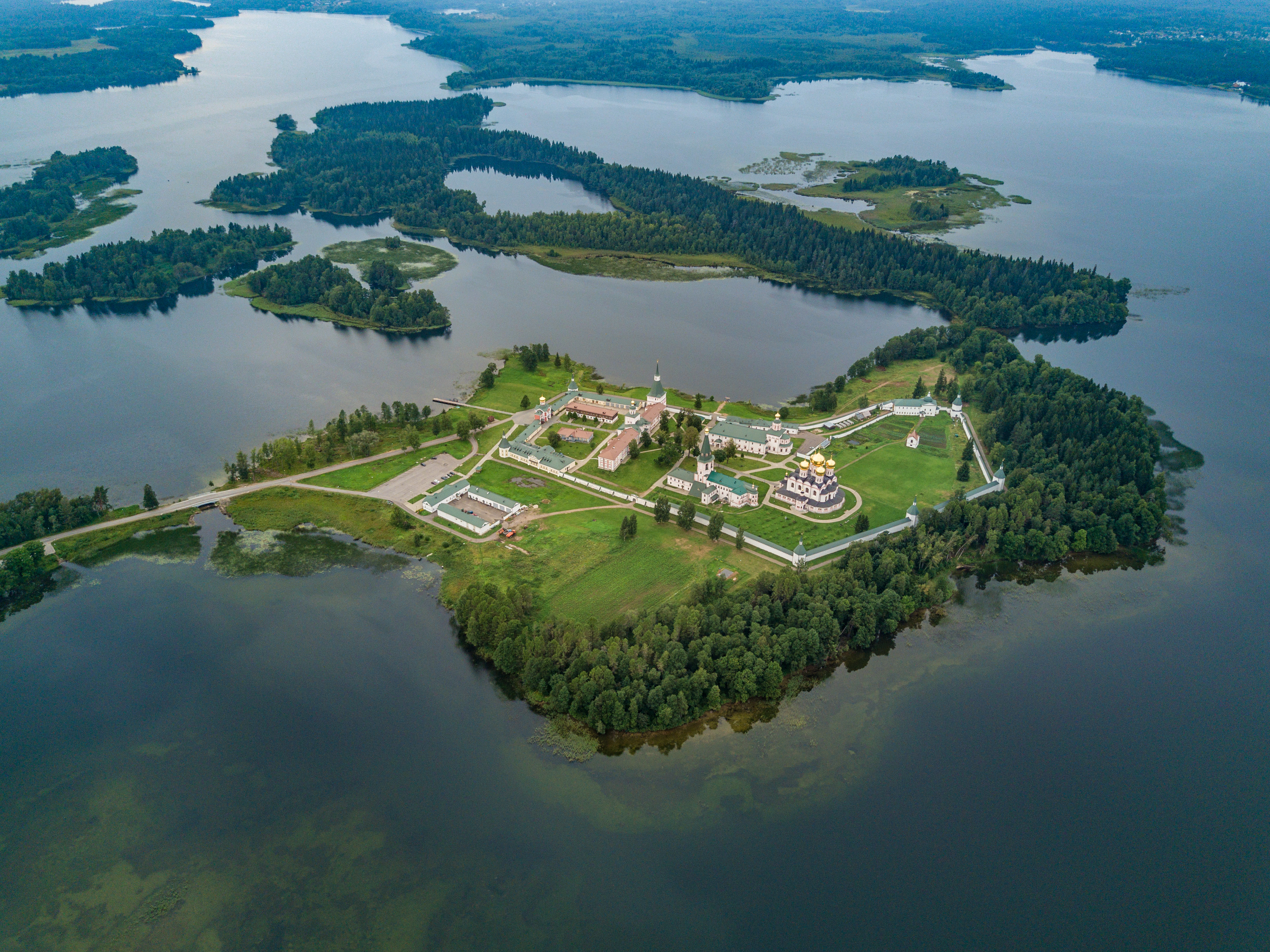
Валдайський Іверський монастир

У другій половині XVII століття Новгородщина була одним з найбільших центрів опору церковним реформам патріарха Никона. Серед видатних старообрядців, уродженець Крестецкого Яма (тепер Крижі) Феодосій Васильєв. 1692 і 1694 року у Великому Новгороді збирались собори старовірів, які постановили про припинення будь-яких контактів із офіційною церквою, не приймати «нових» таїнств і священників, зберігати основи православ'я, стародавні пам'ятки іконопису, книжності, наонний піснопів. У XIX столітті через гоніння старовіри проживали у сільській місцевості та в таких повітових містечках, як Крижі, Стара Русса, Валдай. Відродження старообрядництва «поморської згоди» відбулось 1989 року реєстрацією релігійної громади Давньоправославної поморської церкви при церквах Різдва Богородиці на Михайлиці (пам'ятка архітектури XIV століття) та Михайла Малеїна колишнього жіночого Михайлицького монастиря. 14 вересня 2001 року у Великому Новгороді зареєстрована старообрядницька громада «білокриницької згоди» Санкт-Петербурзької і Тверської єпархії Російської православної старообрядницької церкви (РПСЦ) при церкві Іоанна Богослова на Вітці, пам'ятка архітектури XIV століття.

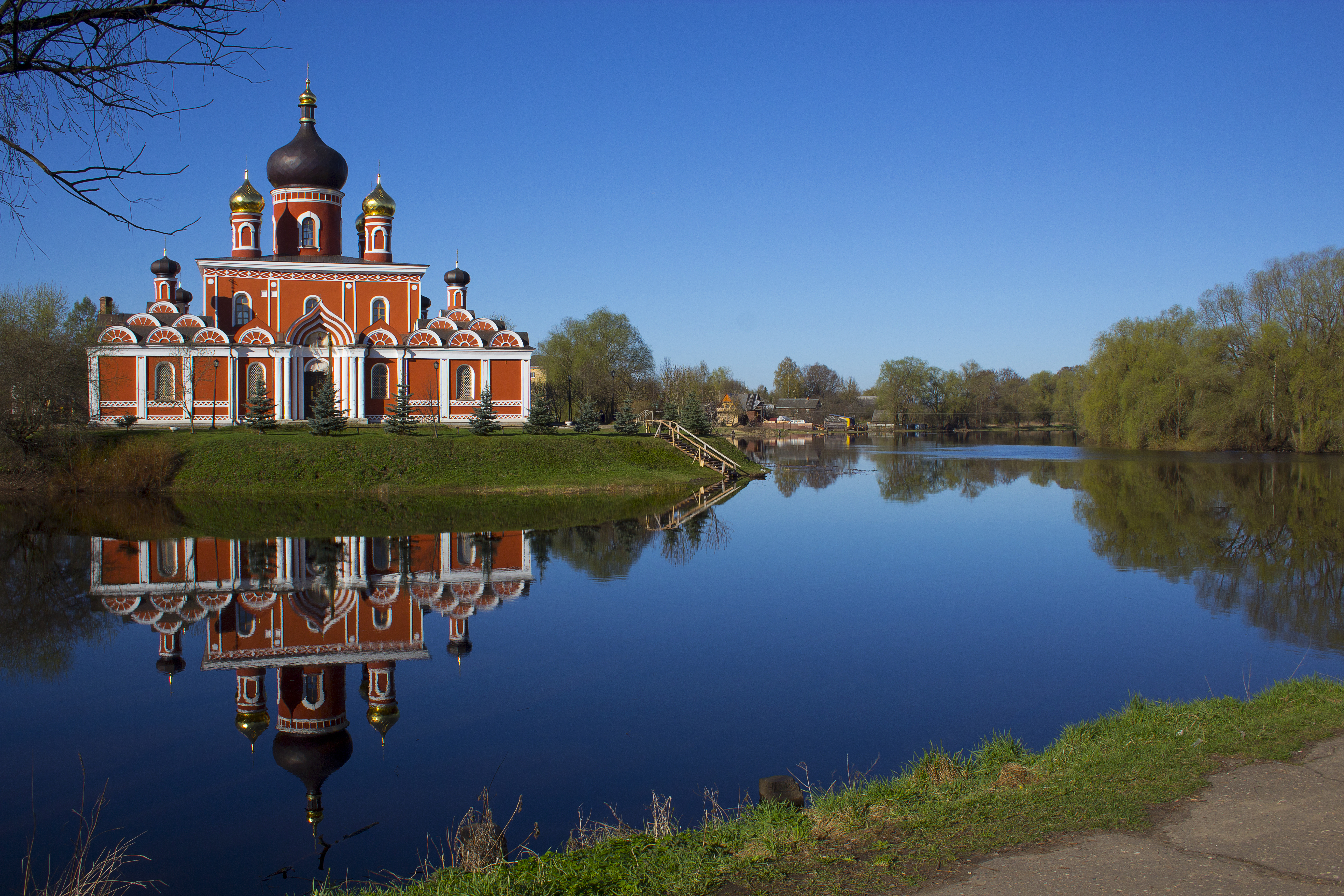
Воскресенський собор в Старій Руссі
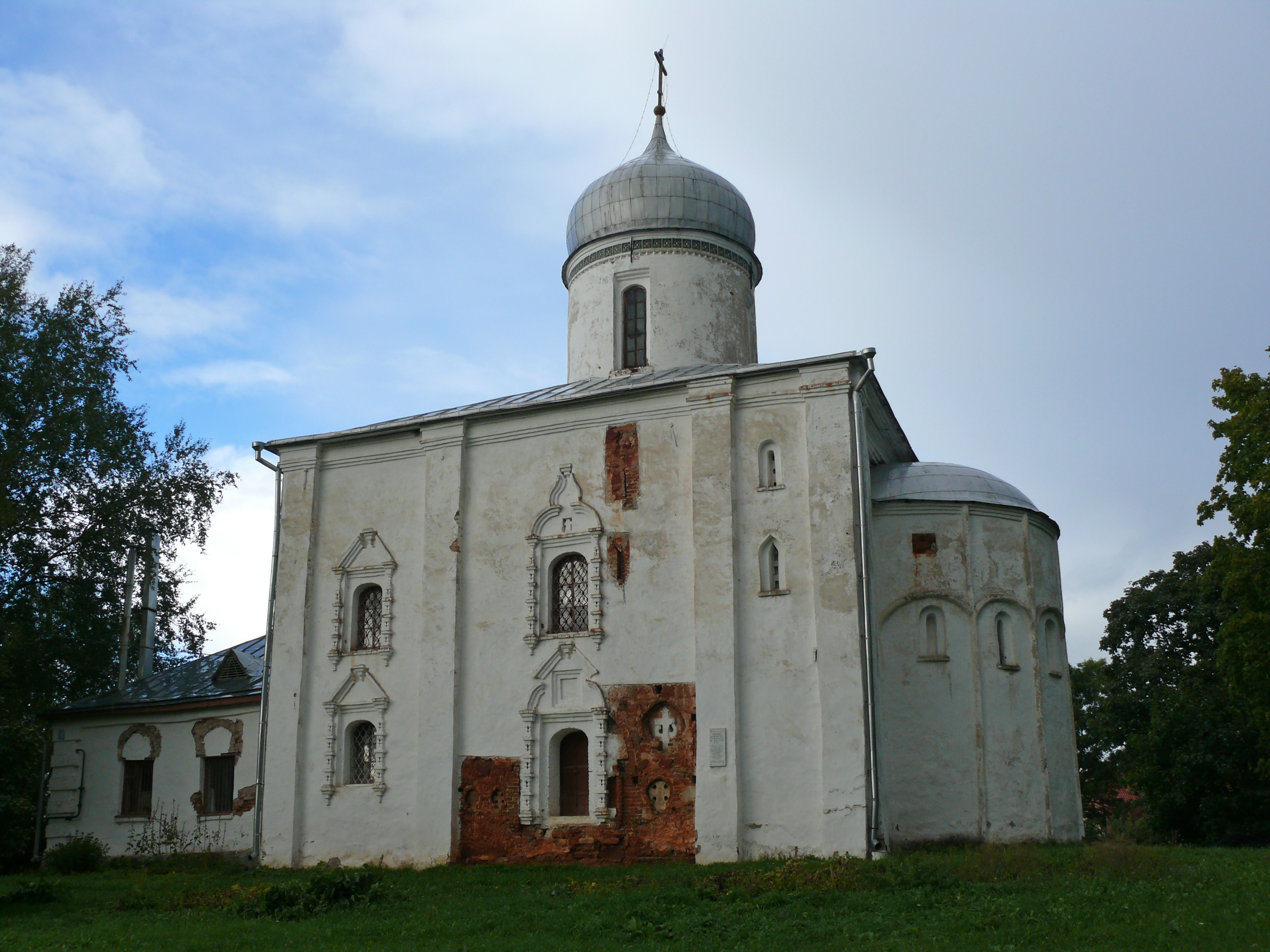
Храм Різдва Богородиці на Михайлиці у Новгороді
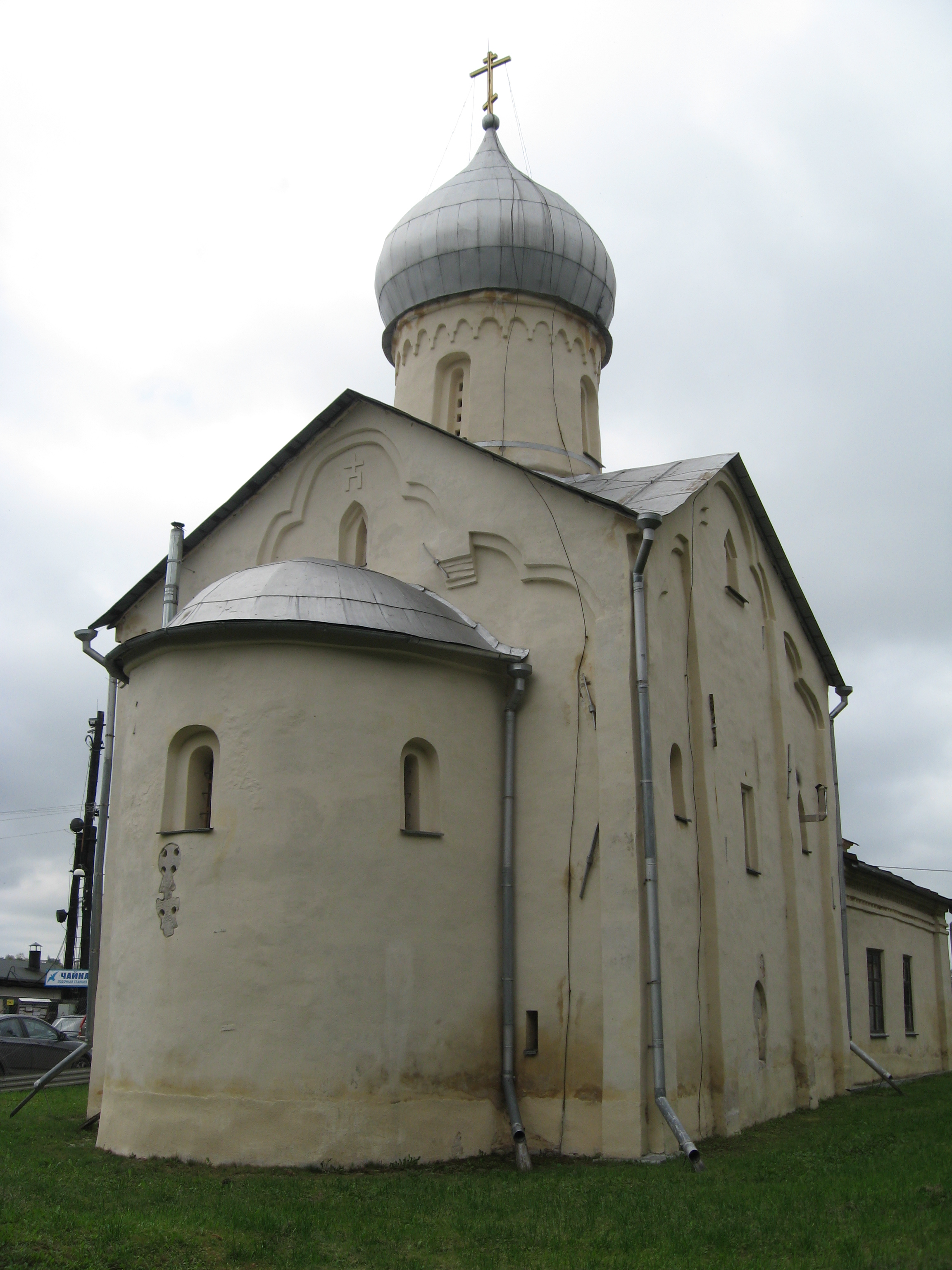
Храм Іоанна Богослова на Вітці у Новгороді
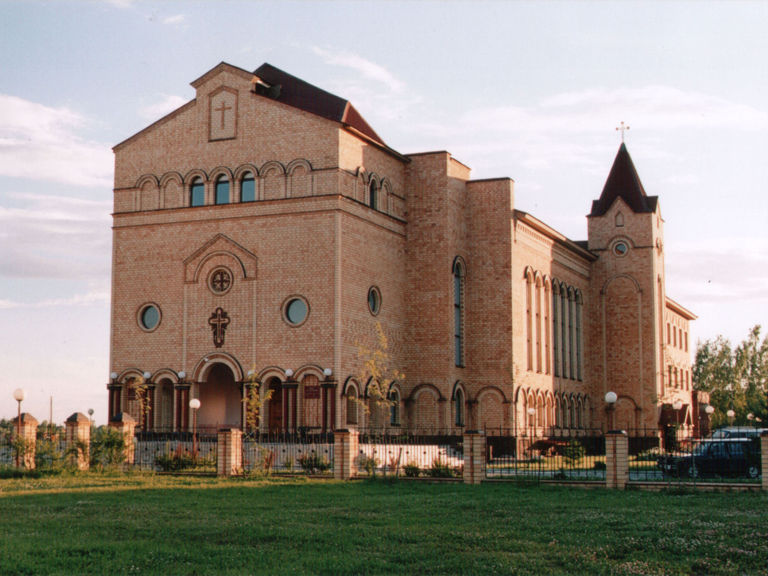
Баптистський храм Христа в Новгороді
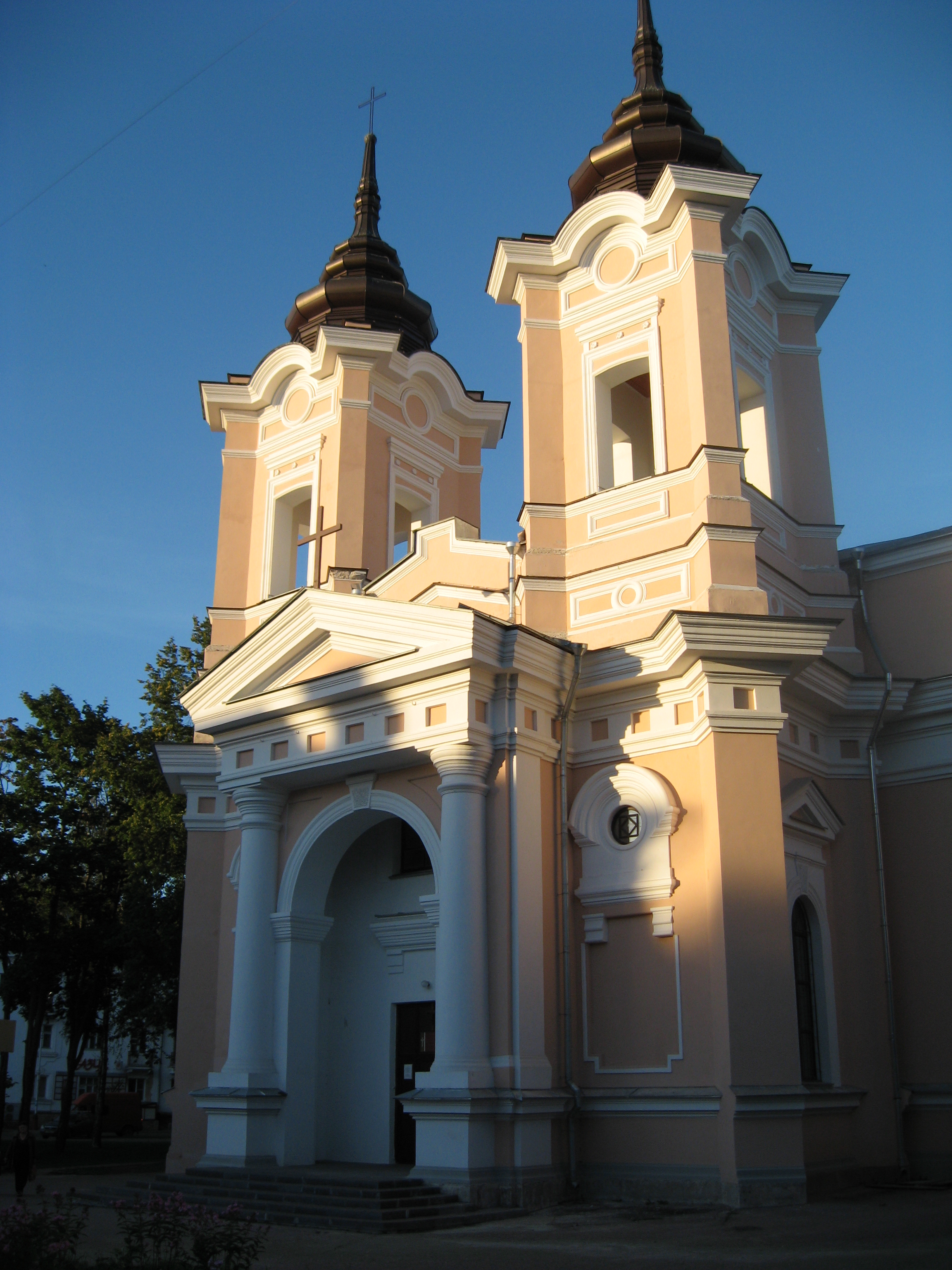
Костел апостолів Петра і Павла

Перша католицька церква святого Олафа купців з острова Готланд у Великому Новгороді з'явилася в XI—XII століттях, проте не зберіглася до наших часів. Дерев'яна церква ними була зведена близько 1030 року за часів князювання Ярослава Мудрого, перебудована на кам'яну близько 1150 року. Другою католицьким храмом була церква святого Петра німецьких купців з Любека, зведений до 1184 року. Старости храмів були послами від Ганзейського союзу в Новгороді. В історичному документі «Вопрошение Кириково» згадується такий факт, що новгородці могли звертатись за церковними требами до «варязьків попів». Католицька громада (2007 року налічувала 250 прихожан) відновила свої богослужіння 1996 року в костелі святих Петра і Павла обласного центру. Підпорядковується архієпархії Матері Божої з центром в Москві (архієпископ Паоло Пецці). У храмі проводяться органні концерти.
З протестантів першими на Новгородщині були євангельські християни-баптисти, що перебрались до Любень-Дерева Крестецького повіту з Латвії 1863 року. Першу церкву звели 1869 року. Євангелісти пашковського напрямку з'явилися в Новгороді близько 1884 року і вже до 1930 років звели більше 40 церков. 1968 року була зареєстрована Боровицька громада баптистів, 1976 — Новгородська. 9 липня 2000 відбулося освячення храму Христа в Новгороді — кафедрального собору Об'єднання Євангельських і баптистських церков Новгородської області, що входить до складу Російського союзу євангельських християн-баптистів.
Юдейська громада у Новгороді налічує близько 1,5 тис. осіб, діє регіональне відділення Російського єврейського конгресу, на базі якого діє Новгородське товариство єврейської культури. Громаду очолює рабин Урін Міхоель. Мусульмани в регіоні представлені мігрантами та студентами з мусульманських країн. Окремої будівлі для виконання ісламських обрядів не мають, точаться суперечки навколо можливості будівництва мечеті. На п'ятничний намаз в орендованому приміщенні (мечеть Ас-Салам) збирається близько 100—150 осіб.

### Освіта
На території Новгородської області працює 190 закладів дошкільної освіти, 164 загальноосвітніх, 73 додаткової, 23 професійної та 2 вищої. Від самого початку утворення області (1944) управлінням в сфері освіти займався відділ народної освіти (ОНО). Першою завідуючою відділом була призначена З. Т. Лобова. 1988 року відділ був перетворений на управління (УНО), яке проіснувало 4 роки.

#### Історія
Історія появи масової систематичної освіти в регіоні тісно пов'язана з її розвитком на теренах Російської держави освіченими вихідцями зі зпустошеної Руїною України та грецьких православних монастирів Афону, підживленої реформами царя Петра I. Перша греко-слов'янська школа була відкрита 1706 року зусиллями митрополита Новгородського і Великолуцького Іова при архієрейському будинку в Новгороді. Її становленням займались вихідці з Греції брати Ліхуди. 1740 року за наказом імператриці Анни Іоанівни в новгородському Антонієвому монастирі була заснована духовна семінарія. 1786 року генерал-губернатор Микола Архаров відкрив в Новгороді перший світський навчальний заклад — чотирикласне народне училище. Роком пізніше двокласні училища з'явилися у повітових містах Стара Русса, Валдай і Боровичі. 1828 року з'явились чоловіче й жіноче приходські училища. 1834 року за фінансової підтримки графа Олексія Аракчеєва в Новоселицях неподалік від Новгорода засновано кадетський корпус. 1865 року було відкрито Миколаївське жіноче училище I розряду, яке через п'ять років перейменували на жіночу гімназію. 1868 року через брак вчительських кадрів була відкрита Олександрівська вчительська школа.

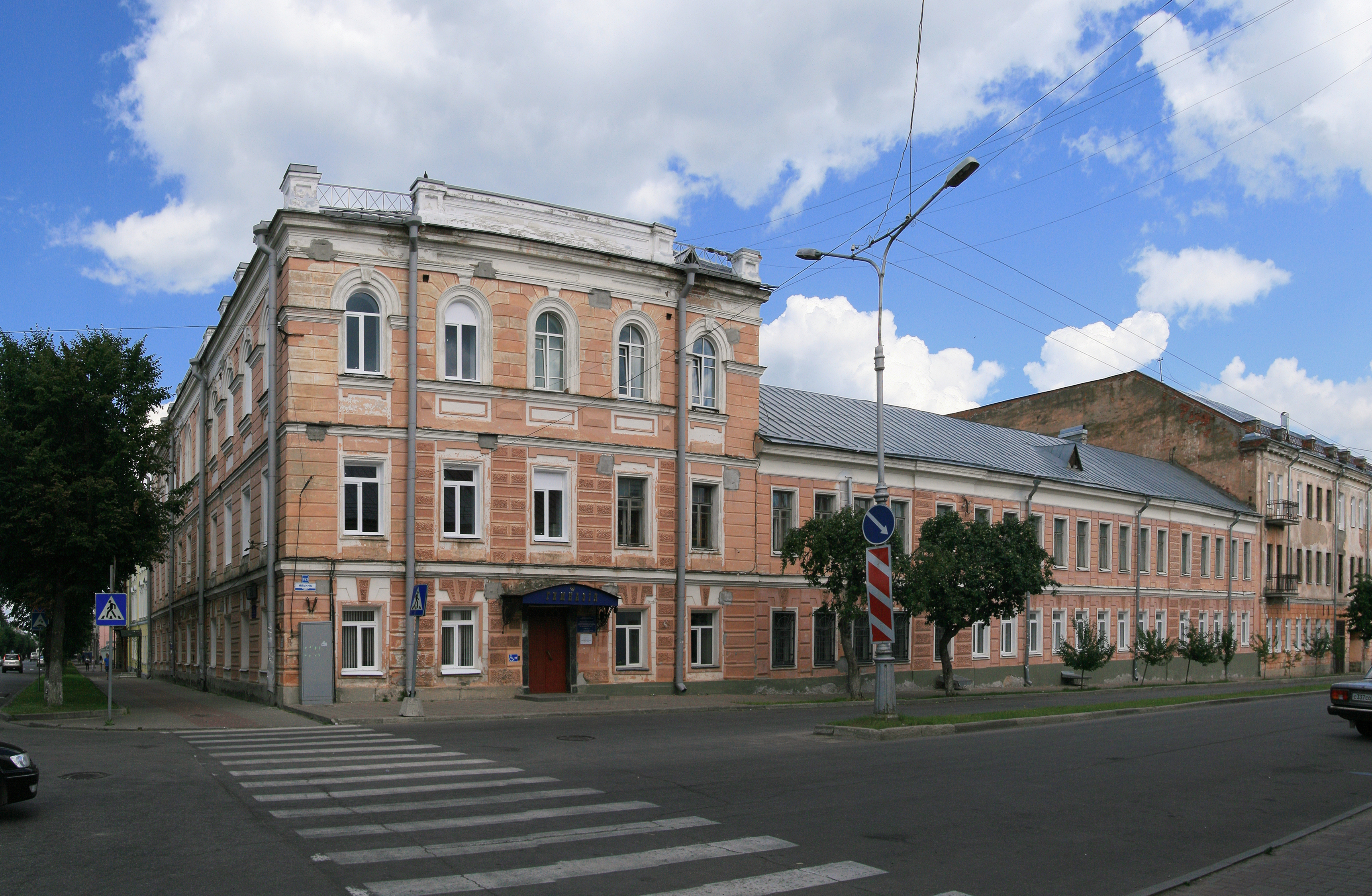
Будівля колишньої жіночої гімназії у Новгороді
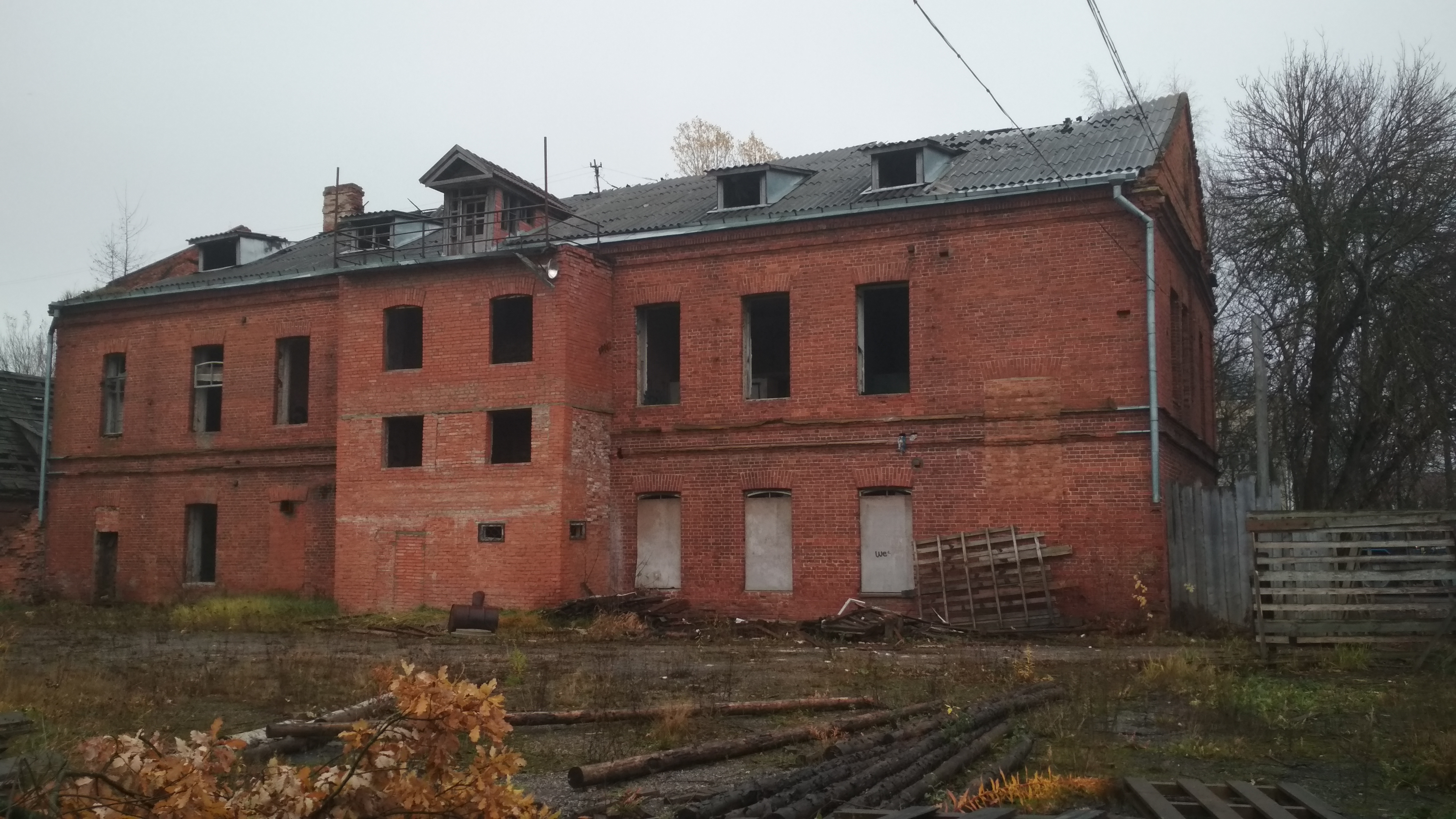
Один з корпусів колишньої Новгородської вчительської семінарії
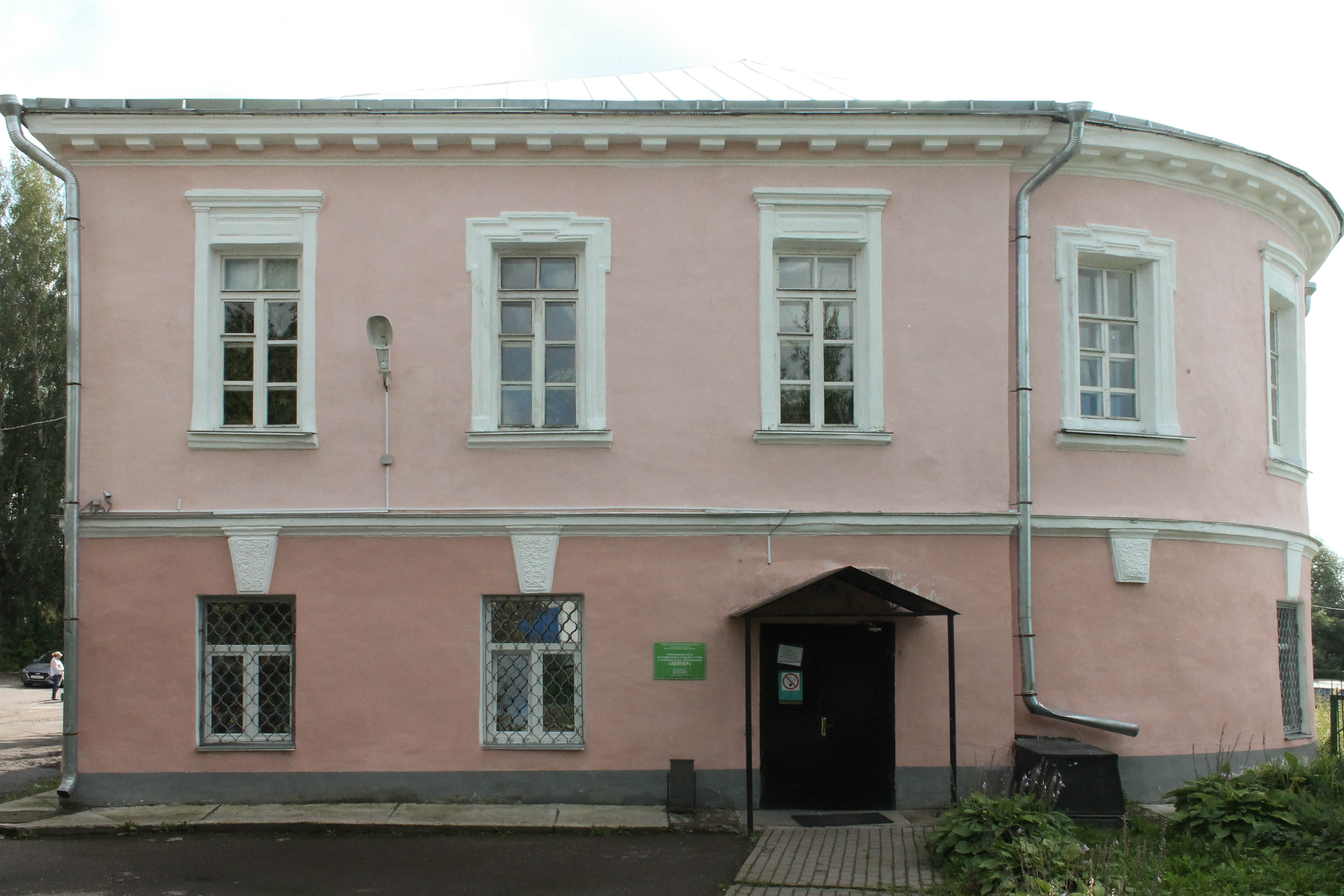
Будівля колишнього Новгородського народного училища
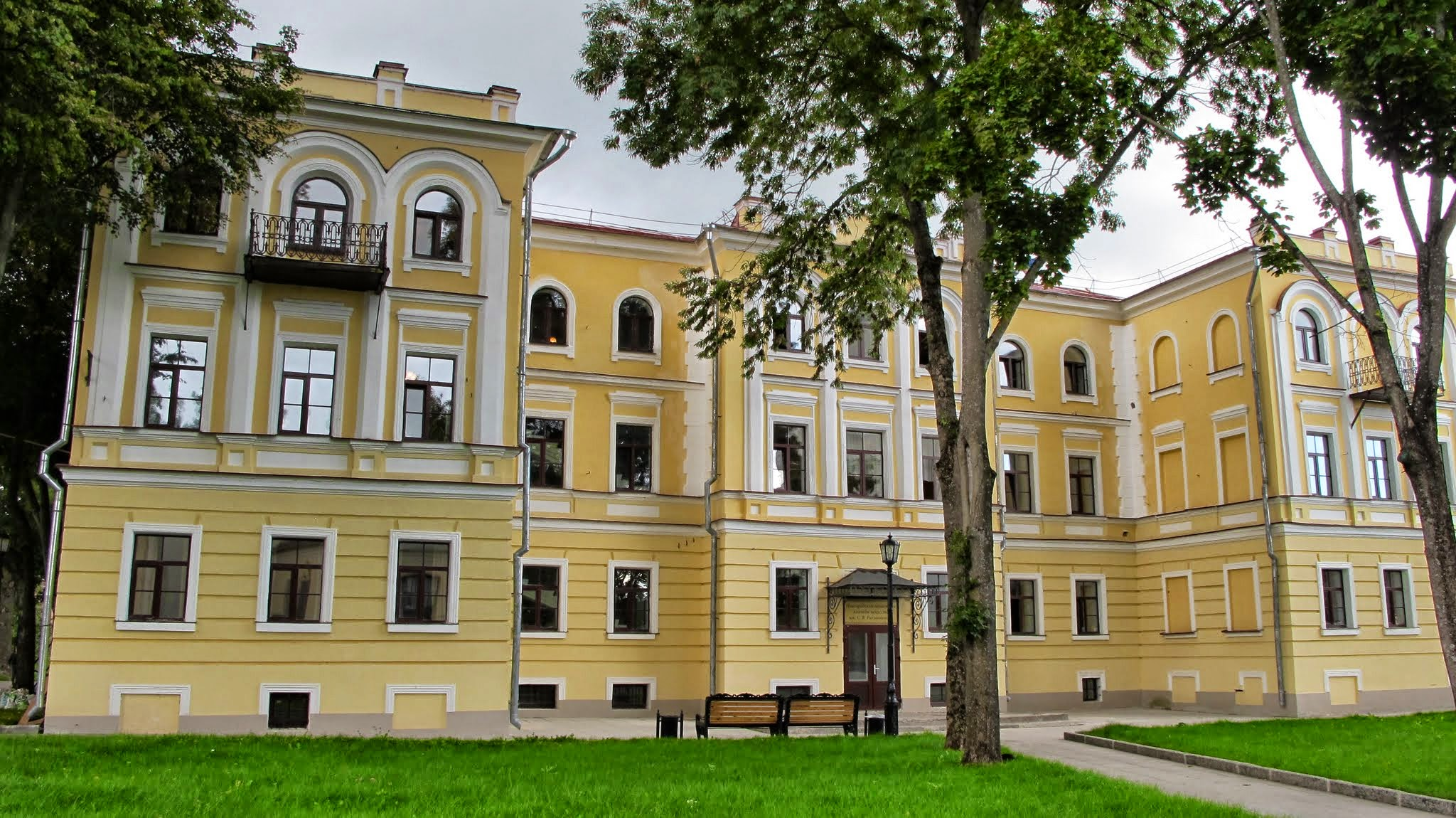
Будівля колишньої Духовної семінарії, пізніше педінституту
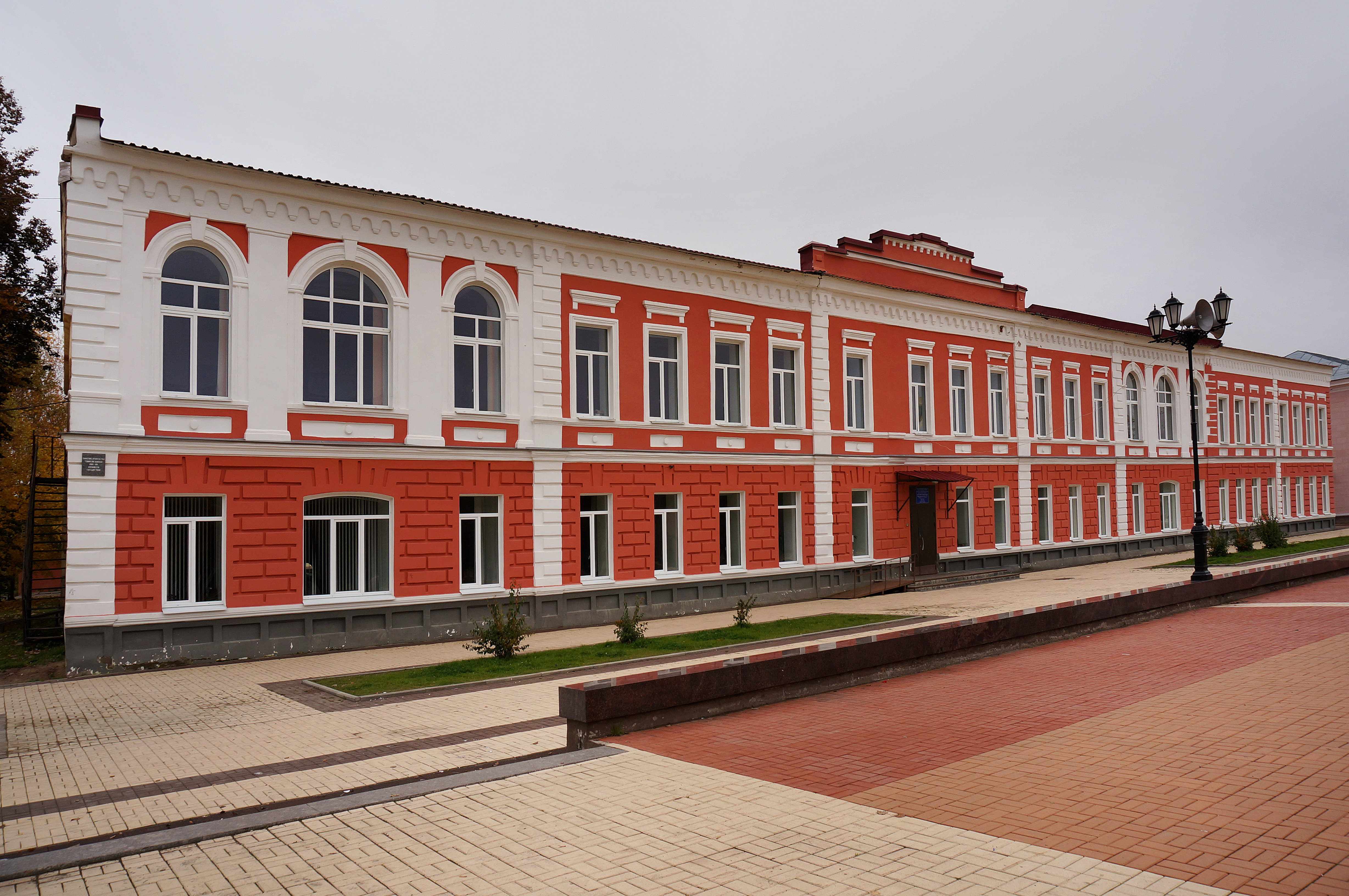
Будівля колишньої Жіночої гімназії в Старій Руссі

1919 року на базі учительської семінарії відкрився Новгородський інститут народної освіти, перейменований 1922 року на Практичний інститут народної освіти, 1923 — Педагогічний технікум. З 1934 по 1953 роки підготовкою кадрів вчителів у Новгороді займався Новгородський державний учительський інститут з 1953 по 1993 роки — Новгородський державний педагогічний інститут. 1945 року відкрито Новгородський обласний інституту удосконалення вчителів. У 1953/1954 навчальному році у Новогородській області працювало 989 початкових шкіл, 320 семирічних, 128 середніх, 51 школа сільської і 25 робітничої молоді. З розвитком промисловості в післявоєнний час гостро постало питання підготовки кваліфікованих кадрів для виробництва. 1961 року з'явився загальнотехнічний факультет Ленінградського електротехнічного інституту. Через 3 роки факультет перетворили на філію, а 1973 року на її базі було утворено Новгородський політехнічний інститут. Ректор НПІ В. В. Сорока став ініціаторами створення 1991 року в Новгороді самостійного університету класичного типу — Новгородського державного університету імені Ярослава Мудрого.

#### Дошкільна
Зі 190 закладів дошкільної освіти регіону 189 мают статус муніципальних і 1 відомчий. При 43 школах створено дошкільні групи. Послуги дошкільної освіти також надають 3 недержавні організації. У сфері дошкільної освіти працює понад 3,3 тис. осіб, з яких 37,7 % мають середню педагогічну освіту, 56,9 % — вищу. Майже 87,5 % дітей дошкільного віку забезпечені місцями в закладах дошкільного виховання та освіти (3-тє). Наприкінці 2010-х років в Новгородській області будівались 3 дитячі садочка (по 190 місць) у мікрорайонах «Івушки», «Північний» і «Псковський» обласного центру, планувались дитсадки в місті Окуловка (140 місць) і селі Мийка Батецького району (60 місць).

#### Шкільна
На початок 2018/2019 навчального року в Новгородській області в 164 муніципальних школах навчалось 64 630 дітей, з яких 5679 дітей з обмеженими можливостями здоров'я. 96,8 % школярів навчається в першу зміну. У закладах загальної освіти працюють більше 7 тис. осіб, серед яких 4663 педагога і 4113 вчителя. Понад 70 % педагогічних працівників за віком старше 35 років. Жодна зі шкіл області 2017/2018 навчального року за якістю викладання не входила до числа топ-300 закладів середньої освіти Росії.
В області 9 загальноосвітніх закладів адаптованих для 2150 дітей з особливими потребами, станом на 2018 рік: слуху (1), мовлення (1), зору (1), опорно-рухового апарату (1), психічного розвитку (1), розумової відсталості (6). Наприкінці 2010-х років у Новгородській області збудовано 2 нові загальноосвітні школи в обласному центрі, будувалась школа Боровічах на 960 місць.
Новгородська область була одним з 15 пілотних регіонів Росії, в школах яких з 1 вересня 2006 року було введено в якості регіонального компоненту середньої освіти вивчення предмета «основи православної культури».
Система загальної середньої освіти обласного центру представлена 32 загальноосвітніми установами, школами, гімназіями та ліцеєм, школами з поглибленої підготовкою з різних дисциплін і установами додаткової освіти. Професійна освіта в обласному центрі представлена хіміко-індустріальним, агротехнічним і торгово-технологічним технікумами, будівельним, технологічним, медичним, гуманітарно-економічним та обласним коледжом мистецтв імені С. В. Рахманінова (1959).

Загальноосвітні школи Новгородської області
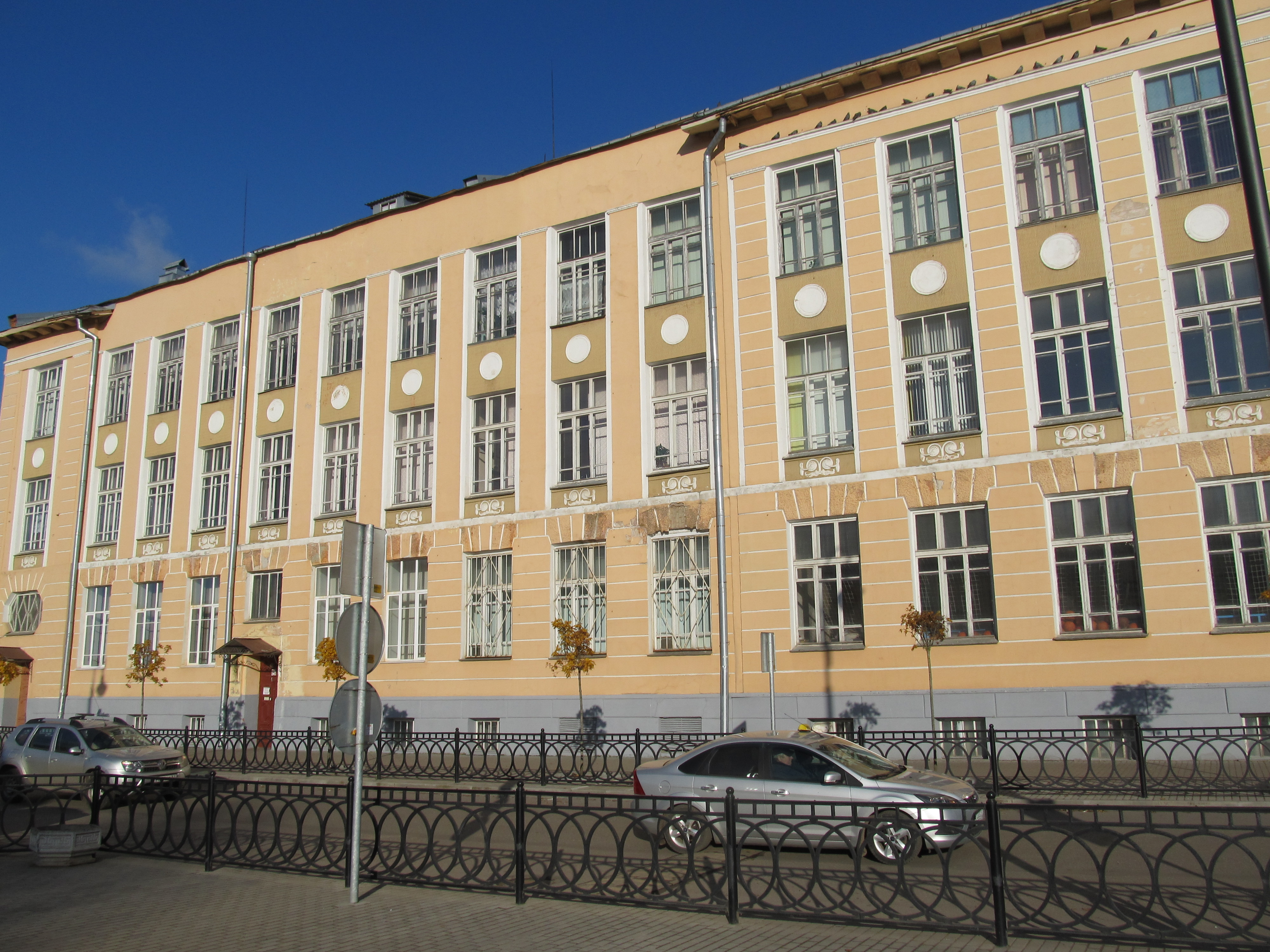
Школа №1 міста Великий Новгород
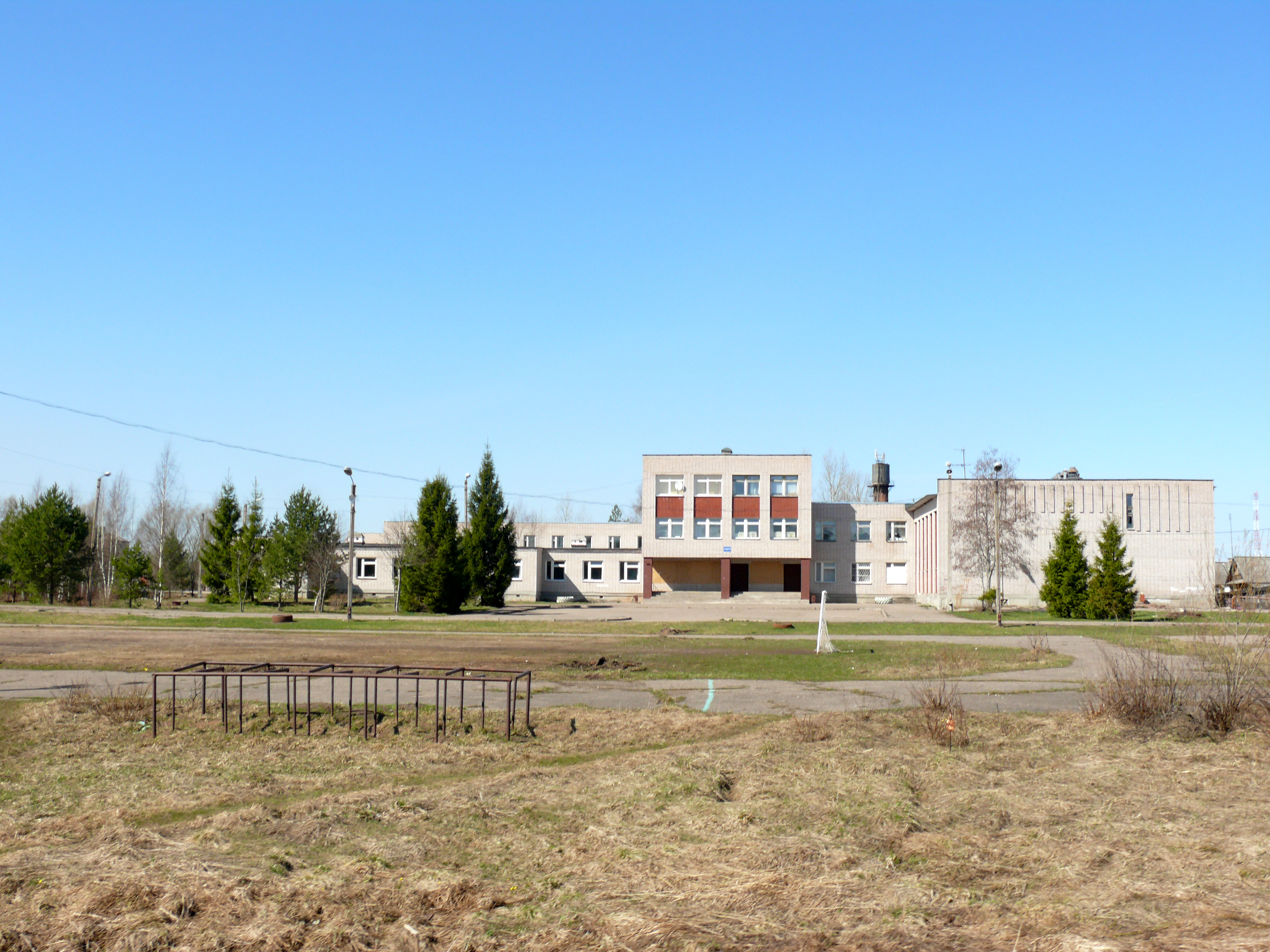
Савіно
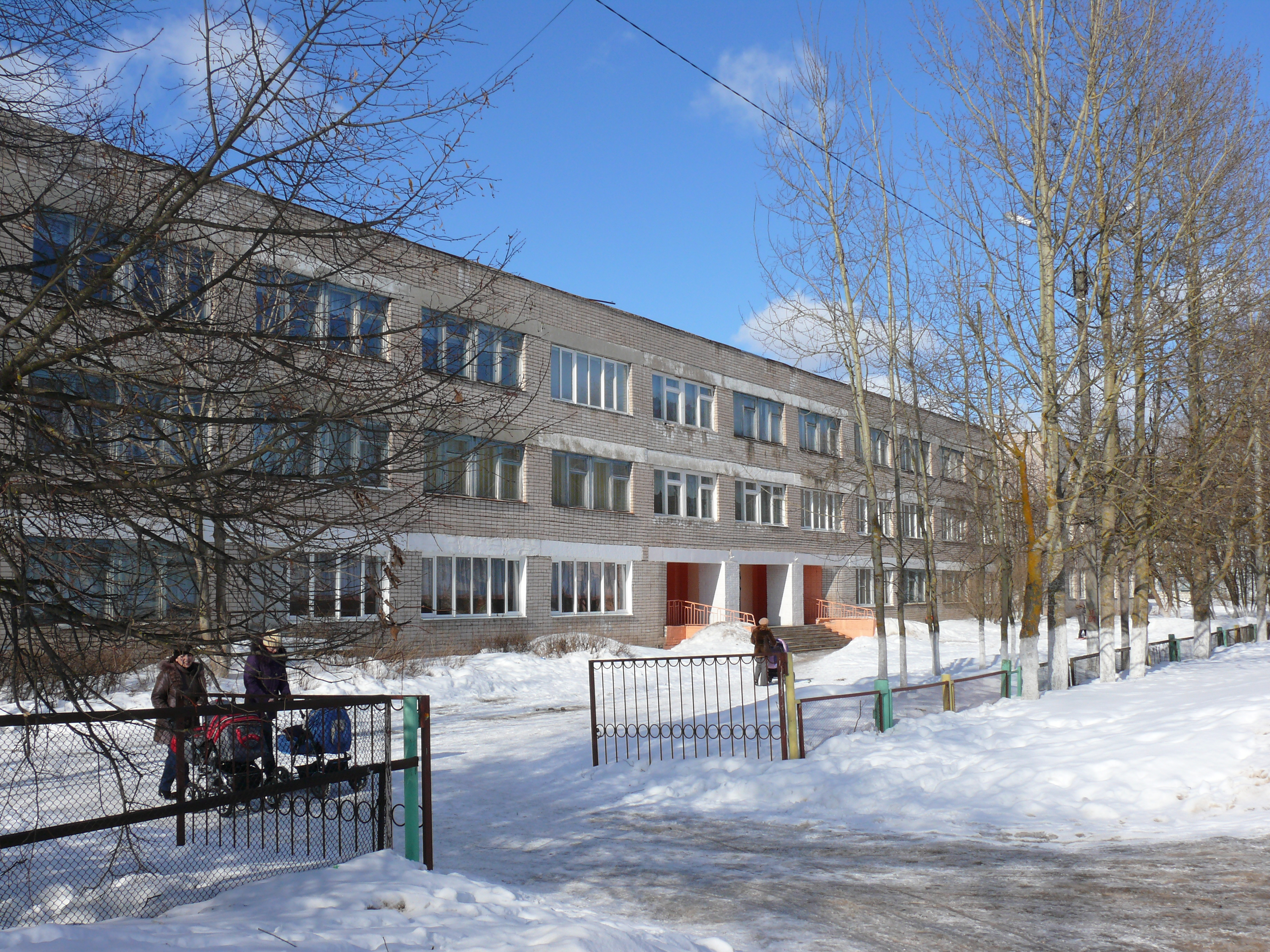
Панковка
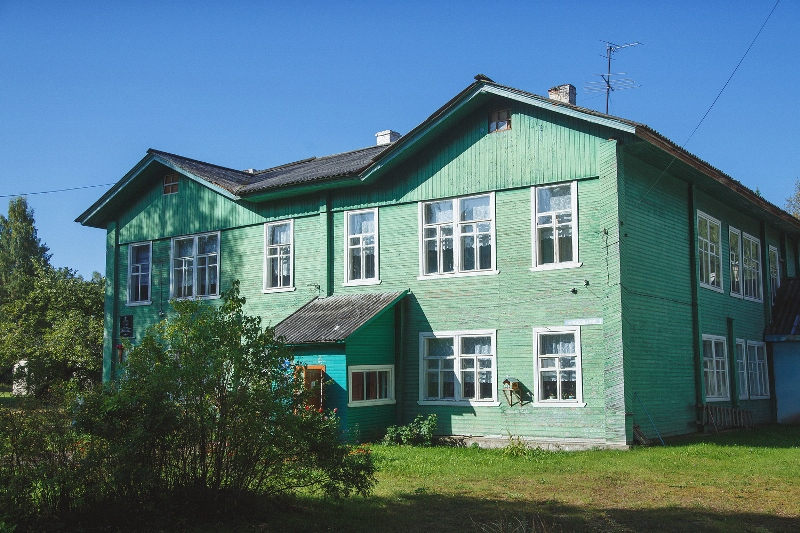
Богослово
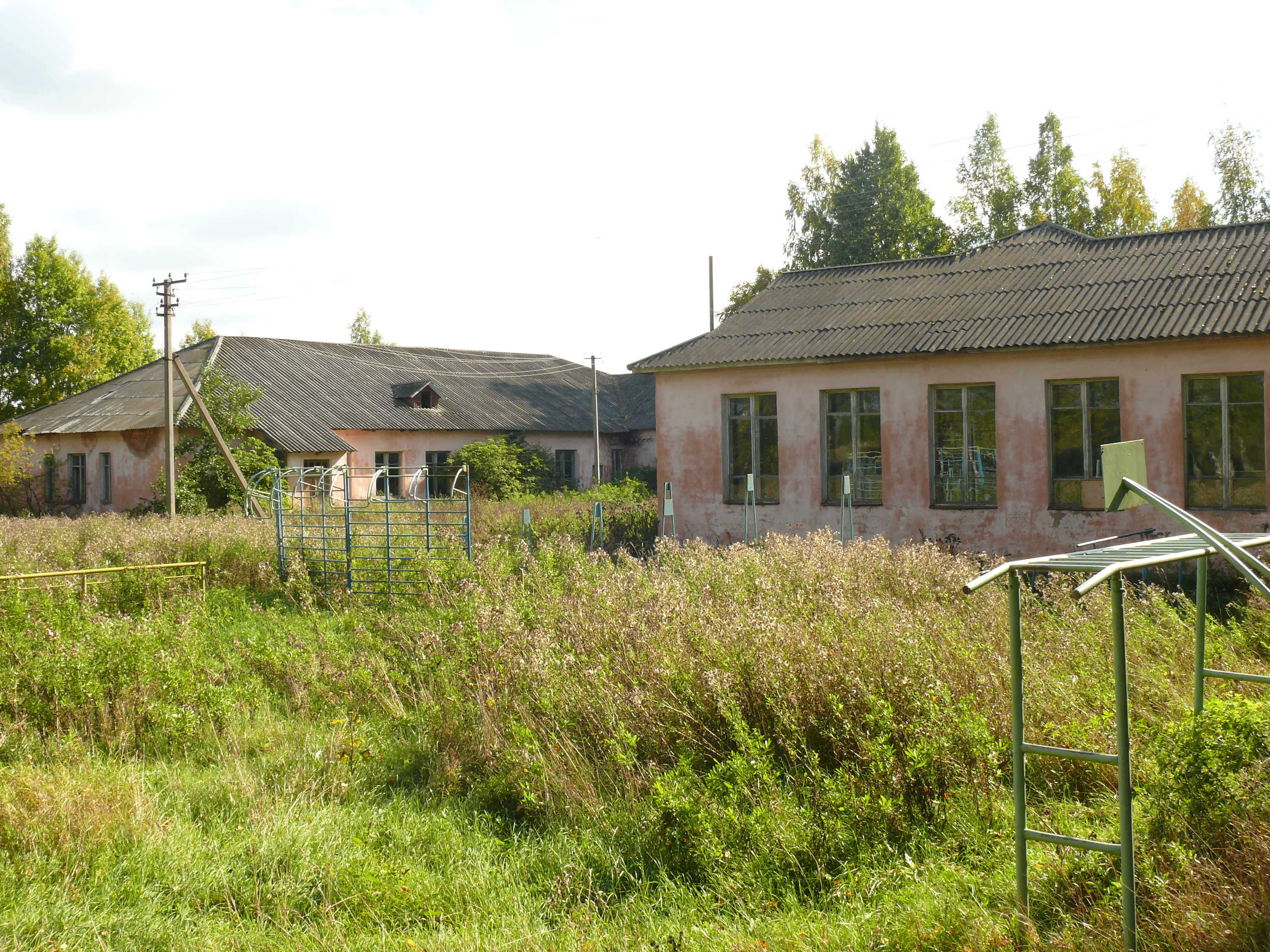
Селіщі

У Новгородській області в сфері освіти, культури і спорту працює 72 організації додаткової освіти дітей (1598 об'єднань різної спрямованості), якою охоплено 77194 учнів (96,55 % від загальної кількості дітей віком від 5 до 18 років), які проживають в області. Додатковою освітою в школах охоплено 58,7 % дітей, в організаціях — 37,85 %. Серед провідних закладів:
- «Морський центр капітана Варухіна Н. Г.» в якому від 1967 року морської справи навчалось понад 10 тис. дітей, 3 тис. випускників працюють на судах річкового і морського флоту, ВМФ. Щорічно навчає 700 дітей.
- «Новгородський Кванторіум», що знайомить дітей з новітніми технологіями. Щорічно навчає 800 дітей.

#### Професійна
У системі середньої професійної освіти регіону працює 16 муніципальних закладів, 1 недержавна організація і 2 філії Новгородського університету; задіяно 860 педагогів і викладачів. 2016 року область приєдналась до руху «Ворлдскиллс Россия», було проведено два регіональних чемпіонати «Молоді професіонали», делегати від регіону входять до числа призерів і медалістів всеросійського чемпіонату.

#### Вища
2010 року 18 % населення області мало вищу освіту (56-те). Станом на початок 2016/2017 навчального року в Новгородській області система вищої освіти була представлена Новгородським державним університетом імені Ярослава Мудрого (7880 студентів) і 6 філіями вишів з інших регіонів:
- Санкт-Петербурзький державний економічний університет — філіал засновано 1997 року, навчалось 885 студентів.
- Російська академія народного господарства і державної служби (Москва) — філіал засновано 1998 року, навчалось 785 студентів.
- Санкт-Петербурзький інститут управління і права — філіал засновано 2000 року.
- Російський державний гуманітарний університет (Москва) — філіал засновано 2000 року.
- Сучасна гуманітарна академія (Москва) — навчалось 1478 студентів.
- Російського університету кооперації (Митищі) — філіал засновано 2006 року, навчалось 232 студента.

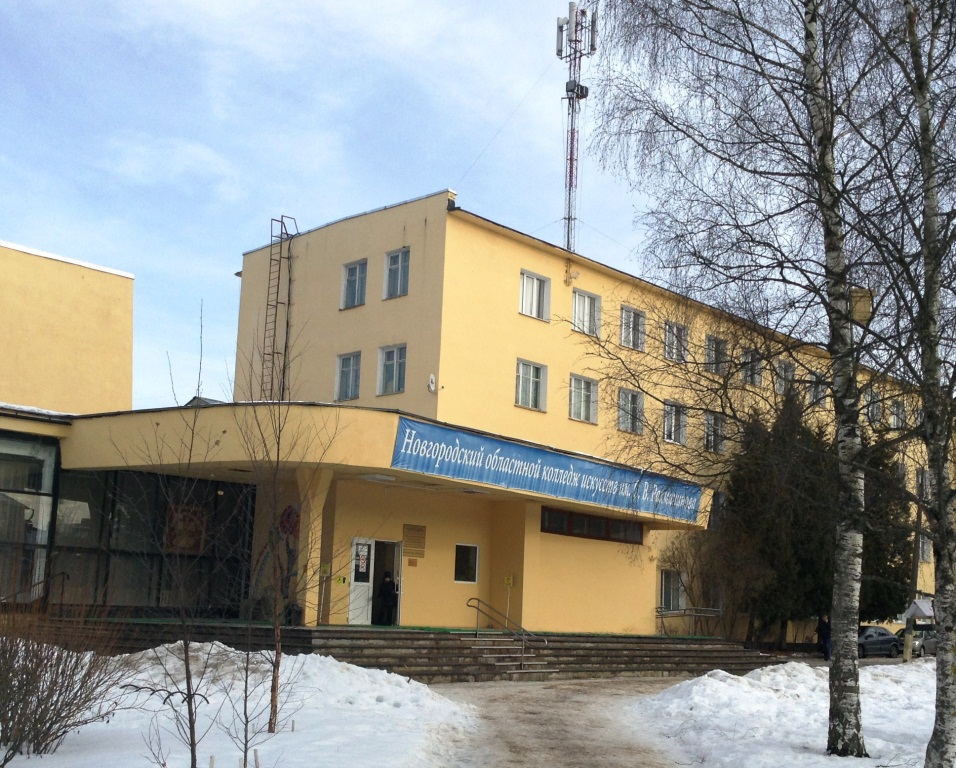
Обласний коледж мистецтв у Новгороді
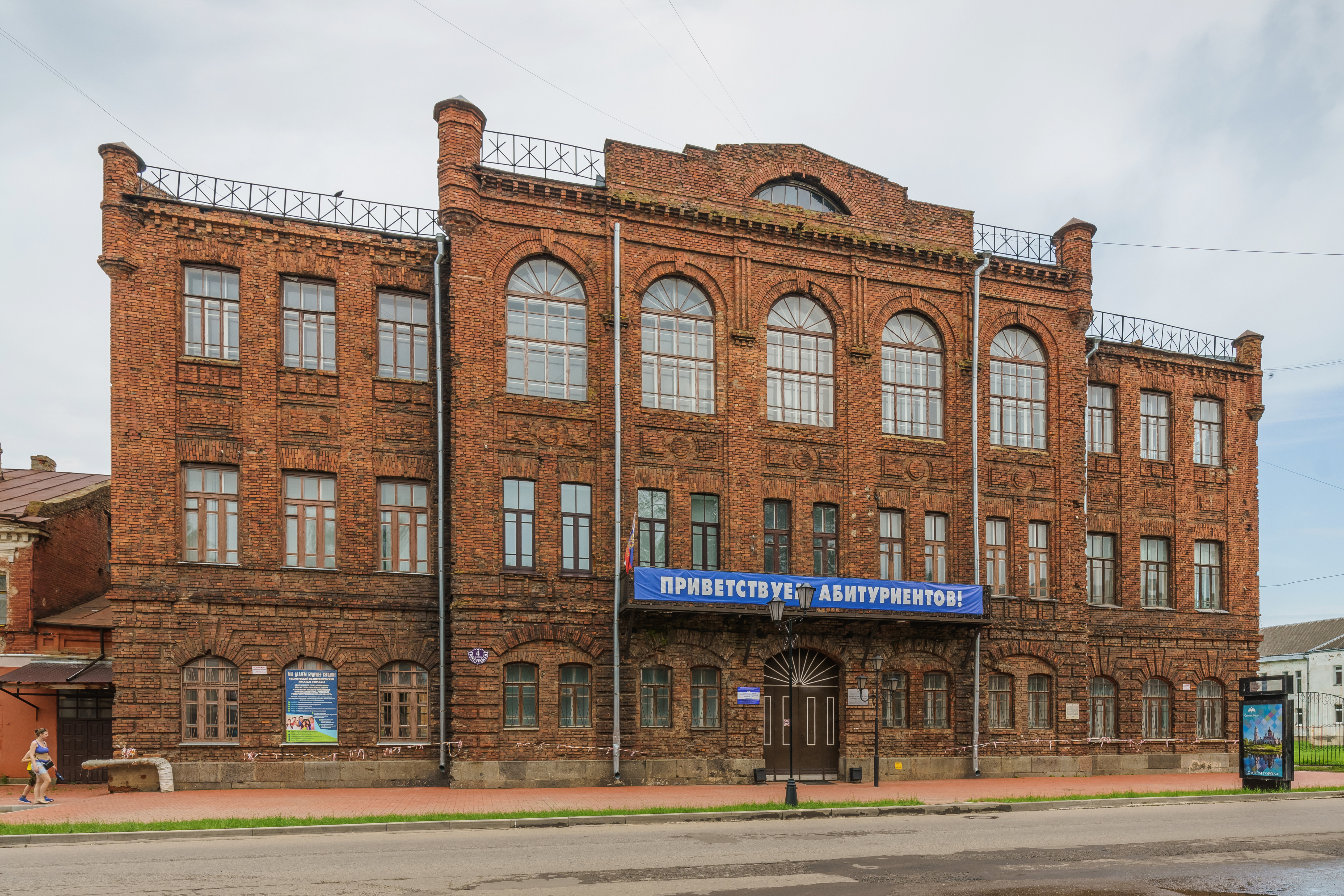
Старорусський політехнічний коледж
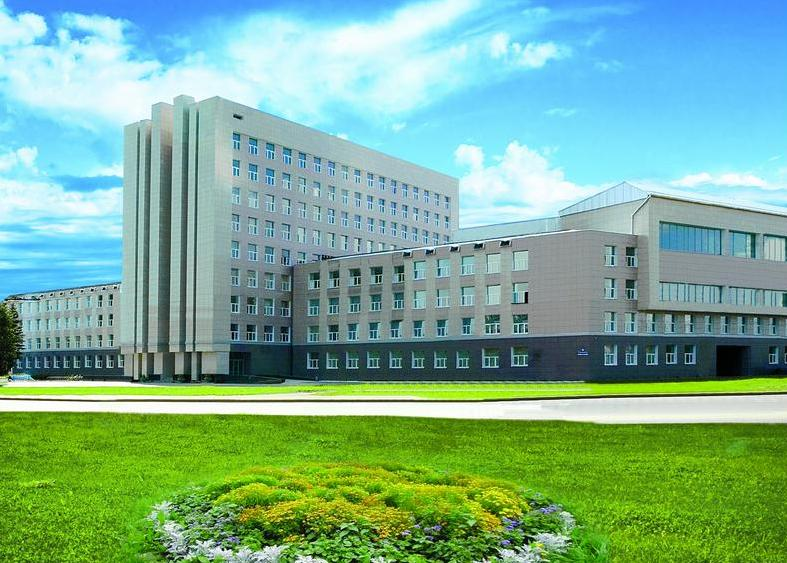
Корпуси Новгородського державного університету
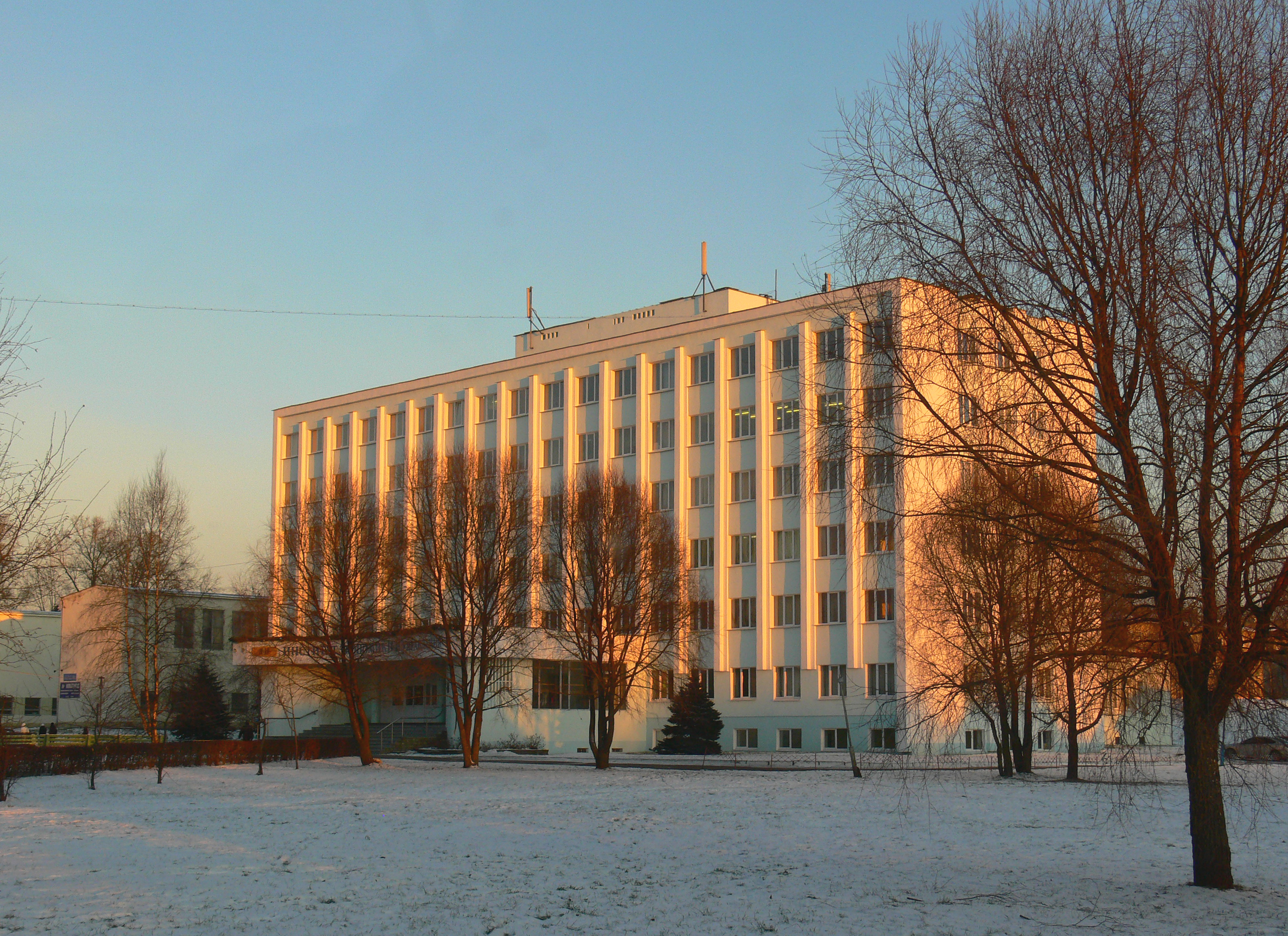
Будівля інституту економіки й менеджменту

Новгородський університет (НовГУ) — найбільший вищий навчальний заклад регіону, який було утворено 1993 року на базі Новгородського політехнічного (НПИ) і педагогічного інститутів (НГПИ). 1997 року до його складу було приєднано Новгородську сільськогосподарську академію (НСХА). У квітні 2017 року навчальний заклад став одним з регіональних опорних університетів.

### Охорона здоров'я
Станом на 2019 рік система охорони здоров'я Новгородської області складається з 31 державного закладу на 4717 лікарняних ліжок: обласна клінічна лікарня, центральна міська лікарня, обласна дитяча лікарня, шпиталь для ветеранів війни, 16 центральних районних лікарень та інші заклади. Забезпеченість лікарями населення області 2017 року становило 42,9 лікаря на 10 тис. осіб (59-те). Накопичені проблеми (скорочення штату і койкомісць, укрупнення закладів, низька заробітна плата рядового персоналу, наднормове навантаження) реформування галузі охорони здоров'я регіону призвели в лютому 2019 року до масових мітингів невдоволених працівників і місцевих жителів Окуловського району, організованих профспілкою лікарів «Альянс врачей».
Статистика 2016 року захворюваності в Новгородській області на ВІЛ — 47,6 випадків на 100 тис. осіб (33-тє), ожиріння — 756,7 випадків на 100 тис. осіб (3-тє) із загальним відсотком людей з цією хворобою на рівні 1,7 % (25-те), психічних розладів — 166,8 випадків на 100 тис. осіб (70-те), новоутворень — 491 випадок на 100 тис. осіб (11-те), сифіліс — 14,5 випадків на 100 тис. осіб (53-тє).
Показники смертності немовлят 4,4 ‰ (75-те), дитячої — 69 випадків на рік на 100 тис. осіб (43-тє); в працездатному віці — 198,3 на 100 тис. працездатних (13-те). Новгородська область лідирує, станом на 2017 рік, серед регіонів Росії за показниками смертності від хвороб системи кровообігу 932 випадки на рік на 100 тис. осіб (2-ге) і травлення 95 випадків на рік 100 тис. осіб (6-те), транспортних травм — 21 випадок на рік на 100 тис. осіб (4-те) і отруєнь алкоголем 11,5 випадків на рік на 100 тис. осіб (9-те). Високі показники смертності від хвороб органів дихання 52 випадки на рік 100 тис. осіб (26-те), інфекційно-паразитарних — 19 випадків на рік 100 тис. осіб (34-те), ракових — 202 випадки на рік 100 тис. осіб (42-ге); самогубств — 18 випадків на рік 100 тис. осіб (31-ше) та вбивств — 8,5 випадків на рік 100 тис. осіб (24-те).

### Відомі уродженці
На території області народились:
- Аренський Антон Степанович (Новгород, 1861—1906) — російський композитор, піаніст, диригент.
- Артем'єв Павло Артемійович (Новгород,1897—1979) — радянський військовий діяч, генерал-полковник, депутат Верховної Ради СРСР.
- Базаров Олексій Федорович (Новгород,1945—2012) — радянский і російський військовий діяч, генерал-майор авіації.
- Бессарабов Олексій Євгенович (селище Крестці, 1971) — український журналіст, політичний в'язень Кремля у справі «Кримських терористів».
- Варлаам (Денисов) (Новгород, 1804—1873) — архієпископ Чернігівський та Ніжинський, джерелознавець та історик Церкви.
- Влизько Олекса Федорович (залізнична станція Боровенька, 1908—1934) — український поет, прозаїк, футурист, жертва сталінського терору.
- Єгоров Олександр Олександрович (Стара Русса, 1903—1988) — радянський військовий діяч, генерал-майор.
- Іванов Олександр Гаврилович (с. Давидово, 1898—1984) — радянський кінорежисер, народний артист СРСР.
- Кашніков Костянтин Васильович (с. Коровино, 1903—1959) — радянський розвідник, генерал-майор ГРУ.
- Миклухо-Маклай Микола Миколайович (с. Язиково-Рождєственське, 1846—1888) — російський антрополог-етнограф і мандрівник українського походження.
- Новинський Вадим Владиславович (Стара Русса, 1963-) — український бізнесмен і політик (олігарх), засновник Смарт-Холдингу.
- Павлов Яків Федотович (с. Крестова, 1917—1981) — герой Сталінградської битви, Герой Радянського Союзу.
- Пасецький Василь Михайлович (Стара Русса, 1920—2001) — російський історик, автор книг про російські арктичні експедиції і географічні дослідження.
- Петров Борис Федорович (с. Клобучино, 1914—1984) — радянський військово-морський теоретик, віце-адмірал.
- Рахманінов Сергій Васильович (садиба Семеново, 1873—1943) — російський композитор, піаніст, диригент.
- Тимофєєв Сергій Іванович, «Сильвестр» (с. Клин, 1955—1994) — російський кримінальний авторитет, засновник Оріхівської ОПГ.
- Тімченко Максим Вікторович (с. Новоселиці, 1975-) — український топ-менеджер, генеральний директор ДТЕК.
- Шлепаков Микола Степанович (с. Моклочиха, 1898—1968) — український філософ, засновник кафедри історії філософії Київського національного університету.

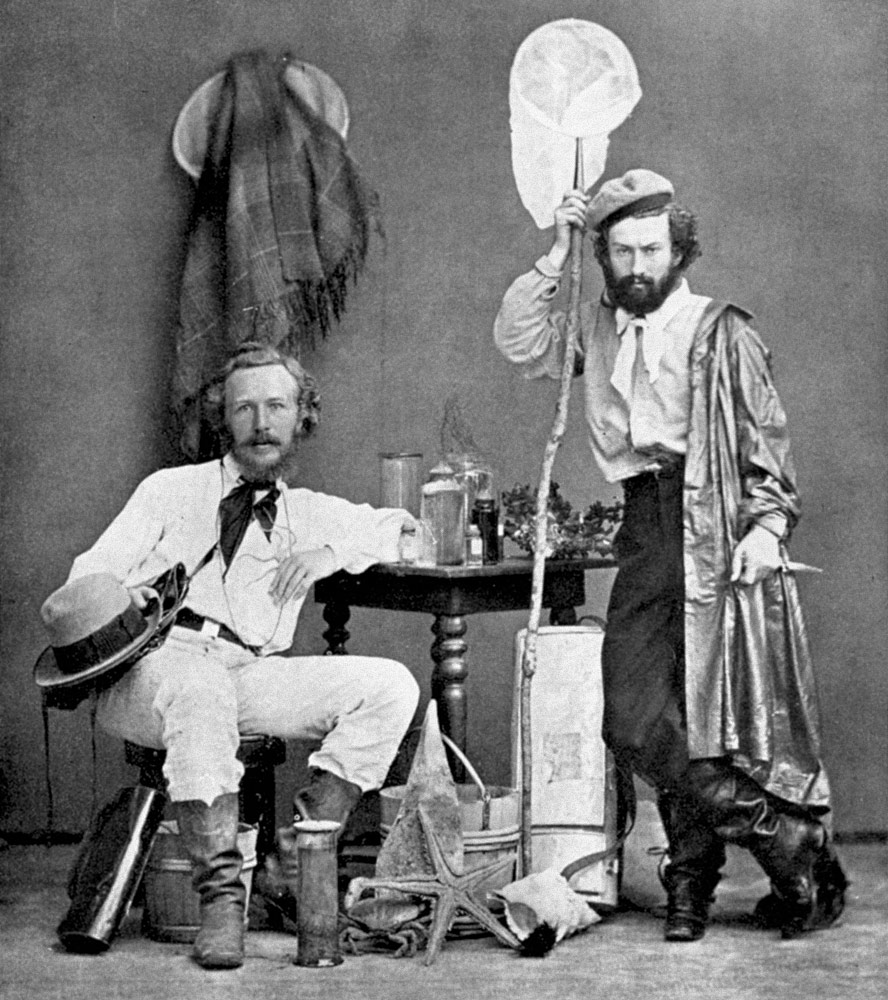
Ернст Геккель і Микола Миклуха-Маклай
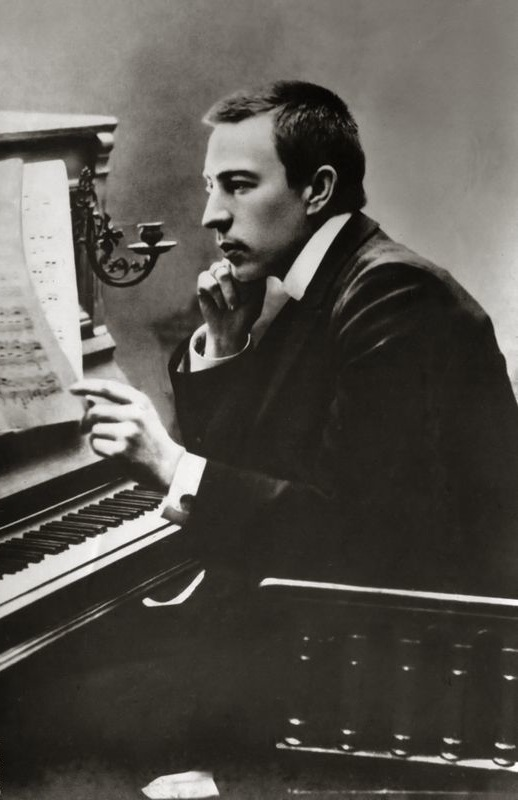
Сергій Рахманінов
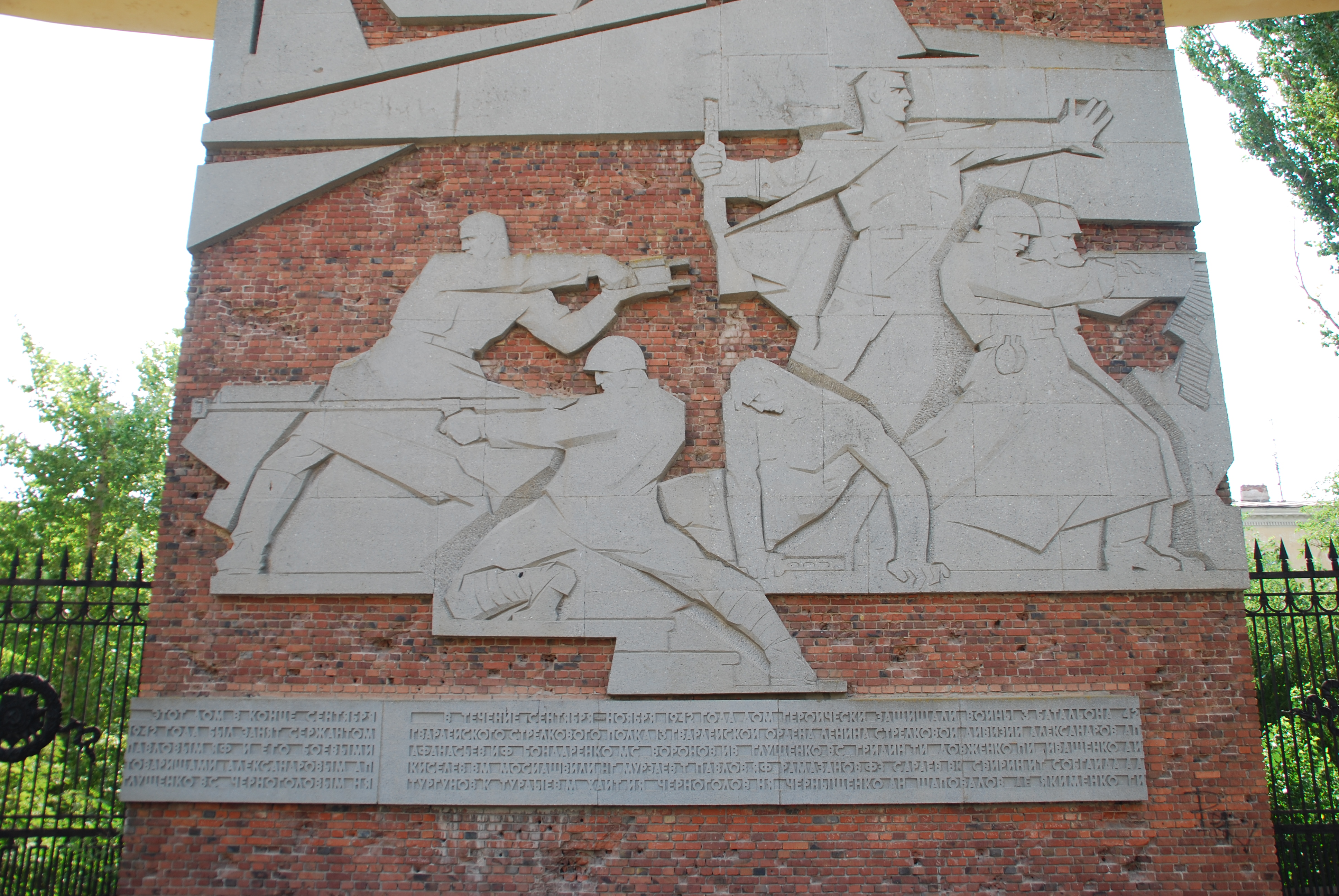
Меморіальна композиція на Будинку Павлова у Волгограді
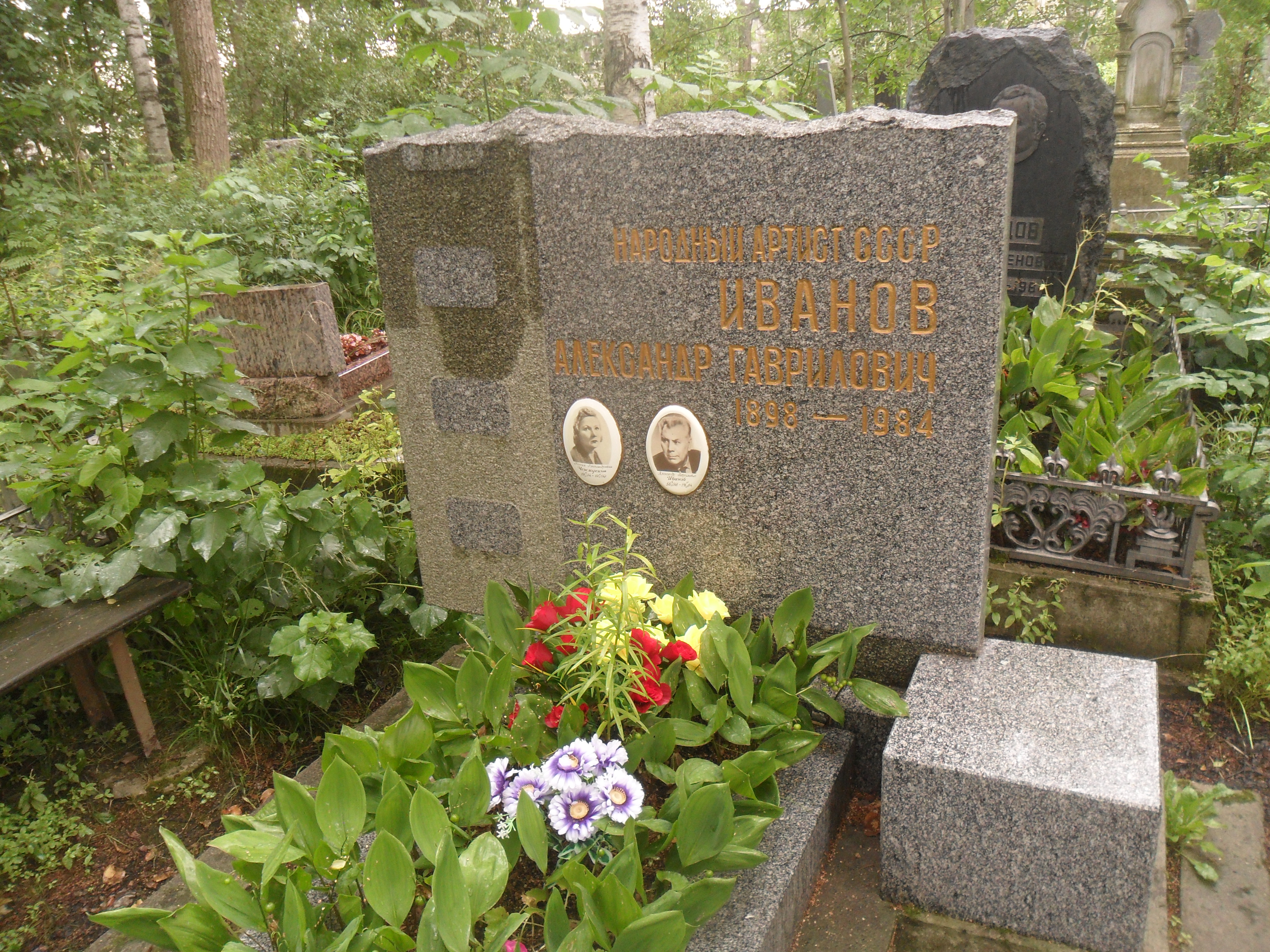
Могила Олександра Іванова на Серафимівському кладовищі в Москві
Могила Бориса Петрова в Севастополі
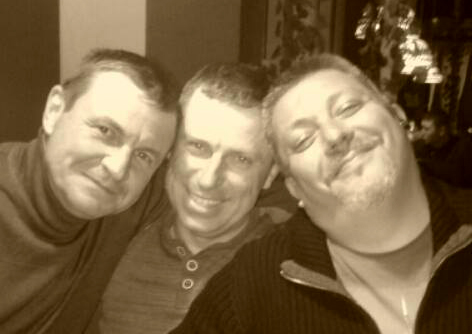
«Кримські терористи», Олексій Бесарабов по центру

### Злочинність
Кримінальна обстановка в Новгородській області у порівнянні з іншими регіонами залишається відносно напруженою. За загальною кількістю скоєних злочинів 2017 року з показником 181 випадок на 10 тис. мешканців регіон на 17-му місці серед всіх регіонів Росії. У тому числі на 45-му місці з показником 6,7 особливо тяжких і на 14-му з показником 25,8 тяжких злочинів на 10 тис. мешканців області. У структурі превалюють злочини, пов'язані із незаконним обігом наркотиків та економічні (14-те місце в країні за кількістю скоєних крадіжок — 74,3 на 10 тис. мешканців), найменша доля — екстримістських і терористичних. Новгородська область — антилідер Росії в сфері хуліганства, 1 випадок на 10 тис. мешканців 2017 року. Одночасно за показником рекету (вимагання) регіон лише на 72-му місці з 83 — 1,3 випадки на 100 тис. мешканців. Розкриваність злочинів становить 55,2 %, найменша доля розкриваності серед злочинів середньої тяжкості — 38,% (72-ге), найбільша доля серед вбивств та замахів на вбивство — 95,4 % (14-те). Щорічно (станом на 2017 рік) виявляється 80 злочинців на 10 тис. мешканців (33-тє), серед них підлітків у віці 14-17 років — 1,4 % (14-те), жінок — 15,7 % (33-тє).
Перші згадки в літописах про в'язниці (темниці) Новгородщини відносяться до 1402 року, на території кремля, в безпосередній близькості від приказної палати. Відома згадка про пенітенціарну систему в Новгороді англійця Кокса, який оглядав в'язниці при Катерині II, 1778 року він у баштах Новгородського дитинця знайшов 8 арештантів, жінки розміщувались в Покровській, чоловіки — в Златоустівській темнішній вежі. Для запобіганню злочинам перевага надавалась тілесним покаранням та висилкам, замість обмеження волі. Проте за століття система змінилась і вже 1882 року в повітових в'язницях Новгородської губернії числилось 534 арештанта (462 чоловіка, 59 жінок, 7 хлопчиків і дівчат), чию працю використовували для виготовлення різноманітного краму. Проєкт будівництва в Новгороді губернської в'язниці був підписаний ще 1831 року, до 1838 року було закінчено будівництво будівлі в'язниці на Софійській стороні, поблизу Петроградської слободи. Дві однакові триповерхові будівлі об'єднувалися огорожею з воротами. Сьогодні це слідчий ізолятор № 1 УФСІН Росії по Новгородській області. 2003 року на території установи освячений храм, 2005 року зведений новий третій корпус № 3.
На території області розміщуються 3 виправні колонії — № 4 (Валдай), № 7 (Панковка), № 9 (Парфіно), колонія-поселення № 6 в Топорку, лікувально-виправний заклад в Боровичах та вечірня школа в Панковці для засуджених.

## Економіка
Новгородська область Міністерством економічного розвитку Росії віднесена до Північно-західного економічного району. За часів СРСР це був територіально найбільший економічний район європейської частини країни (1,6 млн км², 7,4 % території країни та 5 % населення), що простягався від Балтійського узбережжя до арктичних вод Карського моря. Після виділення 1980 року самостійного Північного територія Північно-Західного обмежується 4 областями (0,2 млн км², 11,5 % території і 6 % населення країни). За даними Росстату, валовий регіональний продукт Новгородської області за 2016 рік склав 244,5 млрд, за 2018—262,0 млрд російських рублів. За цим показником регіон займає 60 місце в країні. У порівнянні з попереднім роком в порівняльних цінах відбулось зростання на 1,6 %, у номінальних — на 4,4 %. Валовий регіональний продукт на душу населення 2016 року склав 398,1, 2018 року — 434,2 тис. рублів, темпи росту в порівнянні з попереднім роком становили 5,0 %. Загальне демографічне навантаження 2017 року в області становило 89,9 особи непрацездатного віку (дітей і стариків) на 100 осіб працездатного віку, тобто чоловіки у віці 16–60 років і жінки 16–55 років (2-ге).
Регіональний прожитковий мінімум (РПМ) 2019 року в Новгородській області становив 10,9 тис. російських рублів (32-ге). Середній дохід на одного мешканця області 2019 року склав 26,3 тис. рублів (51-ше), середня заробітна плата — 35,1 тис. рублів (46-те); медіанний дохід — 21,6 тис. рублів (47-ме), або 1,97 РПМ (60-те), медіанна заробітна плата — 29,2 тис. рублів (45-те); співвідношення середнього і медіанного доходів — 82,1 % (15-те), заробітних плат — 83,1 % (20-те). Рівень реальних доходів населення до 2014 року постійно зростав (наприклад, 2013 року 9,8 %▲ у порівнянні до попереднього року), після 2014 невпинно зменшується (наприклад, 2016 року -8,8 %▼ у порівнянні до попереднього року). У середньому по регіону 15,4 % заробітних плат менше визначеного РПМ (55-те), 14,8 % населення перебуває за межею бідності (35-те). Рівень безробіття 2017 року в Новгородській області склав 4,7 % від працездатного населення (58-ме). Середня пенсія в Новгородській області 2016 року становила 1,5 РПМ — 16,3 тис. російських рублів (63-тє).
За результатами 2017 року Новгородська область у національному рейтингу стану інвестиційного клімату поліпшила своє положення на 24 позиції, посівши 29-те місце серед усіх суб'єктів Російської Федерації. 2018 року в регіоні була створена територія випереджаючого соціально-економічного розвитку (ТОСЭР) «Угловка», резиденти якої мають пільги з відрахувань податків і страхових виплат до бюджету в рамках реалізації інвестиційних проектів. Того ж року було відкрито Центр молодіжної інноваційної творчості, приватний індустріальний парк, бізнес-інкубатор і технопарк на базі заводу «ГАРО».
Система підтримки малого та середнього бізнесу об'єднує різні організації інфраструктури:
- Новгородський фонд підтримки малого підприємництва (мікрокредитна компанія) з центрами кластерного розвитку, підтримки підприємництва й експорту.
- Центр інновацій соціальної сфери. Системою «єдиного вікна» отримання державних послуг для підприємців стали Агентство з розвитку Новгородської області, центри надання послуг «Мій бізнес» і МФЦ для бізнесу[120]. Організовано прямий доступ до послуг АТ «Російський експортний центр», відкрито представництво МСП-Банку.

### Історія
Історичною для регіону є галузь солеваріння, економічна могутність Новгорода спиралась на зовнішню (місто мало тісні зв'язки з Ганзою, торговим союзом північнонімецьких міст) та внутрішню торгівлю, місто було купецьким. За часів Російської імперії на території області промисловість не розвивалась, окрім лісопильної та деревообробної (папір, сірники), харчової, легкої та народних промислів (кераміка, скло, плетіння кошиків). Сільське господарство за часів Російської імперії в Новгородській губернії було малопродуктивним, 54,8 % господарств були малоземельними.
Наприкінці 1950-х років в області інтенсивними темпами розвивають електронну промисловість, Новгород стає одним із союзних центрів радіоелектроніки. 1952 року в Новгороді було відкрито перше повоєнне підприємство побутової електроніки (телевізори та студійна апаратура) — завод «Волна». 1958 року створено Новгородський телевізійний завод, нині акціонерне товариство «Квант». Першою моделлю телевізора став «КВН-49», через 2 роки було налагоджено серійний випуск моделі «Волхов». 1958 року постановою Ленінградського Совнархозу було створено конструкторське бюро, на базі якого 1982 року був створений науков-дослідний інститут промислового телебачення «Растр», який займався розробкою телевізійних комплексів. Його прикладними телевізійними установками були оснащені Білоярська та Воронезька атомні електростанції, перший атомний криголам «Ленін», перша промислова радянська виставка в Нью-Йорку (США). У Боровичах було відкрито верстатобудівний завод для лісообробної галузі, в обласному центрі створено авторемонтне підприємство.
1959 року засновано Новгородський завод напівпровідників імені Ленінського комсомолу (поштова скринька № 21) — ОКБ «Планета». 1961 року запрацював Новгородський завод радіотехнічних виробів (пізніше імені XXIV Партз'їзду), що випускав електромагнітне приладдя. Підприємство входило до складу НВО «Комплекс» (від 1996 року ВАТ «Трансвит»). 1966 року збудовано завод перемикачів телевізійних каналів імені 50-річчя Жовтня — НВО «Старт». 1978 засновано завод «Спектр», ще одне підприємство НВО «Комплекс», що випускав відеомагнітофони ВМ-12. У Старій Руссі діяв приладобудівний і медичного обладнання завод. Головними центрамии деревообробної і целюлозно-паперової промисловості були Парфіно, Окуловка, Боровичі, Чудово (сірникова фабрика), Пестово. Розвивались кустарні промисли — виготовлення килимарних доріжок, виробів з берести, металу, різьблення по дереву, виготовлення скляних (Мала Вішера) і фаянсових виробів (Мста). У селищі Крестці було відкрито фабрику «Крестецька строчка» з виготовлення строчковишитих виробів. Жіночі трудові ресурси були задіяні на численних підприємствах легкої (льонообробні, швейні, трикотажні) та харчової галузей.
1953 року в Новгородській області налічувалось 776 укрупнених колгоспів, 34 совгоспи, 51 МТС і 55 сільських електрогенеруючих станцій, комплексна меліоративна станція з 20 регіональними загонами. На полях господарств працювало 950 комбайнів, 350 льнокомбайнів і 800 льносмикачів, декілька сотен тракторів.

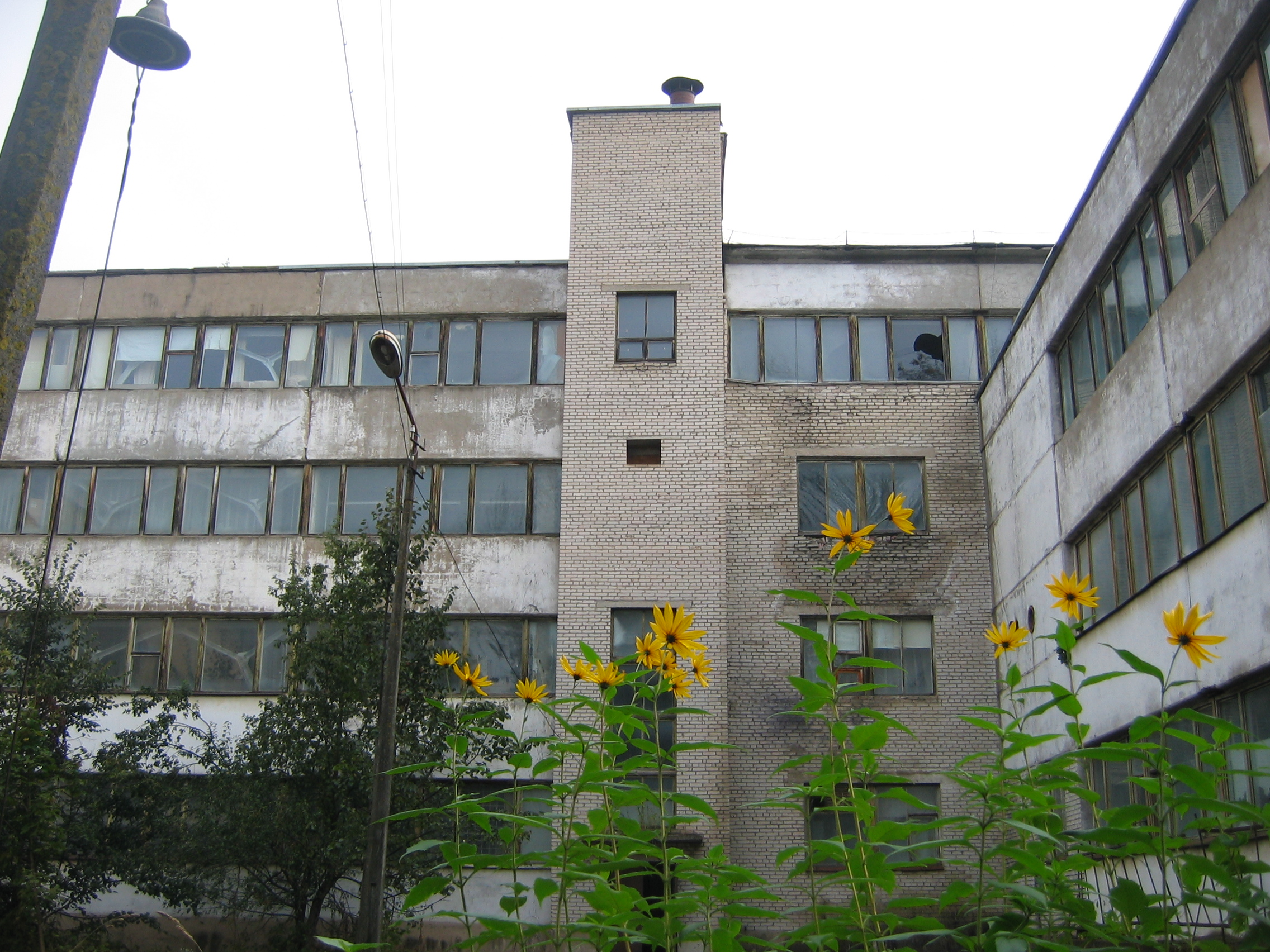
Бронницька порцеляно-фаянсова фабрика
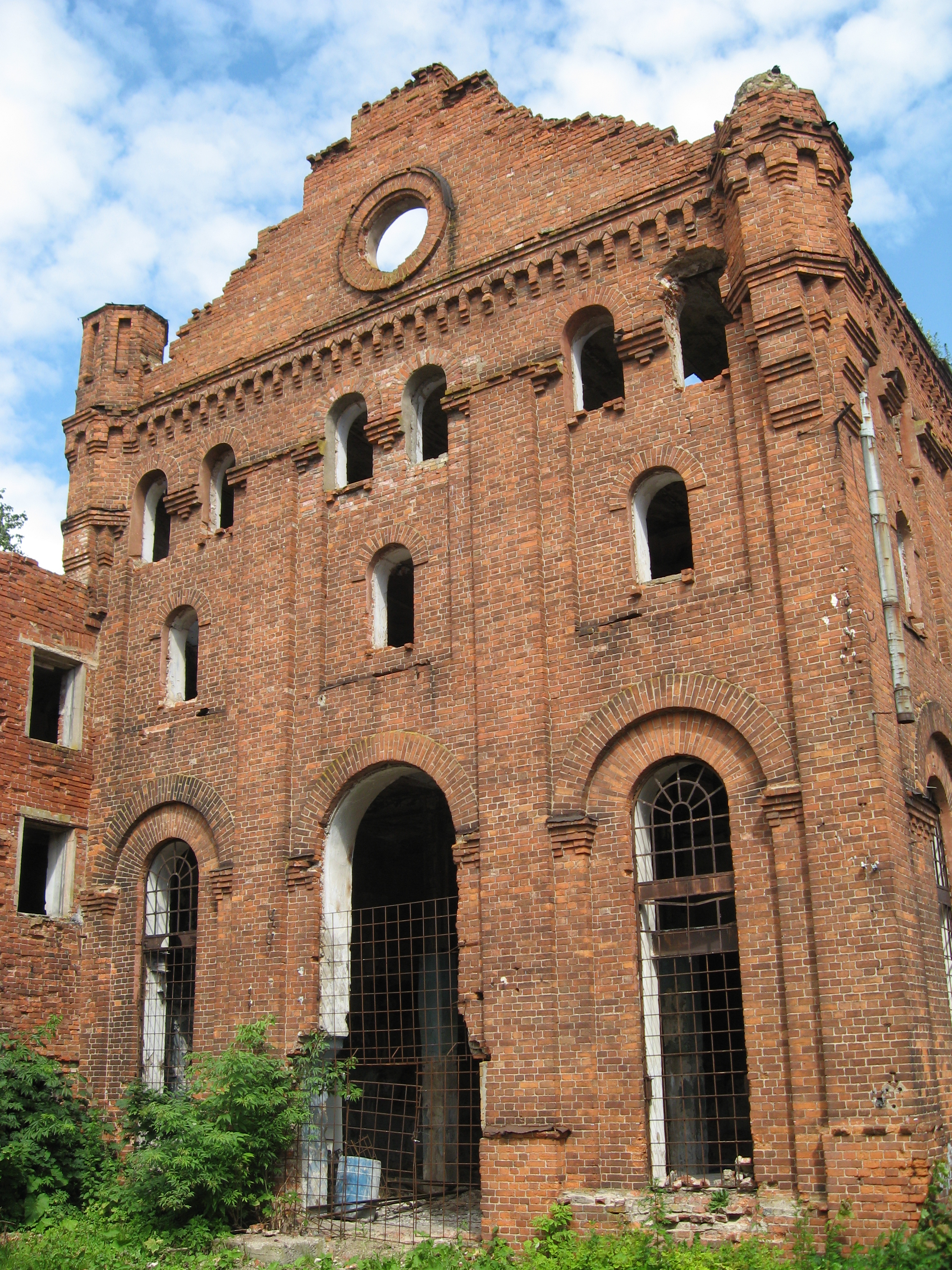
Руїна цеху броварні «Богемія»
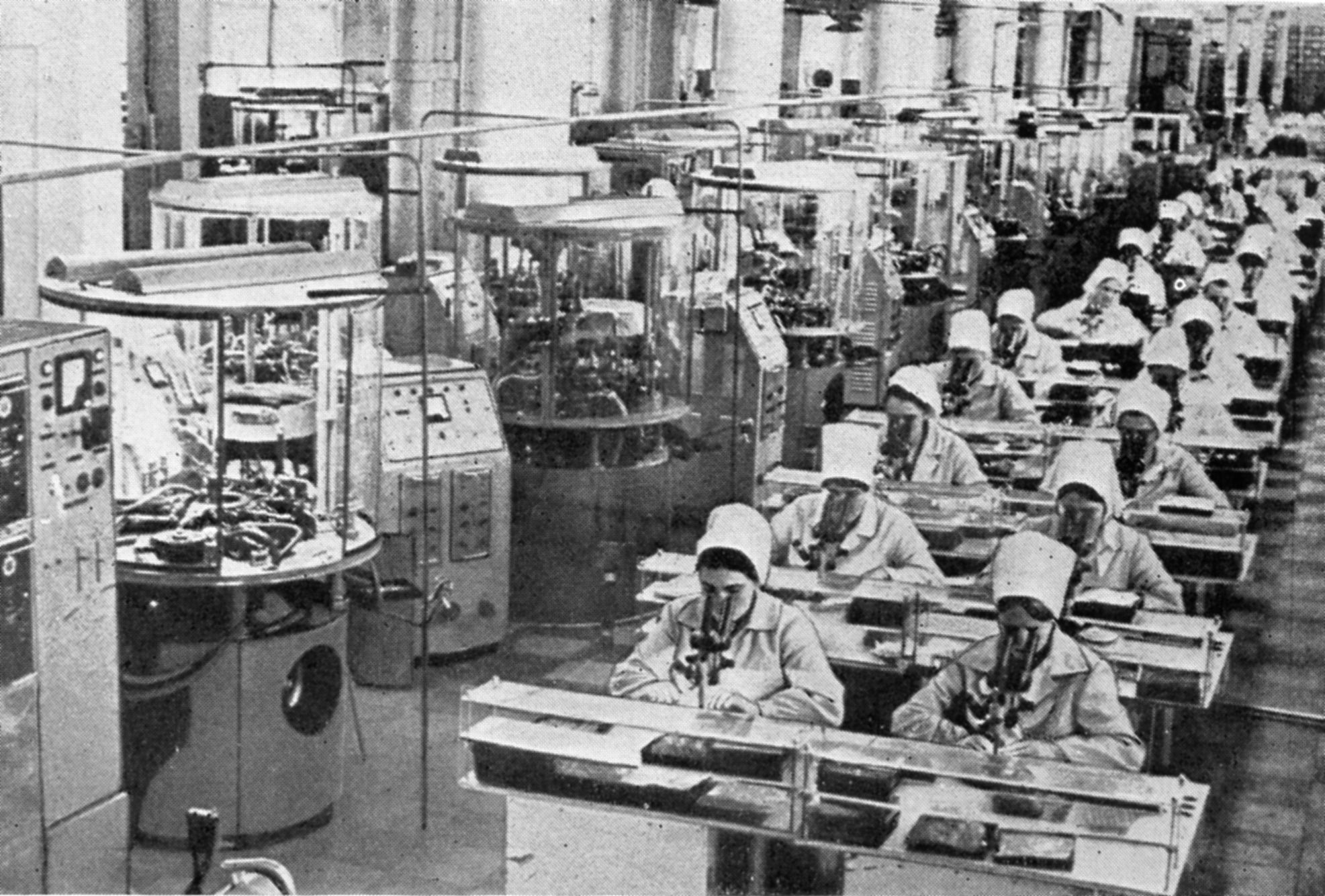
Цех заводу Ленінського комсомолу, 1975 рік
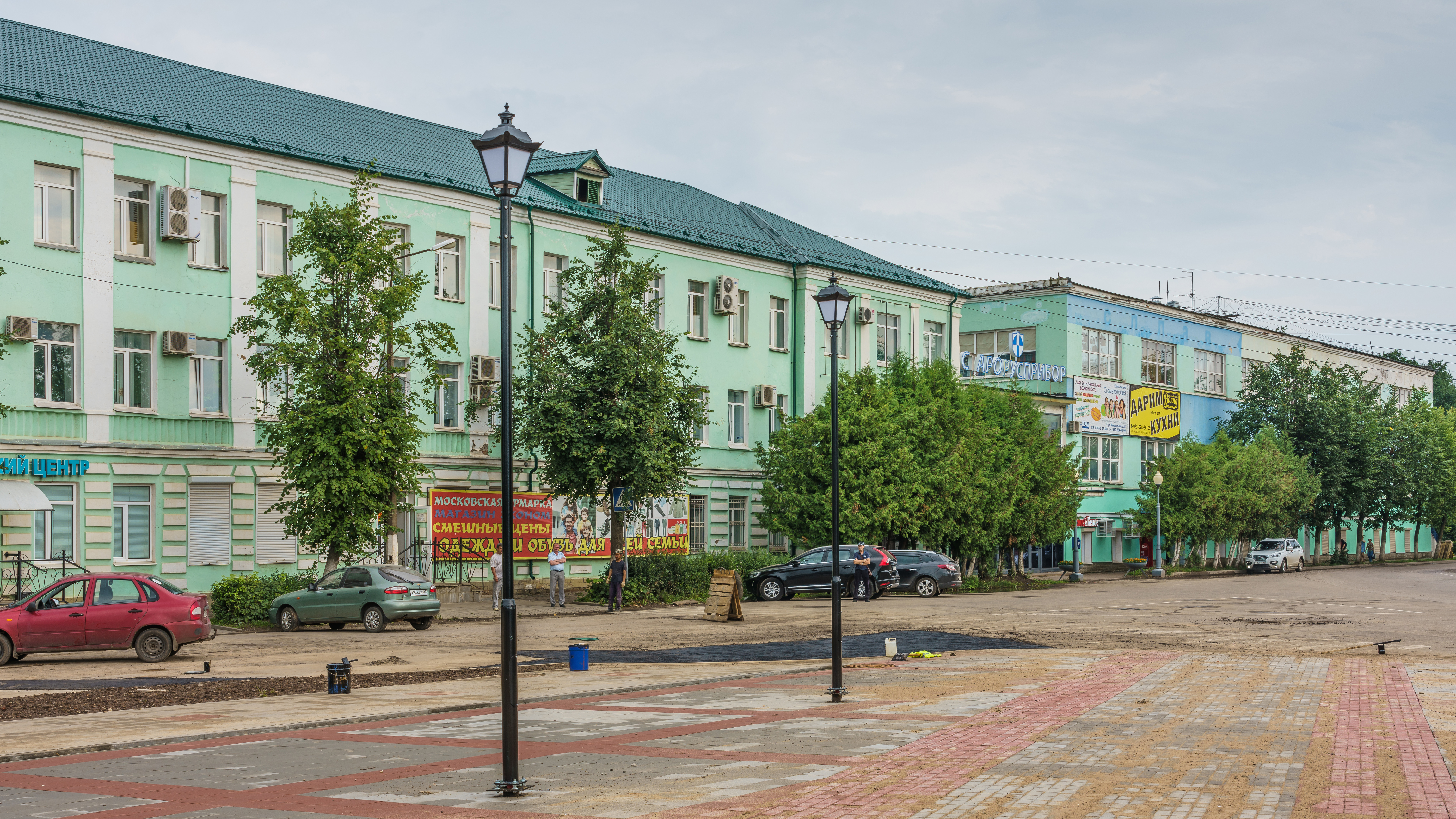
Корпус заводу «Староруссприлад»
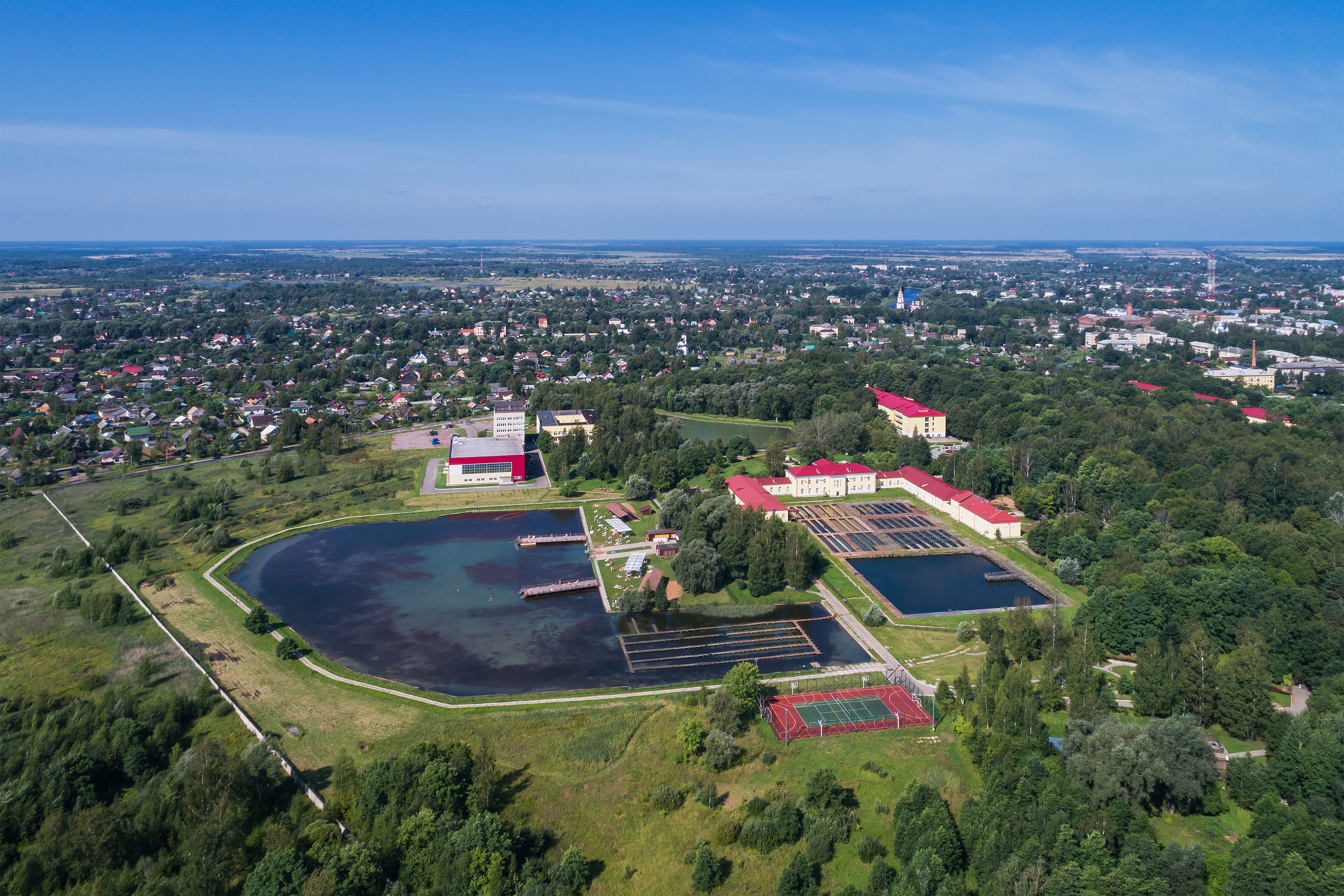
Бальнеологічний курорт, Стара Русса

У лютому 2015 року уряд Новгородської області одним з перших суб'єктів Російської Федерації допустив технічний дефолт за визначенням Standard & Poors. Область не змогла провести платіж по кредиту в 2 млрд російських рублів банку ВТБ та не зуміла залучити кошти комерційних банків на аукціоні. Пізніше вдалося домовитись із ВТБанком о реструктуризації боргу. За оцінкою експертів це стало наслідком економічної політики «Травневих указів» президента Володимира Путіна.

### Енергетика
Енергетика Новгородської області, станом на 2021 рік, базується на 5 ТЕС загальною потужністю 440 МВт. Головна потужність — Новгородська ТЕЦ (361 МВт), що забезпечує електро- та теплоенергією завод мінеральних добрив «Акрон» та Балтнафтопровід. Виробництво електроенергії 2020 року становило 2003 млн кВт•год; споживання — 4327 млн кВт•год, максимум навантаження — 656 МВт. Регіон є енергодефіцитним, різниця поповнюється за рахунок перетоків з сусідніх регіональних енергосистем. Енергосистема області входить до складу ЄЕС Росії і зв'язана з енергосистемами сусідніх областей високовольтними лініями електропередачі (ЛЕП): Псковська область — одна на 330 кВ і дві по 110 кВ; Ленінградська область — дві по 330 кВ, сім по 110 кВ, три по 35 кВ; Вологодська область — одна на 35 кВ; Тверська область — одна на 330 кВ, чотири по 110 кВ, одна на 35 кВ, вісім на 10 кВ і чотири на 6 кВ.

### Промисловість
Виробничо-промисловий комплекс області представлено 1670 підприємствами, з них активну виробничу діяльність здійснюють 1333, у тому числі 150 великих і середніх підприємств. Промисловість області забезпечує близько 37,2 % валового регіонального продукту, формує 88 % усього отриманого прибутку, у ній зайнято близько 21,5 % працюючого населення. Індустріальний потенціал зосереджений в обласному центрі — Великому Новгороді (30 % кількості підприємств і більш 50 % обсягу випуску промислової продукції) — і містах Боровичі, Стара Русса й Чудово.
Частка області в загальному обсязі промислового виробництва в Росії становить менш 1 %. 90,8 % у загальному обсязі виробництва промислової продукції області займають обробні виробництва, серед яких провідне місце займають:
- хімічна — виробництво мінеральних азотних добрив і скловолокон (ПАТ «Акрон» у Великому Новгороді).
- деревообробна і целюлозно-паперова — виробництво ДСП і фанери (ТОВ «ЮПМ-Кюммене Чудово», ТОВ «Парфинский фанерный комбинат», ТОВ «Икеа Индастри Новгород»), пиломатеріалів (ТОВ «Хасслахерлес», ТОВ «ПЛК»), картонного пакування (ТОВ «Амкор Тобакко Пэкеджинг Новгород»), меблів (ЗАТ «Боровичи-Мебель», ТОВ «Элегия»).
- харчова — виробництво молочних продуктів (ЗАО «Лактис»), м'ясних (ВАТ «Великоновгородский мясной двор», ЗАТ «Боровичский мясной двор»), хлібобулочних (ВАТ «Новгородхлеб»), кондитерських (ТОВ «Мондэлис Русь»), лікеро-горілчані, пиво та інші напої (АТ «Дека», АТ «Алкон»).
- електронне машинобудування — мікроелектроніка, електротехніка, СВЧ-радіотехніка (АТ «НПО Старт», АТ «ОКБ Планета», АТ «Специальное конструкторское бюро по релейной технике»), протиповітряна радіоелектроніка (АТ «НПО Квант»), оптичне обладнання (АТ «НПО Старт», завод Юпітер — фотооб'єктиви, голографічні та коліматорні приціли).
- транспортне машинобудування — автомобільні прицепи і напівприцепи (ЗАТ «Новтрак»), з 2009 по 2015 роки випускались малолітражні вантажівки Силант (тепер у Владимирі).
- будівельні матеріали та вогнетриви — пропанти, вогнетриви (АТ «Боровичский комбинат огнеупоров»), вапно (ВАТ «Угловский известковый комбинат» — один з найбільших в Росії).
- кольорова металургія — переробка міді (ЗАО «Новгородский металлургический завод»).

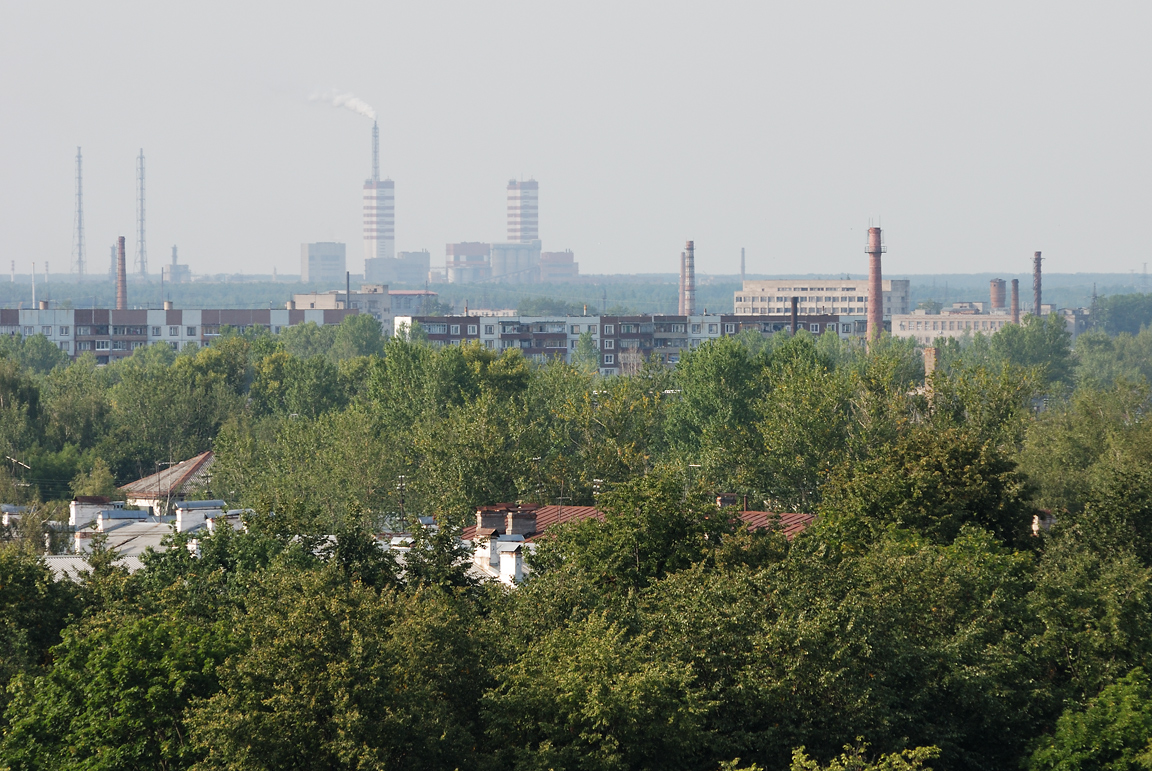
Завод міндобрив «Акрон» у Новгороді
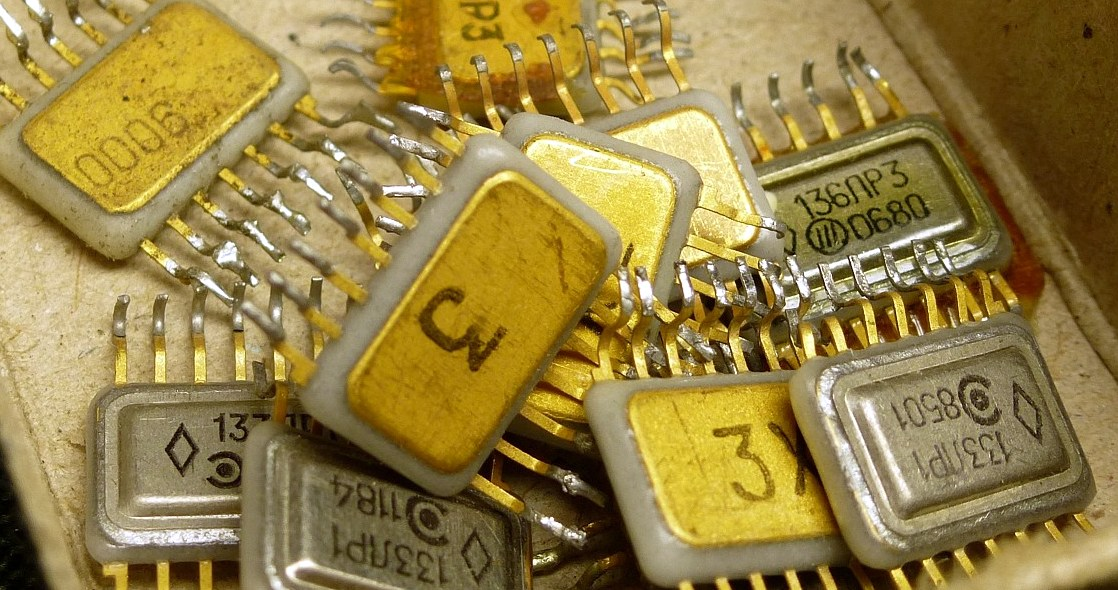
Радянська продукція ОКБ «Планета»
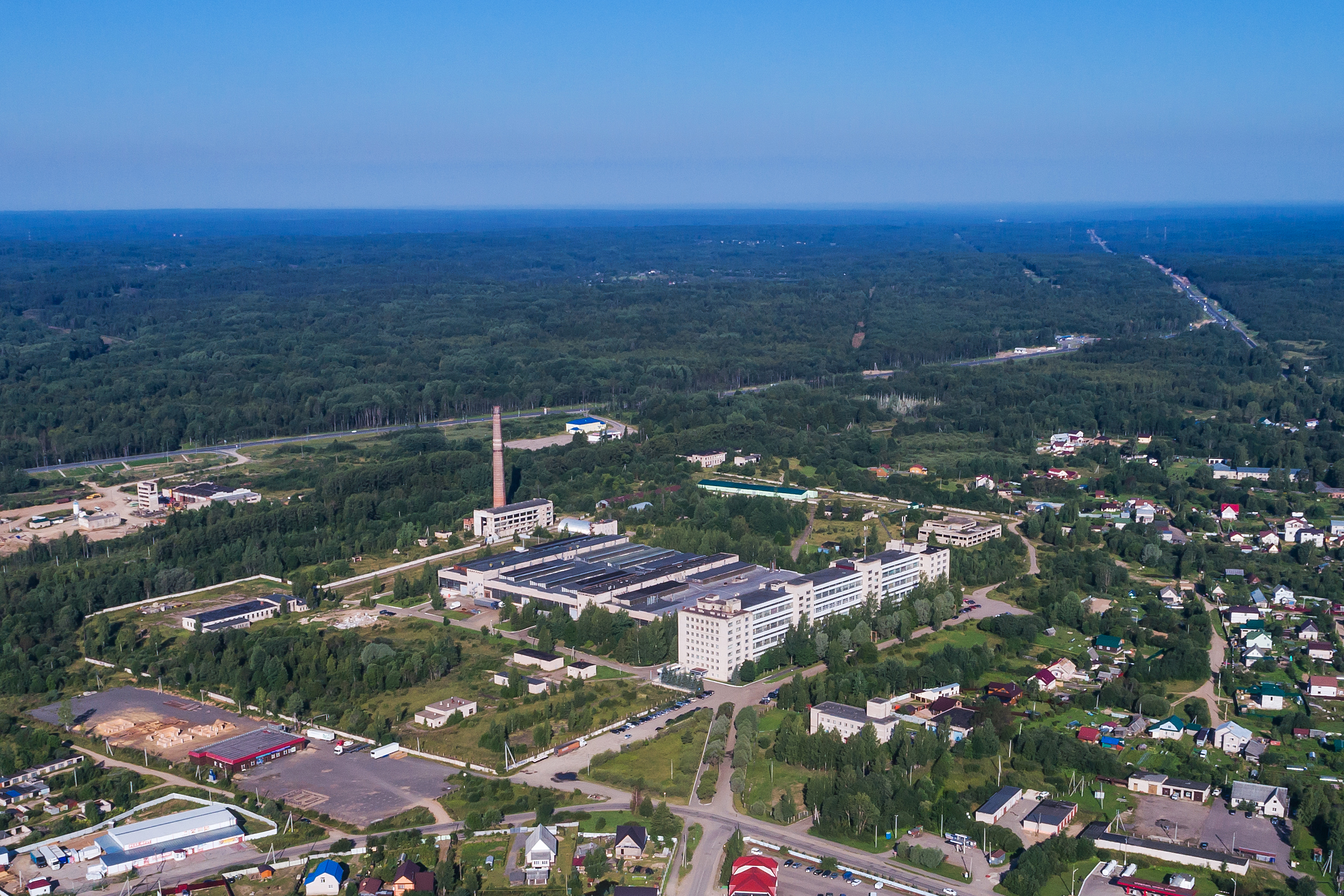
Завод «Юпітер» у Валдаї
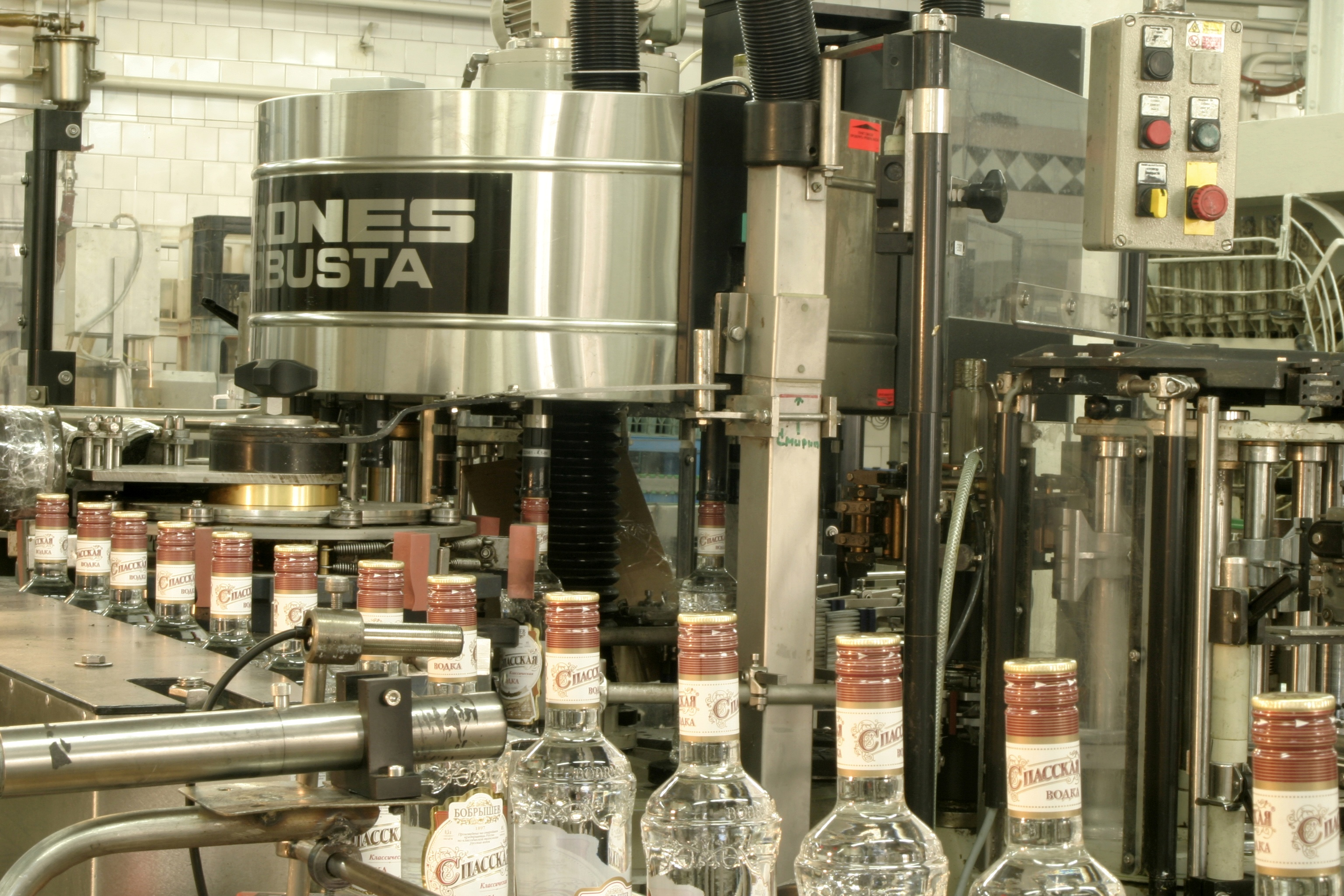
У цехах «Алкону»
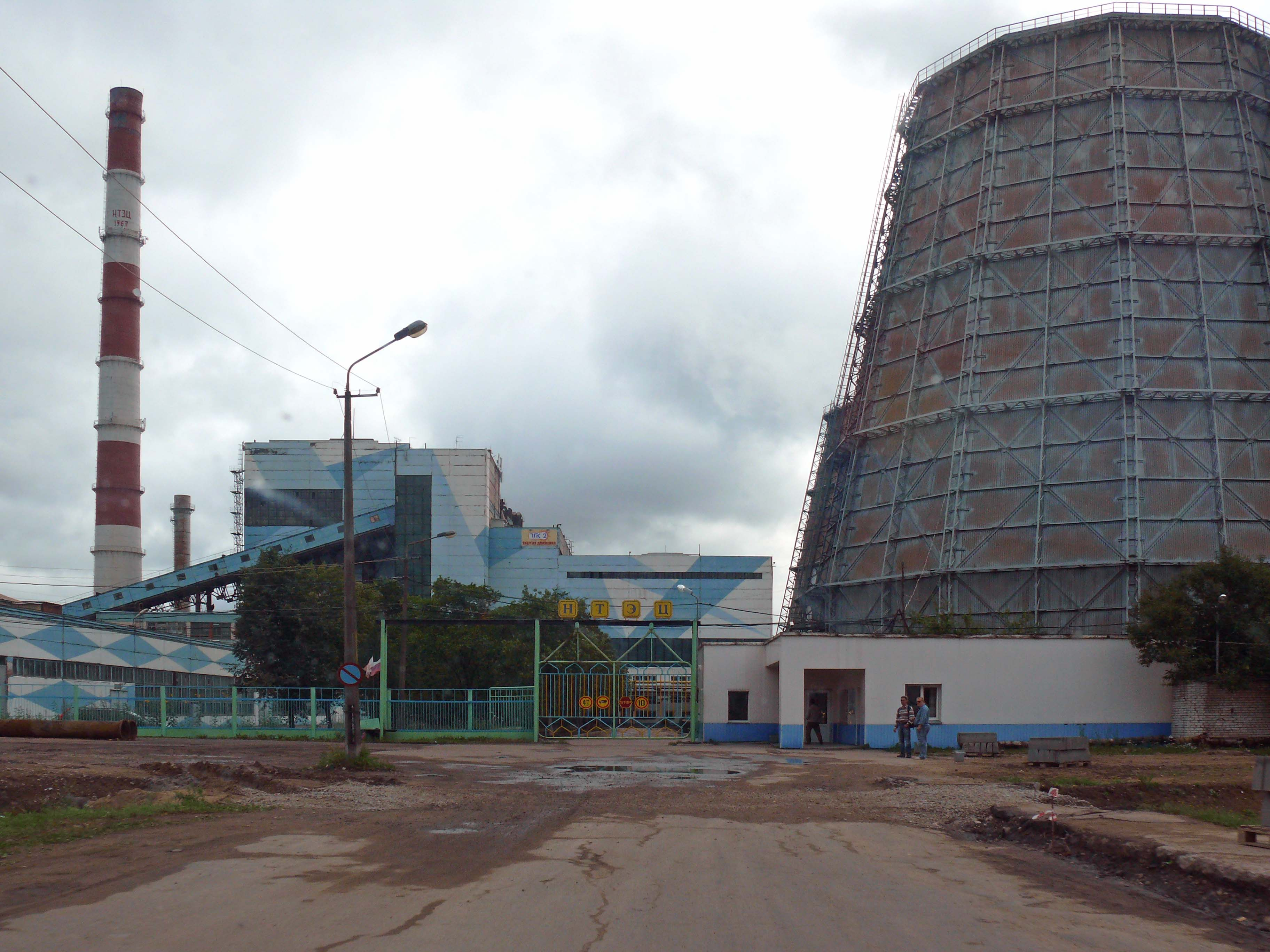
Градирня Новгородської ТЕЦ

|                         | 2015  | 2016  | 2017  |
| Російська Федерація     | 96,6  | 101,1 | 102,1 |
| Північно-західний район | 96,0  | 102,0 | 103,5 |
| Новгородська область    | 102,7 | 103,8 | 104,5 |

### Сільське господарство
Чисельність сільського населення області 167,8 тис. осіб (станом на 1 січня 2021 року), що становить 28 % від загального населення. Земельний фонд Новгородської області становить 602,1 тис. га сільськогосподарських угідь, з яких 425,4 тис. га ріллі. Природні умови регіону дозволяють вирощувати районовані сільськогосподарські культури — зернові, зернобобові та кормові культури, а також картоплю, овочі і багаторічні трави. Недостатня кількість тепла за вегетаційний період, дрібноконтурні угіддя, місцями сильна заболоченість і перезволоження ґрунтів вимагають значних агротехнічних заходів і матеріальних затрат для ведення сільського господарства. Загальна рентабельність сільського господарства 2005 року становила 10,2 %. Найрентабельнішим було вирощування свійської птиці (40 %) і свиней (34 %) на м'ясо; найменш рентабельним — вирощування картоплі (8 %) та виробництво коров'ячого молока (15 %). За використання сучасних агротехнологій і переоснащення матеріальної бази вона значно підвищується. Станом на 2017 рік галузь повністю забезпечує потреби населення регіону м'ясом, картоплею, рядом овочей, в значній мірі яйцями. Новгородська область є одним з найбільших виробників картоплі, овочів, яєць і м'яса північного заходу Росії.
Структура сільськогосподарських підприємств Новгородської області:
- 133 сільськогосподарські організації різних організаційно-правових форм,
- 795 селянських (фермерських) господарств,
- 191 тис. приватних підсобних господарств.

Провідною галуззю сільського господарства є тваринництво. Головний споживач продукції новгородського тваринництва — Санкт-Петербург. Основні напрямки: молочне (90 % господарств) і м'ясне скотарство, свинарство (ТОВ «Новгородський Бекон», до 90 % валової продукції галузі в області, ТОВ «НовСвин» і Агрохолдинг «Устьволмский») і птахівництво (ТОВ «Белгранкорм — Великий Новгород»). Працюють 10 племінних репродукторів, у тому числі 2 м'ясного і 6 молочного скотарства, 2 свинарства. Свого часу в області розводили тонкорунних овець. На 1 березня 2021 року поголів'я худоби в господарствах всіх сільгоспвиробників становило 28,4 тис. голів (у порівнянні з попереднім роком -2,1 %). Структура цього поголів'я:
- велика рогата худоба — 14,2 тис. голів (-2,7 %), з яких 19,6 % припадає на приватні домогосподарства;
- свині — 132,4 тис. голів (+ 1,7 %), з яких 2,8 % припадає на приватні домогосподарства;
- вівці і кози — 17,9 тис. голів (-2,5 %), з яких 64,3 % припадає на приватні домогосподарства[128].

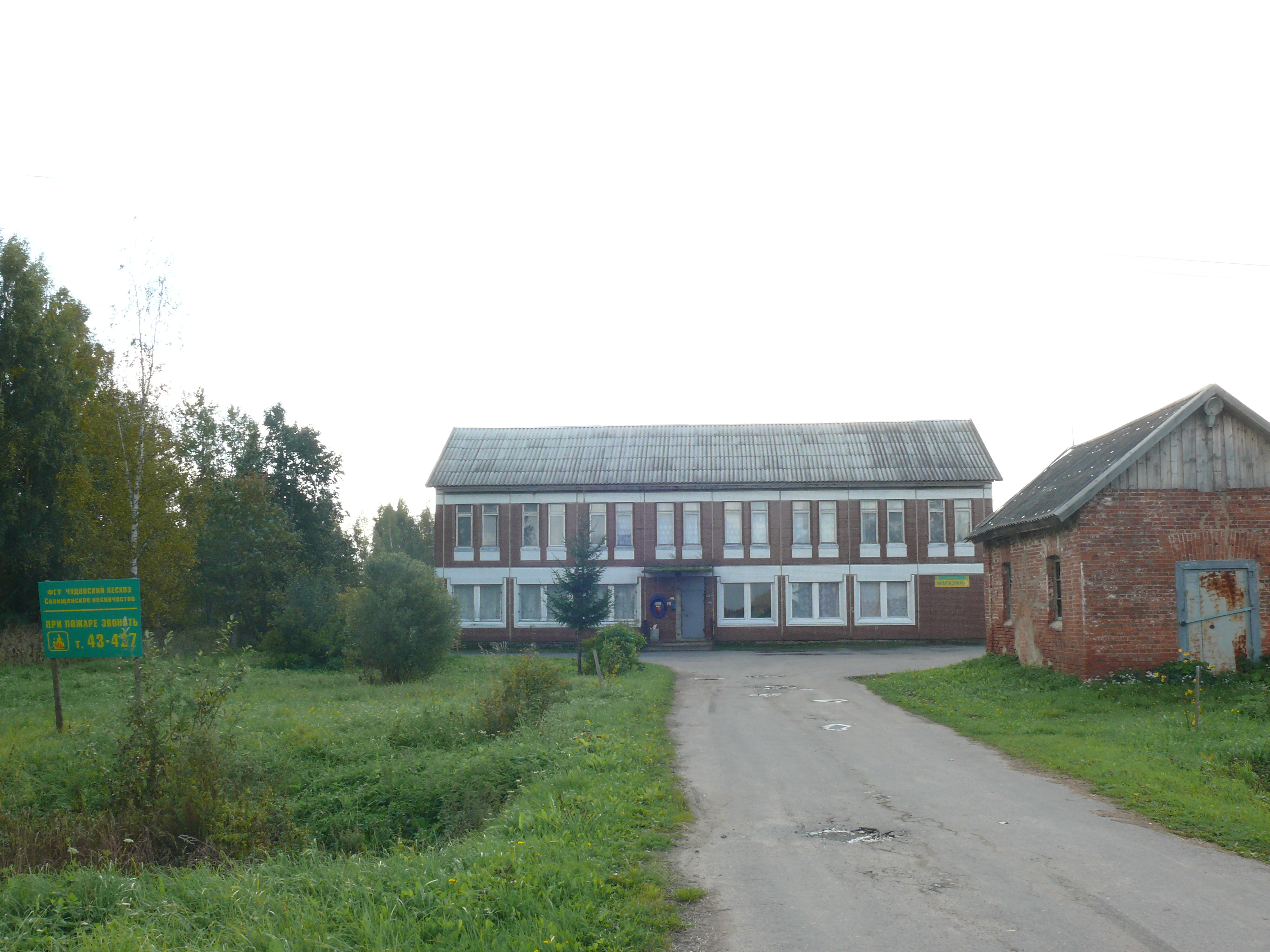
Селищенське лісництво Чудовського лісгоспу

Агрокліматичні умови в Новгородській області сприятливі для вирощування льону, картоплі, зернових культур. Найбільше на південному-заході. Проте в прохолодні дощові роки посіви страждають від перезволоження, теплолюбних культур — від нестачі тепла; погода затримує збір врожаю. Рослинництво в структурі аграрного сектора економіки області виконує допоміжну роль. Вирощують картоплю (3,7 тис. га посівів, валовий збір 93,6 тис. тонн, середня врожайність 256 центнерів/га 2020 року), овочі відкритого ґрунту (48,1 тис. тонн, 340 центнерів/га 2020 року), зернові (14,3 тис. га, врожай 36,3 тис. тонн 2020 року), ріпак (1,5 тис. га, 2,6 тис. тонн). У регіоні створено розвинуту племінна базу і систему насінництва з 7 насінницьких господарств, з яких 5 займаються картоплярством і 2 зерновими культурами. Одне з досягнень — меристемна технологія вирощування безвірусного посадкового матеріалу картоплі (300 тис. одиниць 2017 року). Історично важлива галузь льонарство (12 % площ посівів, 10 льнозаводів, льнопрядильна фабрика) за часів самостійності повністю занепала й була замінена імпортною сировиною.
| тис. га | 567,0 | 484,8 | 371,8 | 280,1 | 180,6 | 181,4 | 178,5 |

Лісове господарство залишається однією з головних галузей. За радянських часів були створені потужні ліспромгоспи: Дрегельський, Валдайський, Молвотицький, Крестецький (дослідне підприємство Центрального НДІ механізації та енергетики лісозаготівель), Маловішерський і Анциферовський. Більше 250 озер регіону мають рибопромислове значення. За радянських часів був створений Новгородський рибтрест і моторна станція, організовано 10 великих риболовецьких колгоспів з власним моторним флотом.

### Транспорт
Автомобільний транспорт — основний вид транспорту в області. Загальна протяжність автомобільних шляхів Новгородської області становить 14969 км, в тому числі 400 км автодоріг федерального значення, 8421 км регіонального та міжмуніципального значення, 6148 км місцевого. Головна автомобільна магістраль регіону — федеральна автомобільна дорога М10 (E105), ділянка «Москва — Санкт-Петербург» («Росія»). Важливими автомагістралями також є швидкісна автомобільна дорога М11 «Москва — Санкт-Петербург» і федеральна автомобільна траса Р56 (А116) «Великий Новгород — Сольці — Порхов — Псков».
Станом на 2016 рік 73,6 % автодоріг перебували в поганому стані та потребували ремонту (16-те). 2017 року були виконані значні роботи з ремонту 314 км автомобільних доріг регіонального та місцевого значення Новгородської області, з яких 270 км було відремонтовано за підтримки федерального бюджету, 12 мостових споруд. Це дозволило втричі збільшити річні обсяги ремнотів автошляхів. Це також дозволило відремонтовати 16,9 км вулично-дорожньої мережі обласного центру і міста Боровичі. Наступного року в нормативний стан було приведено понад 1000 км автомобільних доріг, а 544,5 км, що не відповідали критеріям доріг регіонального значення, передано на баланс муніципальних районів (Мошенського і Любитинського).

Транспортна інфраструктура Новгородської області
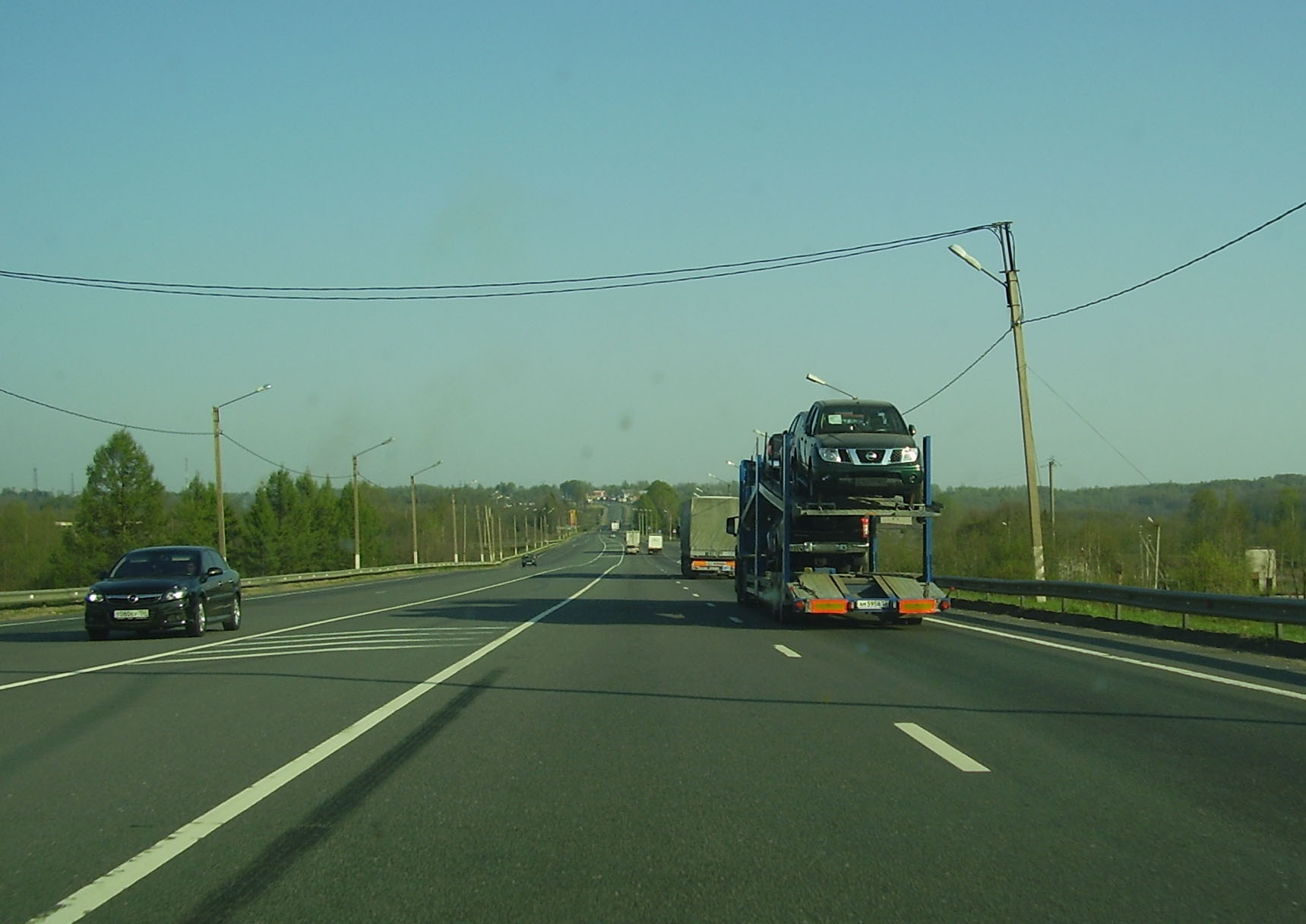
Головна автомагістраль області — федеральна траса М10 «Росія»
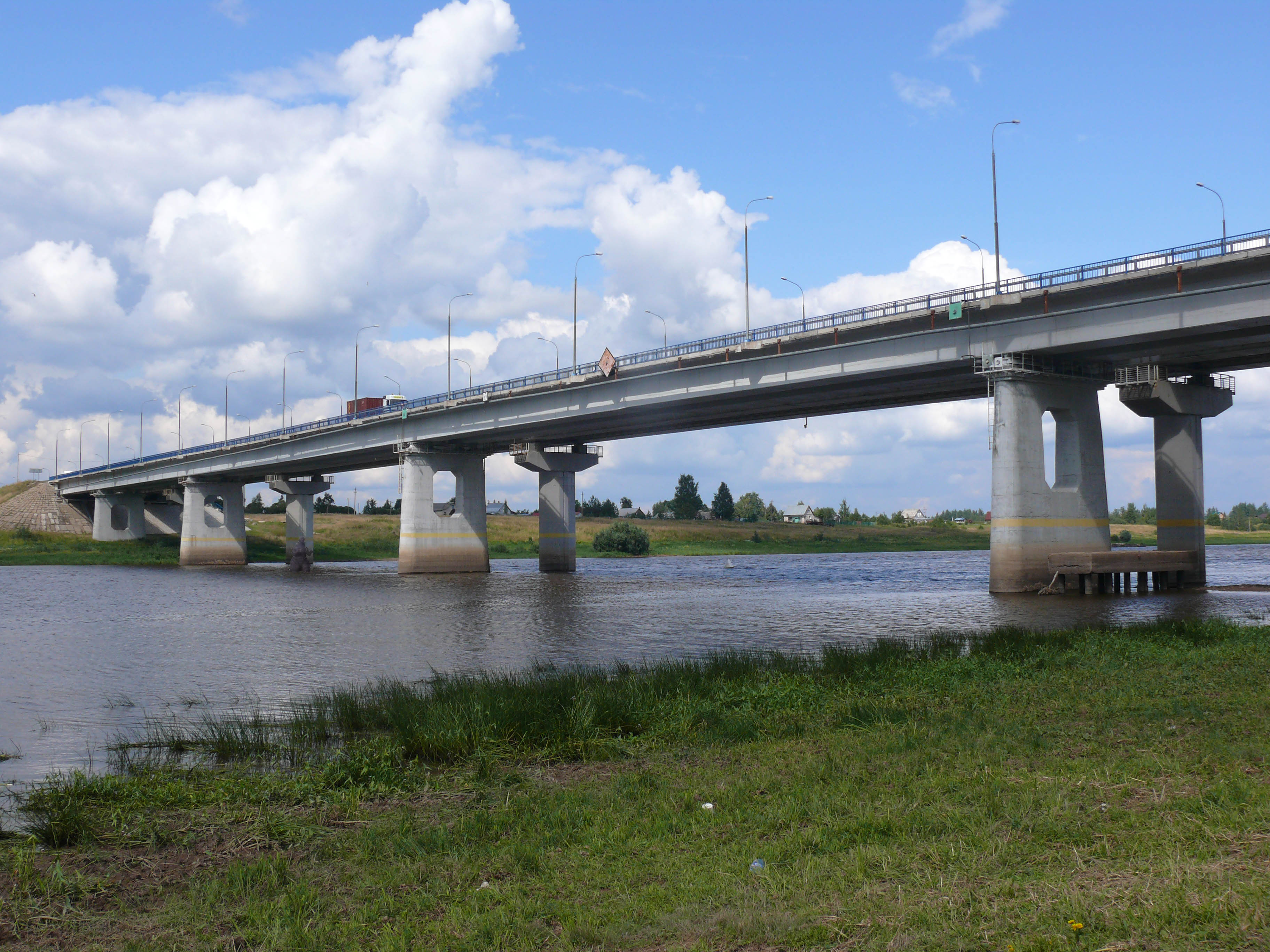
Автомобільний міст через Волхов на трасі М10
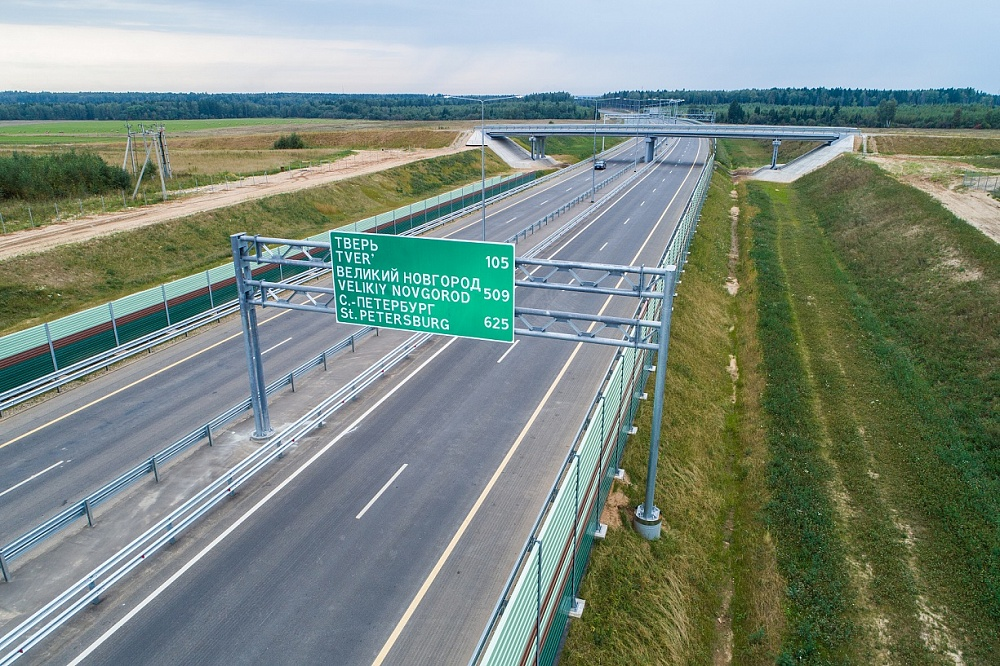
Швидкісна автомагістраль М11 «Нева»
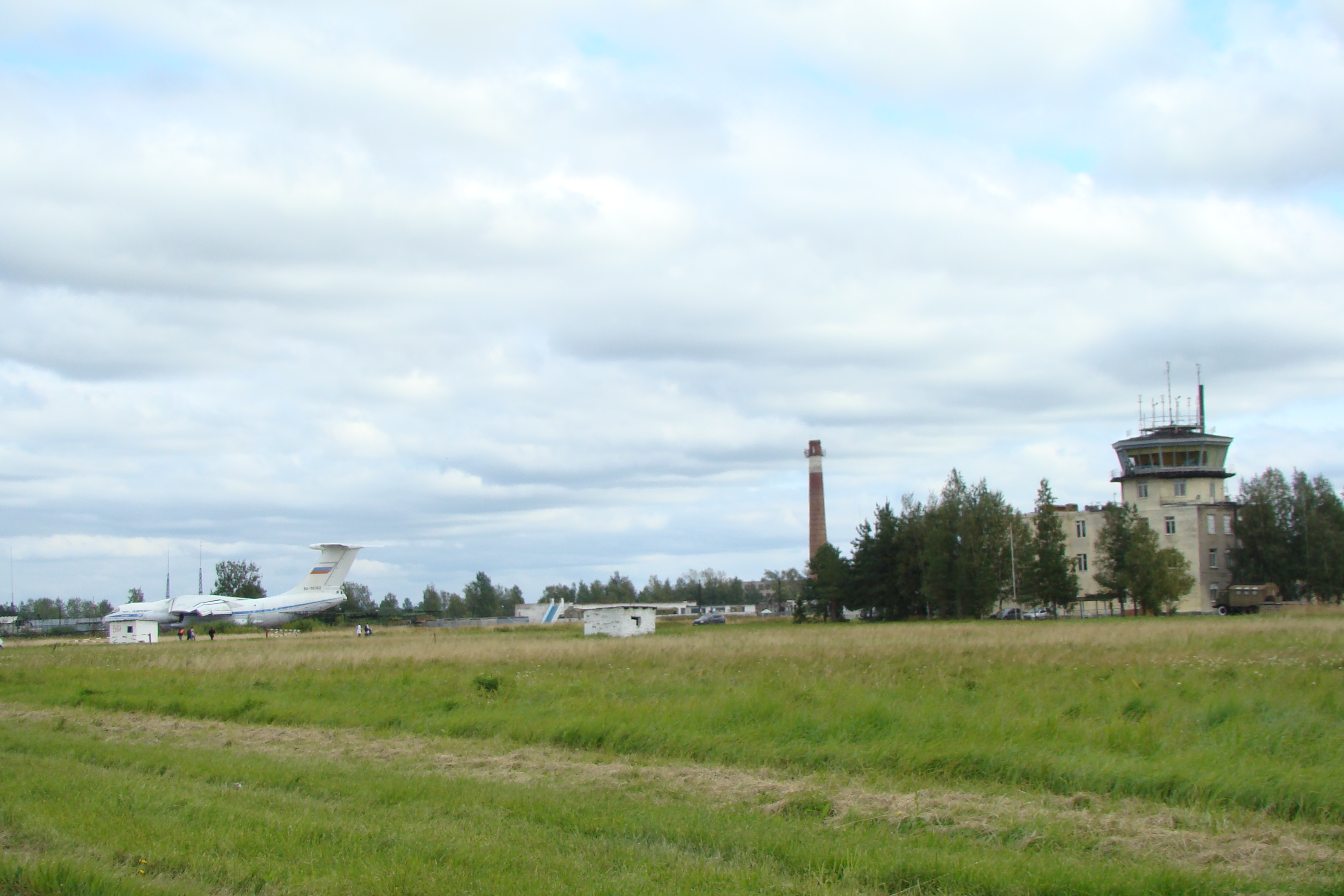
Аеродром Кричевиці
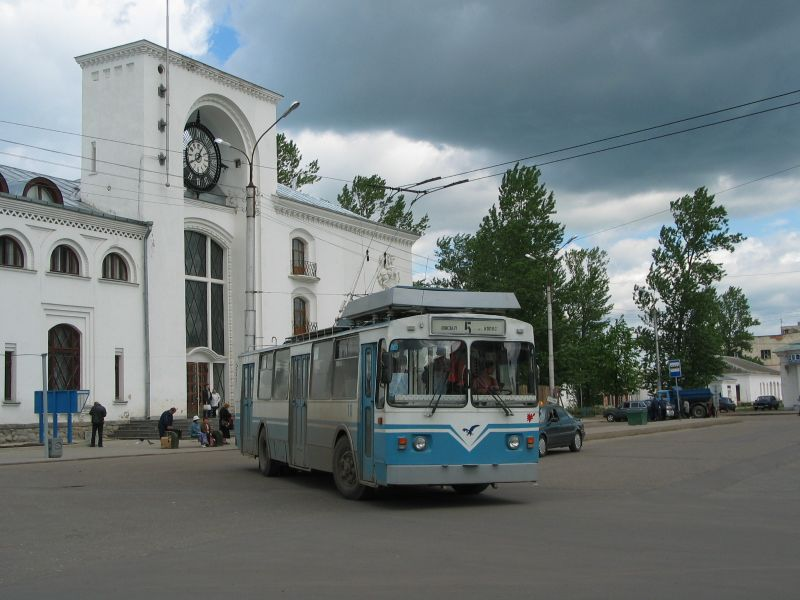
Тролейбус Новгорода на привокзальній площі
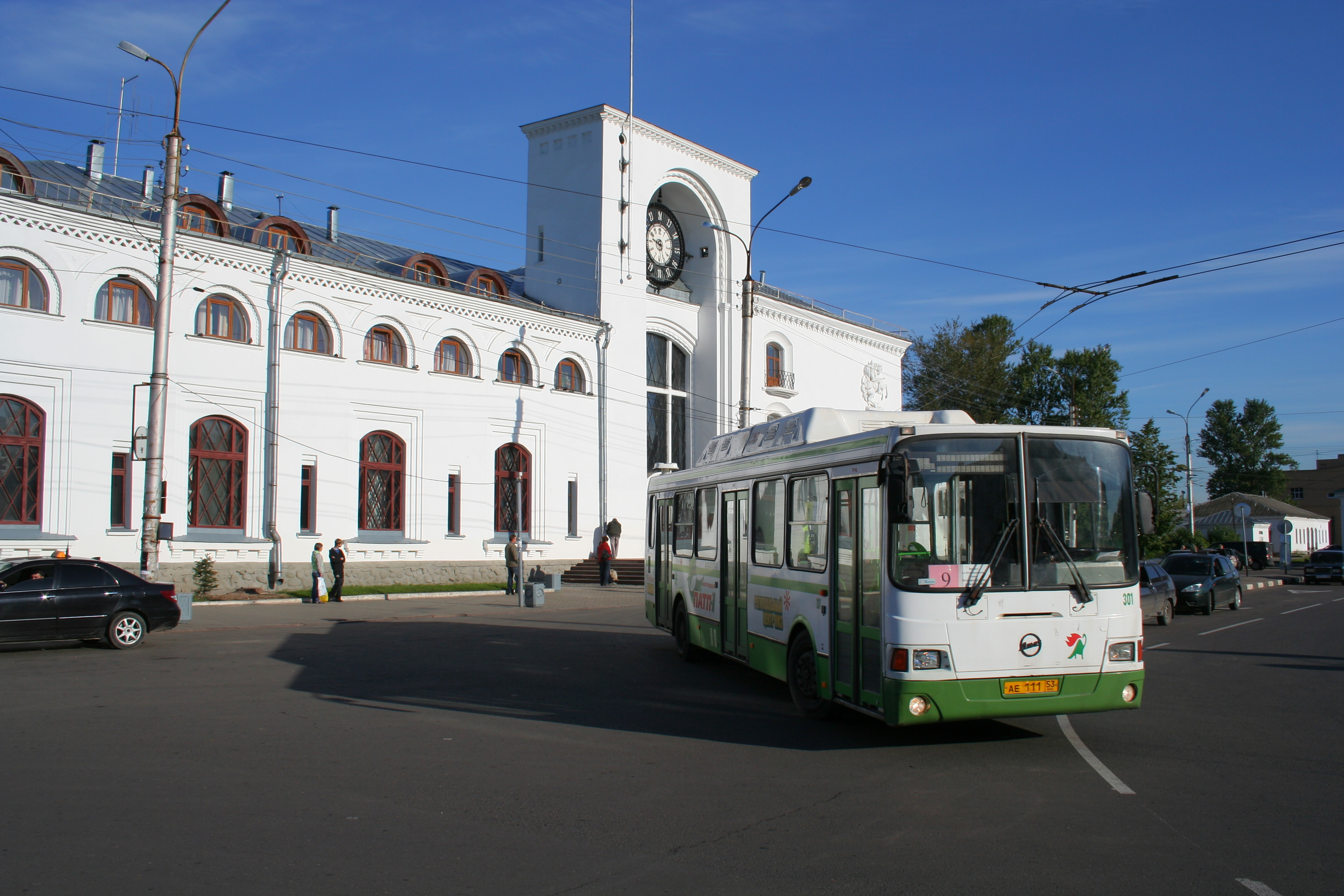
Міський автобус Новгорода

Існує автобусне сполучення між обласним центром і Псковом, Ригою (Латвія), Санкт-Петербургом (Вітебський вокзал), Маріямполе (Литва). 1995 року Новгороді було уведено в експлуатацію першу в самостійній Росії тролейбусну мережу (27 км, 5 маршрутів), проєктування та спорудження якої розпочиналось ще за радянських часів.
Залізничний транспорт є другим за важливістю в регіоні і першим за обсягами транзитних пасажирських перевезень на напрямках Москва — Санкт-Петербург, Санкт-Петербург — Невель, Санкт-Петербург — Ярославль, Псков — Ярославль. Загальна довжина залізниць регіону перевищує 1200 км. Обласний центр має залізничне сполучення з Нижніми Новгородом, Владимиром, Москвою, Твер'ю, Санкт-Петербургом, Петрозаводськом, Калінінградом, Мурманськом; Вітебськом, Брестом, Мінськом (Білорусь), Вільнюсом (Литва). 2018 року державна компанія Російські залізниці (РЖД) упорядковала об'єкти інфраструктури залізничного пасажирського комплексу на станціях Чудово-Московське, Батецька, Окуловка, Парфіне, Сольці та прилеглої до станцій територій.
Залізничні колії Октябрської залізниці
- Санкт-Петербург — Чудово — Окуловка — Угловка — Бологе — Твер — Москва (найстаріша залізниця Росії (1851), електрифікована).
- Санкт-Петербург — Мга — Кириші — Неболчі — Хвойна — Кабожа — Пестово — Москва
- Санкт-Петербург — Сольці — Дно, далі на Мінськ, Київ і Кишинів.
- Великий Новгород — Батецький — Луга
- Великий Новгород — Тьосово-Нетільський —Новолісіно — Павловськ — Санкт-Петербург.
- Великий Новгород — Чудово — Волхов.
- Бологе — Валдай — Стара Русса — Дно.
- Валдай — Крестці.
- Угловка — Боровичі.
- Окуловка — Неболчі.
- Кабожа — Подборов'є.

Залізниці Новгородської області
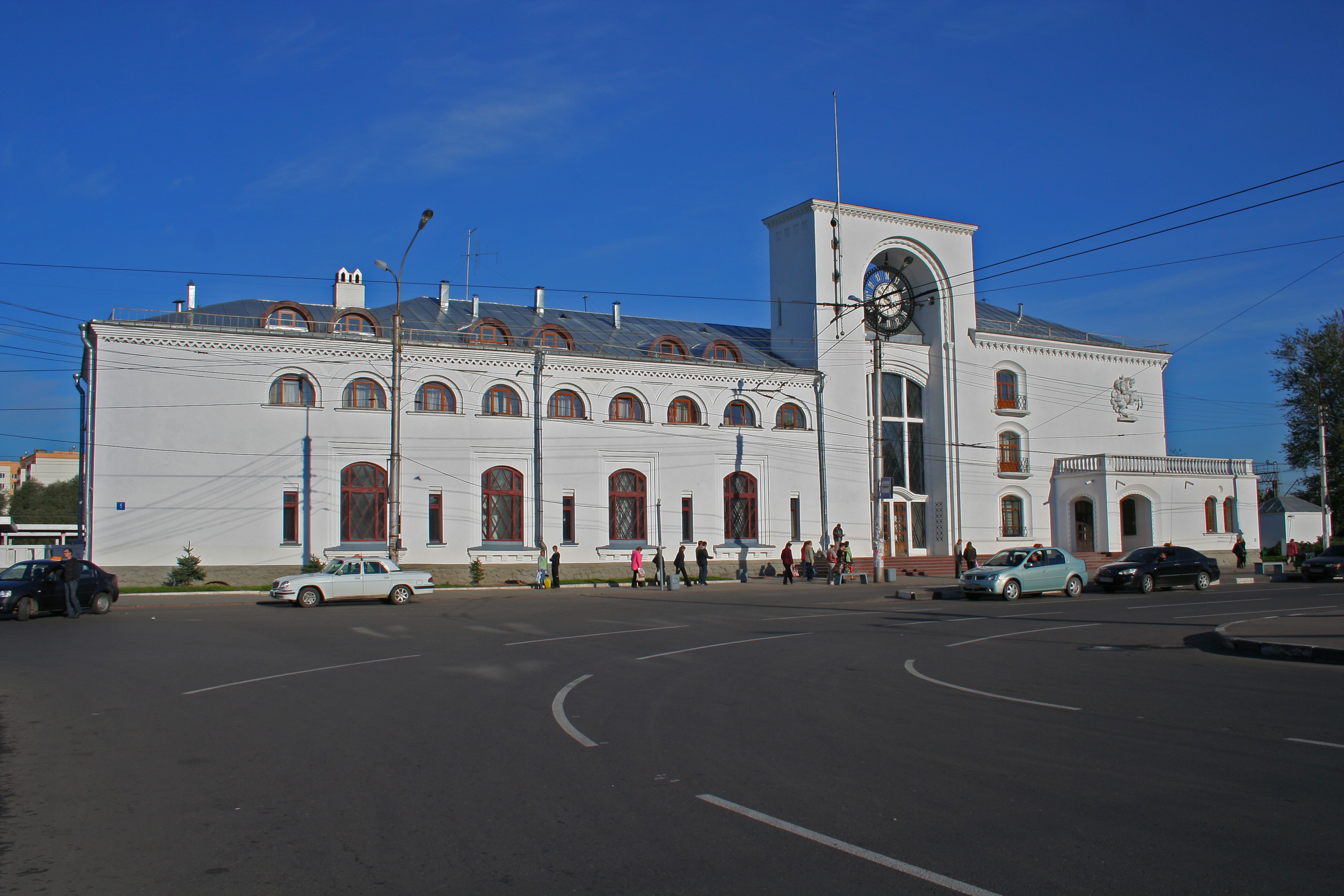
Вокзал Великого Новгорода
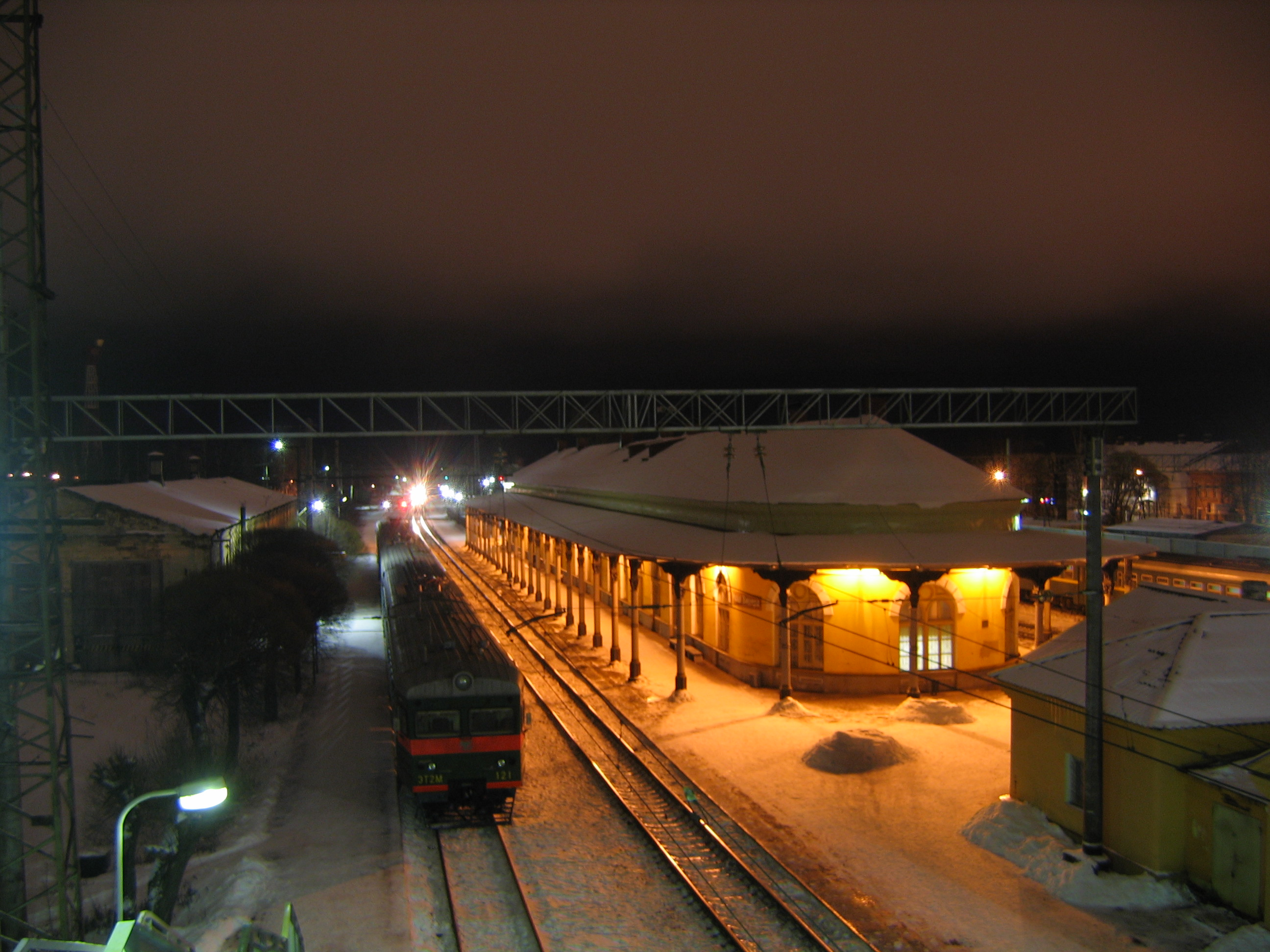
Мала Вішера — одна з найстаріших залізничних станцій Росії
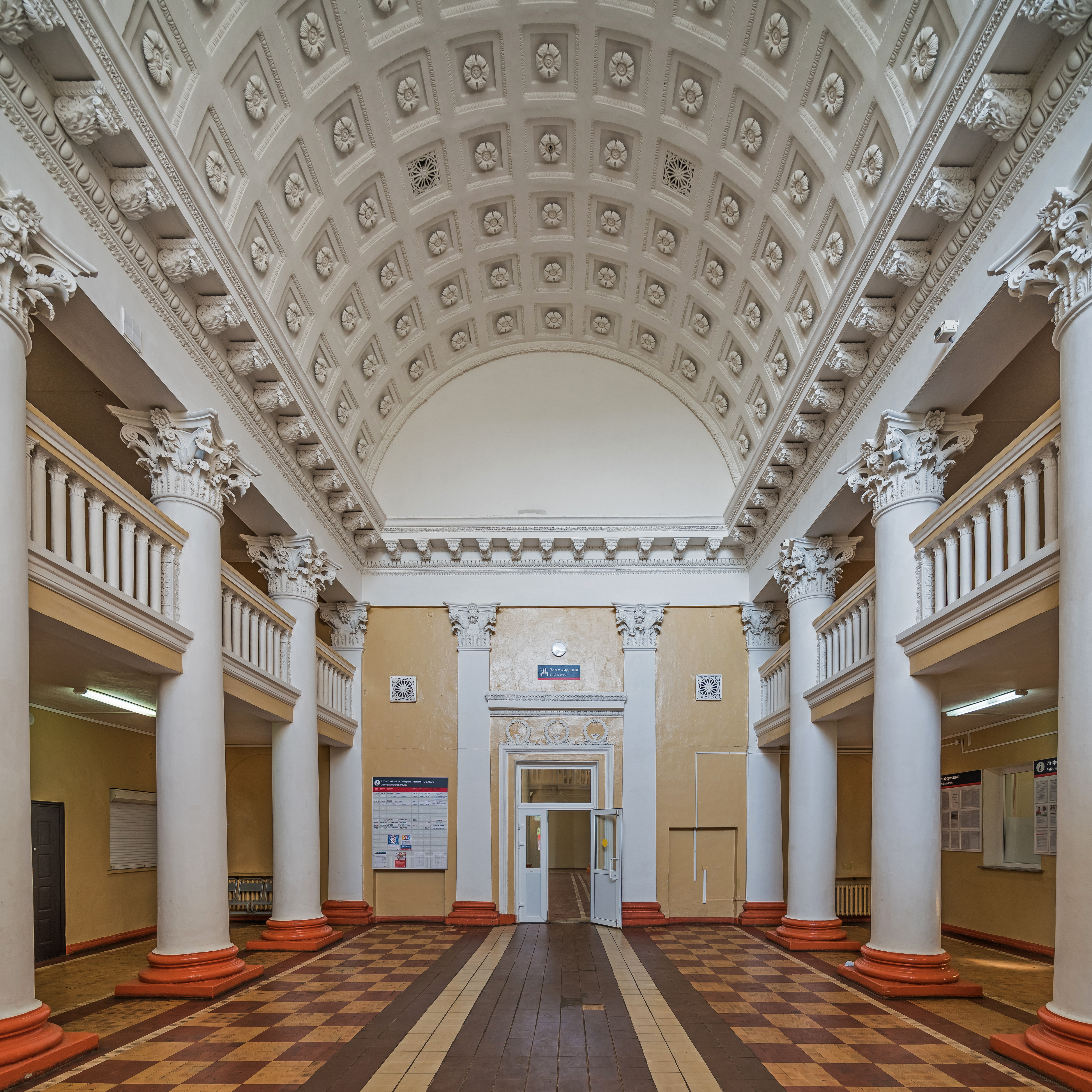
Інтер'єр вокзалу в Старій Руссі
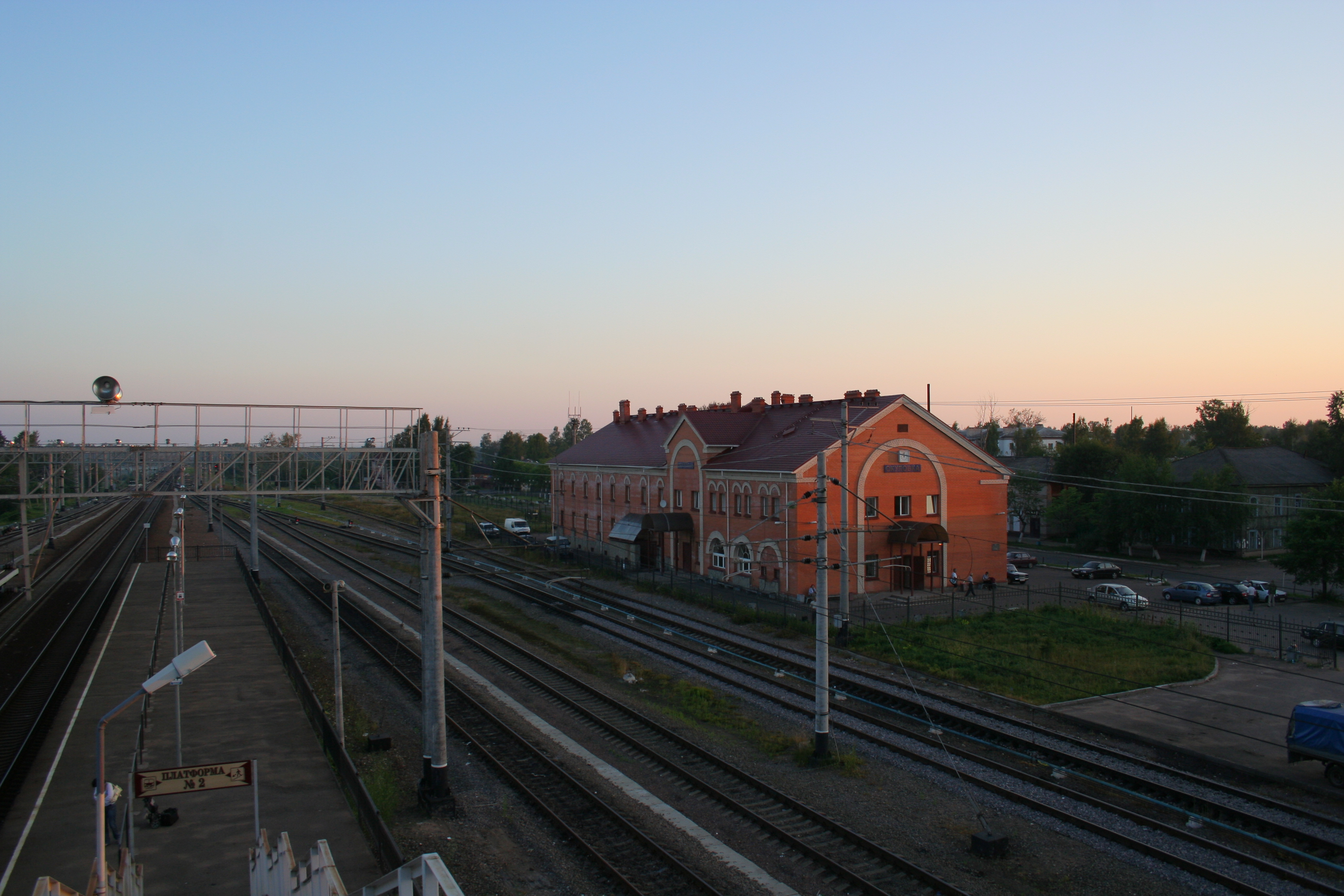
Вокзал станції Окуловка
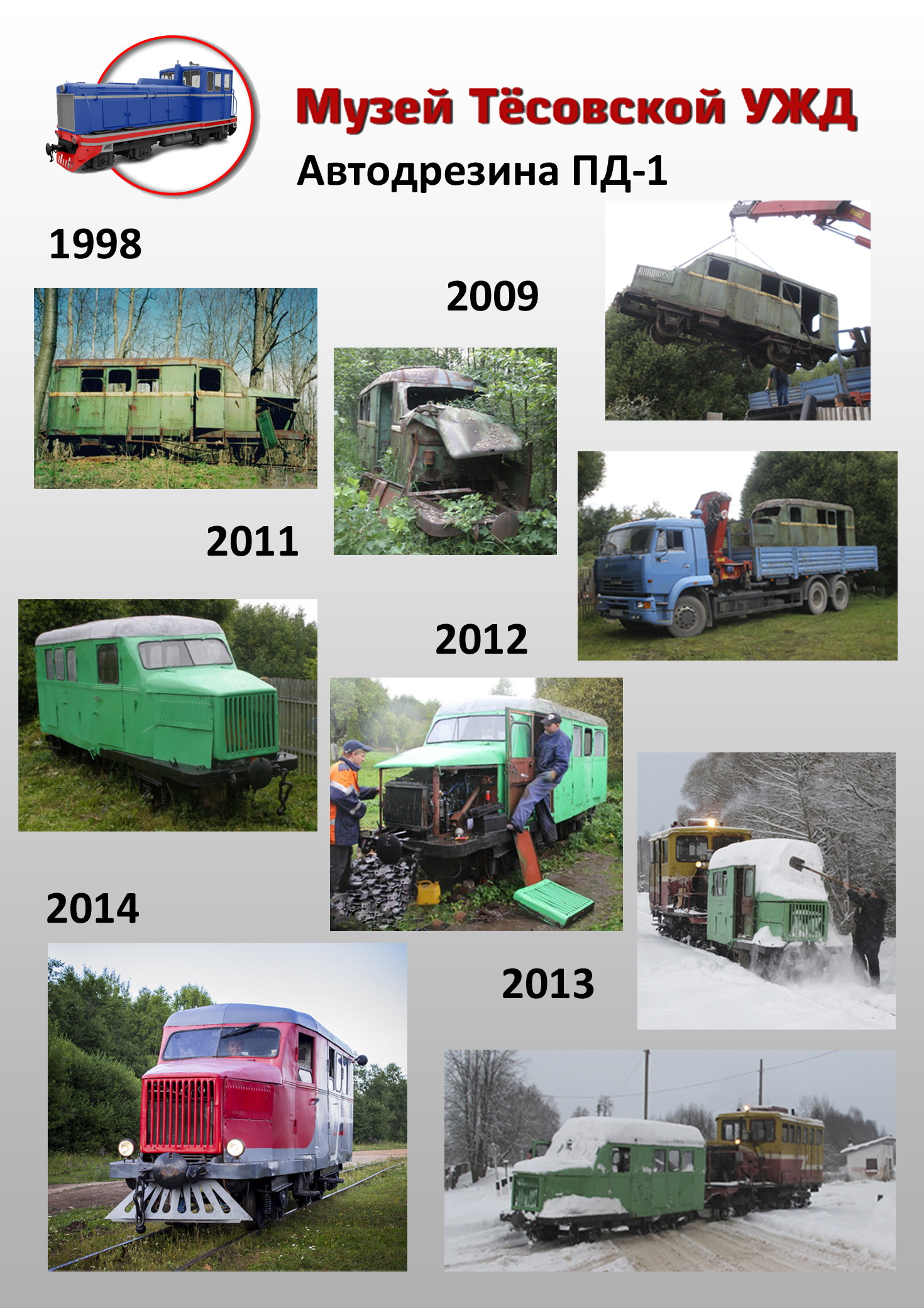
Тесівська вузькоколійка
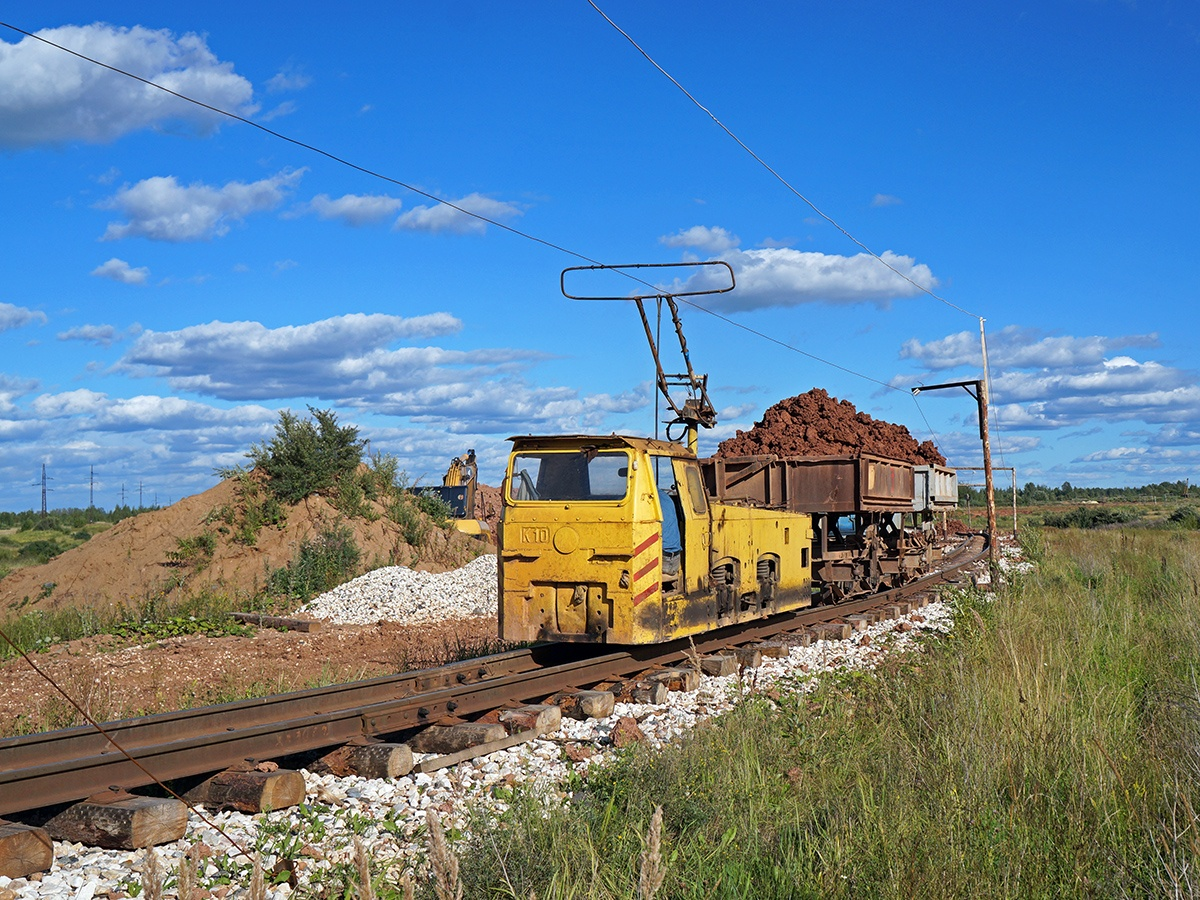
Боровицька вузькоколійка

Вузькоколійні залізниці
- Тесівська вузькоколійна залізниця транспортного управління — збудована 1939 року, ширина колії 750 мм, довжина 16 км.
- Кушаверська вузькоколійна залізниця торфового підприємства — збудована 1967 року, ширина колії 750 мм, довжина 16 км.
- Боровицька вузькоколійна залізниця комбінату будівельних матеріалів — збудована 1954 року, ширина колії 750 мм, довжина 2 км.

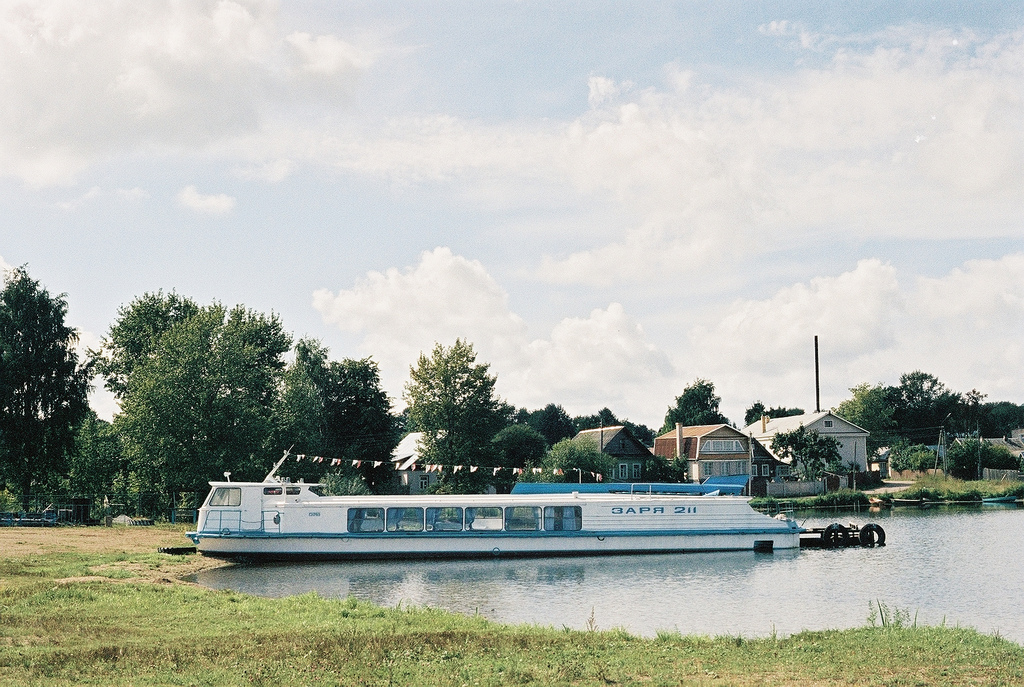
Пароплав «Зоря» на Ільмені

Водний транспорт в регіоні має тисячолітні традиції, територія області лежить на давньому торговельному шляху «з варяг до греків», що пролягав річками Волхов і Ловать. У XVIII—XIX століттях Новгород був одним з пунктів Вишнєволоцької водної системи. Від початку XX століття водний транспорт втратив своє колишнє значення. Загальна довжина водних шляхів Новгородської області — 680 км. Сучасне судноплавство здійснюється річками Волхов, Мста, озерам Ільмень, Валдайським та іншими. 2019 року, після десятирічної перерви, до Великого Новгорода зайшов трипалубний круїзний теплохід «Сергій Єсенін». Річка Волхов судноплавна на всьому відрізку в межах області. Сіверсовим каналом він поєднується з Мстою, яка, в свою чергу, Вішерським поєднана з Вішерою.
Повітряний транспорт в регіоні нерозвинений. Авіаперевезення в регіоні за часів самостійності Росії майже повністю припинилися, хоча у Великому Новгороді існує авіапідприємство, старий аеропорт в Юр'єво (ULNN) не експлуатується. Окремі чартерні рейси повітряними суднами цивільної авіації можливі за погодженням з Міністерством оборони з аеродрому в Сольцях і за погодженням з адміністрацією 123-го авіаремонтного заводу з аеродрому в Старій Руссі.
2006 року були відновлені роботи з будівництва аеропорту на базі колишнього військового аеродрому «Кречевиці» (ULLK), в однойменному мікрорайоні обласного центру. Закінчення будівництва планувалось на 2009 рік, час святкування 1150-річчя Великого Новгорода. 2014 року інфраструктура аеродрому була передана у власність уряду Новгородської області, в управління державної обласної казенної установи «НовгородТрансАвиа». Проте проєктні роботи продовжувались і 2018 року. Того ж року аеродром був включений до «Плану модернізації і розширення магістральної інфраструктури Російської Федерації до 2024 року», затвердженого розпорядженням № 2101-р Уряду Російської Федерації від 30 вересня.

### Телекомунікації

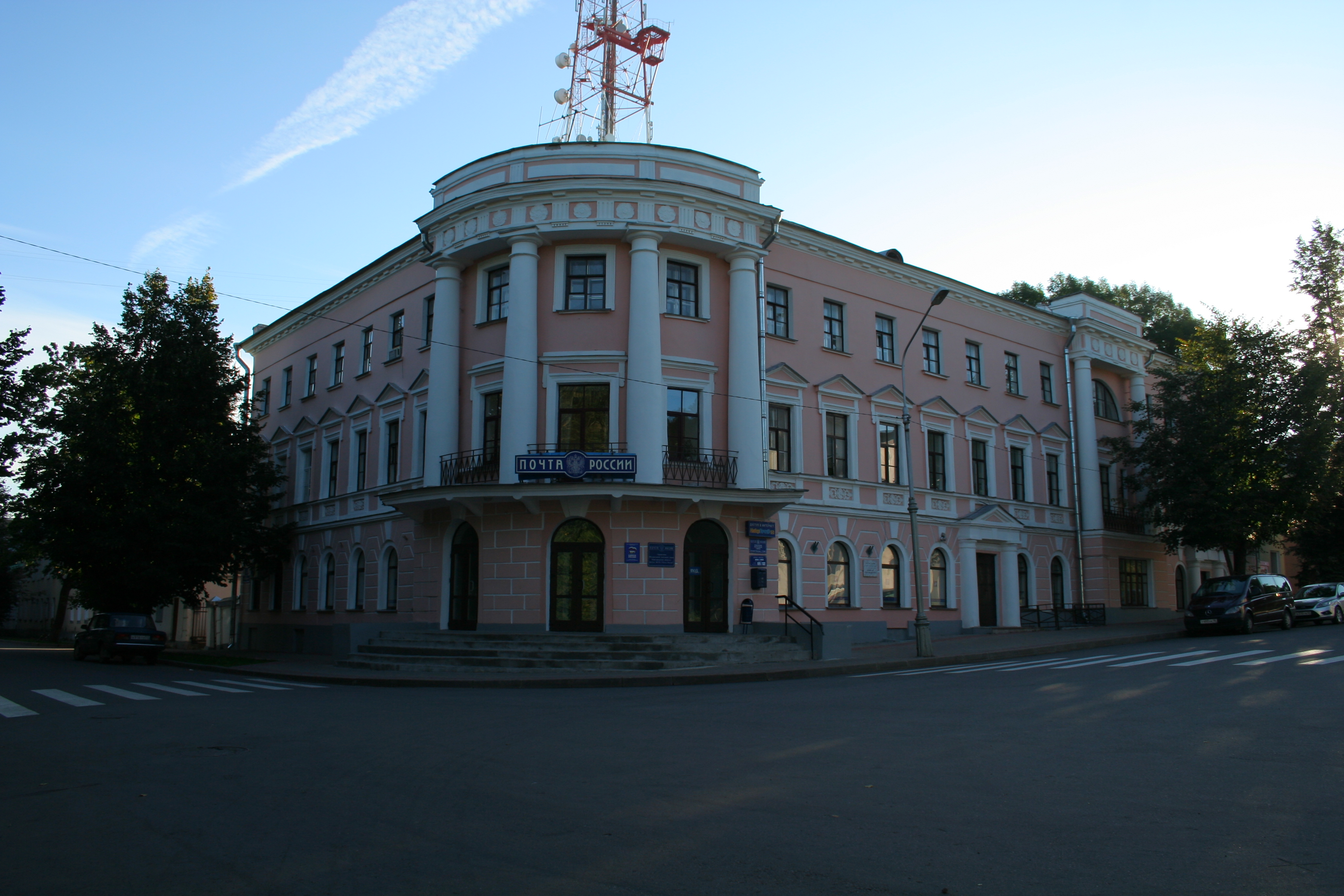
Будівля Головпоштамту Великого Новгорода, позаду телевізійна вежа

Головні інтернет-провайдери в Новгородській області, станом на 2020 рік: «Альфаком», «Ростелеком», «МТС», «InterZet», «Maxima Communications», «Novline».
Територію області повністю, або частково покривають мережі загальноросійських операторів мобільного зв'язку: МегаФон, Мобильные ТелеСистемы (МТС), Билайн, Tele2 Россия, Yota, Скай Линк.
Станом на 2016 рік 61,4 % мешканців області були забезпечені доступом до мережі Інтернет (64-те), лише 35 % з тих, хто їм користується, роблять це щодня (79-те).

### Туризм і рекреація

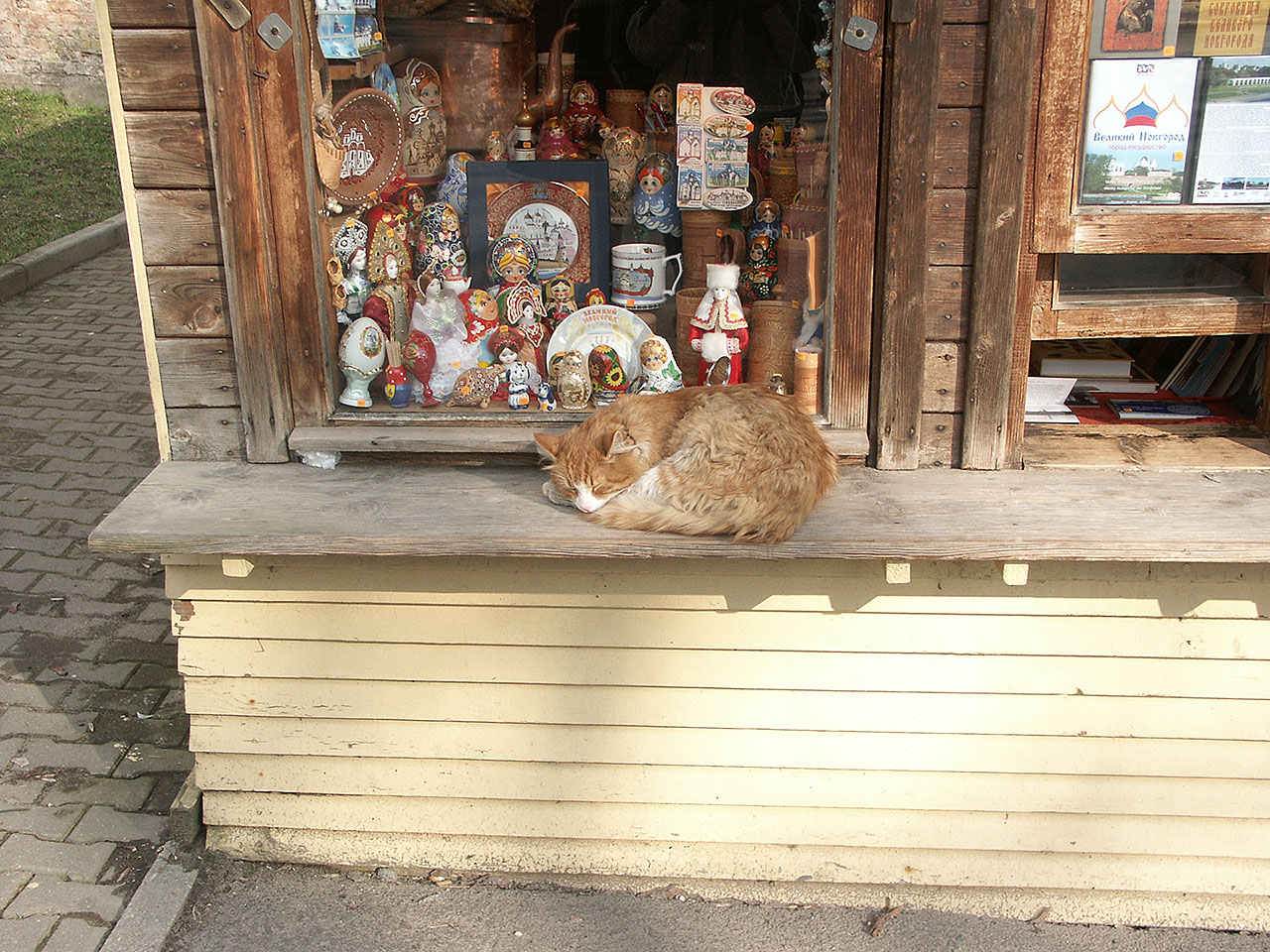
Сувенірна ятка в Дитинці

Не зважаючи на великий культурно-історичний і природний потенціал Новгородської області туристична інфраструктура регіону поза межами обласного центру майже не розвинена. За радянських часів на території області було створено 7 санаторіїв і бальнеологічний курорт лікувальних грязей в Старій Русі.
Головними туристичними центрами Новгородської області є обласний центр та міста Валдай, Стара Русса. В області працює туристичний офіс «Русь Новгородська» і туристичні інформаційні центри на залізничних станціях Чудово і Окуловка, на трасі М-10 у Валдайському районі та «Красная изба» у Великому Новгороді. У жовтні 2018 року був запущений регіональний туристичний інформаційний портал Novgorod.travel

## Культура

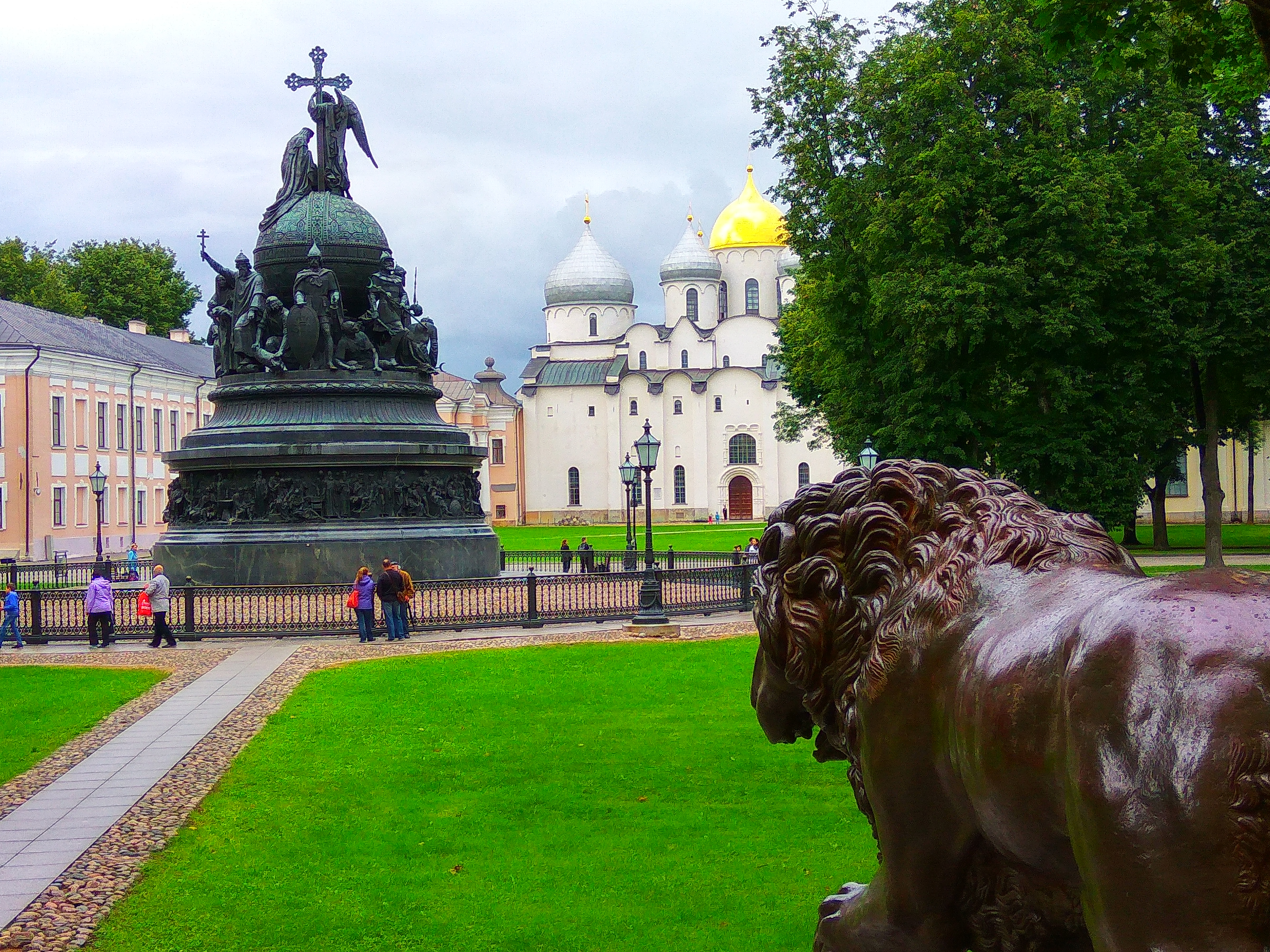
Історична частина Великого Новгорода

Новгородська область — одна зі споконвічних історико-культурних територій Росії, що була одним з центрів державності східних слов'ян у середньовічні часи та російської державності в ранньомодерні. На території Новгородської області розташано 684 заклади культури, з яких: 300 закладів культурного дозвілля (серед них 12 кінотеатрів), 326 бібліотек різного типу, 30 дитячих музичних шкіл та шкіл мистецтв, 11 музеїв, 2 театри. За радянської доби в кожному районному центрі було споруджено будинок культури, по селах більше 300 сільських будинків культури з бібліотеками; сільські клуби культури створювались при кожному великому колгоспі. Відвідуваність бібліотек 2016 року склала 12 книг на одного мешканця області (12-те).
Найважливіші культурні установи регіону:
- Новгородський державний об'єднаний музей-заповідник федерального значення;
- Новгородське обласне театрально-концертне агентство, яке об'єднує обласні філармонію імені А. С. Аренського, кінопрокатний сервіс, Будинок народної творчості та академічний театр драми імені Ф. М. Достоєвського;
- Державний музей художньої культури Новгородської землі;
- Державний архів новітньої історії Новгородської області.

### Архітектура і пам'ятки
У Новгородській області перебуває на обліку 5,2 тис. об'єктів культурної спадщини Росії, з яких 2165 об'єктів федерального значення. Серед 5 тис. пам'яток значна частина (1924) — це пам'ятки археології високого та пізнього середньовіччя, ранньомодерної та модерної доби. Під час німецько-радянської війни впродовж 1941—1944 років обласний центр зазнав значних руйнувань. Головною ідеєю відновлення міста за задумом академіка Олексія Щусєва став принцип органічного поєднання нового будівництва з пам'ятниками давньоруського зодчества, тому центральна частина міста не зазнала серйозної перебудови, в першу чергу в зв'язку з обмеженнями по висотності будівель.
37 пам'яток історії та архітектури, що припадають на ансамблі міської забудови обласного центру — Великого Новгорода і його околиць 1992 року рішенням XVI сесії Генеральної асамблеї ЮНЕСКО було включено до списку Всесвітньої спадщини. Серед яких найдавніший збережений православний храм Росії — Софійський собор. Домінантою Торгової сторони Великого Новгорода є ансамбль Ярославового дворища та стародавнього Торгу XII—XVII століть. Являє собою архітектурний комплекс, до складу якого входять 15 унікальних пам'яток архітектури. На лівобережжі Волхова розташований об'єкт культурної спадщини федерального значення ансамбль Антонієвого монастиря і Новгородської духовної семінарії XII—XX століть. До складу ансамблю входять 15 пам'яток архітектури. 2021 року розпочато облаштування Софійської набережної і реконструкція Олександра Невського.
Одним із символів Великого Новгорода є унікальний пам'ятник «Тисячоліття Росії», розташований в центрі Новгородського кремля (дитинця) і зведений до пам'ятної події 1862 року. Композиційно пам'ятник поділений на три яруси із 129 фігурами історичних постатей, із самостійним смисловим навантаження і композицією. Серед яких хрещення Русі, вигнання татар, заснування Російської імперії тощо.

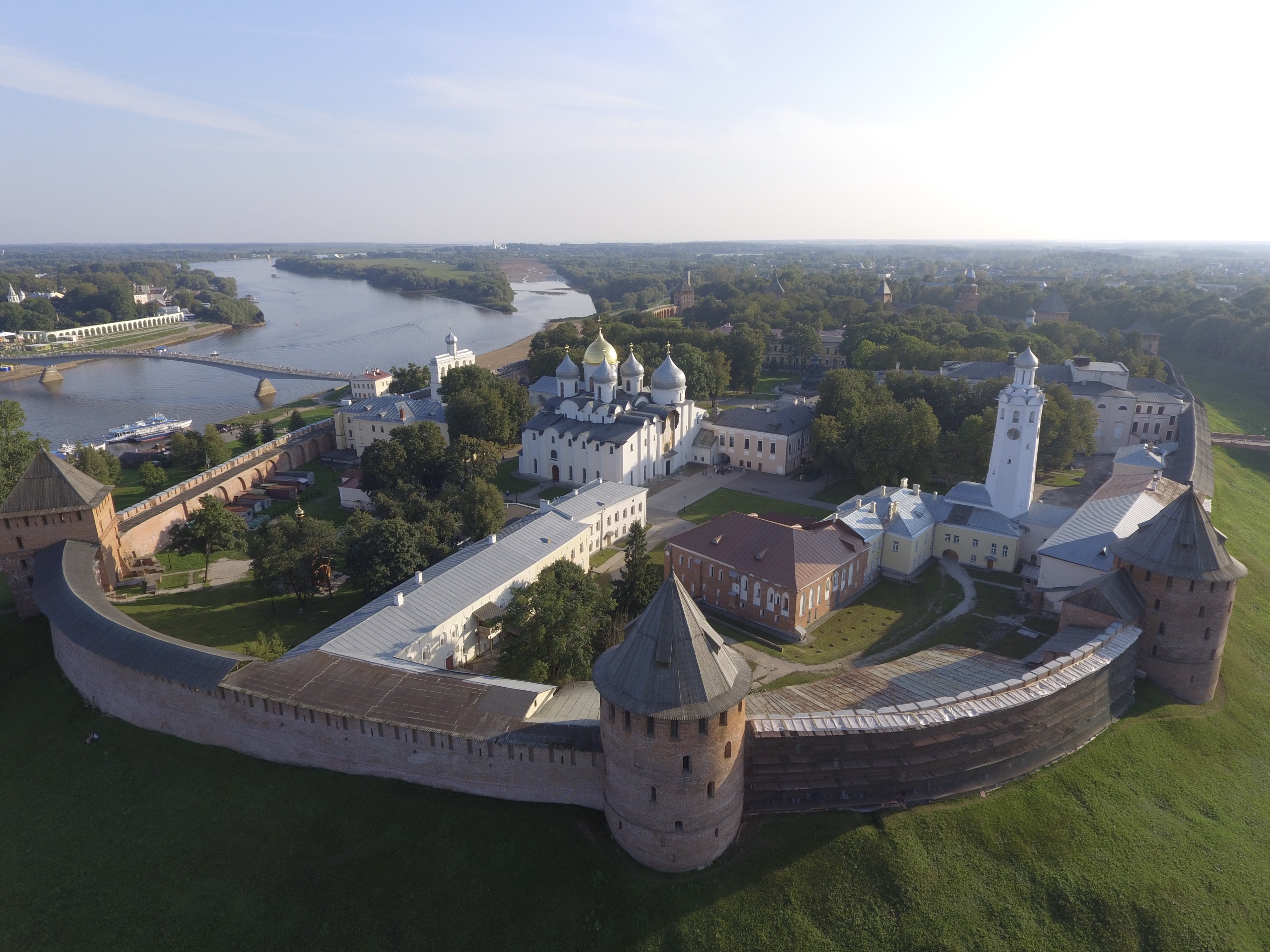
Новгородський кремль
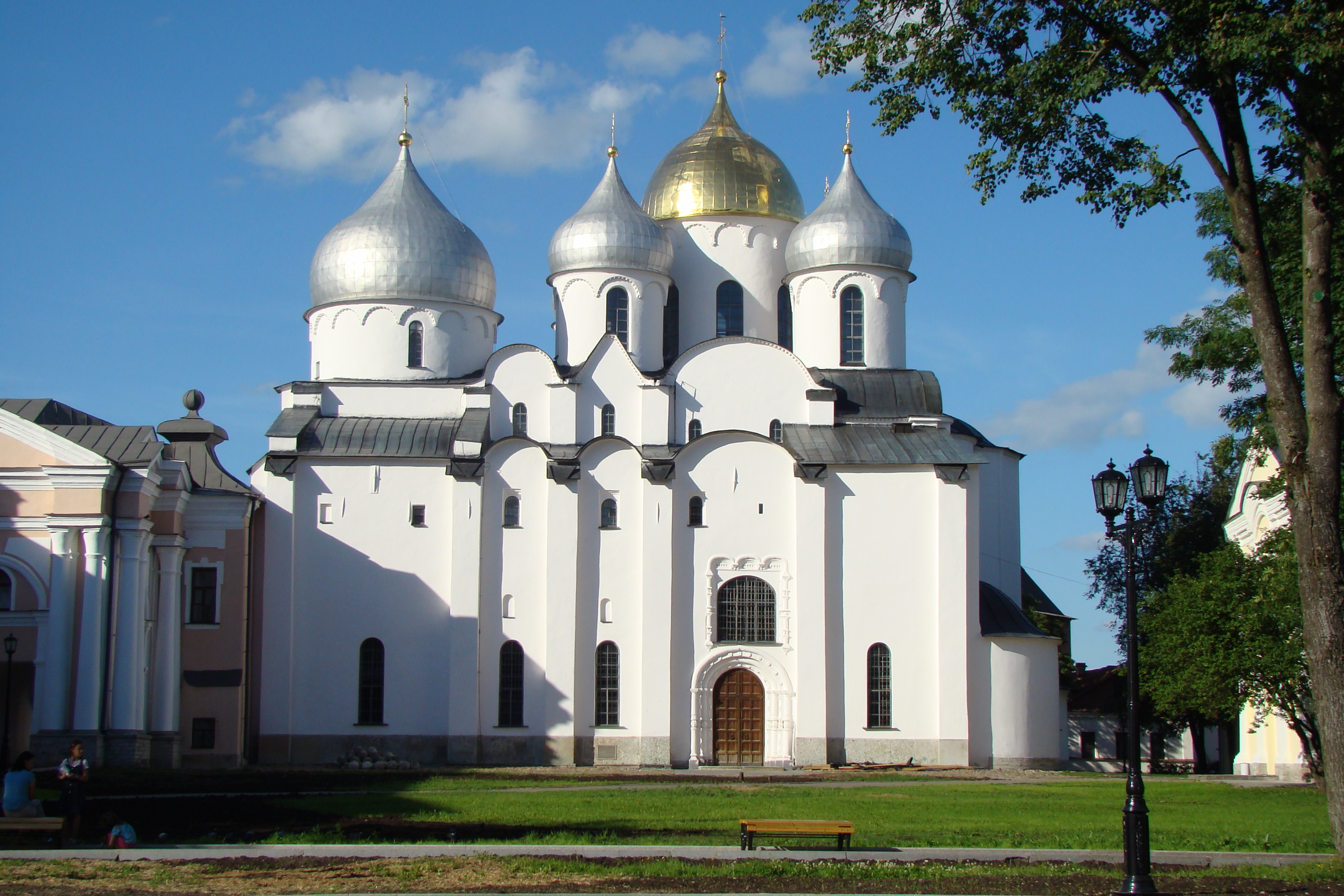
Собор Святої Софії
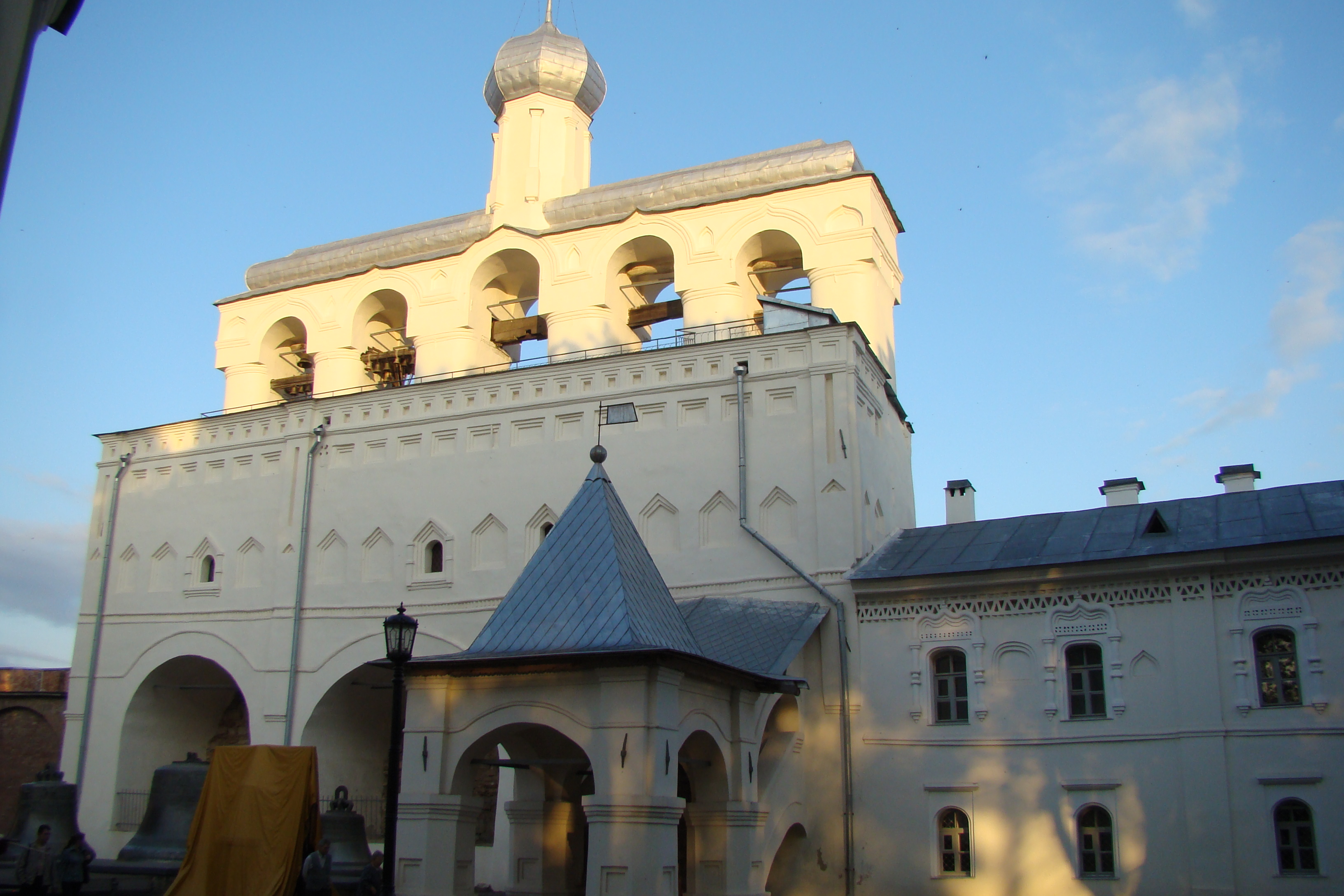
Софійська дзвінниця
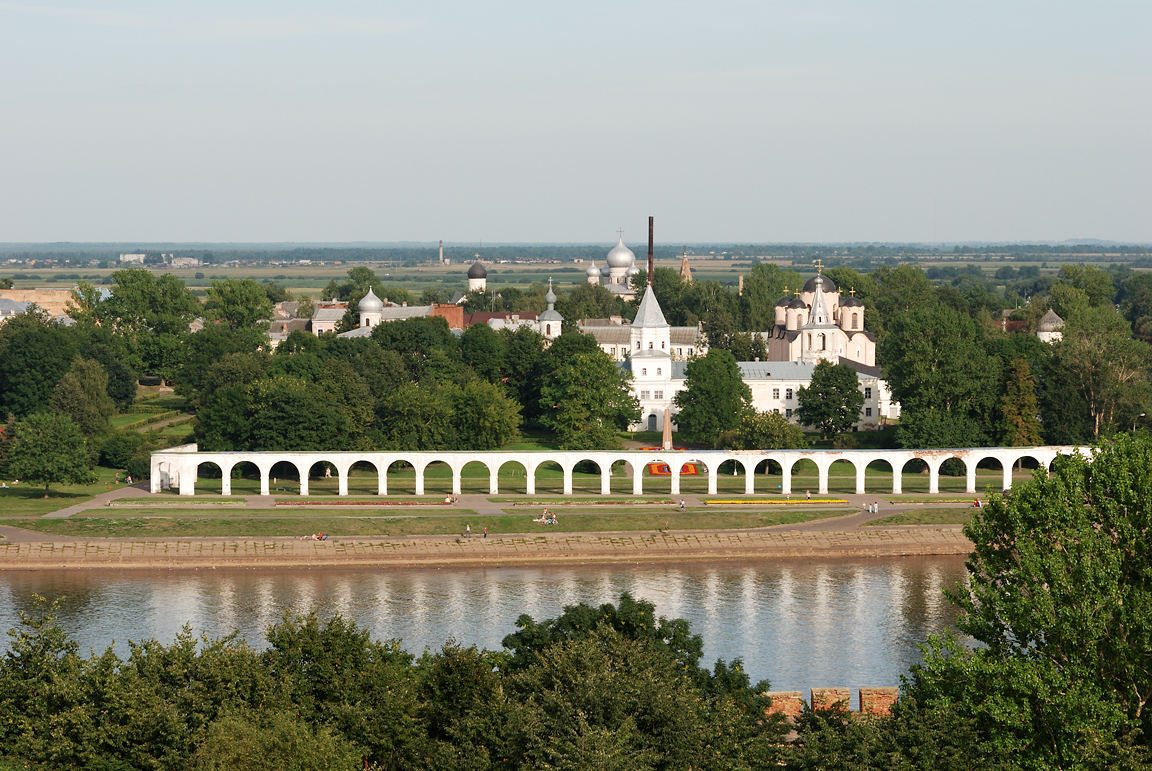
Ярославове дворище і Торг
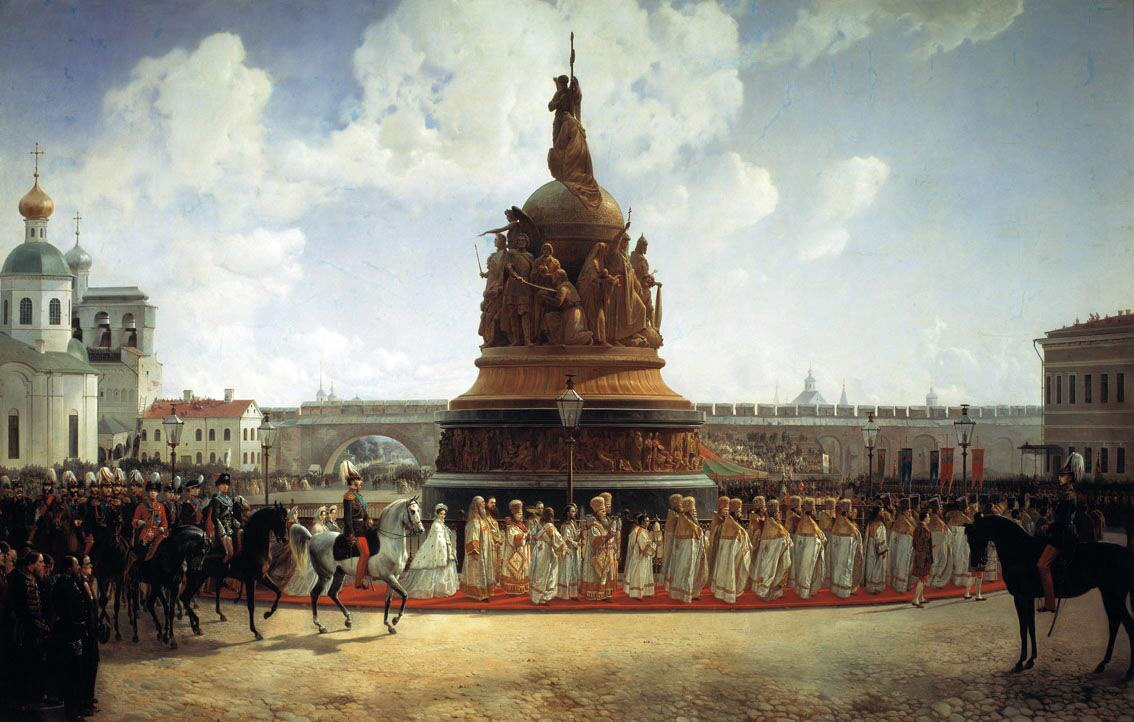
«Відкриття пам'ятника «Тисячоліття Росії»», Богдан Віллевальде, 1864 рік
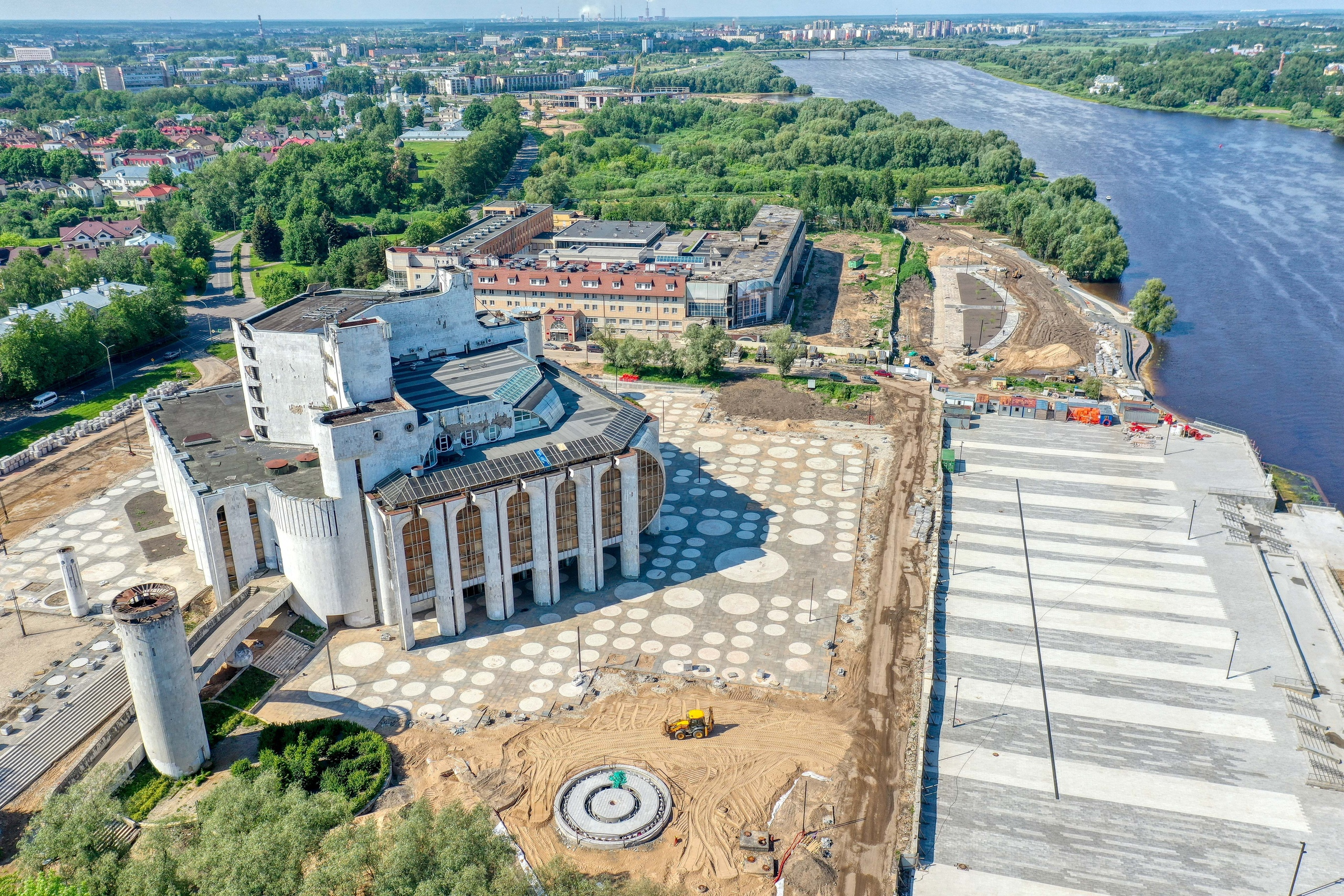
Будівництво Софійської набережної

За 7 км від Великого Новгорода розташований унікальний архітектурний комплекс XVI століття — Хутинський Варлаамовський монастир. Своїм кахельним оздобленням славиться ансамбль В'яжиського монастиря XVII століття, що розташований за 15 км від обласного центру. Іверський монастир, головна православна пам'ятка Валдаю, зведений в середині XVII століття за подобою чоловічих афонських монастирів на Сельвіцькому острові Валдайського озера.

### ЗМІ

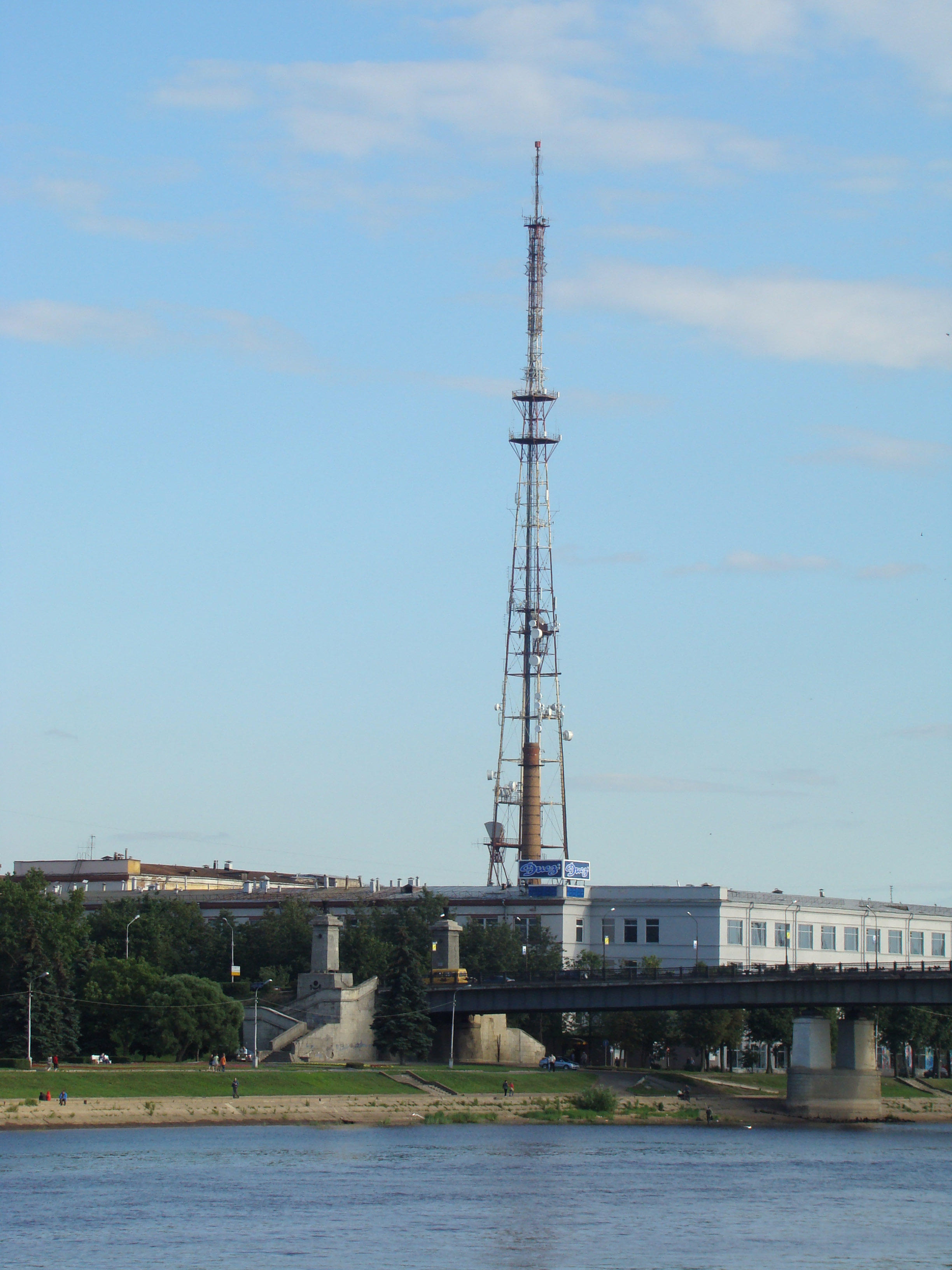
Телевізійна вежа у Великому Новгороді

У регіоні веде мовлення 4 телерадіокомпанії:
- Новгородське обласне телебачення — регіональна телерадіокомпанія з 100 % власним мовленням на територію області.
- Славия — регіональна філія федерального телеканалу ВГТРК.
- МСТА — місцева телерадіокомпанія Боровицького району і міста Боровичи.
- 53 Регион — місцева телерадіокомпанія Чудовського району і міста Чудово.

У радіоефірі обласного центру з частковим покриттям території області мовлення ведуть здебільшого регіональні філії загальноросійських мережевих радіостанцій, хоч присутній і місцевий мовник: «Радио-53» (102,7 МГц, проєкт Новгородського обласного телебачення), «Русское Радио — Великий Новгород» (100,4 МГц), «Авторадио — Великий Новгород» (103,7 МГц), «Европа плюс — Великий Новгород» (103,2 МГц), «Ретро FM — Новгород FM» (101,8 МГц), «Маяк» (101,2 МГц), «Дорожное радио — Новгородская область» (105,7 МГц) тощо. Від 2017 року у Великому Новгороді повністю припинилося радіомовлення в УКХ-діапазоні.
Популярні обласні щотижневі газети регіону: «Комсомольская правда в Новгороде», «Новгородские ведомости», «Волховъ» тощо. Серед місцевих районних газет значним накладом друкуються «Уверские зори» (Мошенський район), «Новая Жизнь» (Хвойнинський район), «Красная искра» (Боровицький район), «Старая Русса» (Старорусський район), «Заря» (Поддорський район), «Малая Вишера» (Маловишерський район), «Родина» (Чудовський район), «Любытинские вести» (Любитинський район). Новгородська єпархія РПЦ видає православний журнал «София». Головним періодичним видання радянських часів була газета «Новгородская правда», також друкувалось близько 30 районних і фабрично-заводських газет.
Серед мережевих видань найбільшою популярністю серед місцевого населення (за обсягом інтернет-трафіку) користуються сайти: «Великий Новгород.ру», «53 новости», «ВНовгороде.ру», «Пароход Онлайн».

### Кінематограф
Велика кількість автентичних історичних пам'яток давньої історії Росії приваблювали різних кінорежисерів до Новгородської області ще за радянських часів. Першим, ще німим, кінофільмом на кадрах якого з'явилась новгородська земля (Перинський скит) був «Син рибака» 1928 року про життя Михайла Ломоносова. Наступним фільмом, що знімуть на Новгородщині (залізничний вокзал Новгорода), буде військова драма 1964 року «Потяг милосердя» Іскандера Хамраєва. Хоча середньовічний Новгород до того і з'являтиметься у кінострічках «Олександр Невський» (1938) і «Садко» (1952), проте це будуть лише декорації Мосфільму. Через 5 років на березі Волхова в Селищах Ленфільм знімав кінокартину «П'ятеро з неба». 1971 на вулицях Новгорода велись зйомки мелодрами «Нічна зміна». 1975 року в обласному центрі Одеська кіностудія проводила зйомки багатосерійного кінофільму режисера Ігоря Гостєва «Спадкоємці». У наступні роки на Новгородщині зняли ряд фільмів: музичний «Туфлі із золотими пряжками» Георгія Юнгвальда-Хількевича у Вітославлицях і на Ярославовому городищі (1975), «Кадкіна усі знають» в Хутинському монастирі (1975), драму «Мене чекають на землі» на військовому аеродромі Кричевиці (1975), дитячий «Пригоди Травки» на Валдаї (1975), «Подарунок чорного чаклуна» (1976), «Суєта суєт» Алли Сурикової (1979) та «Небезпечні друзі» (1979). У першій половині 1980-х років екрани вийшла останні кінофільми, зняті на Новгородщині: історична кіноказка «Василь Буслаєв» Геннадія Васильєва (1982), події якої розгортаються у середньовічному Новгороді, музична комедія «Небувальщина» (1983), «За щастям» (1982), кримінальна драма «Преферанс по п'ятницях» (1984), військово-історична драма «Господин Великий Новгород» (1984), трисерійний «Картина» Булата Мансурова (1985), за однойменним романом Даніїла Граніна.
Першим фільмом знятим в регіоні за часів самостійності були «Гроза над Руссю» (1992) режисера Олексія Салтикова, знятий за мотивами роману Олексія Толстого «Князь Срібний», «Крисиний кут» (1992) Андрія Андроннікова та «Гріх. Історія пристрасті» (1993) Віктора Сергеєва. 1990-ті роки були досить кризовими для російського кінематографу, тому натурні зйомки поновилися лише на початку 2000-х, 2000 року на екрани вийшов кінофільм Ельдара Рязанова «Тихі омути», який знімали на Валдаї. Наступного року вийшов перший телесеріал відзнятий на Новгородщині — «Next». 2005 року у Боровичах знімались сцени фільму «Статський радник» Філіпа Янковського і перший сезон серіалу «Кармеліта», в Новгороді. 2009 року вийшли в прокат багатосерійний телефільм «Ісаєв» і серіал «Аннушка». 2010-ті роки стали для кінематографічної індустрії Новгородщини справжнім бумом. 2013 року відзнятий кінофільм «Поводир» Олесі Саніної, 2014 — «Григорий Р.» Андрія Малюкова і телесеріал «Катерина», 2015 — «Піонери-Герої» Наталії Кудряшової, 2016 — британський телесеріал «Війна і мир» Тома Гарпера, за однойменним романом Льва Толстого, 2017 — телесеріал «Реалізація» Віктора Шкуратова, 2018 — історичний документальний багатосерійний фільм «Рюриковичи» режисера Максима Безпалого компанією Star Media, документально-ігровий «Русь і Ганза. Шлях на назустріч», військова драма «Врятувати Ленінград», військово-патріотичний серіал «Морські дияволи. Рубежі Батьківщини», 2019 — художній фільм «Льотчик» і серіал «Паромщиця», ряд документальних фільмів — «Слідами Святого Олафа», «Без строку давнини. Да осуджені будете», «Софійський хрест. Голуб миру», «Шлях додому». 2020 року кінокомпанія Гамма відзняла 8 художніх серіалів — «Пташка в клітці», «Діти вітру», «Ідеальний вибір», «Перекати поле», «Відкриті двері», «Подвійна петля», «Аліса супроти правил», «Чингачгук» та документальний фільм «Із Сибіру до Перемоги».
В області проводиться професійні навчання працівників індустрії кіно.

### Музеї
З урахуванням туристичних потоків відвідуваність новгородських музеїв одна з найвищих по країні — 2,1 відвідування на 1 особу на рік (2-ге). Головним музейним центром області є її обласний центр, серцем — Новгородський музей-заповідник, архітектурно-археологічний комплекс якого визнано ЮНЕСКО Світовою спадщиною. Серед інших музеїв Великого Новгорода: художньої культури Новгородської землі в Десятинному монастирі, музейний цех порцеляни, писемної культури і книжності при церкві Стрітення Господнього XVI століття на території Антонієвого монастиря, кінематографії, археології імені Сергія Орлова при Гуманітарному університеті імені Ярослава Мудрого, Новгородський центр сучасного мистецтва. На околиці Великого Новгорода розташовані комплекс Юр'єва монастиря, ансамбль Перинського скиту і музей народного дерев'яного зодчества під відкритим небом — «Вітославлиці», в якому зібрані різні типи аутентичних дерев'яних церков.

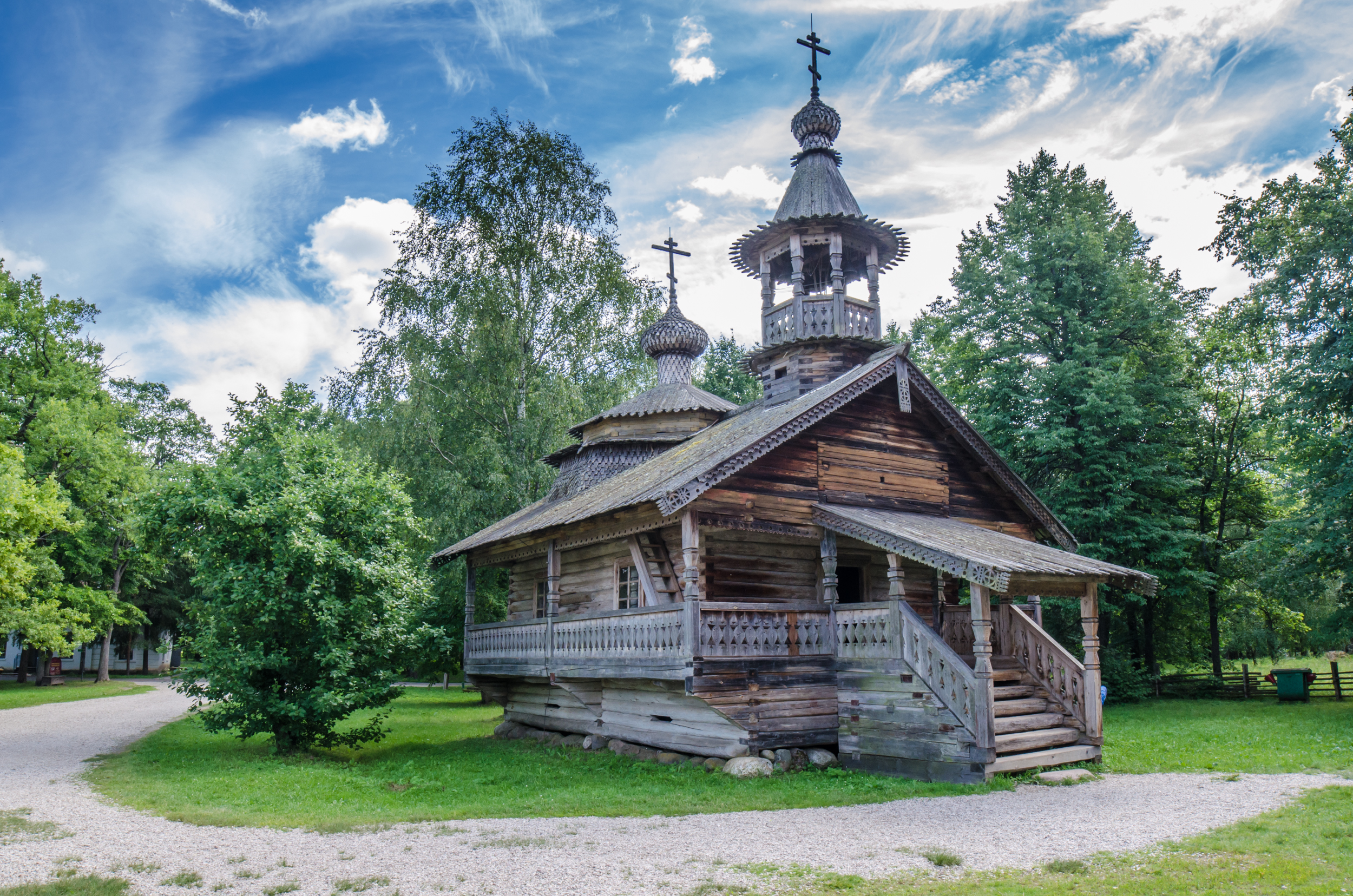
Дерев'яна капличка у «Вітославлицях»
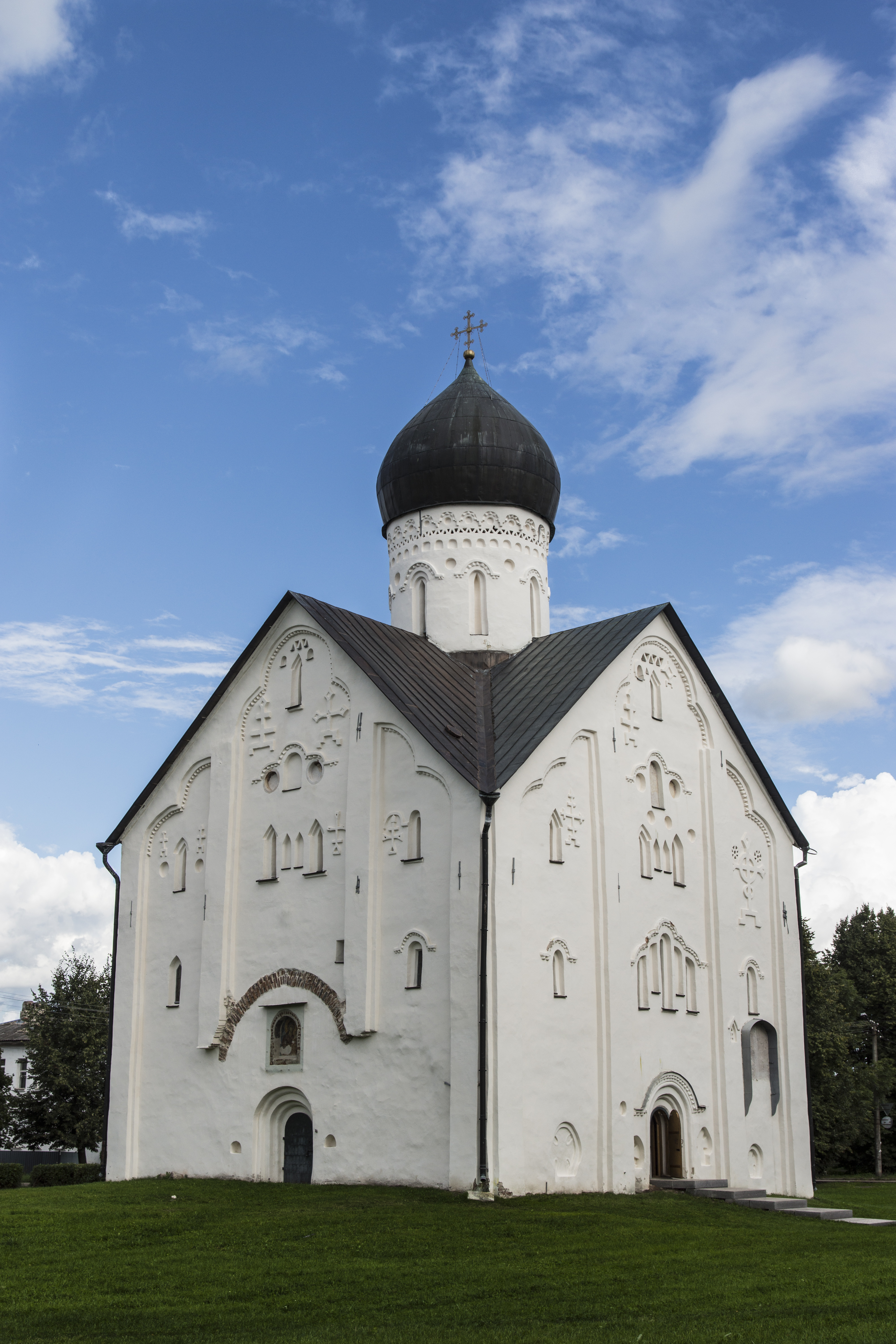
Церква Спасу Преображення
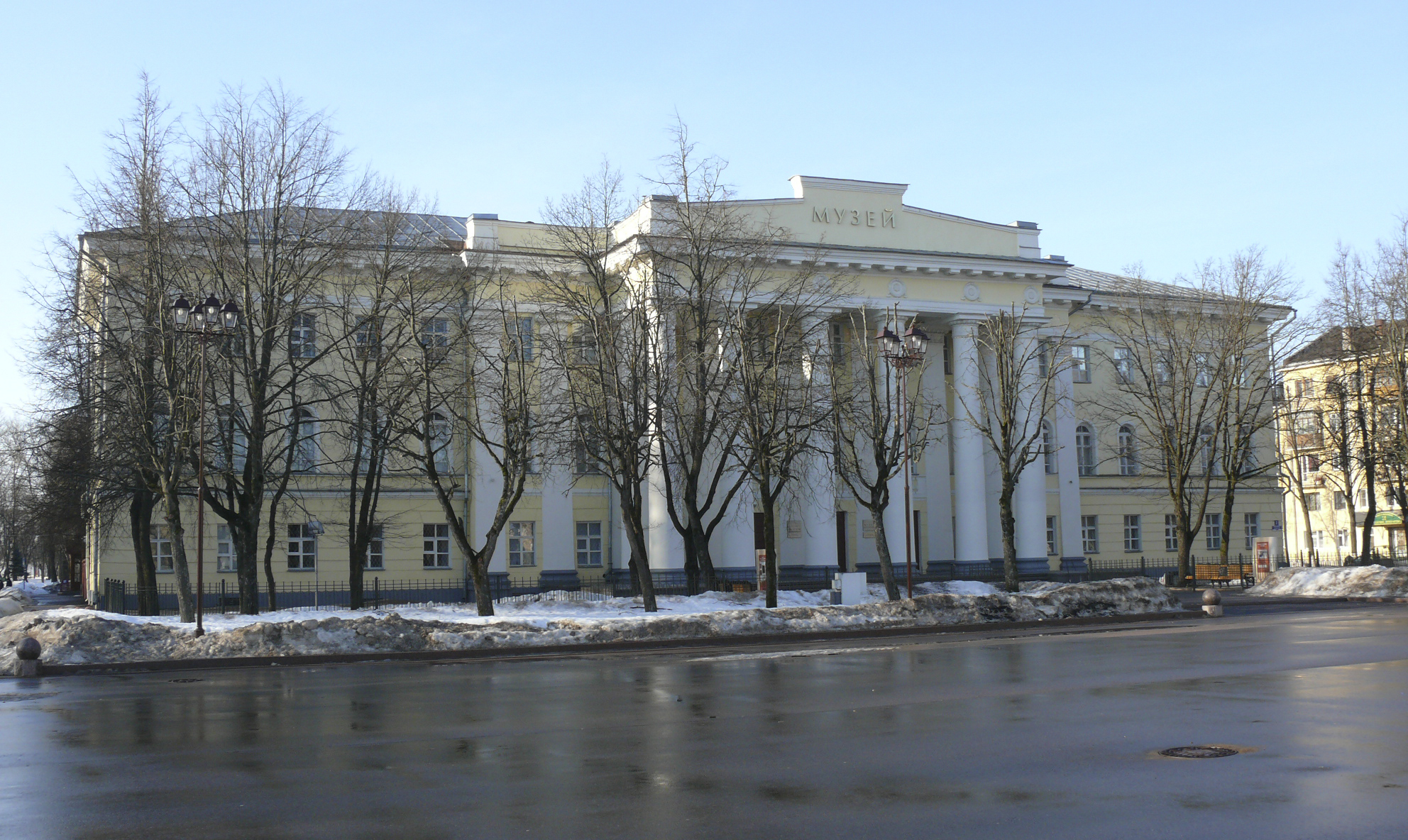
Музей образотворчих мистецтв
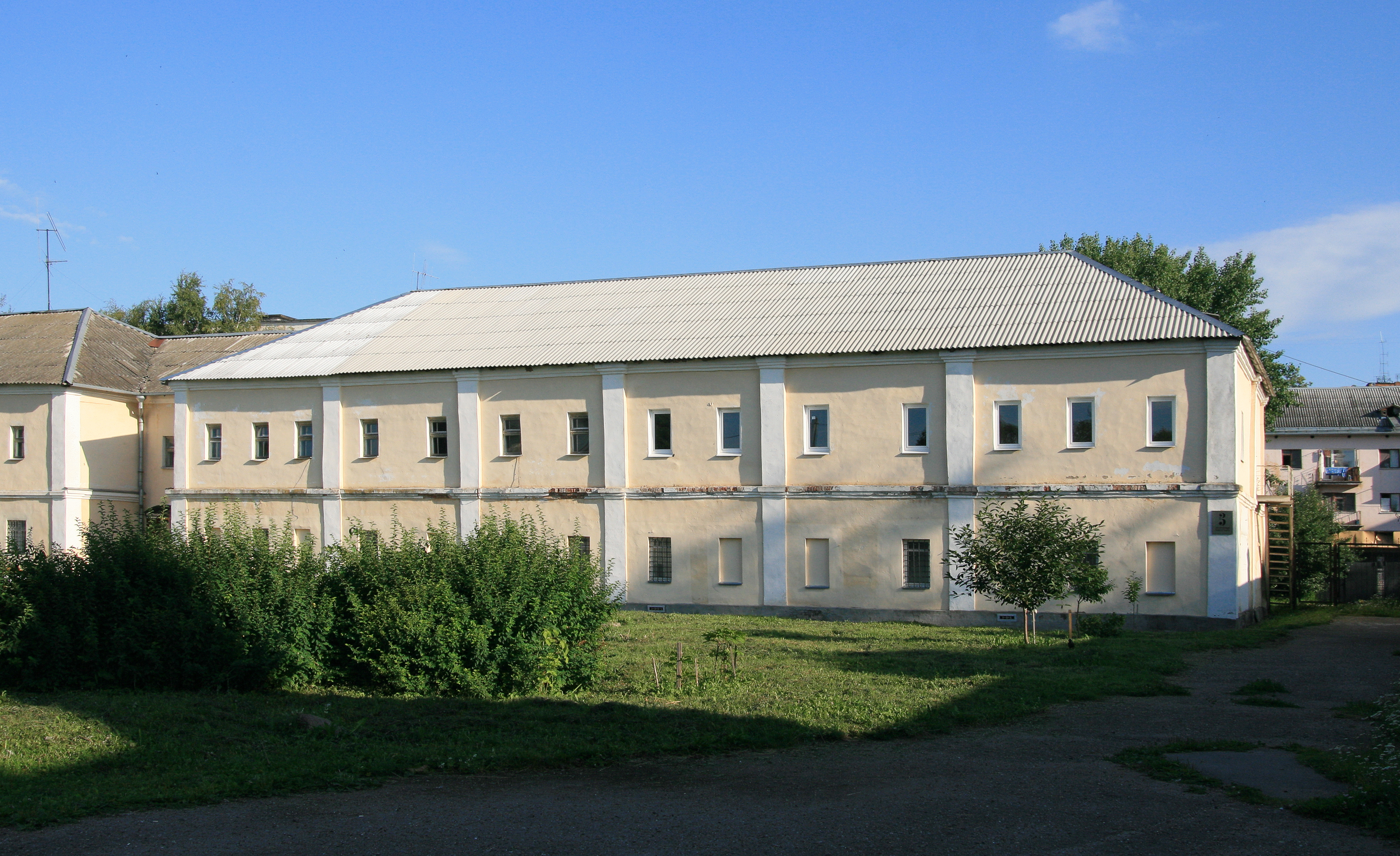
Державний музей художньої культури Новгородської землі
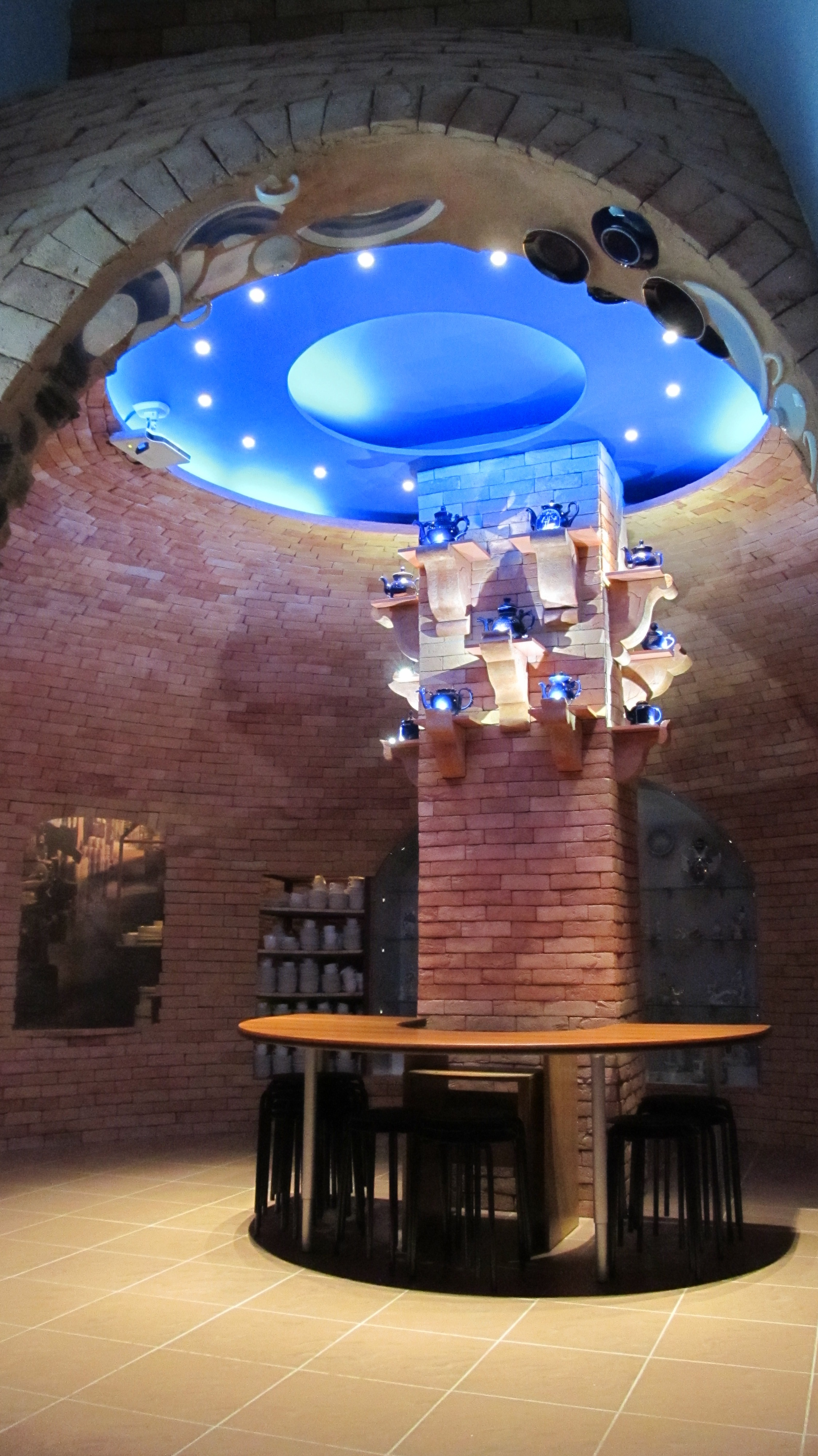
У музеї порцелянового цеху
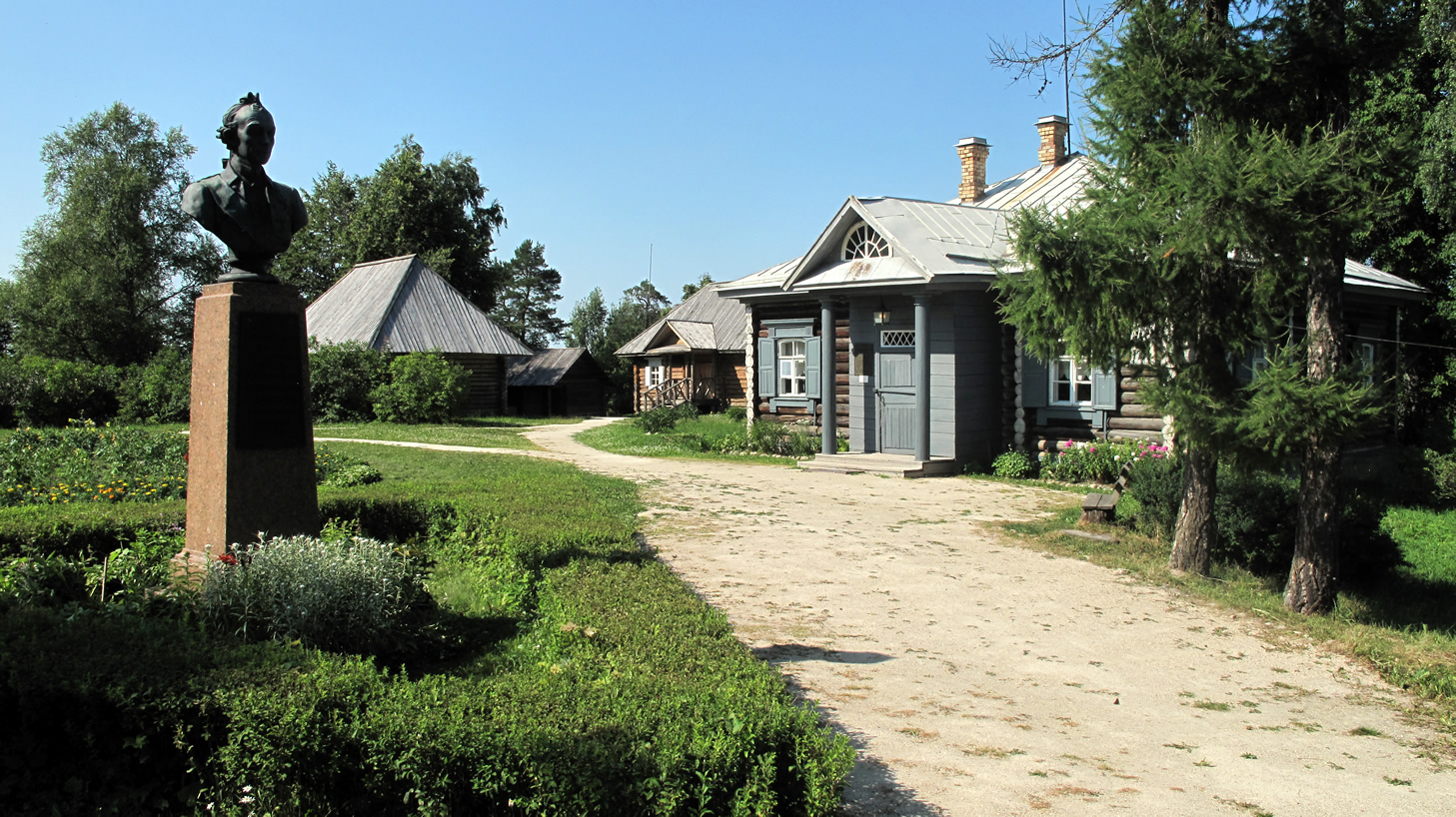
Садиба Суворова в Кончансько-Суворовському

До числа найбільш значних об'єктів культурної спадщини регіону поза межами обласного центру відносяться Іверський монастир, придорожні палаци в селах Коростинь Шимського району, Єдрово і Яжелбиці Валдайського; будинки-музеї Федора Достоєвського в Старій Руссі, Миколи Некрасова і Гліба Успенського в Чудово, садиба Олександра Суворова в Кончансько-Суворовському Боровицього району; музей дзвонів у Валдаї; музей Півнінчо-Західного фронту часів німецько-радянської війни в Старій Руссі; транспортний музей Тесівської вузькоколійки; церкви Святої Трійці в Язвіщах та Симеона Богоприїмця. За радянських часів були створені краєзнавчі музеї в Старій Руссі, Боровичах і Валдаї.

### Музика
Основою музичної культури регіону слугує російський фольклор північно-західної традиції, розвиток якої підтримується народними самодіяльними колективами Боровицького, Мошенського, Старорусського, Любитинського і Новгородського будинків культури. Найстарішим народним хором області є Городенський народний хор Батецького району, що виступає з 1948 року. Новгородська обласна філармонія була заснована 1944 року як обласне концертно-естрадне бюро в Боровичах. Від 1987 року перебуває в будівлі на території Новгородського дитинця. 2009 року, в рамках підготовки до святкування 1150-річчя Великого Новгорода, будівлю філармонії відреставровано. У складі філармонії: ансамблі класичної музики, камерний оркестр (1994), камерні ансамблі «Трубадур», «Менестрелі» і «До-мі-солька», оркестр російських народних інструментів імені В. Г. Бабанова (2001). 2011 року філармонії присвоєно ім'я композитора Антонія Степановича Аренського, уродженця Новгорода. Від 1945 року діє Новгородський обласний будинок народної творчості. 1997 року в обласному центрі створено професійний ансамбль народного співу «Сорока». При Новгородському державному музеї-заповіднику від 1995 року працює Музей дзвонів.
Музична освіта регіону представлена обласним коледжом мистецтв імені С. В. Рахманінова, заснованим 1959 року, що надає повну середню музичну освіту.

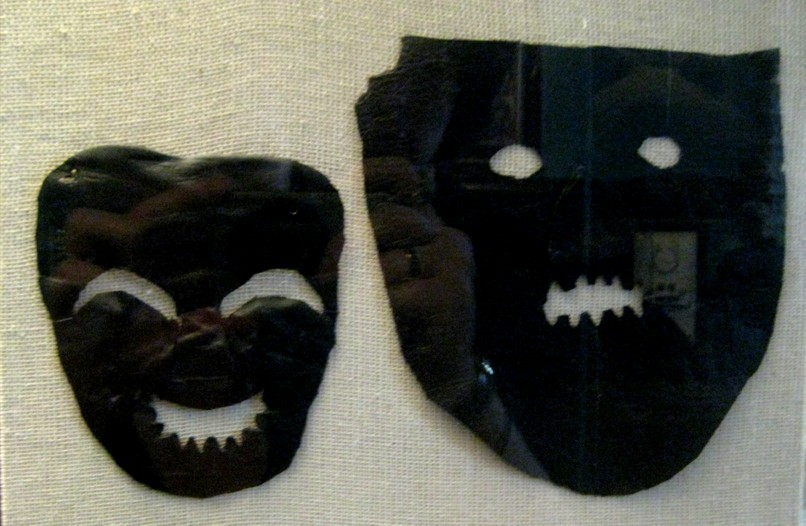
Шкіряні маски новгородських скоморохів, XII-XIII століття
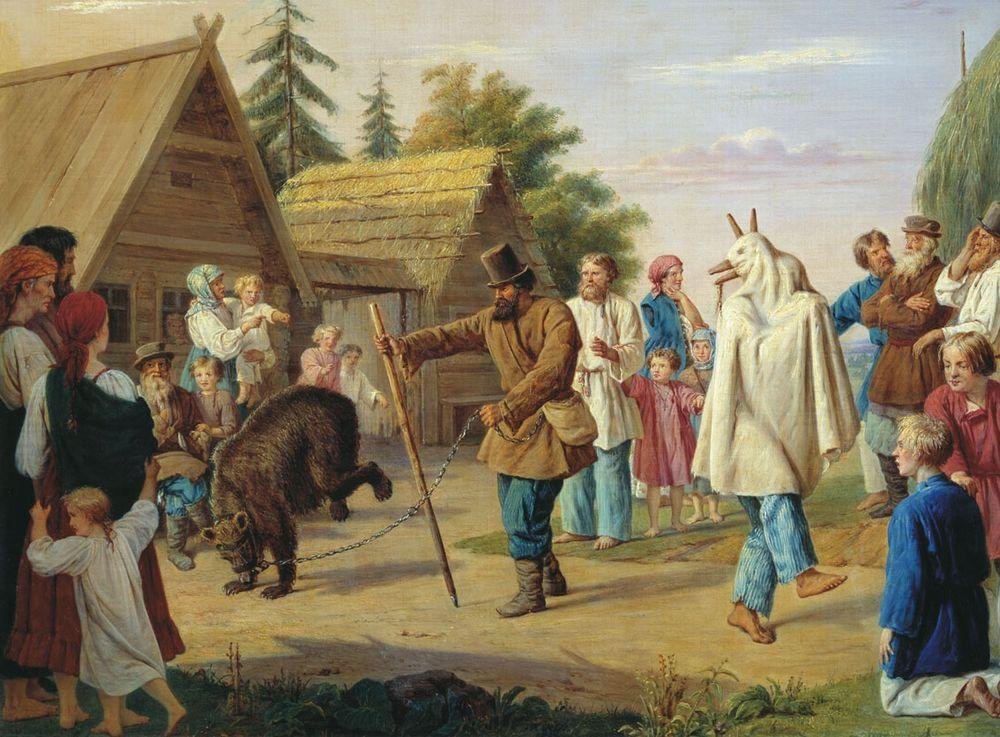
«Скоморохи на селі», Франц Рісс, 1857 рік
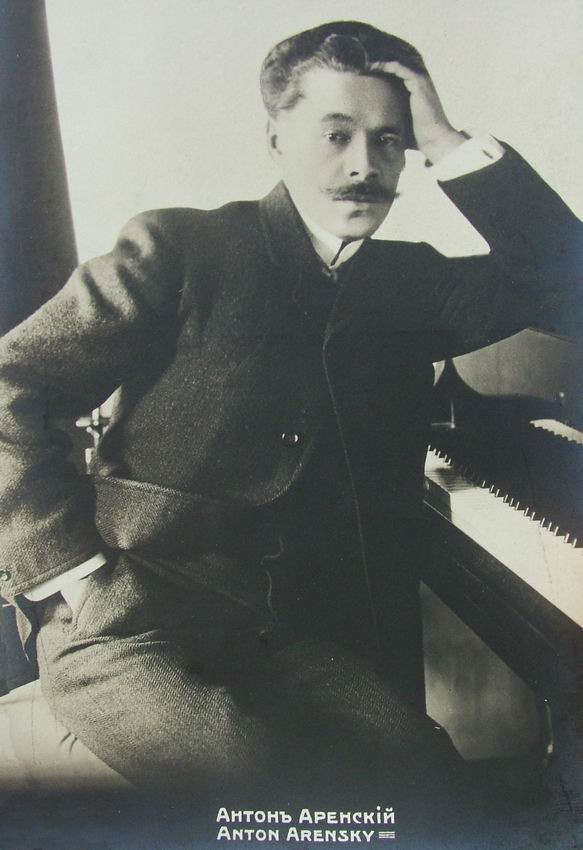
Антоній Аренський
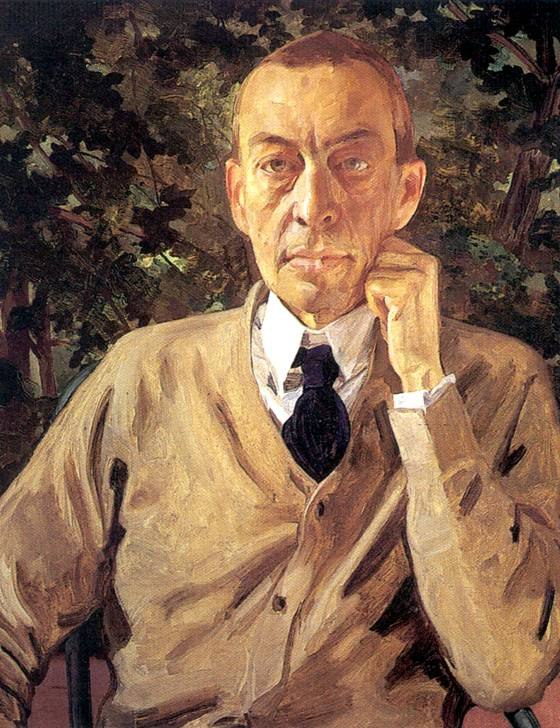
«Сергій Рахманінов», Костянтин Сомов, 1925 рік
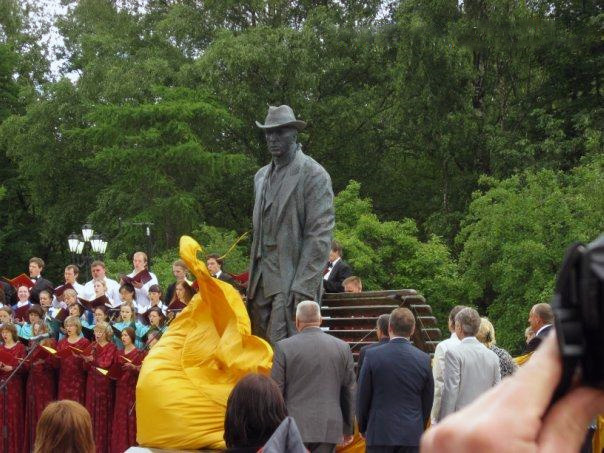
Відкриття пам'ятника Сергію Рахманінову у Великому Новгороді, 2006 рік
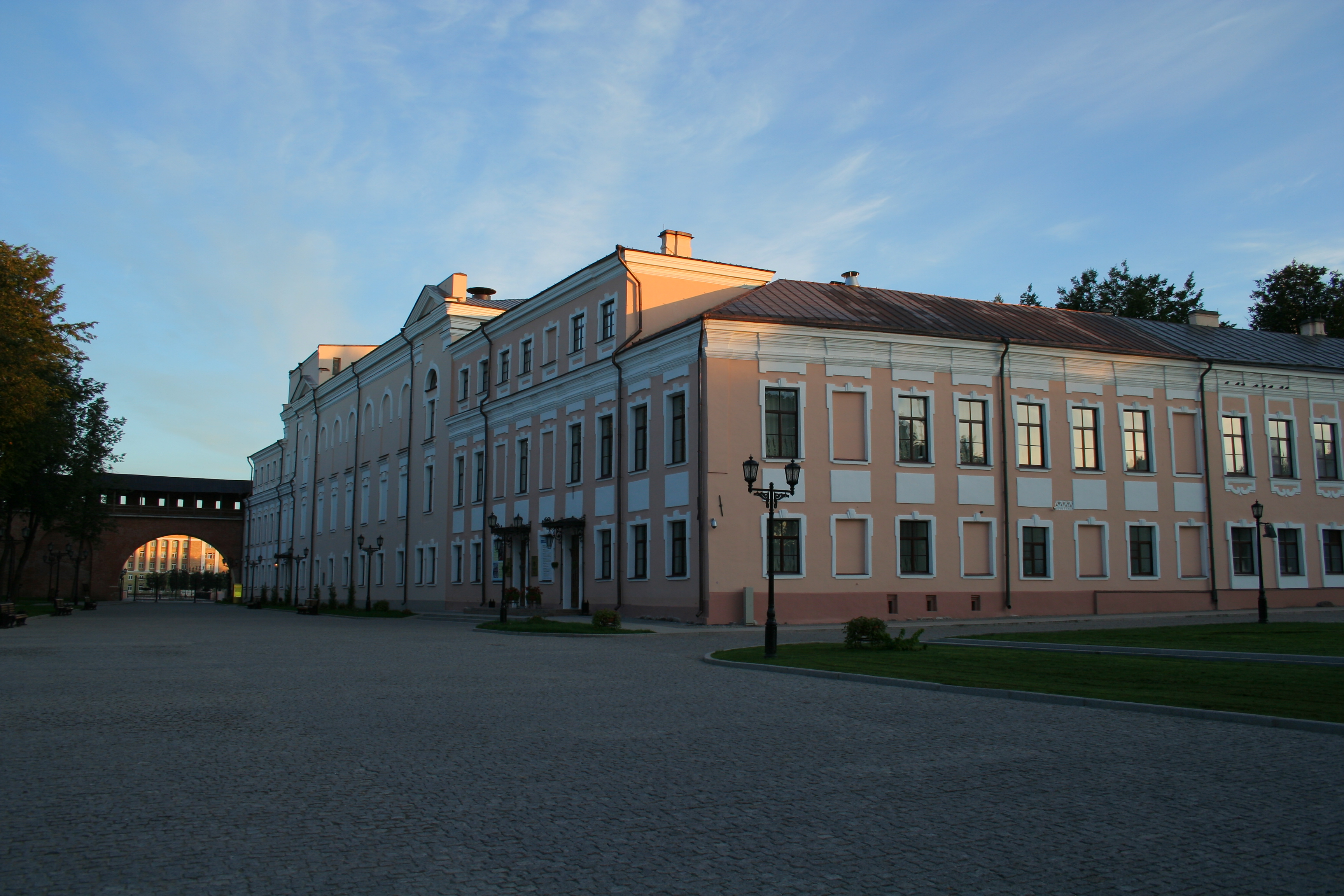
Обласна філармонія імені А. С. Аренського

Фестивальне життя Новгородської області представлене такими регулярними заходами від:
- 1969 року — всеросійський музичний фестиваль «Російська музика» у Великому Новгороді в стінах філармонії;
- 2001 року — міжнародний фестиваль народного мистецтва і ремесел «Садко» у Великому Новгороді;
- 2002 року — міжнародний музичний фестиваль «Музичні прогулянки Європою» у Великому Новгороді;
- 2010 року — міжрайонний фестиваль російської пісні та гармоні в Шимську[2].

### Театр

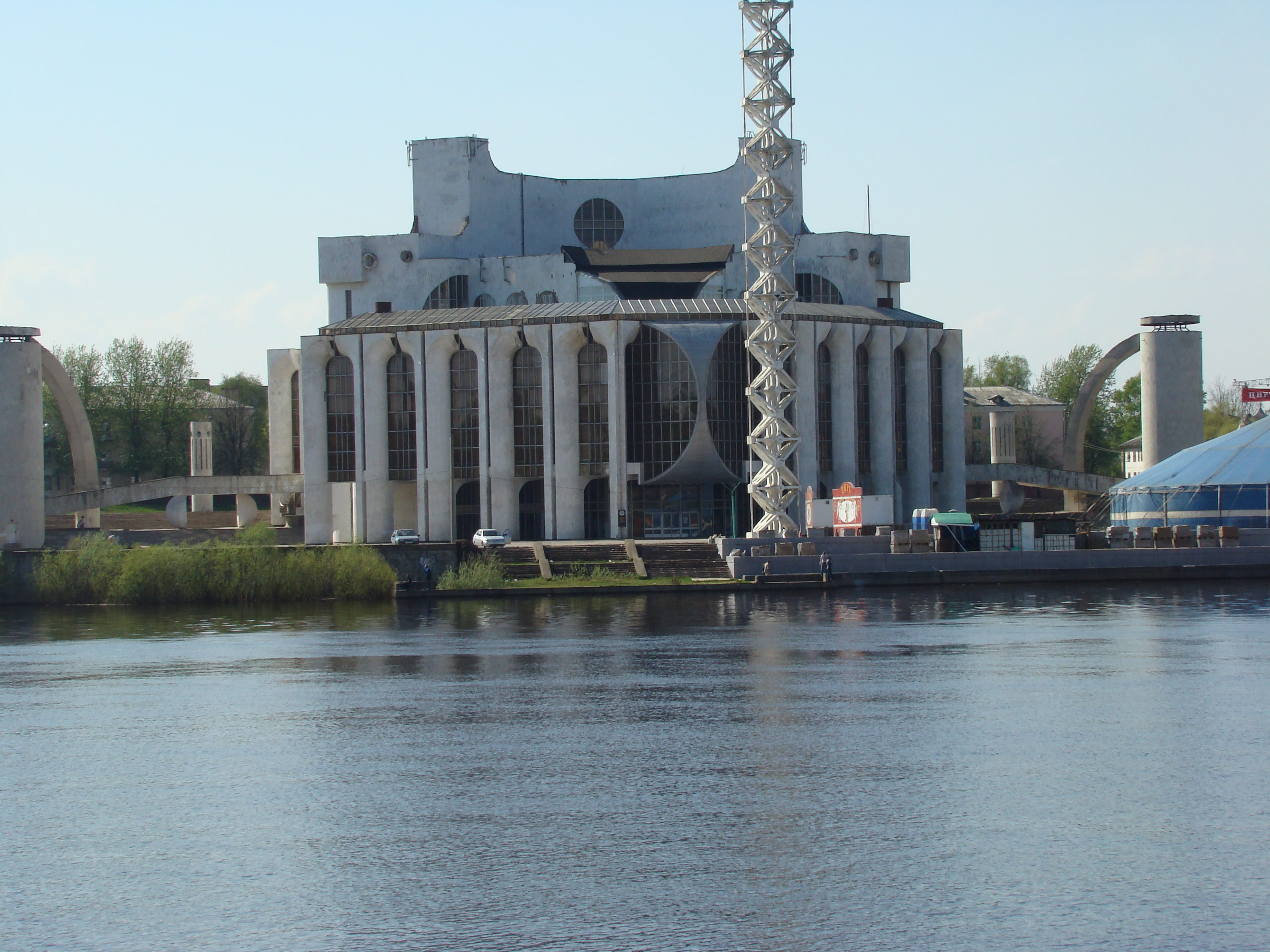
Академічний театр імені Ф. М. Достоевського

Театральне мистецтво в регіоні має глибокі історичні корені, ще за часів Русі, та особливо в XVI столітті, були широко відомі новгородські скоморохи. В «Історичному віснику» за 1899 рік згадується «Піщне дійство», літургійна драма, що проходила в Софійському соборі на Різдво. Також широко розповсюджені були й шкільні дійства.
1825 року в Новгороді на Софійській площі антрепренером Лотоцького було відкрито дерев'яне приміщення першого стаціонарного театру (хоча у планах було закладено кам'яну будівлю на 700 місць), тепер Новгородський академічний театр драми імені Ф. М. Достоєвського. Від 1853 року за ініціативою антрепренера Іванова він став постійнодіючим. Дерев'яний театр освітлювався гасовими і газовими ліхтарями з відкритим полум'ям, тож часто горів. Після одного такого з пожарів на початку XX століття під приміщення театру Жовтневої революції віддали колишні покої архієпископа Арсенія в Новгородському кремлі. 1934 року театр почав називатись Ленінградським обласним Малим драматичним театром. 1953 року театр отримав статус обласного, а 1987 — нове сучасне приміщення на Великій вулиці. 1997 року театру присвоєне ім'я Федора Михайловича Достоєвського, а 1999 — звання «академічного». 2020 року петербурзька компанія Rhizome виграла конкурс на проведення реконструкції. У театральній трупі працює народні (Тетяна Каратаєва, Любов Лушечкіна та Лілія Сергеєва) та заслужені артисти Росії (Геннадій Алексеєв, Іван Сучков і Анатолій Устінов).
1990 року в обласному центрі засновано Новгородський театр для дітей та молоді «Малый», художній керівник — режисер Надія Алексєєва. На сцені театру ставляться різні спектаклі, лялькові вистави, раз на 2 роки проводиться міжнародний театральний фестиваль «Цар-казка». Серед інших міжнародних театральних фестивалей на новгородській землі — камерних вистав за творами Достоєвського (в різних містах області); від 2009 року щорічний фестиваль «Театральне віче» у Великому Новгороді. Відвідуваність театрів 2016 року склала 12,8 відвідувань на 100 мешканців (70-те).

### Спорт
У Новгородській області, станом на 2020 рік, налічується 1762 спортивні споруди, включно з 3 критими спортивними ковзанками зі штучним льодом, 3 стадіонами, 33 плавальними басейнами, 4 легкоатлетичними манежами і біатлонним комплексом міжрегіонального рівня. З них 555 об'єктів у Великому Новгороді, серед яких стадіон «Електрон» (база місцевого футбольного клубу «Электрон»), льодовий палац, 99 спортивних залів, 21 плавальний басейн, легкоатлетичний манеж, гребний канал, лижна база, 4 тира.
На території регіону здійснюють діяльність 24 фізкультурно-спортивні організації, серед яких 5 спортивних шкіл олімпійського резерву. Базовими видами спорту для області визначені: гребний спорт (академічне веслування), спортивна боротьба, спортивна гімнастика, спортивна акробатика, лижні перегони. На території області щорічно проводиться понад 230 офіційних спортивних змагань різного рівня, від регіонального до міжнародного: міжнародні змагання зі спортивної акробатики «Кубок Золотова», першості Росії зі спортивного орієнтування, фінал Кубка Росії з фігурного катання, всеросійські змагання з веслувального спорту, спортивної гімнастики, спортивної боротьби, вітрильного спорту.

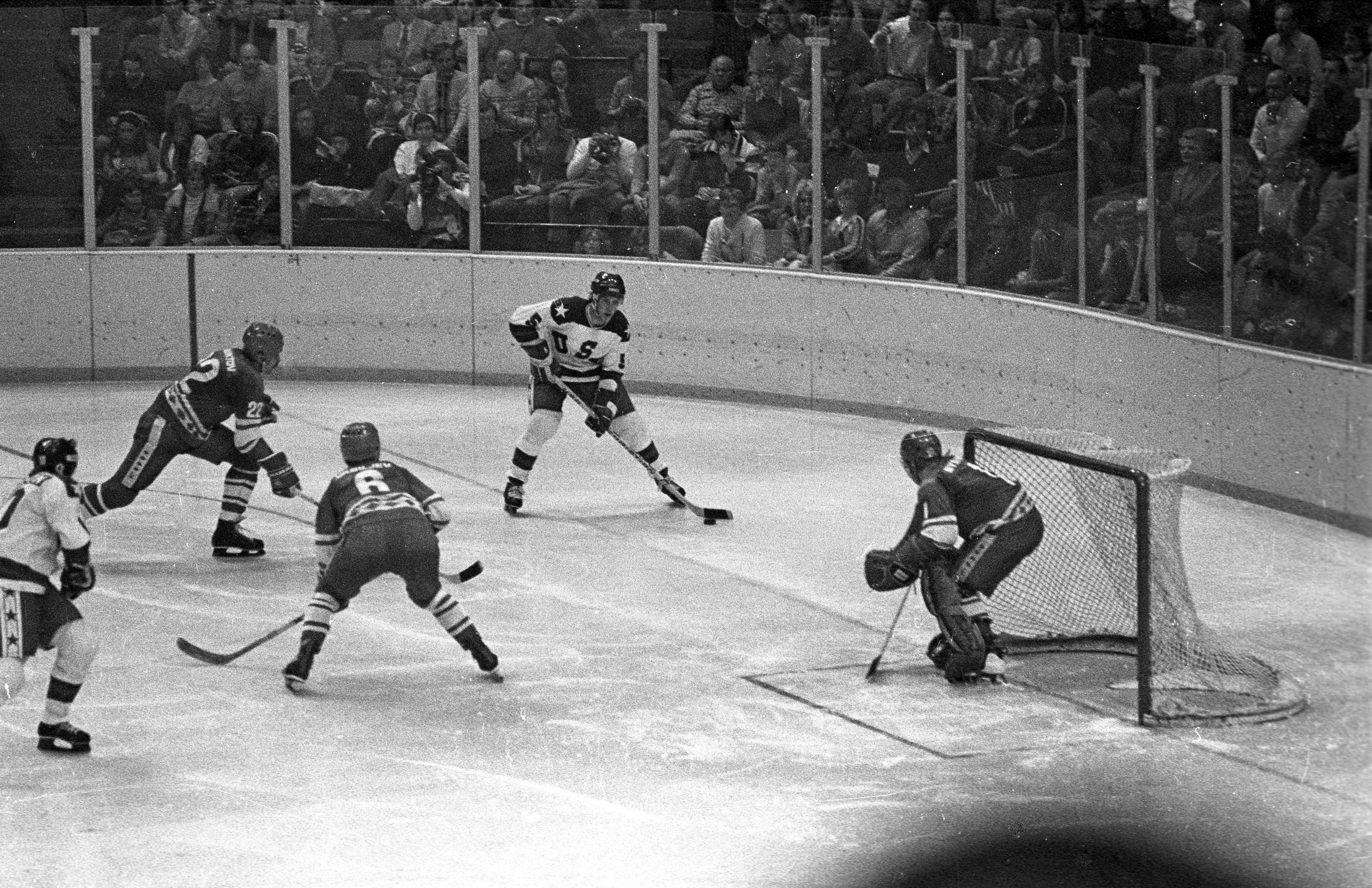
Валерій Васильєв під час матчу США — СРСР на зимовій олімпіаді 1980 року
Палац спорту на Десятинній вулиці у Новгороді
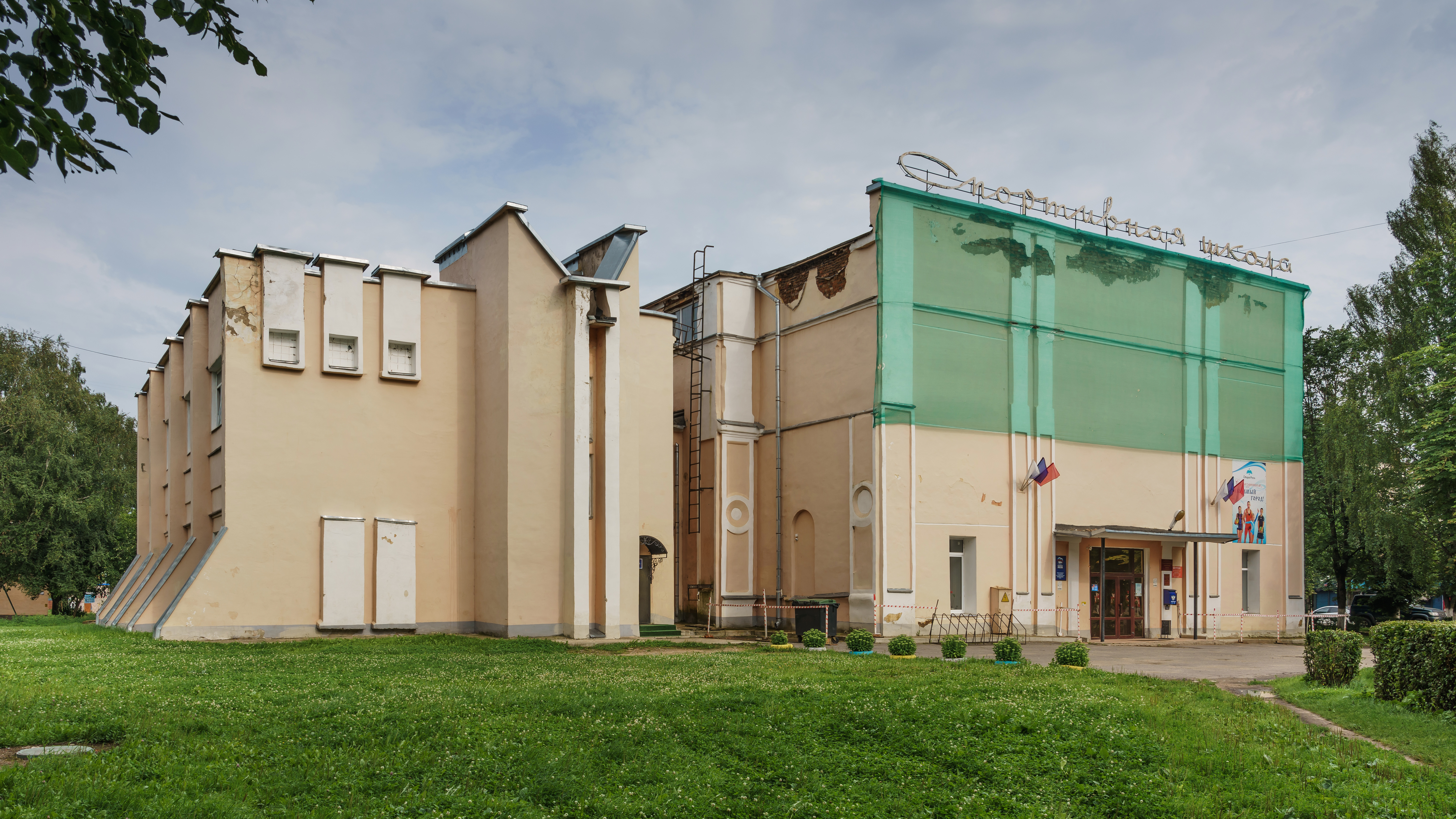
Спортивна школа в Старій Руссі
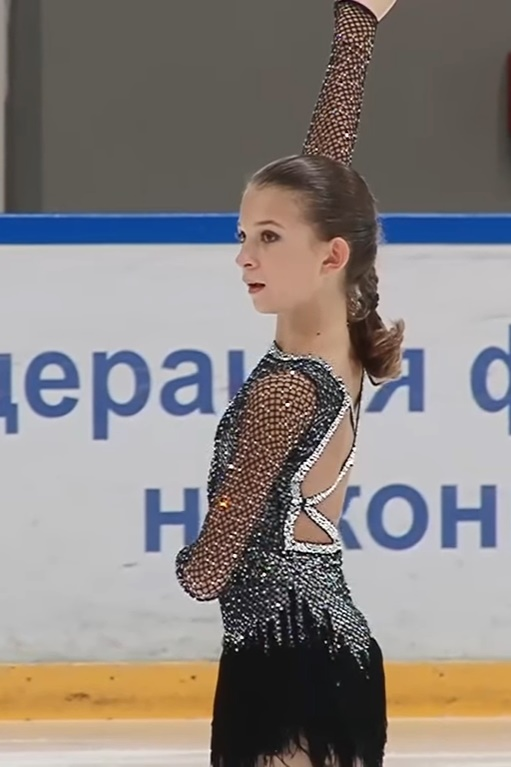
Анастасія Шаботова на Кубку Росії
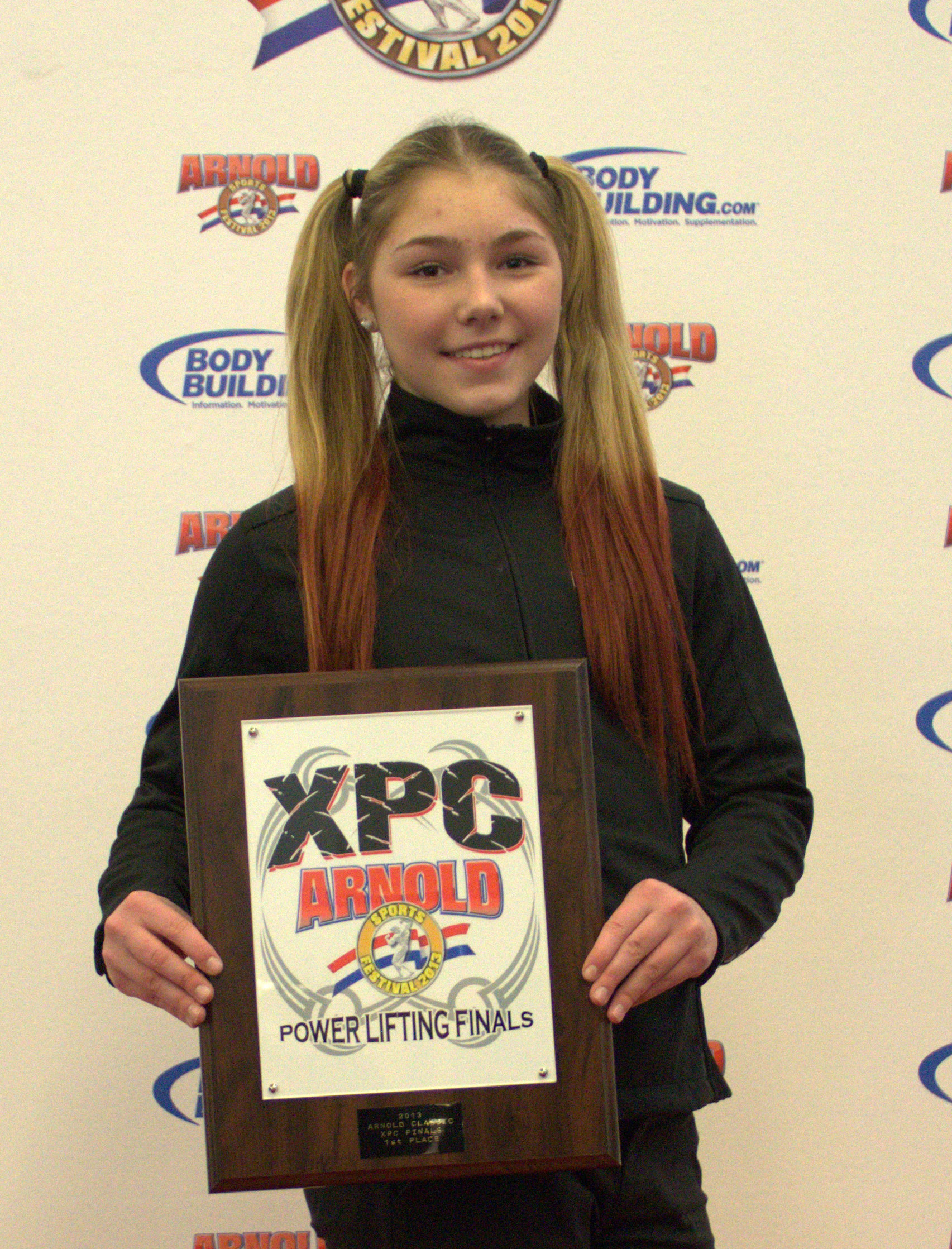
Мар'яна Наумова
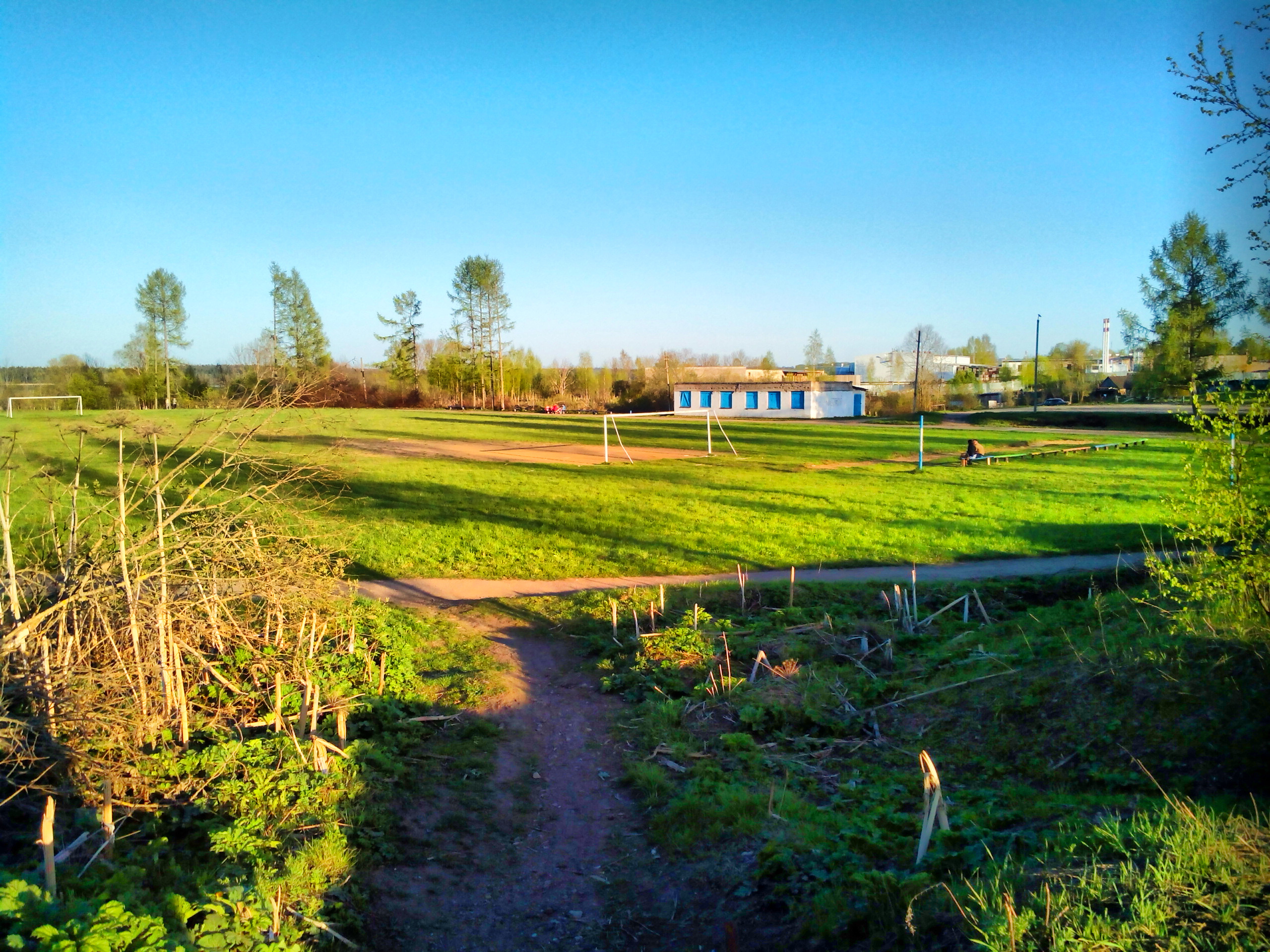
Стадіон аграрного коледжу у Валдаї

У Новгородській області реалізується державний регіональний проєкт «Будь у спорті». За його форматом кожен місяць року присвячений одному з видів спорту або рухової активності. Проєкт включає 4 тематичні блоки з проведення одночасних масових руханок у закладах освіти, відкритих уроків з різних видів спорту, днів відкритих дверей у фізкультурно-спортивних організаціях та проведення масових спортивних змагань.
Видатні спортсмени, що народились в Новгородській області
- Валерій Васильєв (1949—2012) — радянський хокеїст, захисник, дворазовий олімпійський чемпіон (1972, 1976 років), срібний призер Олімпійських ігор (1980), восьмикратний чемпіон світу, заслужений майстер спорту СРСР (1973).
- Євген Миронов (1959) — радянський легкоатлет, срібний призер Олімпійських ігор в штовханні ядра (1976), заслужений майстер спорту СРСР.
- Любов Мухачева (1947) — радянська лижниця, Олімпійська чемпіонка (1972), заслужений майстер спорту СРСР (1972).
- Мар'яна Наумова (Стара Русса, 1999-) — російська спортсменка, чемпіон світу з пауерліфтингу, «культурний посол» кремлівської пропаганди.
- Павло Сеничев (1924—1997) — радянський стрілок, срібний призер Олімпійських ігор (1964), чемпіон світу (1962).
- Ніна Трофимова (1953) — радянська спортсменка (веслування на байдарках), олімпійська чемпіонка (1976), срібний призер Олімпійських ігор (1980), дворазова чемпіонка світу (1973), заслужений майстер спорту СРСР (1973).
- Ніна Фролова (1948) — радянська спортсменка (академічне веслування), срібний призер Олімпійських ігор (1980), чотириразова чемпіонка світу, заслужений майстер спорту СРСР (1979).

### Атласи, карти
- Атлас світу / голов. ред. І. С. Руденко ; зав. ред. В. В. Радченко ; відп. ред. О. В. Вакуленко. — К. : ДНВП «Картографія», 2005. — 336 с. — ISBN 9666315467.
- (рос.) Атлас Новгородской области / ред. коллегия: Шведчиков Б. Н., Селиверстов Ю. П., Дуров А. Г. и др.; ст. ред. Тимофеева Н.И. — М. : Главное управление геодезии и картографии при Совете Министров СССР, 1982.
- (рос.) Новгородская область: Атлас / Министерство экономического развития Российской Федерации. Федеральное агентство геодезии и картографии (Роскартография). — Великий Новгород : Новгородское аэрогеодезическое предприятие, 2008. — 144 с. — (Регионы России). — 200 екз.

### Природа
- (рос.) Агроклиматический справочник по Новгородской области. — Л. : Гидрометеоиздат, 1960.
- (рос.) Антонова З. Е. Регионально-типологическое ландшафтное районирование Новгородской области // Полевой сезон – 2015: Исследования и природоохранные действия на особо охраняемых природных территориях Новгородской области: Материалы 6-й регион. науч.-практ. конф., г. Великий Новгород, 11–12 декабря 2015 г / Сост. и общ. ред. Е. М. Литвиновой. — СПб. : Арт-Экспресс, 2016.
- (рос.) Барышева А. А. Местные климаты и ландшафты Новгородской области. — Великий Новгород : Новгородский региональный центр развития образования, 2008.
- (рос.) Природа родного края. Новгородская область / под общ. ред. В. В. Белякова. — Великий Новгород : АСПИРСТ, 2013.
- (рос.) География и геология Новгородской области: Учеб. пособие / НовГУ им. Ярослава Мудрого. — Великий Новгород : Великий Новгород, 2002.
- (рос.) Гембель А. В. Природа Новгородской области. — Л. : Изд-во Ленинградского пед. ин-тута им. Герцена, 1963.
- (рос.) Мантейфель Б. К. Календарь природы Новгорода // Календарь природы СССР. — 1949.
- (рос.) Можайский И. П. Учебный курс географии Новгородской губернии. — 2–е изд., испр.и доп. — Новгород : Типолитография Губернского правления, 1890.
- (рос.) Обзор состояния окружающей природной среды Новгородской области в 2006 году. — Великий Новгород, 2008.
- (рос.) Попадейкин В. И., Струков В. В. По Валдаю. — М. : Спорт, 1966.
- (рос.) Природа и население Ленинградской области. Справочная книга по краеведению. — М.-Л., 1928.
- (рос.) Природное районирование Новгородской области / отв. ред. Н. В. Разумихин. — Л. : Изд-во ЛГУ, 1978.
- (рос.) Пылаев В. А. Старорусский край. Природа и население. — Новгород, 1928.
- (рос.) Северо-запад РСФСР. Физико-географическое описание. — М.-Л., 1949.
- (рос.) Секретарь Л. А., Филиппова Л. А. По Приильменью. — Л. : Лениздат, 1991.
- (рос.) Семенов А. И. Туристские маршруты по Новгородской области. — Новгород : Изд-во газеты «Новгородская правда», 1961.
- (рос.) Серова В. Н., Барышева А. А., Жекулин В. С. География Новгородской области. — Л. : Лениздат, 1988. — 94 с.

### Історія
- Плахонін А. Г. Новгород Великий // Енциклопедія історії України : у 10 т. / редкол.: В. А. Смолій (голова) та ін. ; Інститут історії України НАН України. — К. : Наукова думка, 2010. — Т. 7 : Мл — О. — С. 441. — ISBN 978-966-00-1061-1.
- (рос.) Великий Новгород. История и культура IX–XVII вв. : энциклопедический словарь. — СПб. : Нестор–История, 2009.
- (рос.) Новгород и Новгородская земля. История и археология. — Новгород : Новгородский государственный объединенный музей–заповедник, 1989–2012.
- (рос.) Арциховский А. В. Археологическое изучение Новгорода // Труды Новгородской археологической экспедиции. — М., 1956. — Т. 1. Материалы и исследования по археологии СССР, № 55. Архівовано з джерела 25 вересня 2006.
- (рос.) Вязинин И. Н., Краснопевцев Е. М. Дорогами отцов. — Новгород : Изд-во газеты «Новгородская правда», 1966.
- (рос.) Зимина М. П. Каменный век бассейна реки Мсты. — М. : Координационно–методический центр прикладной этнографии Института этнологии и антропологии РАН, 1993.
- (рос.) Ключевский В. О. Русская история. Полный курс лекций. — М. : ОЛМА-ПРЕСС, 2004. — 831 с. — ISBN 5-94849-564-7.
- (рос.) Великий Новгород в иностранных сочинениях XV — нач. XX века / Сост. Г. М. Коваленко. — М. : Издат. дом «Стратегия», 2005.
- (рос.) Макарий (Миролюбов), архиеп. Археологическое описание церковных древностей в Новгороде и его окрестностях. — М. : Типография В. Готье, 1860.
- (рос.) Неволин К. А. О пятинах и погостах новгородских в XVI веке, с приложением карты // ЗапискиРусского географического общества. — СПб. : Типография Императорской Академии наук, 1853. — Т. 8.
- (рос.) Описание Российской империи в историческом, географическом и статистическом отношениях. — СПб., 1844. — Т. 1. Новгородская губерния.
- (рос.) Скрынников Р. Г. Трагедия Новгорода. — М. : Изд-во им. Сабашниковых, 1994. — 188 с. — ISBN 5-8242-0033-5.
- (рос.) Смирнов В. Г. История Великого Новгорода. — М. : Вече, 2007.
- (рос.) Смирнов В. Г. Великая Отечественная война на Новгородской земле. — М. : Вече, 2020.
- (рос.) Токмаков И. Ф. Материалы для исторического и церковно–археологического описания Новгородской губернии. — Новгород : Типография Новгородского Губернского правления, 1883–1892.
- (рос.) Янин В. Л. Берестяная почта столетий. — М. : Педагогика, 1979. — 141 с. — (Учёные — школьнику)
- (рос.) Янин В. Л. У истоков Новгородской государственности. — Великий Новгород : Новгородский гос. университет им. Ярослава Мудрого, 2001.

### Економіка
- (рос.) Статистический ежегодник Новгородской области. 2020 : Статистический сборник. — Великий Новгород : Новгородстат, 2020. — 362 с. — ISBN 978-5-9903770-9-7.
- (рос.) История экономики Великого Новгорода и Новгородской земли : очерки хозяйственного развития. — Великий Новгород : Новгородский филиал Санкт–Петербургского государственного университета экономики и финансов, 2009.
- (рос.) Народное хозяйство Новгородской области. Статистический справочник. — М. : Статистика, 1965.

### Культура
- (рос.) Архитектурное наследие Великого Новгорода и Новгородской области / под ред. М. И. Мильчика. — СПб. : СПАС: Лики России, 2008.
- (рос.) Арциховский А. В. Новгородские ремесла // Новгородский исторический сборник. — Новгород : [б. и.], 1939. — Вип. 6.
- (рос.) Банин А. А. и др. Свадебные песни Новгородской области. — Л. : Лениздат, 1974.
- (рос.) Бочаров Г. Н. Прикладное искусство Новгорода Великого. — М. : Наука, 1969.
- (рос.) Булкин В. А. Архитектурно–строительная ситуация в новгородском зодчестве конца XII – начала XIII вв. // Генезис и развитие феодализма в России. — Л. : Изд-во ЛГУ, 1987.
- (рос.) Веретенников А. М. Великий Новгород и Псков. — М. : Вече, 2003.
- (рос.) Гордин А. М. Иконостас в Новгородской епархии в XI–XIII вв. // Дивинец Староладожский. — СПб. : Издательство Санкт–Петербургского университета, 1997.
- (рос.) Декоративно–прикладное искусство Великого Новгорода : художественный металл XVI–XVII вв. — М. : Наука, 2008.
- (рос.) Иконы Великого Новгорода XI — начала XVI в. — М. : Северный паломник, 2008.
- (рос.) Каргер М. К. Новгород Великий. — М.–Л. : Искусство, 1961. — 309 с.
- (рос.) Кирпичников А. Н. Каменные крепости Новгородской земли. — Л. : Наука, 1984.
- (рос.) Комеч А. И. Два направления в новгородской архитектуре начала XII в. // Средневековое искусство. Русь. Грузия. — М. : Наука, 1978.
- (рос.) Красноречьев Л. Е., Тынтаева Л. Я. «…Как мера и красота скажут»: памятники древнего деревянного зодчества Новгородской области. — Л. : Лениздат, 1971.
- (рос.) Кушнир И. И. Новгород. — Л. : Стройиздат, 1967.
- (рос.) Кушнир И. И. Архитектура Новгорода. — Л. : Стройиздат, 1991. — 240 с.
- (рос.) Лихачев Д. С. Новгород Великий: Очерк истории культуры Новгорода XI–XVII вв. — М. : Советская Россия, 1959.
- Максимов П. Н. Зарубежные связи в архитектуре Новгорода и Пскова XI — начала XVI вв // Архитектурное наследство. — М. : Издательство литературы по строительству, архитектуре и строительным материалам, 1960. — Вып. 12.
- (рос.) Материалы Свода памятников истории и культуры РСФСР. Новгородская область. — М. : НИИ культуры, 1986.
- (рос.) Некрасов А. И. Великий Новгород и его художественная жизнь. — М. : Изд-во тов-ва «В. В. Думнов, наследник братьев Салаевых», 1924.
- (рос.) Песни Городенского хора. — Новгород : Ленинградский гос. институт культуры, 1990.
- (рос.) Петров Д. А., Седов В. В. Конструктивная типология новгородских крестовокупольных храмов XVI в. // Земля Псковская, древняя и социалистическая. — Псков : [б. и.], 1988.
- (рос.) Седов В. В. Об иконографии внутреннего пространства новгородских храмов XIII – начала XVI вв. // Иконография архитектуры. — М. : ВНИИ теории архитектуры и градостроительства, 1990.
- Секретарь Л. А. Новгородские постройки периода раннего классицизма // Архитектурное наследие и реставрация. — М. : Росреставрация, 1992. — Вип. 5.
- (рос.) Секретарь Л. А. Монастыри Великого Новгорода и окрестностей. — М. : Северный паломник, 2011.
- (рос.) Традиционный фольклор Новгородской области (по записям 1963-1976 гг.) : песни, причитания / АН СССР, Ин-т рус. лит. (Пушкинский дом) ; изд. подгот. В. И. Жекулина и др. ; отв. ред. А. А. Горелов. — Л. : Наука, 1979. — 350 с.